# Wilhelmshaven

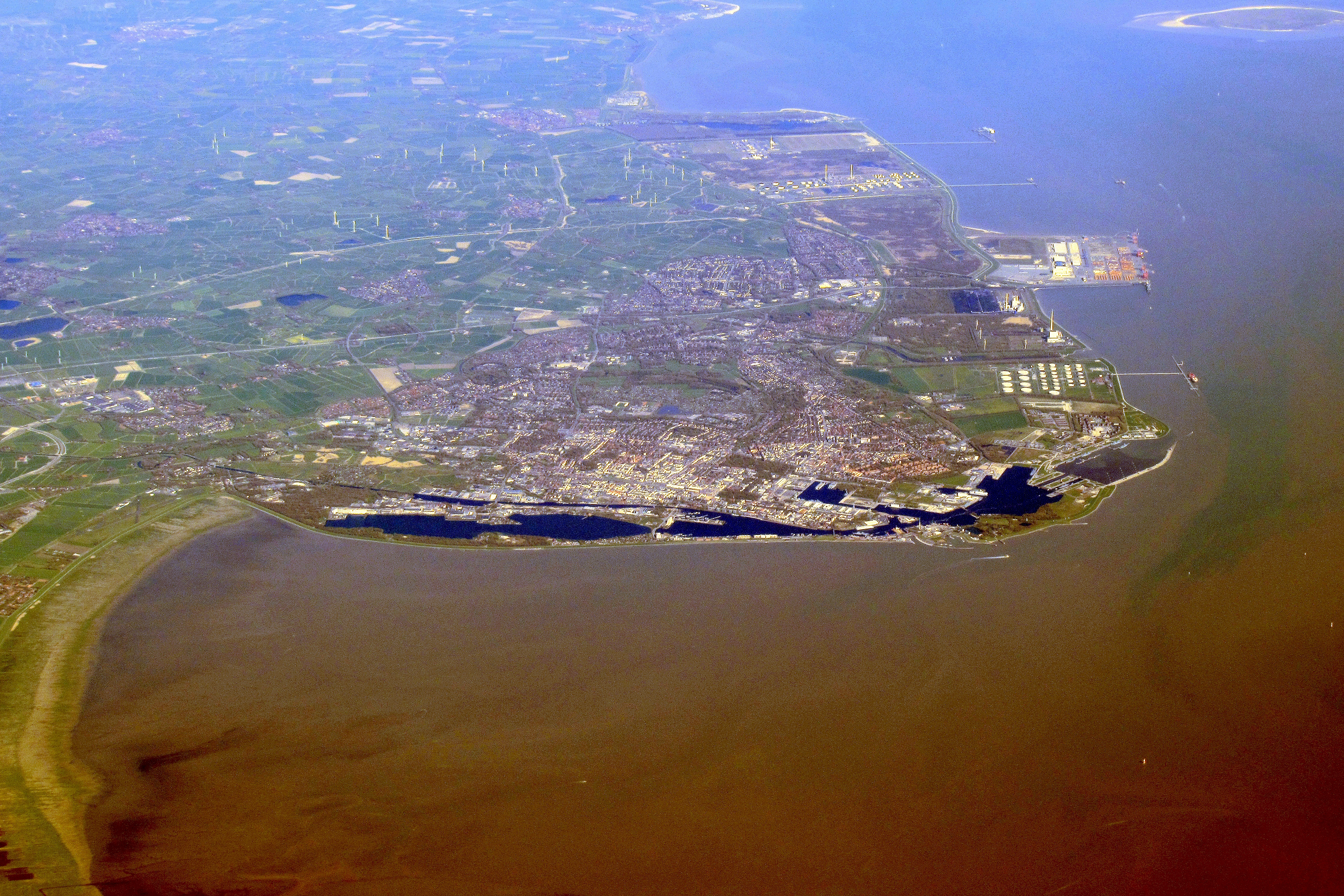
Wilhelmshaven

Wilhelmshaven am Jadebusen und Bremerhaven an der Wesermündung

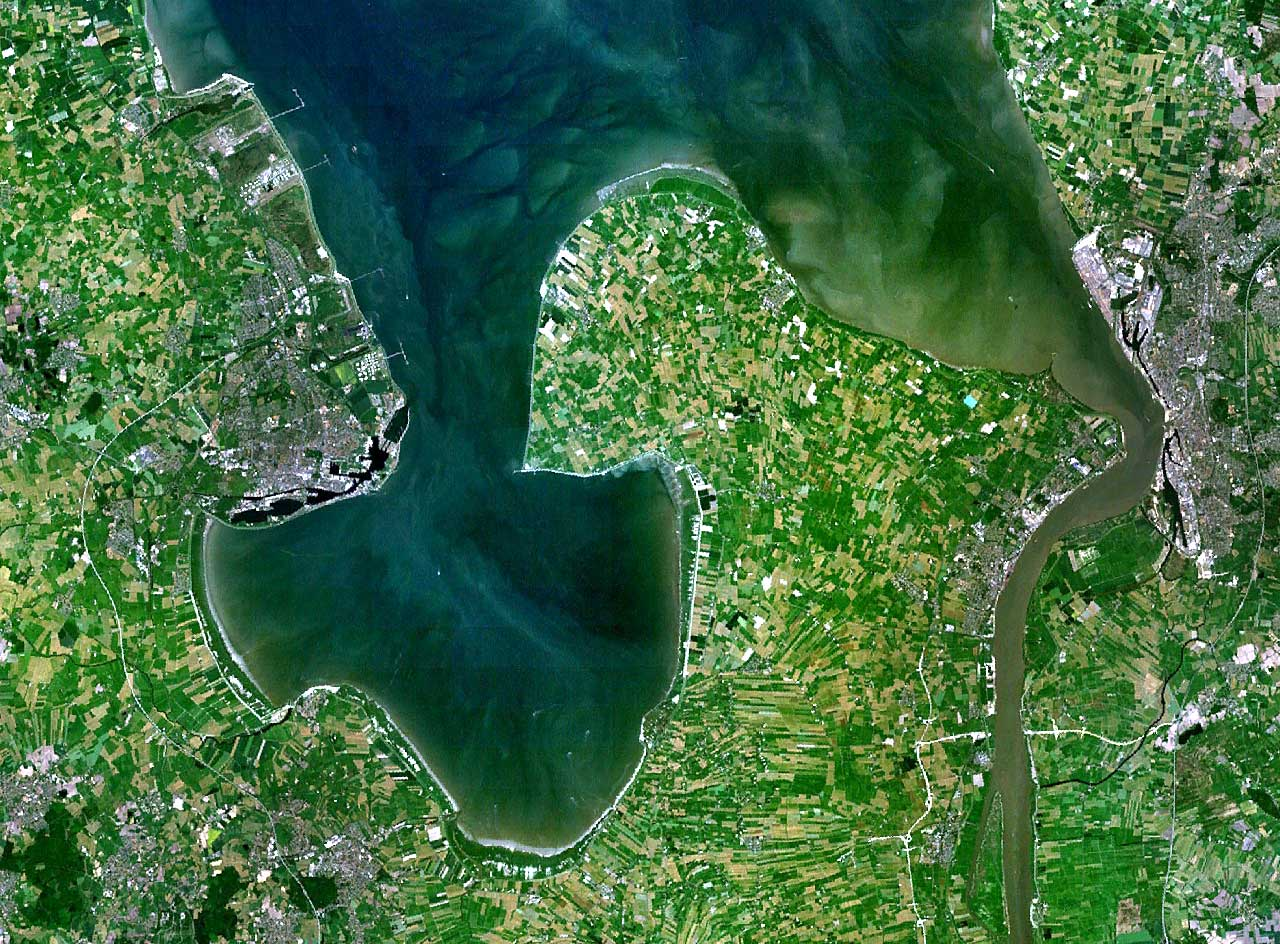
Satellitenaufnahme der Region

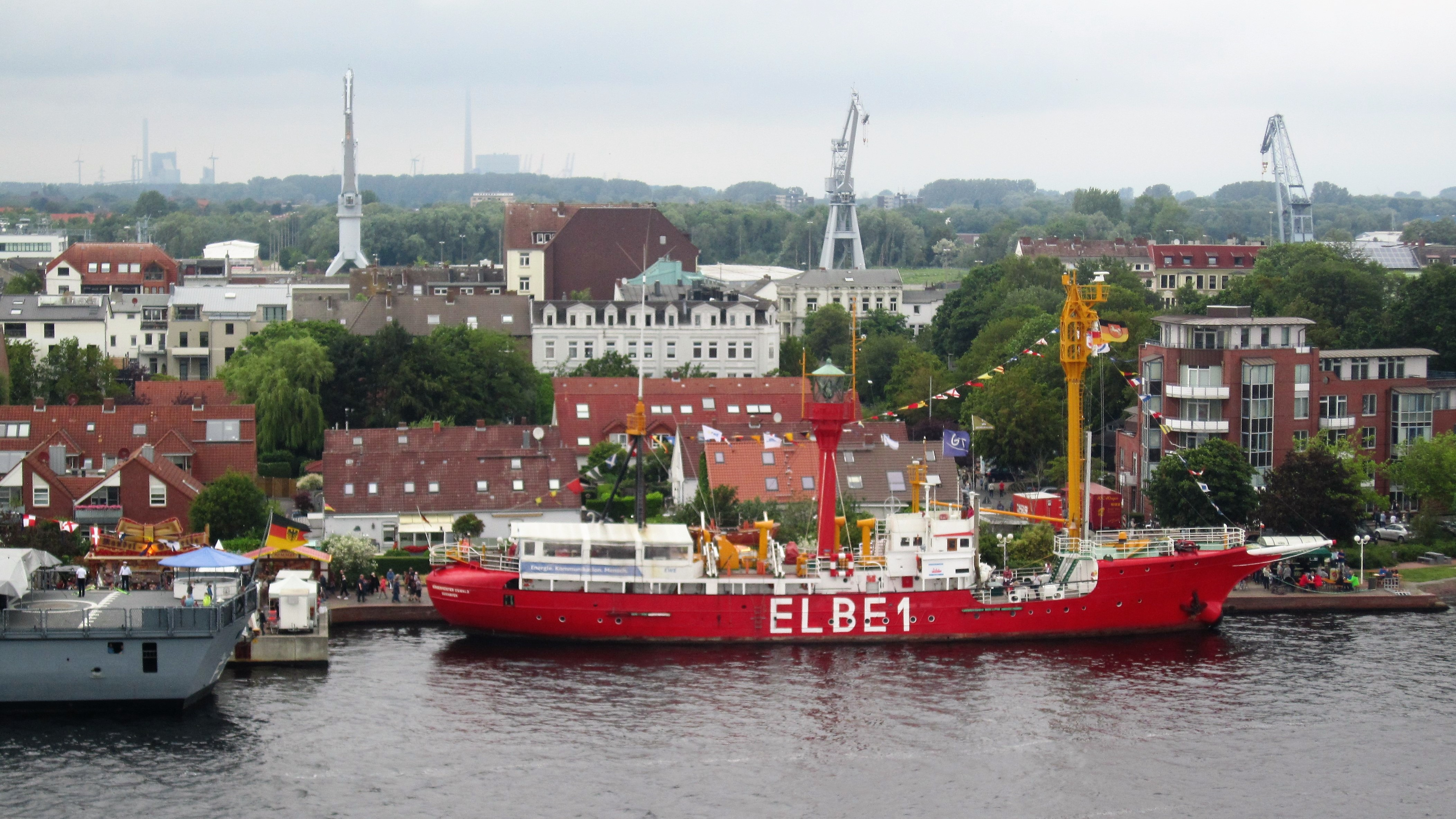
Blick über den Großen Hafen in Richtung Norden am Tag der Niedersachsen 2019

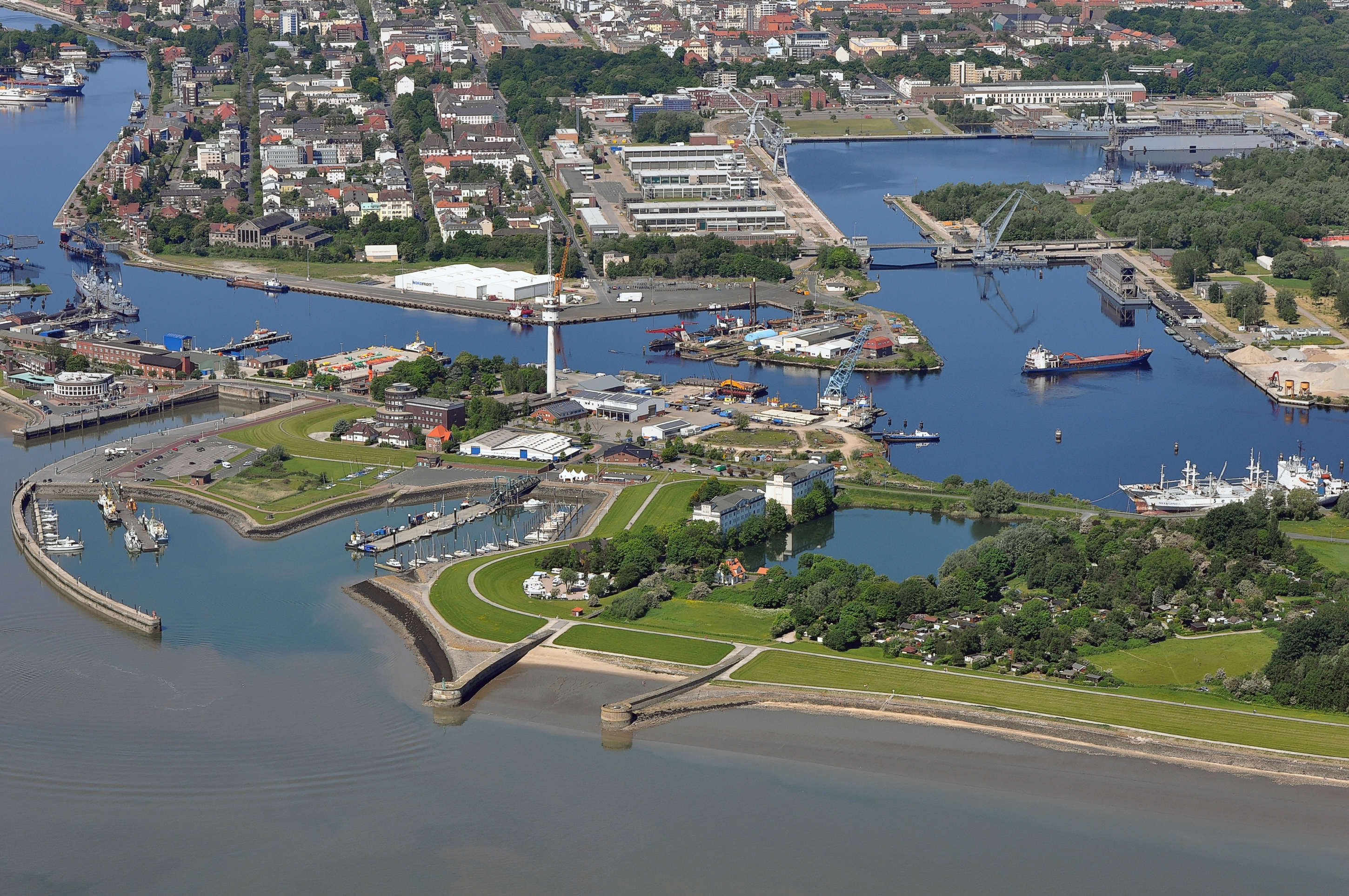
Blick über den inneren Hafen

Wilhelmshaven […ˈhaːfən] (niederdeutsch Willemshaven) ist eine kreisfreie Stadt im Nordwesten Deutschlands. Sie liegt an der Nordwestküste des Jadebusens, einer etwa 190 km² großen Meeresbucht an der Nordsee. Die Mittelstadt hat 75.745 Einwohner und ist ein Oberzentrum. Seit 2006 gehört Wilhelmshaven zur Metropolregion Nordwest, einer von insgesamt zwölf europäischen Metropolregionen in Deutschland.

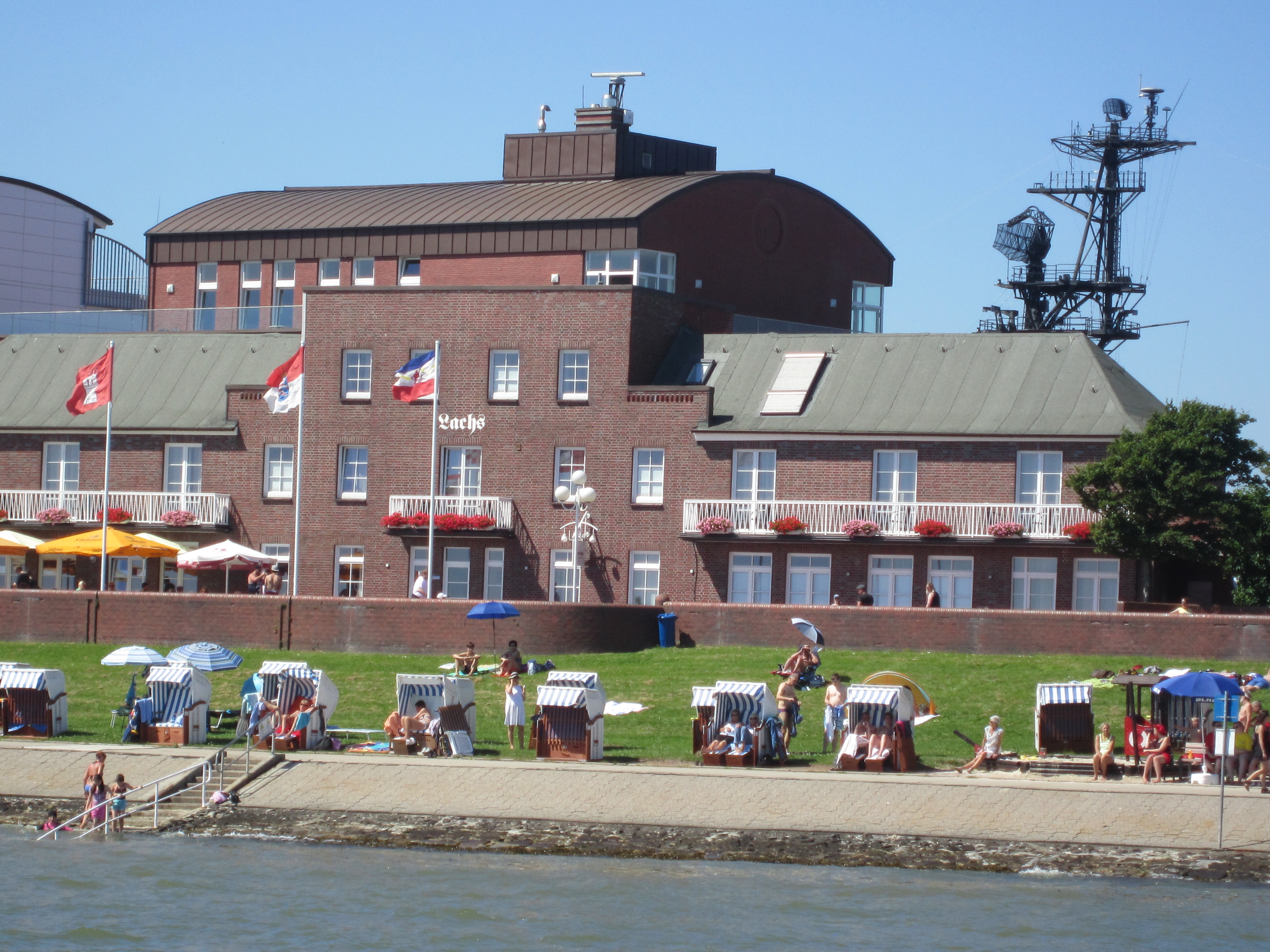
Im Süden der Stadt reicht die Bebauung bis an den Strand des Jadebusens

Die Stadtgeschichte ist seit der Einweihung als „erster deutscher Kriegshafen an der Jade“ am 17. Juni 1869 eng mit der Geschichte der Deutschen Marine verbunden. Die Stadt ist heute der größte Standort der Deutschen Marine, seit Umsetzung des Stationierungskonzepts 2011 der Bundeswehr auch der größte Standort der Bundeswehr und einer der größten Marinestützpunkte in Westeuropa.
Wilhelmshaven hat den Tiefwasserhafen mit der größten Wassertiefe in Deutschland und ist der größte Erdölumschlaghafen des Landes. 72 Prozent des Rohölumschlags aller deutschen Seehäfen und fast 27 Prozent des deutschen Rohölimports werden über Wilhelmshaven abgewickelt. Von hier führen Pipelines zu Erdölraffinerien im Rhein-Ruhr-Gebiet und nach Hamburg. Das tiefe Fahrwasser der Jade prägt die Wirtschaft und ist die Basis für Ansiedlungen von Großbetrieben der Petrochemie, der chemischen Industrie, der stromerzeugenden Industrie, der Logistik-Industrie und weiterer maritimer Wirtschaftszweige (Reparaturwerften, Schiffsausrüstungen etc.). Mit dem im September 2012 eröffneten JadeWeserPort erhielt Wilhelmshaven ein von der Tide unabhängiges Containerterminal, das auch die größten Containerschiffe voll beladen abfertigen kann.
Die Nordseestadt ist Standort der Jade Hochschule sowie wissenschaftlicher Forschungseinrichtungen, wie die Senckenberg Gesellschaft für Naturforschung, das Niedersächsische Institut für historische Küstenforschung, das Institut für Vogelforschung und das Institut für Chemie und Biologie des Meeres.
Wilhelmshaven profitiert vom Tourismus an der Nordseeküste. Die Stadt zieht mit ihren Einkaufsmöglichkeiten und ihren touristischen Einrichtungen Feriengäste der umliegenden Badeorte an.

## Geografie

### Geografische Lage

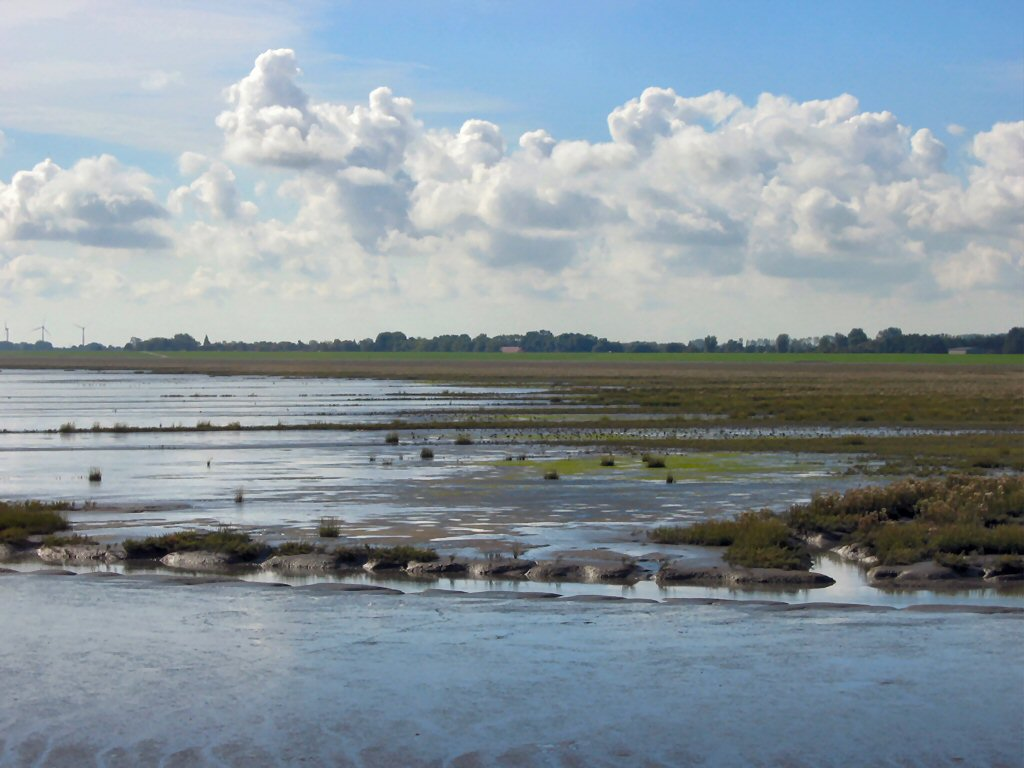
Blick über das Wattgebiet bei Mariensiel

Wilhelmshaven liegt im Nordwesten Deutschlands an der Nordwestküste des Jadebusens, einer großen Meeresbucht an der Nordsee. Das Stadtgebiet liegt im östlichen Teil der ostfriesischen Halbinsel zwischen Dollart und Jadebusen. Das Watt in dieser Küstenregion gehört zum Nationalpark Niedersächsisches Wattenmeer.

### Geologie
Die Stadt wird durch die umgebende Marsch-Landschaft geprägt. Marschen sind generell flache Landstriche ohne natürliche Erhebungen. Entstehungsgeschichtlich gehört die Marsch zu den jüngsten geologischen Formationen. Sie ist holozänen, also nacheiszeitlichen Ursprunges. Bedingt durch die Marsch liegt Wilhelmshaven im Durchschnitt nur zwei Meter über Normalnull. Das Stadtgebiet muss daher vollständig durch Deiche vor Sturmfluten geschützt werden. Die ständige Erhaltung und Verbesserung der Deiche ist Aufgabe des III. Oldenburgischen Deichbands.
Die tiefste Stelle des Stadtgebiets befindet sich in der Maadesenkung am Kreuzelwerk mit 0,5 m unter NN. Die höchste Erhebung ist mit 11,8 m ü. NN der künstliche „Rüstringer Berg“ am Ölhafen. Er ist durch Sandabdeckung einer gesprengten Geschützstellung aus dem Zweiten Weltkrieg entstanden.
Große Teile im Osten der Stadtflächen hat man erst im 20. Jahrhundert der Nordsee abgerungen. Groden heißen hier die durch Deichbau und Entwässerung gewonnenen, flachen Neulandgebiete. Die folgenden drei Groden haben das Stadtgebiet beträchtlich vergrößert:
- Heppenser Groden (Eindeichung ab 1938 – Fläche 640,5 Hektar)
- Rüstersieler Groden (Eindeichung ab 1963 – Fläche 590,9 Hektar)
- Voslapper Groden (Eindeichung ab 1971 – Fläche 1312,4 Hektar)

Zu diesen Flächen kam 2012 das neu aufgespülte Hafen- und Logistikgelände des JadeWeserPorts mit einer Fläche von rund 344 Hektar hinzu.
Eine Besonderheit birgt der geologische Untergrund von Wilhelmshaven. Das Nordwestdeutsche Becken ist mit großen Salzansammlungen, den sogenannten Salzstöcken durchzogen. Unter dem Stadtgebiet im Bereich des Ortsteils Coldewei liegt der Salzstock Rüstringen. Er wird seit 1968 als Speicherkaverne für die Erdöllagerung genutzt. Die zylinderförmigen Kavernen der Nord-West-Kavernengesellschaft (NWKG) haben eine horizontale Ausdehnung von ungefähr 250 mal 70 Meter und reichen bis zu 2000 Meter tief. Sie dienen der Lagerung der im Erdölbevorratungsgesetz vorgeschriebenen Erdölreserve für Krisenzeiten. 2022 betreibt die NWKG in Wilhelmshaven 38 Kavernen für Rohöl.

### Gewässer

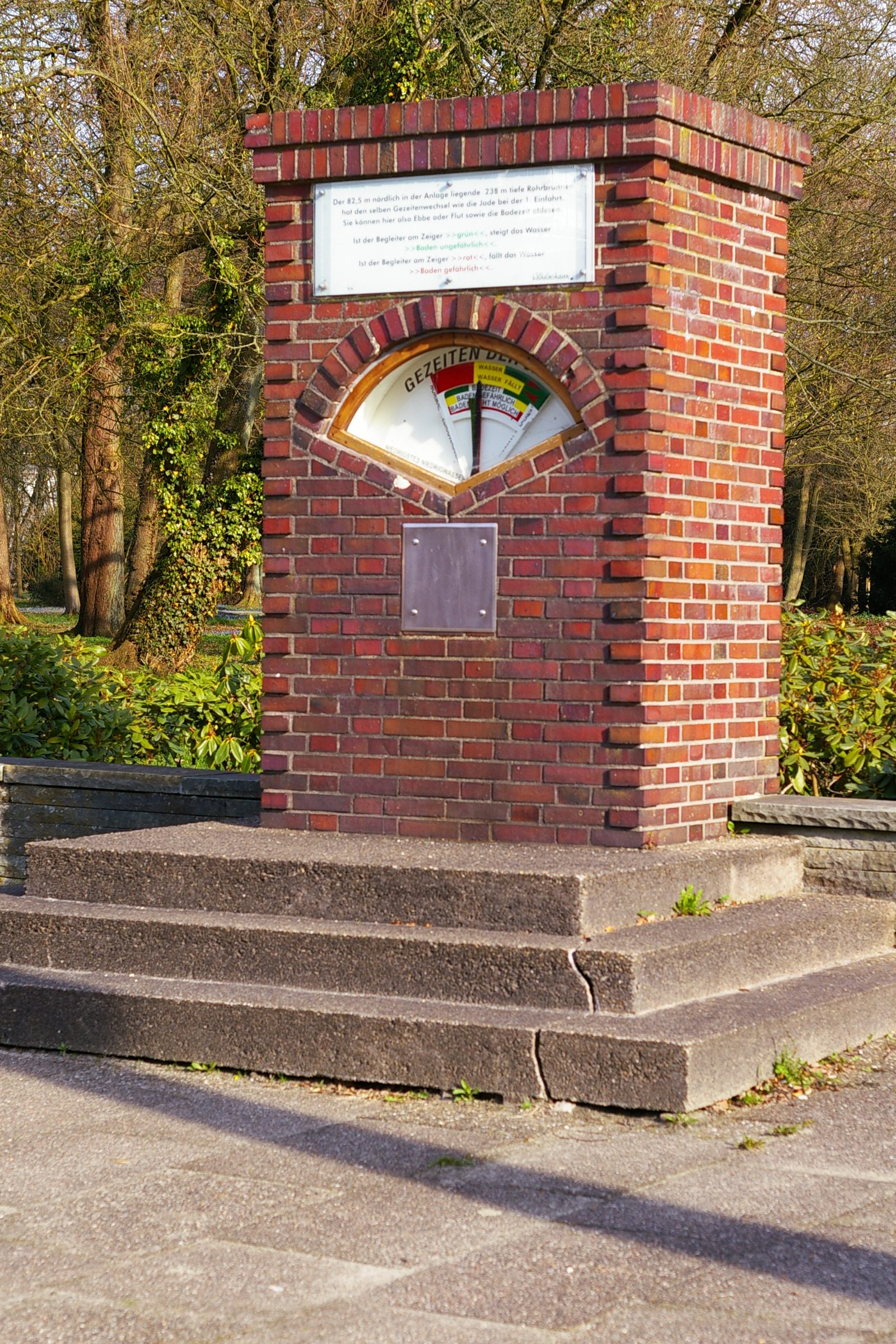
Gezeitenanzeiger an der Kreuzung Gökerstraße / Ebertstraße

Das Stadtgebiet wird auf zwei Seiten von großen Gewässern eingefasst. Im Osten wird die Stadt vollständig vom tiefen Fahrwasser der Innenjade begrenzt. Im Südosten Wilhelmshavens verläuft das Fahrwasser weitere zwei Kilometer durch den Jadebusen. Im Süden liegen die Wattgebiete des Jadebusens, die zweimal täglich vom Meerwasser der Nordsee überschwemmt werden. Der Tidenhub der Jade beträgt 3,15 m – 4,33 m, das ist etwa so viel wie an der Wesermündung, ein halber Meter weniger als in Antwerpen und gut doppelt so viel wie in Rotterdam. Mit jedem Tidenzyklus strömt fast der gesamte Wasserinhalt des Jadebusens durch die Enge des Jadefahrwassers bei Flut ein und bei Ebbe wieder aus. Diese natürliche Pendelströmung spült das Fahrwasser ständig von etwaigen störenden Sandablagerungen frei. Sie ist hier wesentlich stärker als in den Flussmündungen von Elbe und Weser. Und der Eintrag von Sedimenten ist geringer. Allerdings stellt der starke Ebbstrom eine große Gefahr für Badende und Benutzer kleiner, vor allem unmotorisierter Wasserfahrzeuge dar.

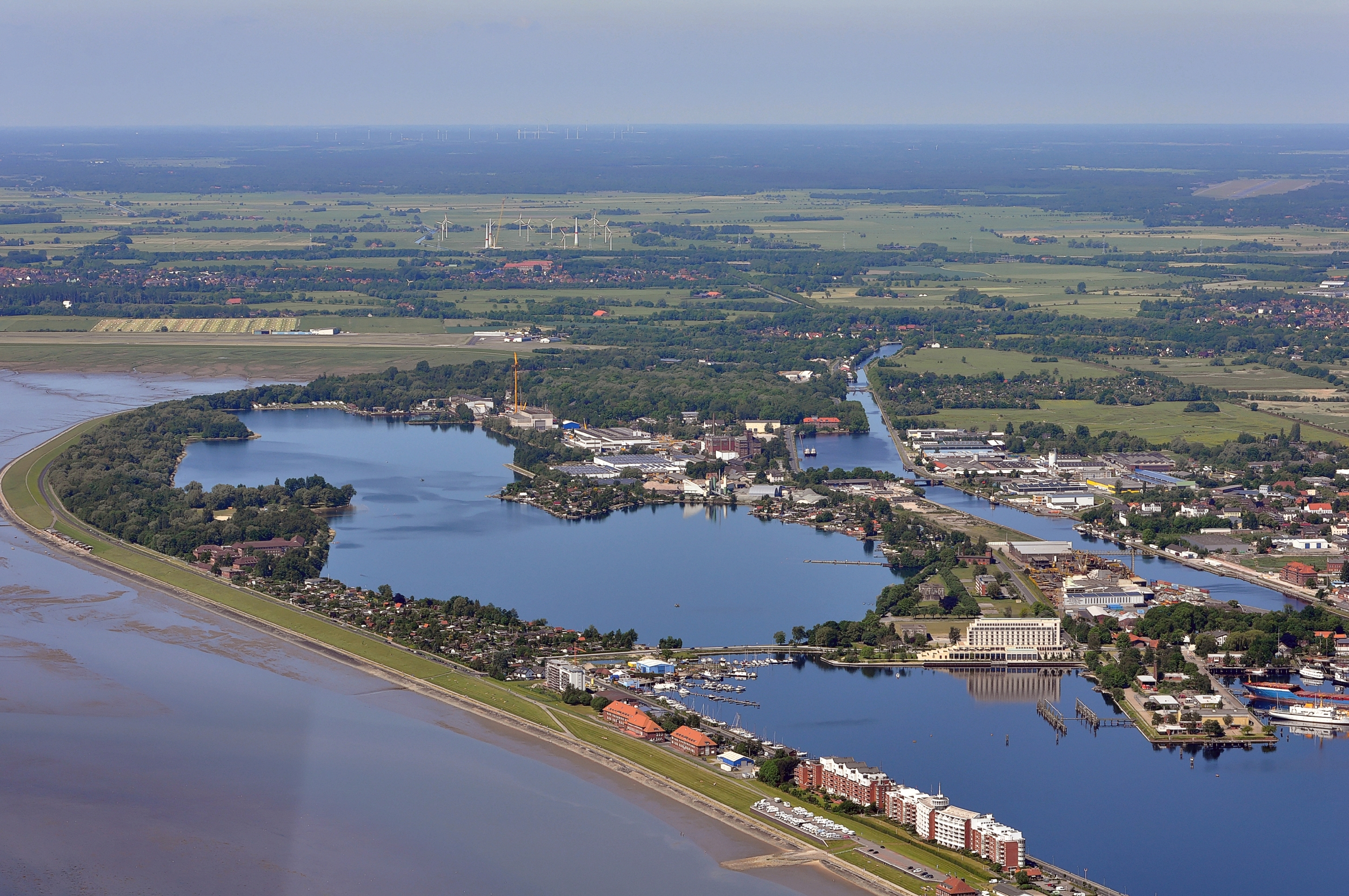
Luftaufnahme des Banter Sees und des Ems-Jade-Kanals (Blick Richtung Nordwest)
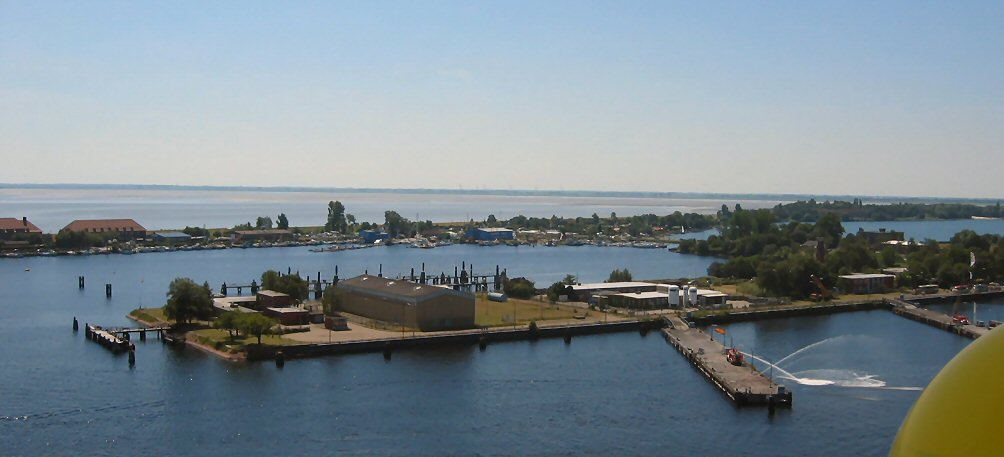
Blick vom Riesenrad über den Großen Hafen und den Banter See in Richtung Südwest; im Hintergrund der Jadebusen
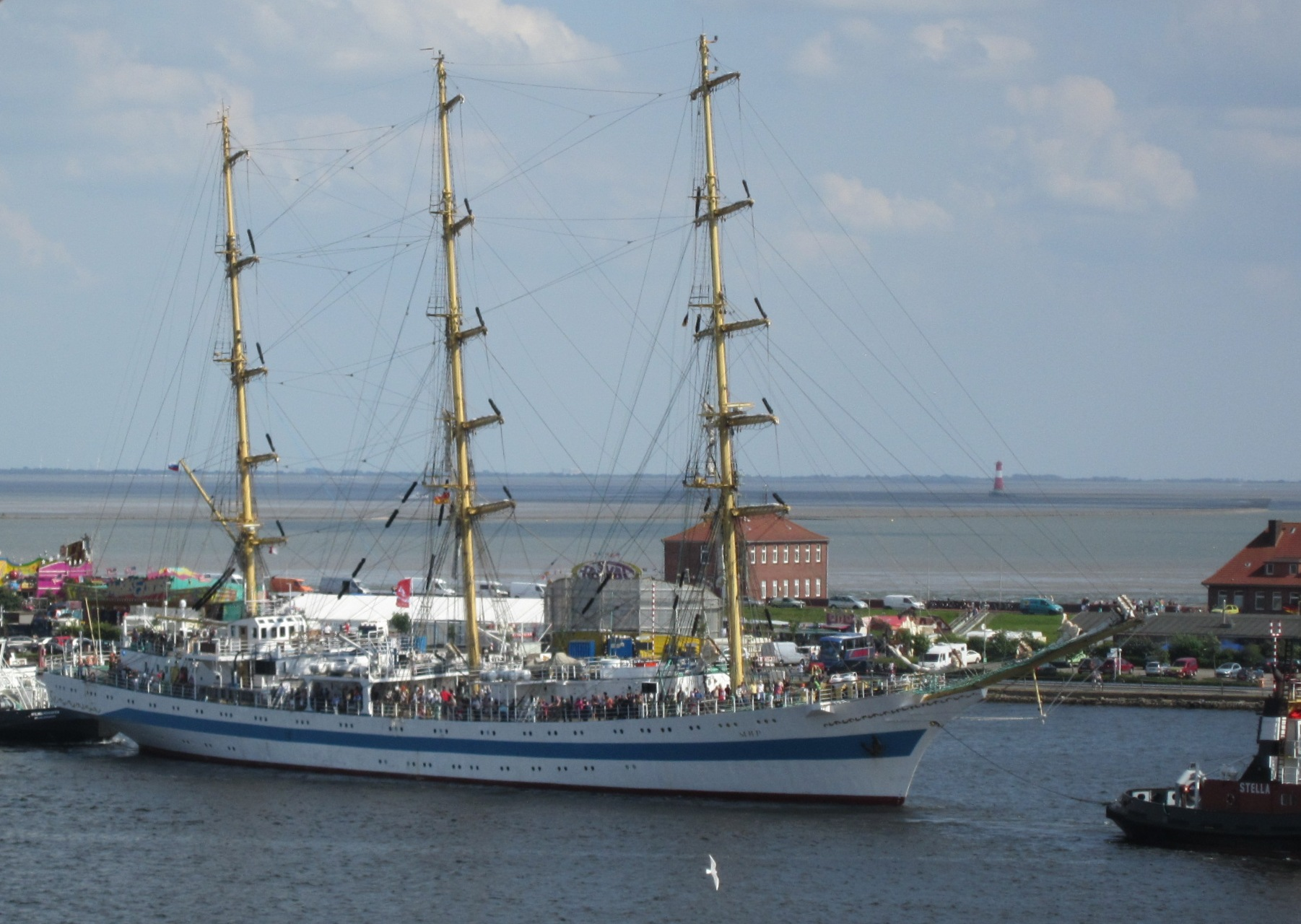
Blick vom Riesenrad über den Großen Hafen mit dem russischen Segelschulschiff MIR und den Südstrand in Richtung Südost; im Hintergrund der Jadebusen
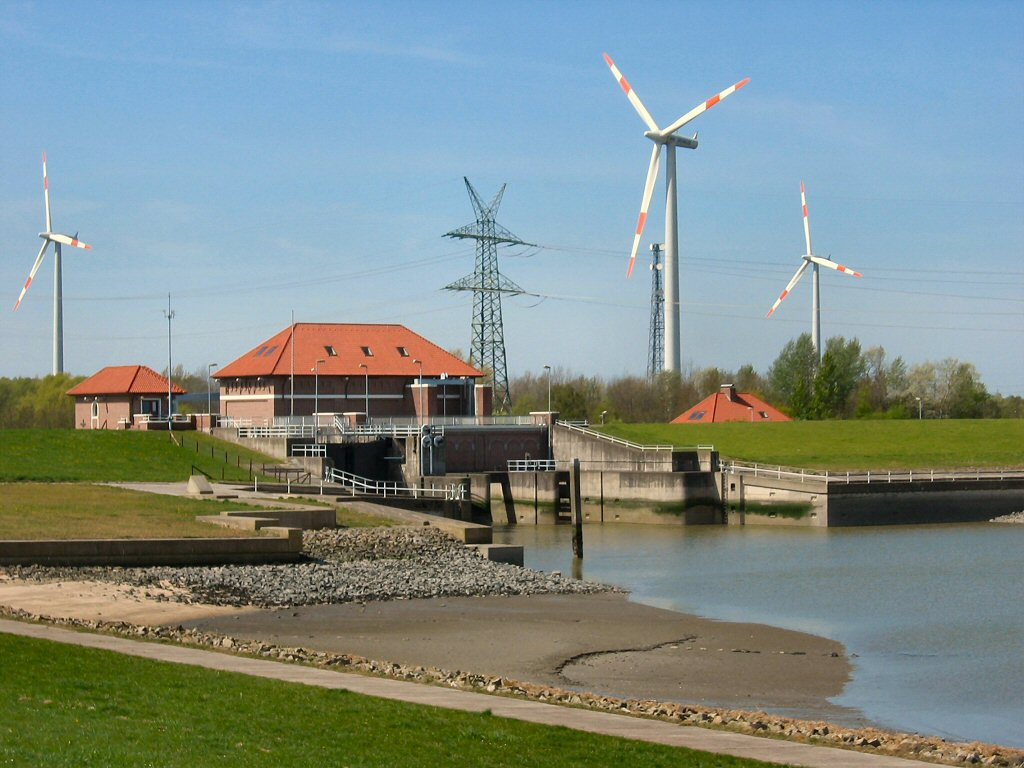
Maadesiel von der Seeseite

Im Stadtgebiet gibt es 645 Hektar Wasserflächen, das sind 6,2 % der Gesamtfläche. Zum größten Teil bestehen diese Flächen aus den Hafenbecken des Innenhafens, also aus Vorhafen, Nordhafen, Ausrüstungshafen, Arsenalhafen, Verbindungshafen, Großer Hafen, Handelshafen, Kohlenhafen und Kanalhafen. Der Innenhafen wird über die größte Schleuse Deutschlands, die Seeschleuse der 4. Hafeneinfahrt, mit den Seeschifffahrtsstraßen der Nordsee verbunden.
Hinzu kommt die Fläche des Banter Sees, eines Brackwassersees, der bis 1945 als West- und Zwischenhafen zum Hafengebiet gehörte. Bei Kriegsende 1945 ordneten die Alliierten an, die Hafenbecken durch Dämme aus Trümmerschutt der zerbombten Stadt unbrauchbar zu machen. Der letzte noch verbliebene Damm, der Grodendamm, trennt den Banter See vom Großen Hafen. Es entstand ein künstlicher, leicht salzhaltiger See, der eines der großen Naherholungsgebiete bildet.
Auf dem Stadtgebiet beginnt/endet der Ems-Jade-Kanal. Er ist eine künstliche Wasserstraße, die Wilhelmshaven über Sande und Aurich mit Emden verbindet. Die Länge des Ems-Jade-Kanals im Stadtgebiet beträgt 10,5 km. Beim Ausbau der Hafenanlagen hatte er eine große Bedeutung, da auf ihm Material wie Sand, Steine, Kohlen etc. transportiert wurde. Heute besitzt der Kanal keine wirtschaftliche Bedeutung mehr, sondern wird hauptsächlich touristisch genutzt.
Der einzige Binnenfluss im Stadtgebiet ist die Maade. Mit den ihr angeschlossenen Tiefs, Zug- und Schaugräben dient sie in erster Linie der Entwässerung der tiefer gelegenen Flächen hinter den Deichen. Der Fluss mündet über ein Siel in der Nähe des Stadtteils Rüstersiel in die Jade. Dieses Maadesiel ist ein Mündungsschöpfwerk mit Seeschleuse, das die Ableitung des Flusses auch dann sicherstellt, wenn ein regulärer Wasserabfluss aufgrund der Tidenverhältnisse auf der Jade nicht möglich ist.

### Ausdehnung des Stadtgebiets
Das Stadtgebiet hat eine Fläche von 106,91 km². Die größte Ausdehnung in Nord-Süd-Richtung beträgt 15,5 km und in West-Ost-Richtung 9,3 km. Die Stadtgrenze hat eine Gesamtlänge von 57,8 km, davon liegen 27,3 km direkt an der See und 30,5 km grenzen landseitig an andere Gemeinden.

### Flächennutzung
| Flächennutzung (Stand 31. Dezember 2020) | Fläche in ha | Anteil   |
| ---------------------------------------- | ------------ | -------- |
| Wohn- und Freiflächen                    | 1.680        | 15,7 %   |
| Gewerbefläche                            | 1.430        | 13,4 %   |
| Verkehrsflächen                          | 1.172        | 10,9 %   |
| Grünanlagen/Sport                        | 0.509        | 04,8 %   |
| Landwirtschaftsflächen                   | 4.157        | 38,8 %   |
| Waldflächen/Gehölz                       | 0.120        | 01,1 %   |
| Sonstige Nutzung                         | 1.639        | 15,3 %   |
| Gesamtfläche                             | 10.7070      | 100,0 %0 |

Rund 45 % des Stadtgebietes der „Grünen Stadt am Meer“ bestehen aus Landwirtschafts- und Waldflächen sowie Grünanlagen. Die Flächenaufteilung ist im Einzelnen in der folgenden Tabelle angegeben:

### Nachbargemeinden
Im Westen grenzen die Gemeinde Sande und die Stadt Schortens, im Norden die Gemeinde Wangerland an. Alle drei Nachbargemeinden gehören zum Landkreis Friesland. Die Stadt grenzt im Osten und Süden an die Nordsee. In östlicher Richtung auf der anderen Seite der Jade liegt die Gemeinde Butjadingen. Sie bildet den nördlichen Teil des Landkreises Wesermarsch. In südlicher Richtung auf der anderen Seite des Jadebusens erkennt man bei gutem Wetter die Umgebung von Dangast, dem südlichsten Nordseebad an der Nordseeküste. Dangast gehört zur Stadt Varel im Landkreis Friesland.

### Stadtgliederung

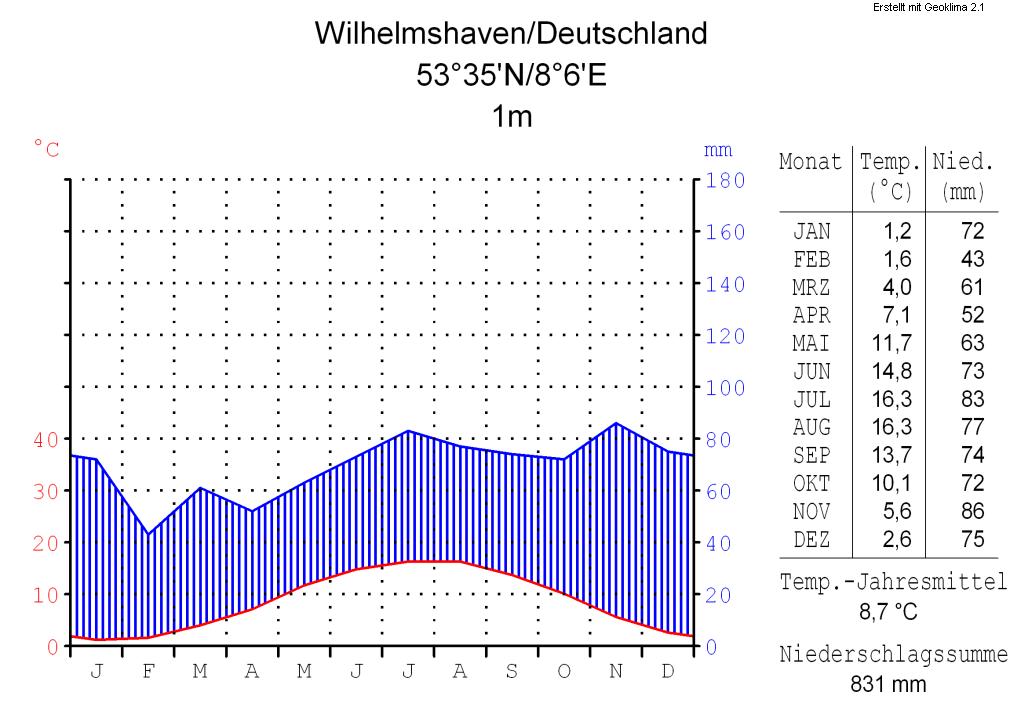
Klimadiagramm von Wilhelmshaven

Das Stadtgebiet Wilhelmshavens ist für statistische Zwecke in fünf Stadtbereiche (Süd, Mitte, West, Nord, Ost) eingeteilt. Jeder Stadtbereich besteht aus mehreren Stadtteilen. Diese sind nochmals in Stadtviertel unterteilt, wenn es sich um räumlich und strukturell zusammenhängende Gebiete handelt, die namentlich auch in der Öffentlichkeit bekannt sind.
| 1 Stadtbereich Süd - 11 Innenhafen - Schleuseninsel - Nordhafen - Arsenalhafen - Großer Hafen - Banter See - Bordum - 12 Innenstadt - Südstadt - City - Kurpark - Rathausviertel - 13 Bant - Bant - Hansaviertel - Jadeviertel - 14 Ebkeriege - Ebkeriege - Junkerei - Groß Belt 2 Stadtbereich Mitte - 21 Heppens - Inselviertel - Alt-Heppens - Tonndeich - Heppenser Deich - Pädagogenviertel - Villenviertel - 22 Siebethsburg - Siebethsburg - 23 Rüstringer Stadtpark - Sportforum - Rüstringer Stadtpark - 24 Neuengroden - 25 Altengroden - Altengroden Nord - Altengroden Süd - Altengroden Ost - Altengroden West - 26 Rüstersiel | 3 Stadtbereich West - 31 Neuende - Neuende - Europaviertel - 32 Schaar - Schaar - Maadetal-Nord - Maadetal-Mitte - Schaardeich - Potenburg - 33 Aldenburg - Wiesenhof - Stadtparkkolonie - Aldenburg - Fort Schaar - 34 Maadebogen - 35 Langewerth - Heiligengroden/Rundum - Langewerth 4 Stadtbereich Nord - 41 Himmelreich/Coldewei - Himmelreich - Coldewei - 42 Fedderwardergroden - 43 Voslapp - 44 Fedderwarden - Schilldeich - Fedderwarden - 45 Sengwarden - Breddewarden - Utters - Bohnenburg - Sengwarden | 5 Stadtbereich Ost - 51 Heppenser Groden - 52 Rüstersieler Groden - Maadepolder - Rüstersieler Groden-Süd - Rüstersieler Groden-Nord - Geniusbank - 53 Voslapper Groden - Voslapper Groden-Süd - Voslapper Groden-Nord - 54 JadeWeserPort - Hafengroden - Containerterminal |

Die 1972 eingemeindeten Stadtteile Fedderwarden und Sengwarden sind zugleich Ortschaft im Sinne von § 90 des Niedersächsischen Kommunalverfassungsgesetzes (NKomVG). Für diese Ortschaften gibt es einen eigenen Ortsrat mit 13 Mitgliedern, die aus ihrer Mitte einen Ortsbürgermeister als Vorsitzenden wählen.
| Nr. | Stadtteil            | Fläche km² | Gesamt- bevölkerung Melderegister 31.12.2016 | E/km²   |
| --- | -------------------- | ---------- | -------------------------------------------- | ------- |
| 11  | Innenhafen           | 9,06       | 559                                          | 61,70   |
| 12  | Innenstadt           | 1,95       | 9997                                         | 5126,67 |
| 13  | Bant                 | 2,35       | 11087                                        | 4717,87 |
| 14  | Ebkeriege            | 3,00       | 513                                          | 171,00  |
| 21  | Heppens              | 3,51       | 14593                                        | 4157,55 |
| 22  | Siebethsburg         | 0,89       | 4371                                         | 4911,24 |
| 23  | Rüstringer Stadtpark | 2,55       | 79                                           | 30,98   |
| 24  | Neuengroden          | 2,11       | 3837                                         | 1818,48 |
| 25  | Altengroden          | 2,28       | 3690                                         | 1618,42 |
| 26  | Rüstersiel           | 1,87       | 2076                                         | 1110,16 |
| 31  | Neuende              | 0,52       | 2275                                         | 4375,00 |
| 32  | Schaar               | 1,28       | 2448                                         | 1912,50 |
| 33  | Aldenburg            | 1,48       | 3950                                         | 2668,92 |
| 34  | Maadebogen           | 0,93       | 1643                                         | 1766,67 |
| 35  | Langewerth           | 5,23       | 477                                          | 91,20   |
| 41  | Himmelreich Coldewei | 1,07       | 1747                                         | 1632,71 |
| 42  | Fedderwardergroden   | 2,95       | 8184                                         | 2774,24 |
| 43  | Voslapp              | 1,88       | 3371                                         | 1793,09 |
| 44  | Fedderwarden         | 7,68       | 1838                                         | 239,32  |
| 45  | Sengwarden           | 25,52      | 1185                                         | 46,43   |
| 51  | Heppenser Groden     | 6,44       | 601                                          | 93,32   |
| 52  | Rüstersieler Groden  | 5,89       | 2                                            | 0,34    |
| 53  | Voslapper Groden     | 13,20      | 1                                            | 0,08    |
| 54  | JadeWeserPort        | 3,44       | 0                                            | 0,00    |
| ∑   | Wilhelmshaven        | 106,91     | 78524                                        | 734,49  |

### Klima
Nach der Klimaklassifikation von Köppen liegt Mitteleuropa und damit Wilhelmshaven in der Einteilung Cfb für warmgemäßigte Regenklimate mit ganzjährigen Niederschlägen. Dabei wirkt sich die Nähe zur Nordsee deutlich auf das regionale Wetter aus. Ihr Einfluss sorgt im Vergleich zum Landesinneren für mildere Winter und kühlere Sommer.
Die Monatsdurchschnittstemperaturen sinken auch im Winter nicht unter den Gefrierpunkt. Die durchschnittliche Jahrestemperatur beträgt 8,7 °C. Die wärmsten Monate sind Juli und August mit durchschnittlich 16,3 °C und die kältesten Januar und Februar mit 1,2 beziehungsweise 1,6 °C im Mittel.
Die Niederschlagsmengen verteilen sich relativ gleichmäßig über das ganze Jahr, hauptsächlich in Form von Regen. Schneefälle in den Wintermonaten sind selten. Die meisten Niederschläge fallen im Juli und November mit durchschnittlich 83 beziehungsweise 86 Millimeter, der geringste im Februar mit durchschnittlich 43 Millimeter. Der Jahresniederschlag liegt mit 831 Millimetern leicht über dem gesamtdeutschen Mittel.

## Geschichte

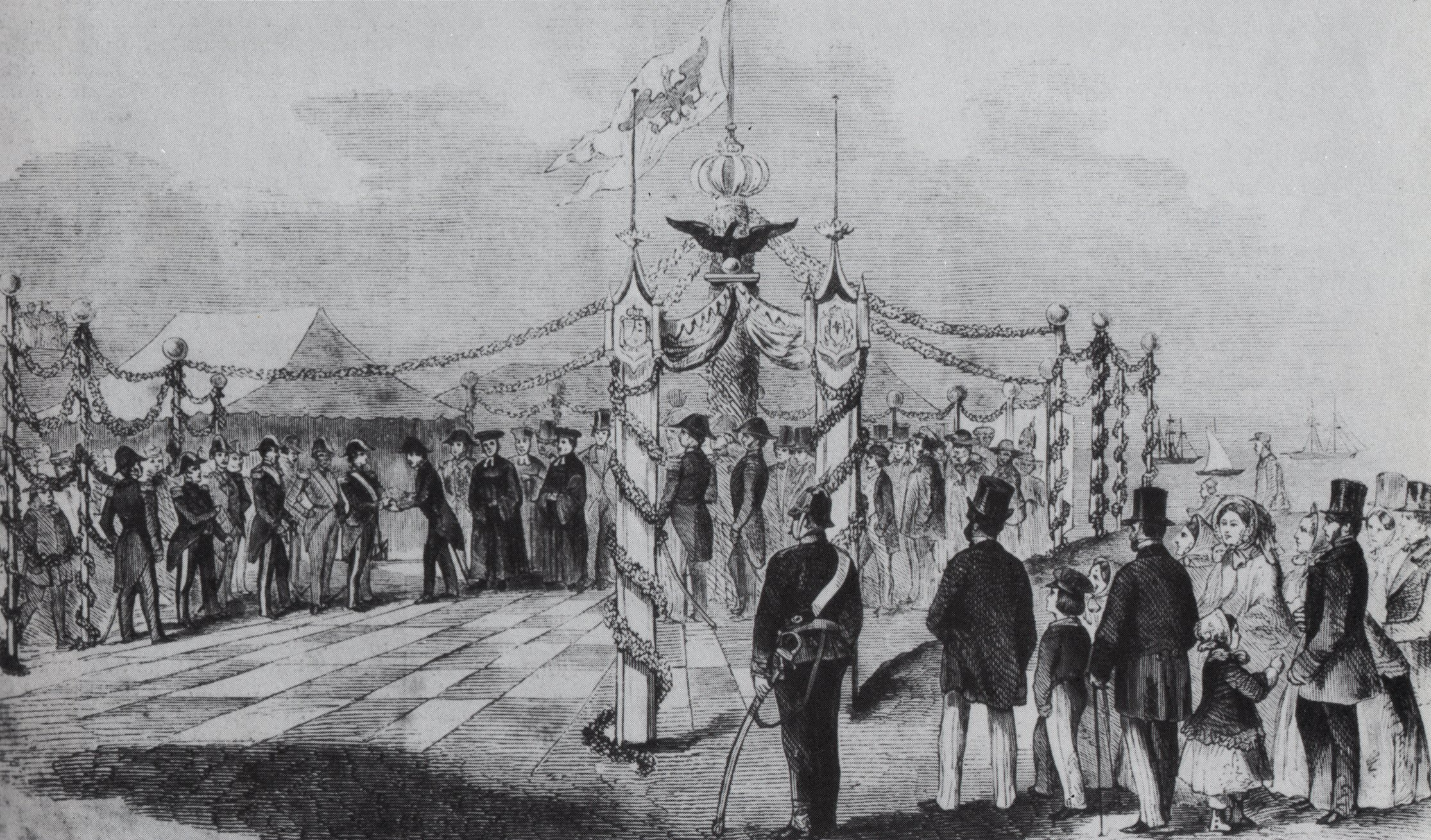
Feierliche Übernahme des Jadegebiets durch den Prinzen Adalbert von Preußen

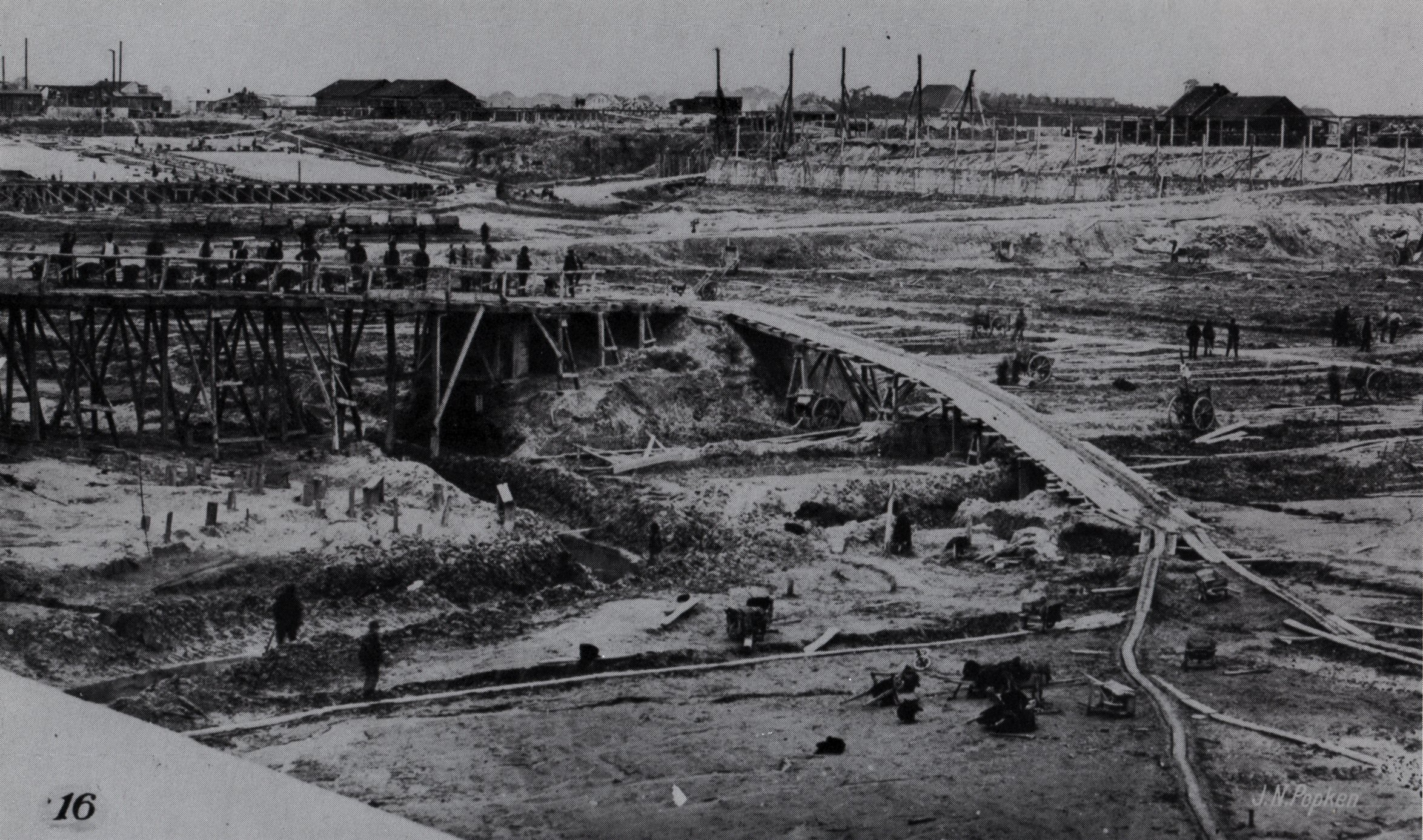
Aushub der Hafen- und Schleusenanlagen, 1860er Jahre

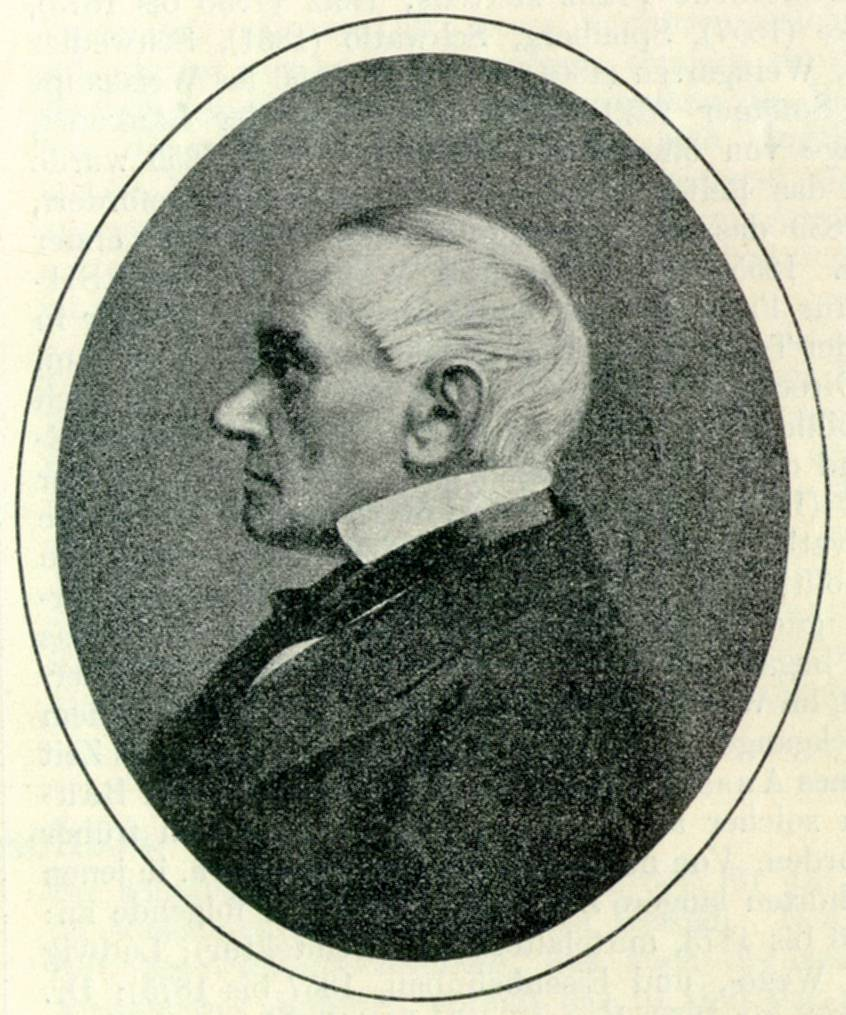
Gotthilf Hagen (1797–1884)

Das Gebiet der heutigen Stadt Wilhelmshaven wurde ursprünglich von den Friesen besiedelt. Bis zum Landkauf durch das Königreich Preußen befanden sich auf dem heutigen Kernstadtbereich Heppens und Neuende, zwei landwirtschaftliche geprägte Kirchspiele, die zum Großherzogtum Oldenburg gehörten.

### Jade-Vertrag 1853 bis Namensgebung 1869
Mit dem „Jade-Vertrag“ vom 20. Juli 1853 kaufte Preußen, das seit dem Verlust Ostfrieslands beim Wiener Kongress keinen Nordseehafen mehr besaß, vom Großherzogtum Oldenburg ein 313 Hektar großes Gebiet am Jadebusen zur Errichtung eines Stützpunktes für die preußische Marine. Am 23. November 1854 wurde das Gebiet unter dem Namen Königliches Preußisches Jadegebiet an Prinz Adalbert von Preußen, Admiral der preußischen Marine, übergeben. Seitdem ist die Geschichte Wilhelmshavens eng mit der Deutschen Marinegeschichte verbunden.
Die preußische Admiralität übertrug dem Geheimrat Gotthilf Hagen die Leitung der Planungen für den ersten deutschen Kriegshafen an der Jade. Hagen, ein Ingenieur und Fachmann auf dem Gebiet des Wasserbaus, wurde von seiner Tätigkeit im Preußischen Handelsministerium beurlaubt und übernahm den Vorsitz der am 8. Juli 1855 gegründeten Hafenbau-Kommission im neuen preußischen Jadegebiet. Nachdem ihn die Entwürfe zweier international bekannter Sachverständiger nicht zufriedenstellten, legte er der preußischen Admiralität am 29. Mai 1856 einen eigenen Hafenentwurf vor. Dieser Entwurf war von großer Weitsicht und Sachverstand geprägt, weil er die zunächst noch geringen Anforderungen der preußischen Admiralität erfüllte, aber auch genügend Platz für später notwendige Erweiterungen und Ergänzungen bereithielt. Der Hagensche Hafenplan mit Befestigung und Stadtansiedlung für das Marine-Etablissement erhielt am 25. Juni 1856 die Zustimmung und Genehmigung durch Kabinettsorder König Friedrich Wilhelm IV. von Preußen. Nach Abschluss der Planungen kehrte er am 12. August 1856 in das Preußische Handelsministerium zurück. Die Umsetzung des Planes erfolgte im darauffolgenden Jahrzehnt mit mancherlei Änderungen, die sich größtenteils aus der nicht still stehenden Entwicklung von Hafen- und Schiffbau ergaben. Der Plan bestimmt noch heute den Grundriss des Stadtkerns.

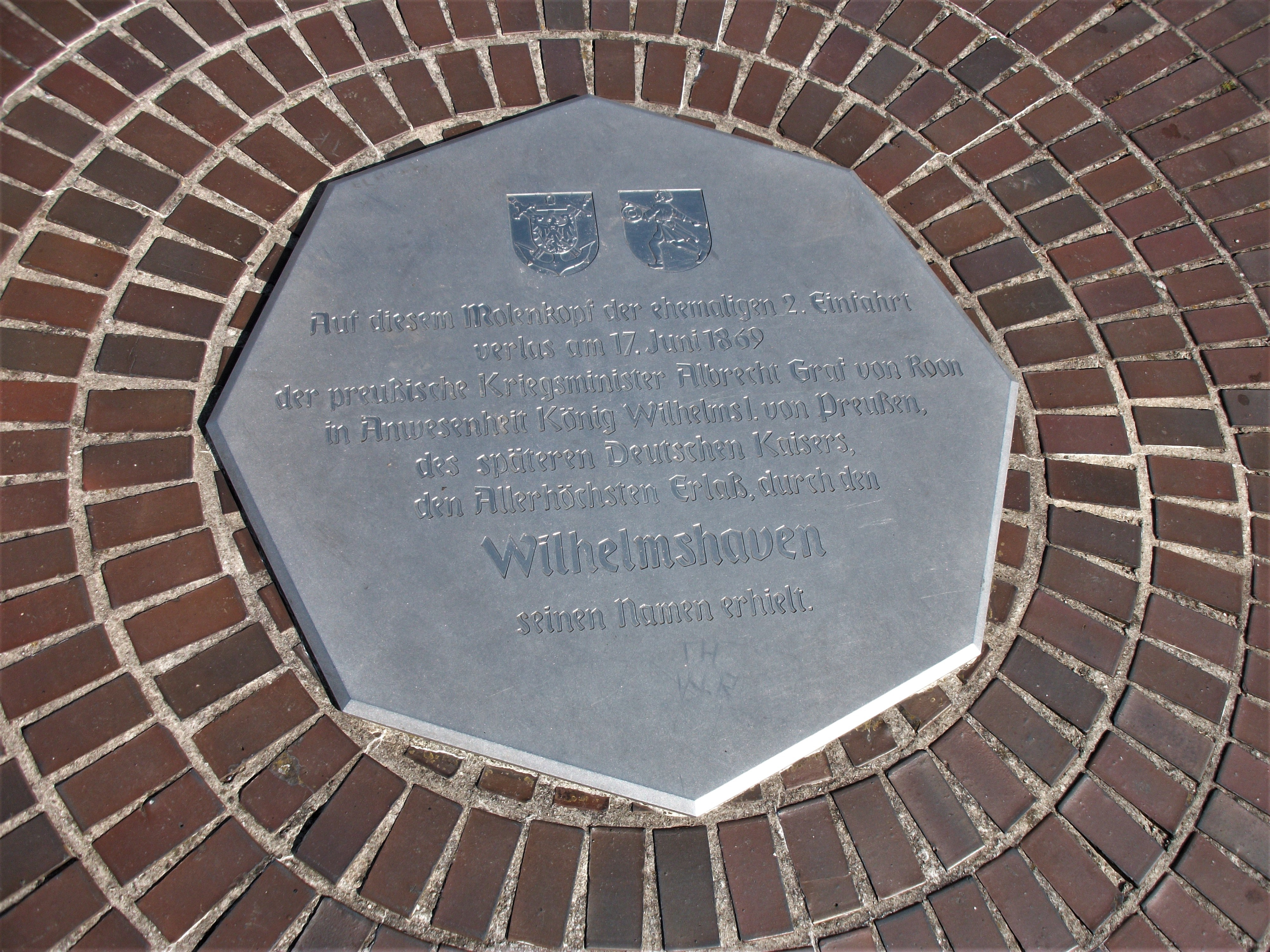
Gedenktafel Namensverleihung Wilhelmshaven

Der Jade-Vertrag von 1853 enthielt für Preußen die Auflage, dass sich nur solche Zivilpersonen im Marine-Etablissement ansiedeln durften, die direkt mit dem Hafenbau oder mit der Versorgung der Schiffe zu tun hatten. Der Plan von Hagen aus dem Jahr 1856 zeigt daher nur eine kleine Stadtansiedlung an der Südseite der Hafenanlagen. Die Ansiedlung wurde über die Sander Chaussee erschlossen, die von der Landstraße Varel–Jever über Sande, Mariensiel und der Ebkeriege in etwa dem Verlauf der heutigen Bismarckstraße folgte. Von der Chaussee zweigte die Jachmannstraße ab und führte in südlicher Richtung zu einer Brücke über den Hafenkanal. Hier entstand ab 1858 eine exakt geplante Ansiedlung mit rechtwinklig angelegten Straßen und Wohnquartieren. Die ersten Marinebauten waren die Lotsenhäuser an der Manteuffelstraße. Von hier aus wurden Jahr für Jahr weitere Straßen und Bauten Richtung Westen angelegt, unter anderem die Roonstraße (die heutige Rheinstraße). Sie war als Hauptstraße für die Anlage größerer repräsentativer Bauten vorgesehen und gab dem neuen Viertel seinen Namen. Während auf preußischem Gebiet das Roonstraßenviertel sorgfältig geplant wuchs, schoss nördlich der Hafenanlagen der oldenburgische Ort Neu-Heppens völlig wild aus dem Boden. Hier an der Grenze siedelten sich alle diejenigen an, die aufgrund der Auflage aus dem Jade-Vertrag innerhalb des preußischen Gebietes keine Genehmigung dazu erhielten, unter ihnen viele Gastwirte mit ihren Schankwirtschaften, die sich regen Zuspruchs durch die Hafenarbeiter erfreuten.
Ursprünglich sollte der während der Bauzeit als Hafen Heppens bezeichnete Hafen Zollern am Meer heißen. Der Name Wilhelmshaven wird zum ersten Mal in der Urkunde erwähnt, die am Tage der Einweihung (17. Juni 1869) bei der Grundsteinlegung der Elisabethkirche (heute Christus- und Garnisonkirche) im Grundstein vermauert wurde. Der Entwurf zu dieser Urkunde stammt von dem Hafenbaudirektor Heinrich Wilhelm Goeker. Er hatte den Namen nach niederdeutschem Brauch mit „v“ geschrieben (wie auch Bremerhaven und Cuxhaven). In Berlin wurde dieser vermeintliche Rechtschreibfehler korrigiert und das „v“ durch ein „f“ ersetzt. Als Goeker am Gründungstag die Änderung bemerkte, wandte er sich an General Albrecht von Roon und dieser an König Wilhelm I. von Preußen. Darauf befahl der König, das „v“ wieder einzusetzen.

### Deutsches Kaiserreich 1871–1918

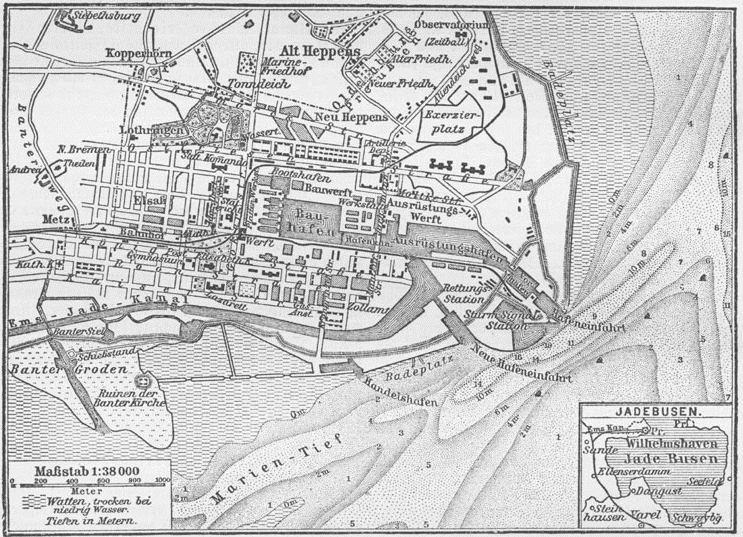
Wilhelmshaven um 1888

Kaiserliche Werft um 1894

Nach der Gründung des Deutschen Kaiserreiches 1871 wurden Wilhelmshaven an der Nordsee und Kiel an der Ostsee gemäß der Reichsverfassung Reichskriegshäfen. 1873 erhielt Wilhelmshaven die Stadtrechte. Wilhelmshaven gehörte als Exklave zum damaligen Landkreis Wittmund in der seit 1866 preußischen Provinz Hannover. Auf Grund des Flottengründungsplanes von 1873 wurde der Hafen in einem zweiten Bauabschnitt bis 1886 stark erweitert. Der Kanalhafen wurde verbreitert und erhielt auf seiner Nordseite einen Ausrüstungshafen. Außerdem wurde, weil die ursprüngliche Einfahrt den Ansprüchen nicht mehr genügte, eine weitere Einfahrt mit einer größeren Schleuse gebaut. Sie liegt weiter südlich und damit günstiger zur Strömung. Mit Inbetriebnahme der neuen Einfahrt erhielt sie die Bezeichnung „Neue Einfahrt“; die zuerst gebaute Einfahrt von 1869 war jetzt die „Alte Einfahrt“. 1888 konnte dann die Fertigstellung des in die neuen Hafenanlagen integrierten Ems-Jade-Kanals gefeiert werden.
Die Bevölkerung im Jadegebiet nahm durch die Baumaßnahmen der Hafenerweiterung stetig zu. Da der Bedarf nach Wohnraum im preußischen Wilhelmshaven nicht schnell genug befriedigt werden konnte, siedelten sich immer größere Bevölkerungsteile in den umliegenden, zum Großherzogtum Oldenburg gehörenden Gemeinden Heppens und Neuende an. Neue Siedlungen entstanden, denen man nach dem siegreichen Deutsch-Französischen Krieg von 1870/1871 die Namen von Städten oder Landschaften gab, wie zum Beispiel Belfort, Lothringen, Elsass, Sedan oder Straßburg. Aus der immer größer werdenden Ortschaft Belfort entstand am 1. November 1879 die eigenständige oldenburgische Gemeinde Bant.
Mit der Regentschaft des flottenbegeisterten Kaisers Wilhelm II. ab 1888 und seiner Flotten- und Außenpolitik nahm der Aufschwung Wilhelmshavens deutlich zu. Die Kaiserliche Marine war beteiligt am Aufbau von deutschen Kolonien in Afrika, Asien und Ozeanien. Der wachsenden Bedeutung der Kaiserlichen Marine entsprechend, änderte sich auch die Führungsstruktur innerhalb der Marine. Der 1898 zum Leiter des Reichsmarineamtes berufene Alfred von Tirpitz legte ein Konzept zum Aufbau einer deutschen Hochseeflotte (Tirpitzplan) vor und ließ dieses Konzept durch die Flottengesetze von 1898 und 1900 auf lange Sicht fortschreiben. Die Gesetze sollten die ständigen Querelen im Reichstag um Stärke und Finanzierung der Flotte beenden und eine langfristige Planung ermöglichen. Für Wilhelmshaven bedeuteten die durch den Reichstag beschlossenen Flottengesetze einen weiteren Ausbau des Hafens und der Werft sowie eine starke Vermehrung des Schiffs- und Personalbestandes.

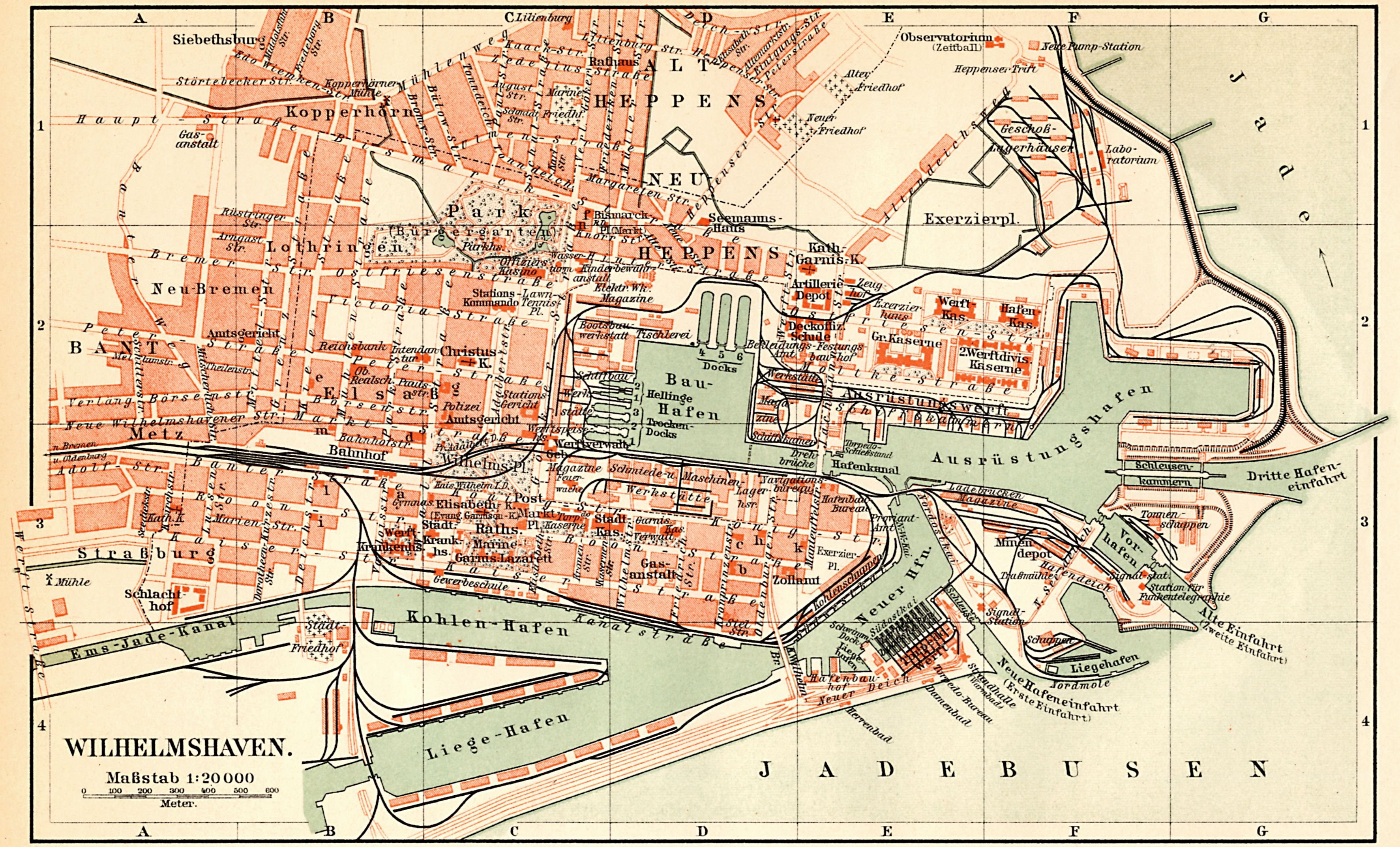
Stadtplan von Wilhelmshaven, ca. 1905

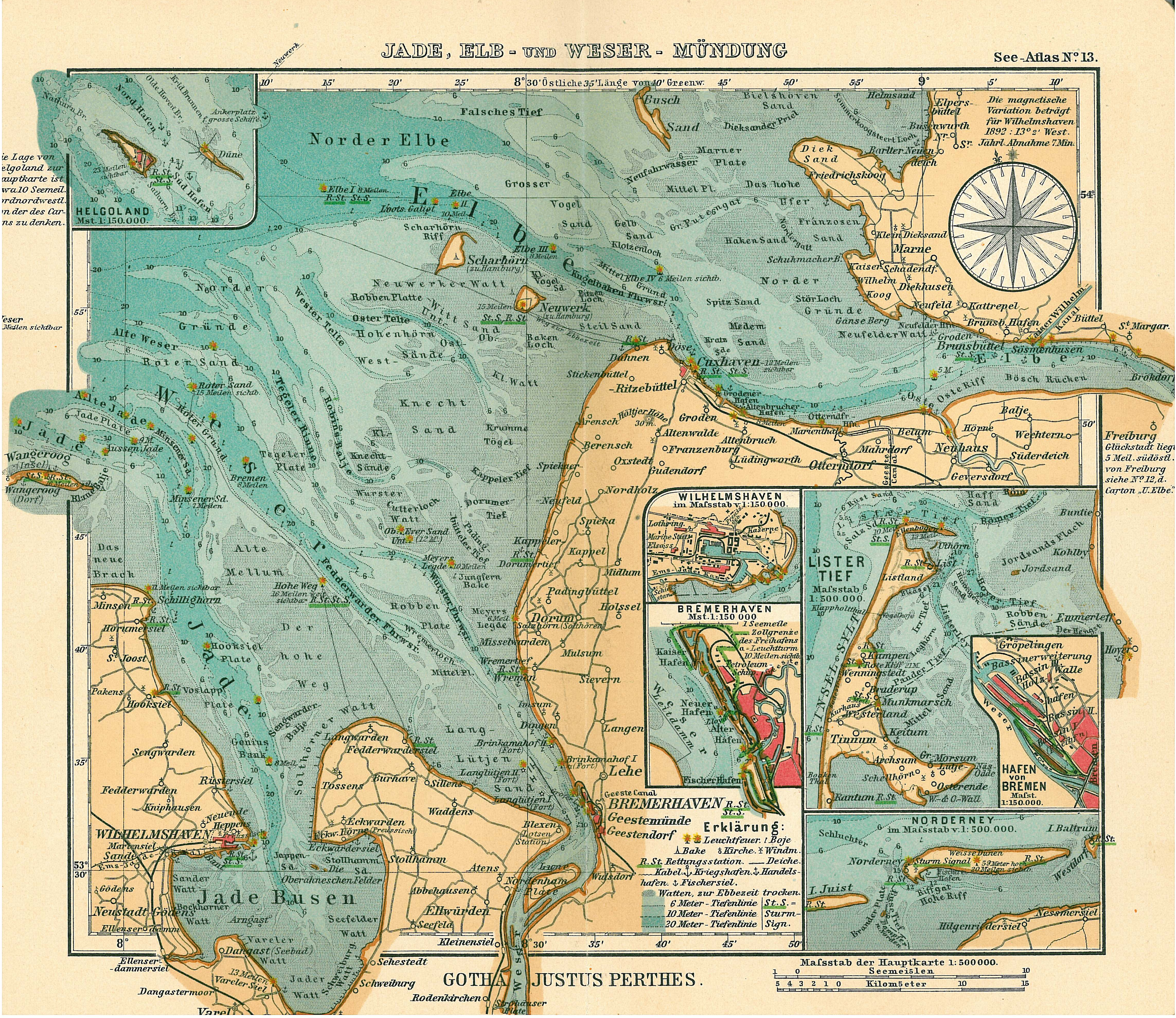
Jade, Elb- und Weser-Mündung, 1906

Das Zweite Flottengesetz von 1900 sah für Wilhelmshaven die ständige Stationierung eines Geschwaders aus acht Linienschiffen vor. Zusätzlich schritt am Anfang des 20. Jahrhunderts die Entwicklung im Kriegsschiffbau weiter voran. Immer größere Kampfschiffeinheiten wurden gebaut. Mit den Großkampfschiffen der Dreadnought-Klasse stellte die Royal Navy nach 1905 einen Schiffstyp vor, der die bisherigen Linienschiffe in jeder Hinsicht übertrumpfte. Wollten andere Marinen mithalten, so mussten sie ebenfalls solche Großkampfschiffe bauen. Die deutlich größeren Abmessungen der neuen Schiffe erforderten aber auch entsprechende Anpassungen der Infrastruktur der Kriegsmarinehäfen, insbesondere bei den Werften, Hafenanlagen und Schleusen.
Die Marineführung beschloss deshalb für Wilhelmshaven eine radikale Lösung. In den Jahren 1900 bis 1909 wurden in dem bis dahin umfangreichsten Bauabschnitt die Kaiserliche Werft Wilhelmshaven vergrößert, eine dritte Einfahrt gebaut und die Hafenanlagen nach Süden erweitert. Durch die Verlegung der Außendeichslinie zwischen der „Neuen Einfahrt“ und Mariensiel wurde ein großer Teil des Wattengebiets südlich der Stadt eingedeicht. In dem so gewonnenen Gebiet entstanden die neuen Hafenbecken und -anlagen des Großen Hafens, des Zwischenhafens und des Westhafens. Im Zuge dieses Bauabschnitts entstand unter anderem auch die Kaiser-Wilhelm-Brücke als Verbindungsstück zwischen der Südstadt und der neuen Außendeichslinie. Die 3. Einfahrt mit einer 250 Meter langen Doppelkammerschleuse wurde in der Verlängerung des Bauhafenkanals nordöstlich der ältesten Einfahrt angelegt. Mit Inbetriebnahme der dritten Einfahrt wurden die Bezeichnungen der Einfahrten neu vergeben. Man entschied sich für eine Durchnummerierung der Einfahrten von West nach Ost. So ist zu erklären, warum die zuerst gebaute Einfahrt heute als 2. Einfahrt bezeichnet wird. Am 15. Oktober 1909 konnte die neue 3. Einfahrt mit dem erstmaligen Durchschleusen der beiden neuen Großkampfschiffe Nassau und Westfalen eingeweiht werden. Beide waren die ersten auf der Kaiserlichen Werft Wilhelmshaven gebauten Großkampfschiffe.
Die Bevölkerung von Wilhelmshaven und den umliegenden oldenburgischen Gemeinden Heppens, Neuende und Bant stieg im Rahmen dieser Baumaßnahmen weiter an. In den zum Amt Jever gehörenden oldenburgischen Gemeinden herrschten inzwischen durch die fortschreitende städtische Bebauung gänzlich andere Wohn- und Sozialverhältnisse als im übrigen Amt. Deshalb wurden die drei Gemeinden am 1. November 1902 aus dem Amtsverband Jever ausgegliedert und zu einem eigenen Amt zusammengefasst, das nach dem alten friesischen Gau Rüstringen benannt wurde. Die Forderung nach Gründung einer eigenständigen Stadt wurde zunächst noch abgelehnt, da die Regierung des Großherzogtums Oldenburg befürchtete, den Einfluss auf die Zusammensetzung der Stadtverwaltung zu verlieren. So sollte die mögliche Bildung einer sozialdemokratisch geführten Stadtverwaltung mit eigener Polizeiverwaltung durch die überwiegend sozialdemokratisch orientierte Arbeiterschaft in den Gemeinden verhindert werden.
Der Status von Landgemeinden im Amt Rüstringen endete für die Gemeinden Neuende und Bant erst am 1. Mai 1911 durch ihre Vereinigung mit der durch Verordnung vom 17. August 1907 zu einer Stadtgemeinde II. Klasse erhobenen Gemeinde Heppens zur Stadt Rüstringen. Sie war mit rund 48.000 Einwohnern die größte Stadt im Großherzogtum Oldenburg und damit auch größer als die Residenzstadt Oldenburg.

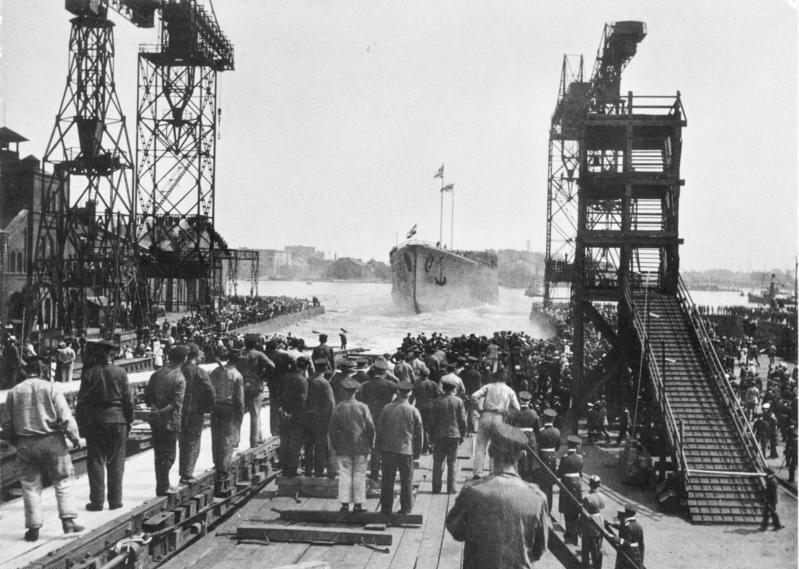
1915: Stapellauf Großer Kreuzer Hindenburg

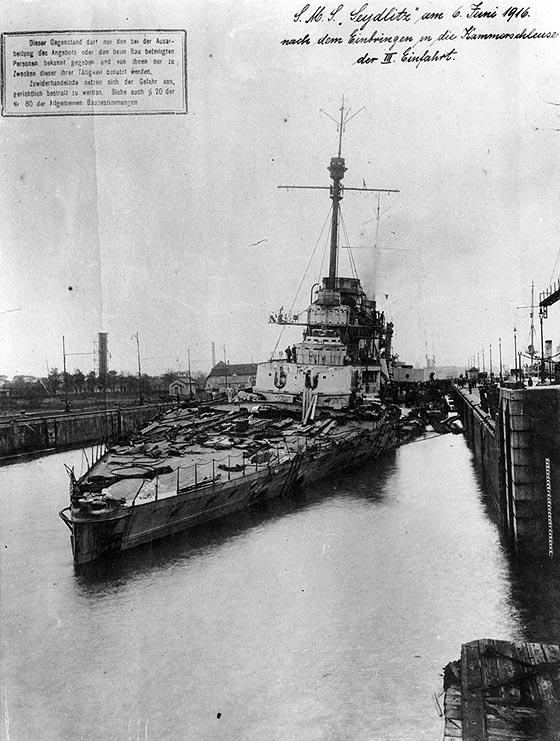
In der Skagerrakschlacht beschädigte Seydlitz in der 3. Einfahrt, Wilhelmshaven, 1916

Kurz nach dem Beginn des Ersten Weltkrieges im Sommer 1914 erklärte man die Doppelstadt Wilhelmshaven-Rüstringen und die gesamte Umgebung zur Festung. Mit dem Status einer Festung waren starke Beschränkungen für die Bevölkerung verbunden, unter anderem die Einführung eines Passierscheinzwangs, das Verbot des Betretens der Hafenbereiche und der Deiche für Unbefugte sowie das Verbot der zivilen Schifffahrt einschließlich der Fischerei. Dadurch sollte verhindert werden, dass dem Kriegsgegner Informationen über die Flottenaktivitäten im Bereich der Jade bekannt werden.
Die Kaiserliche Werft Wilhelmshaven erreichte im Verlauf des Ersten Weltkrieges ihre höchste Belegschafts-Stärke. Die Hauptaufgabe der Werft bestand in der Sicherstellung der Einsatzbereitschaft der Hochseeflotte. Sie war dabei nicht nur für die Weiterführung der geplanten Neubauten zuständig, sondern in erster Linie für die Reparatur der Schiffe, die bei kriegsbedingten Kampfhandlungen beschädigt wurden. Eine weitere Aufgabe bestand in der Umrüstung von zivilen Schiffen zu militärischen Hilfskreuzern. Zum Ende des Ersten Weltkrieges 1918 arbeiteten rund 20.000 Personen auf der Kaiserlichen Werft, darunter kriegsbedingt auch viele dienstverpflichtete Frauen.
Trotz des vorangegangenen Wettrüstens war die deutsche Kaiserliche Marine der britischen Marine zu Beginn des Ersten Weltkrieges zahlenmäßig unterlegen. Die deutsche Hochseeflotte, die zum größten Teil in Wilhelmshaven oder auf Schillig-Reede vor Wilhelmshaven stationiert war, verhielt sich daher bis Januar 1916 eher defensiv. Mit einer Politik der Nadelstiche versuchte man ab 1916 eine offensivere Seekriegsführung. Durch gezielte Provokationen sollten einzelne britische Flottenteile aus ihren Stützpunkten gelockt werden, um sie dann anschließend mit der zahlenmäßig überlegenen Hochseeflotte, die in einer Aufnahmestellung wartete, zu vernichten.

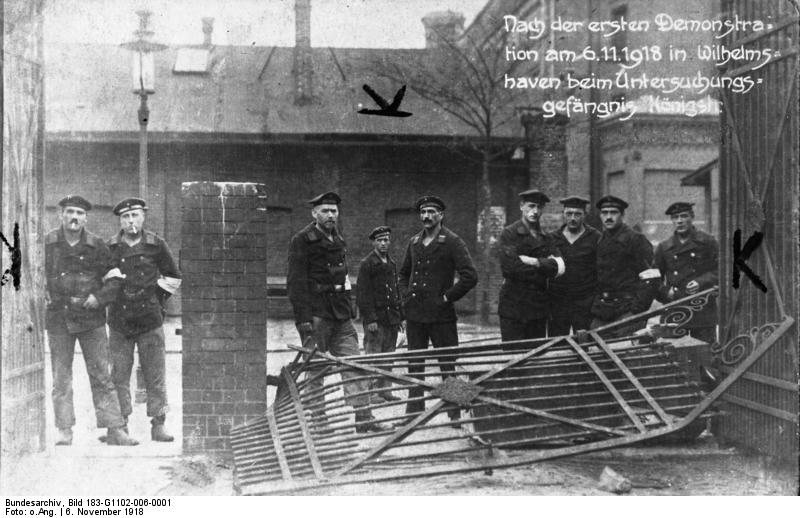
Meuternde Matrosen am 6. November 1918

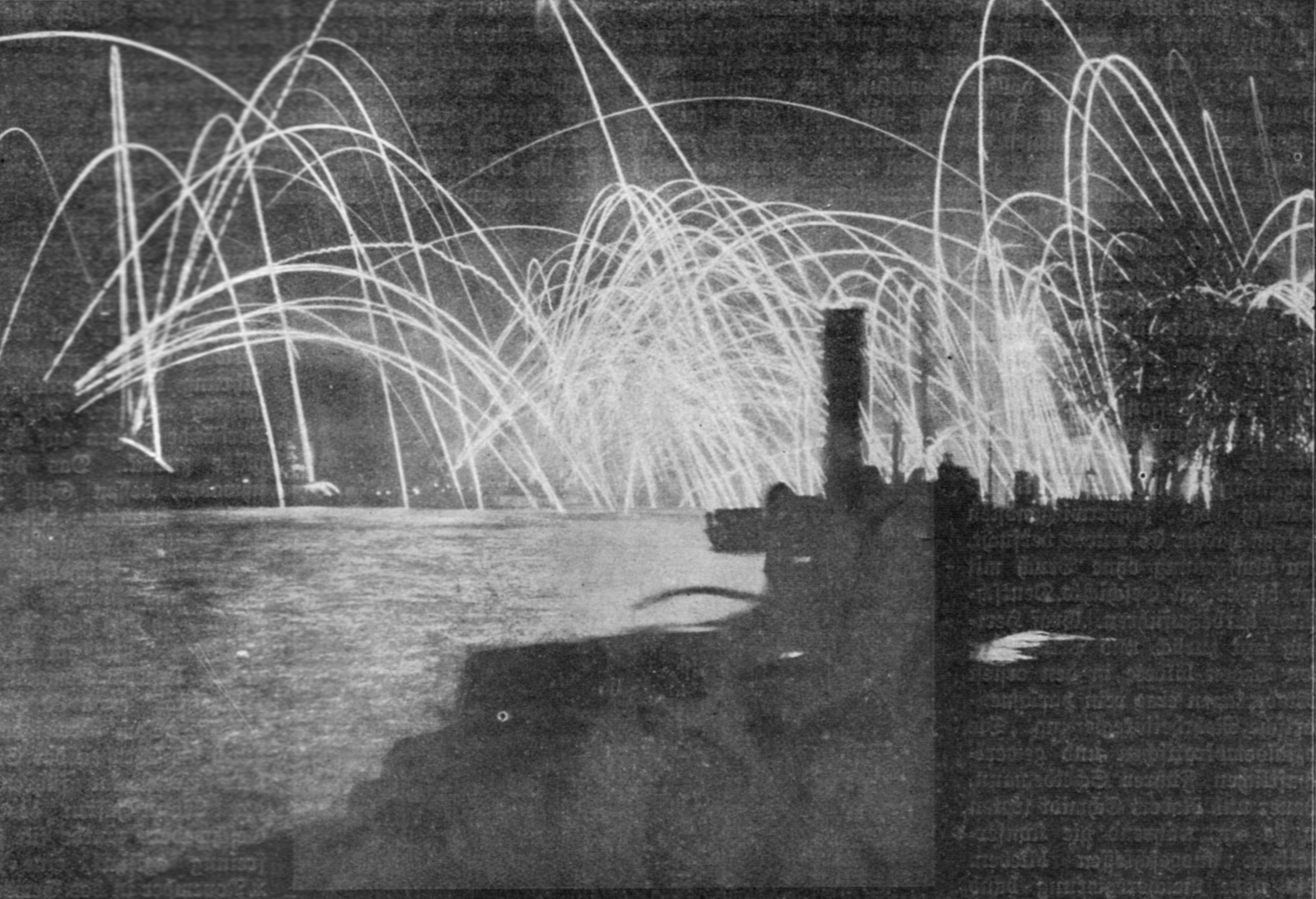
Feuerwerk der Flotte zur Ausrufung der Republik am 9. November 1918

Der Kriegshafen Wilhelmshaven war oft Ausgangspunkt für Unternehmungen dieser Art. Bei einer davon kam es am 31. Mai 1916 zur Skagerrakschlacht, der größten Seeschlacht des Ersten Weltkrieges zwischen der Hochseeflotte der deutschen Kaiserlichen Marine und der Grand Fleet der britischen Marine. Beide Seiten beanspruchten den Sieg für sich; aber obwohl die Kaiserliche Marine der britischen Marine die deutlich schwereren Verluste beibrachte, konnte die deutsche Hochseeflotte die englische Vorherrschaft auf See nicht nachhaltig gefährden. Letztlich hatten die Seeschlachten des Ersten Weltkrieges (unter anderem das Seegefecht bei Helgoland, das Gefecht auf der Doggerbank und die Skagerrakschlacht) auf den Gesamtverlauf des Ersten Weltkrieges keine entscheidende Bedeutung. Viele der Gefallenen der Seeschlachten des Ersten Weltkrieges wurden in Wilhelmshaven auf dem 1914 neu angelegten Ehrenfriedhof am Rüstringer Stadtpark beigesetzt.
Mit dem Flottenbefehl vom 24. Oktober 1918 beabsichtigte die deutsche Admiralität kurz vor dem Ende des Ersten Weltkrieges eine Entscheidungsschlacht („ehrenvoller Untergang“) mit der britischen Marine im Ärmelkanal. Nach dem Befehl, das Auslaufen der Hochseeflotte vorzubereiten, brachen am 29./30. Oktober 1918 zunächst vereinzelte Meutereien einiger Schiffsbesatzungen der auf Schillig-Reede vor Wilhelmshaven liegenden Flotte aus, die ab dem 3. November 1918 zum Kieler Matrosenaufstand führten. Der Aufstand war Ausgangspunkt der Novemberrevolution, die zur Ausrufung der Weimarer Republik führte.
In Wilhelmshaven-Rüstringen wurde am 6. November 1918 nach einer Massendemonstration von über 20.000 Marineangehörigen, Werftarbeitern und anderen Zivilisten ein Arbeiter- und Soldatenrat gebildet, dessen Ausführungsorgan der 21er-Rat war. Zum Vorsitzenden des Rates wurde Bernhard Kuhnt ernannt. Der „21er“-Rat übernahm ohne Gegenwehr des militärischen Stationskommandos die Macht über die Festungsstädte und erklärte am 10. November 1918 vor rund 100.000 begeisterten Demonstranten in Wilhelmshaven die Nordseestation und alle umliegenden Inseln und Marineteile sowie das dazugehörige ganze Oldenburger Land zur sozialistischen Republik Oldenburg/Ostfriesland und die Absetzung des Großherzogs von Oldenburg. Unter dem Eindruck der Demonstrationen und dem Druck der breiten Mehrheit der Landtagsabgeordneten in Oldenburg dankte der Großherzog Friedrich August am 11. November 1918 ab und erklärte seinen Thronverzicht. Auf dem Gebiet des Großherzogtums Oldenburg wurde darauf der Freistaat Oldenburg erklärt. Als provisorische Regierung wurde ein Landesdirektorium gebildet, dem unter anderem auch der Rüstringer Landtagsabgeordnete Paul Hug und Kuhnt angehörten. Kuhnt wurde Präsident des neuen Freistaats Oldenburg.

### Weimarer Republik 1919–1933

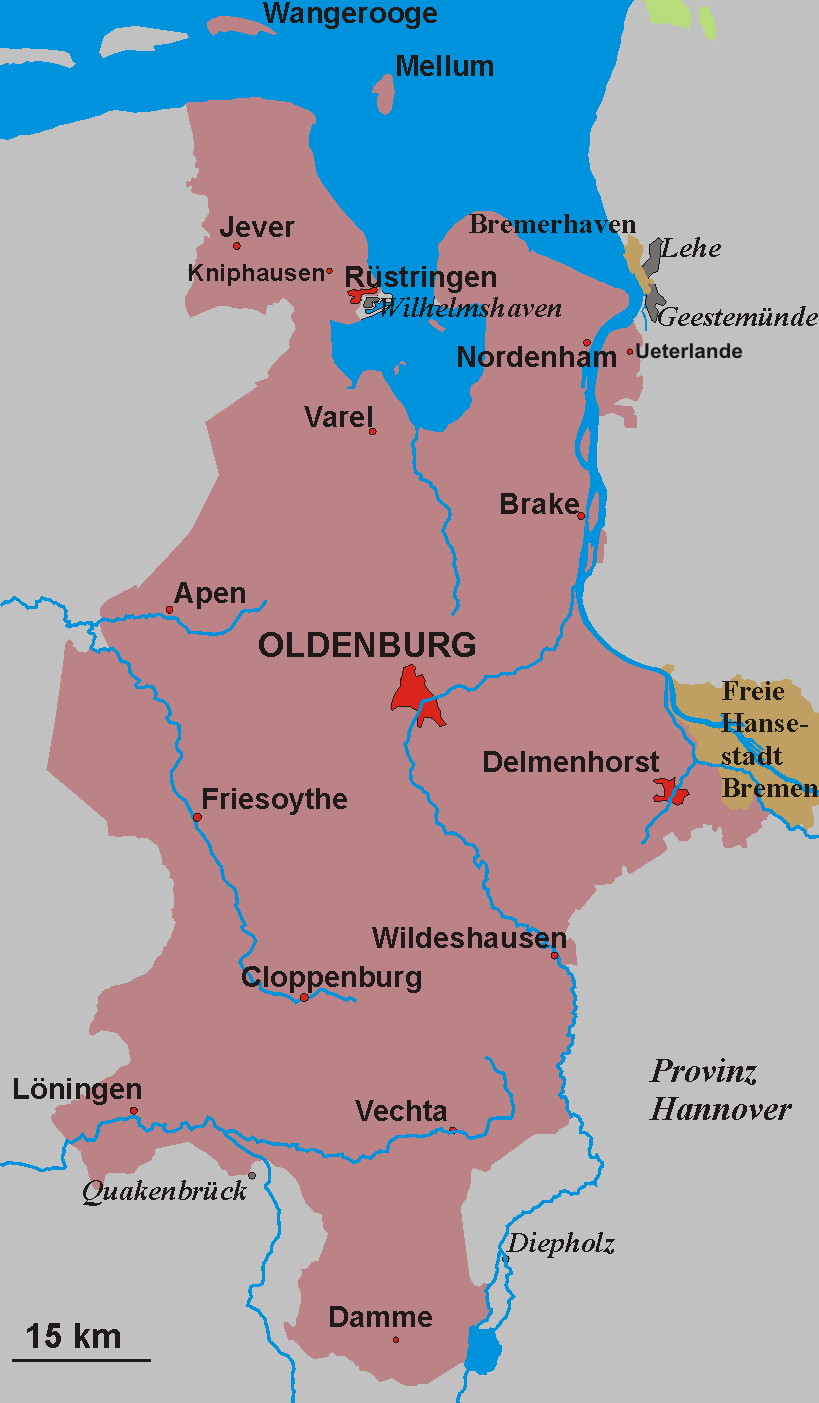
Karte von Oldenburg 1866–1937. Rüstringen war 1918 die größte Stadt im Großherzogtum Oldenburg; Wilhelmshaven gehörte zum Königreich Preußen

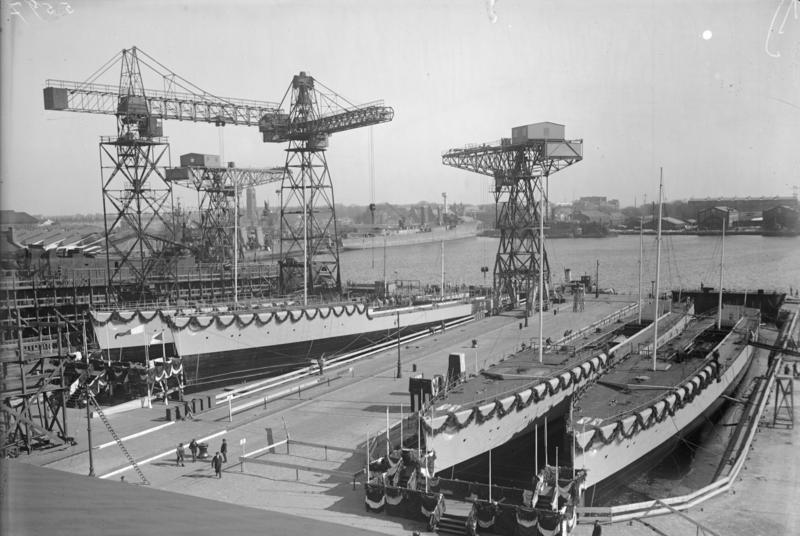
Stapellauf von vier Torpedobooten, 1928

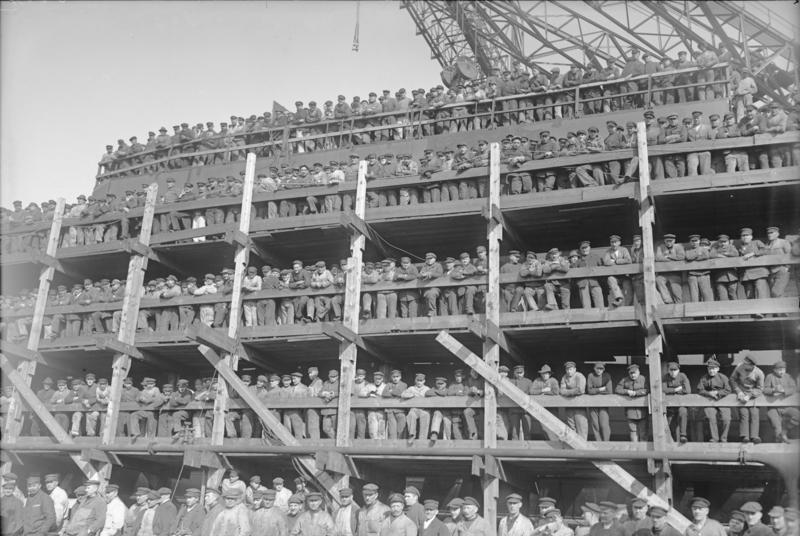
Tribüne mit Arbeitern der Werft, 1928

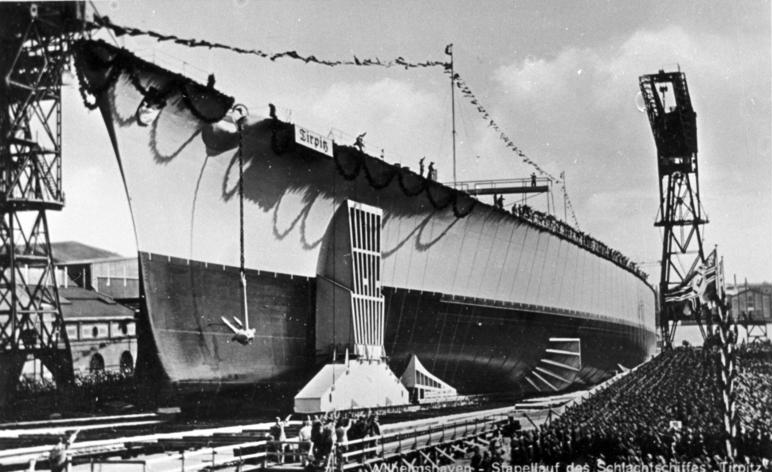
Stapellauf des Schlachtschiffs Tirpitz, des größten auf der Kriegsmarinewerft gebauten Schiffes, am 1. April 1939

Die Kandidatenaufstellung für die Wahlen zur verfassungsgebenden Nationalversammlung am 19. Januar 1919 führten in Wilhelmshaven-Rüstringen zu unüberwindlichen Gegensätzen innerhalb der SPD. Als der Rüstringer Abgeordnete Hug einen besseren Listenplatz als Kuhnt erreichte, beschloss der 21er-Rat, bei der Wahl zur Nationalversammlung mit einer eigenen Liste für die USPD anzutreten, an deren Spitze Kuhnt aufgestellt wurde. Trotz der vielen USPD-Anhänger unter den rund 100.000 Marinesoldaten, die sich Ende 1918 noch immer in Wilhelmshaven-Rüstringen aufhielten, stimmten weite Teile der Bevölkerung nicht für die radikale USPD, sondern für die gemäßigtere SPD. Während Hug in die Nationalversammlung gewählt wurde, erhielt Kuhnt nicht die erforderliche Stimmenanzahl.
Nach der Wahlniederlage der USPD versuchte die kommunistische KPD durch einen Putsch die Macht an sich zu reißen. Am 27. Januar 1919 besetzten ihre Anhänger den Bahnhof, die Post, das Fernsprechamt, die Reichsbankstelle und die Rathäuser der Doppelstadt Wilhelmshaven-Rüstringen. In der Reichsbankstelle raubten die Putschisten über 7 Millionen Mark, darunter den gesamten Goldbestand der Zweigstelle. Noch am selben Tag konnten reguläre Truppen der Marinegarnison die verfassungsmäßige Ordnung wiederherstellen. Die Putschisten zogen sich daraufhin in die Tausend-Mann-Kaserne in Wilhelmshaven zurück und verschanzten sich. Da sie nicht aufgeben wollten, wurden sie durch Artilleriebeschuss zur Kapitulation gezwungen. Acht Tote und 46 Verwundete waren zu beklagen. Im Zuge dieser Aktion musste der 21er-Rat die militärische Kontrolle aufgeben. Nachträglich wurde bekannt, dass seine Mitglieder von der Planung des Putsches in Kenntnis gesetzt worden waren, aber trotzdem nicht eingegriffen hatten. Kuhnt wurde daraufhin vom Verteidigungsministerium in Berlin beurlaubt und am 29. Januar 1919 seines Amtes als Präsident des Freistaats Oldenburg enthoben.
Am 1. April 1919 wurde Wilhelmshaven kreisfreie Stadt, zwei Monate später erhielt Rüstringen den Status Stadt I. Klasse.
Die Auflagen zur Abrüstung und Auslieferung eines großen Teils der vorläufigen Reichsmarine, die bereits mit dem Waffenstillstandsabkommen vom 11. November 1918 wirksam wurden, und die Bedingungen zur Reduzierung der Marine im Versailler Friedensvertrag am 28. Juni 1919 trafen die Wirtschaft der Jadestädte in den Nachkriegsjahren hart. Bedingt durch die einseitige Ausrichtung auf die Kaiserliche Werft und die Marine, verlor ein Großteil der Bevölkerung seine Existenzgrundlage. Die Kaiserliche Werft, nun in Reichsmarinewerft umbenannt, wurde zwar in deutlich reduziertem Maße weitergeführt, durfte aber aufgrund der Auflagen des Versailler Vertrages zunächst keine neuen Schiffe bauen. Erst Anfang 1925 konnte mit dem Stapellauf des Leichten Kreuzers Emden der erste Schiffsneubau für die neue Reichsmarine gefeiert werden.
Die Anstrengungen der beiden Städte zur Umstellung auf eine Friedensproduktion waren vielfältig, aber aus den unterschiedlichsten Gründen immer wieder vom Misserfolg geprägt. Der Versuch, eine Hochseefischereiflotte in Wilhelmshaven zu etablieren, begann vielversprechend, scheiterte aber bereits 1922 wieder, als die Nachfrage nach Fisch durch die Aufhebung der bis dahin noch bestehenden Fleischrationierung zusammenbrach. Der Bedarf nach Abwrackkapazitäten führte auch nur kurzfristig zu einem Boom in diesem Bereich. Wilhelmshaven-Rüstringen wurde für ein paar Jahre mit elf Abwrackwerften zum größten Schrottplatz Europas. Die Einführung der Rentenmark im Spätherbst 1923 machte dem ein jähes Ende. Fast alle neu angesiedelten Unternehmen mussten schließen. Ab 1925 konnten viele Arbeitslose durch Notstandsarbeiten im Baubereich, also Arbeitsbeschaffungsmaßnahmen, kurzfristig beschäftigt werden. Durch diese Maßnahmen konnten bis 1928 Bauvorhaben wie die Eindeichung des Rüstersieler Außengrodens, der Bau des Rüstringer Rathauses, die Erweiterung des Rüstringer Stadtparks und andere städtebauliche Projekte realisiert werden.
In der zweiten Hälfte der 1920er Jahre versuchte die Stadt mit dem Ausbau des Fremdenverkehrs ein weiteres ziviles Standbein zu schaffen. Mit großem Werbeaufwand („die grüne Stadt am Meer“) wurde versucht, Wilhelmshaven-Rüstringen als neuzeitliches Nordseebad für den Mittelstand aufzubauen. Es wurde eine Strandanlage am Südstrand mit fünf als Hotels genutzten verklinkerten Strandhäusern und einer Strandhalle geschaffen, die noch heute optisch als geschlossenes Ensemble erscheinen. Die Bauten kosteten rund 950.000 Reichsmark und wurden am 16. Juni 1928 eingeweiht. Der Erfolg gab den Planern recht. 1928 wurden 10.543 Gäste gezählt, eine Zahl, die bis 1932 auf rund 13.000 gesteigert werden konnte und so zu einer vorübergehenden Verbesserung der wirtschaftlichen Situation der Stadt beitrug.

### Nationalsozialismus 1933–1945
Nach der Machtergreifung im Januar 1933 begannen die Nationalsozialisten systematisch mit der Aufrüstung von Reichswehr und Reichsmarine. Das deutsch-britische Flottenabkommen von 1935 gestattete der in Kriegsmarine umbenannten Waffengattung einen deutlichen Ausbau der Flotte. Die Jadestädte erlebten daraufhin einen erneuten wirtschaftlichen Aufschwung, denn die eingeleitete Flottenpolitik erforderte den weiteren Ausbau der Hafen- und Werftanlagen in Wilhelmshaven. Die bereits aus dem Jahre 1917 stammende Planung einer Norderweiterung des Hafens mit einer 4. Einfahrt wurde wiederaufgenommen; bereits 1936 begann der Bau der neuen Einfahrt. Diese hatte wie die 3. Einfahrt zwei Schleusenkammern, die jedoch in einem größeren Abstand voneinander errichtet wurden. Dadurch wollte man die Gefahr einer gleichzeitigen Außerbetriebsetzung durch Beschädigung der Mittelwand bei Luftangriffen vermindern. Die Maße der neuen Schleusenkammern (390 Meter lang, 60 Meter breit) übertrafen bei weitem die Abmessungen der Großkampfschiffe der Bismarck-Klasse. Die 4. Einfahrt wurde am 7. November 1942 mit der Schleusung des Leichten Kreuzers Emden durch die Ostkammer in Betrieb genommen und auf den Namen Raeder-Schleuse getauft. Kriegsbedingt wurde die Einfahrt nur zum Teil fertig; bis Kriegsende konnte nur die Ostkammer genutzt werden.
Durch das Groß-Hamburg-Gesetz von 1937 wurden das in der preußischen Provinz Hannover liegende Wilhelmshaven und das oldenburgische Rüstringen zum 1. April 1937 zur neuen Stadt Wilhelmshaven vereinigt und diese dem Freistaat Oldenburg zugeteilt. Gleichzeitig wurde das benachbarte Dorf Rüstersiel eingemeindet. Eine weitere Gebietsreform zum 1. Juni 1938 erweiterte das Stadtgebiet um Teile der benachbarten, 1933 gebildeten Gemeinde Kniphausen. Auf dem Reißbrett entstanden Planungen, die einen Ausbau der Stadt auf bis zu 500.000 Einwohner vorsahen. Dezentrale Siedlungen am Rande der Stadt wurden für die stetig wachsende Bevölkerung gebaut. Im Zuge dieser Baumaßnahmen entstanden Altengroden, Neuengroden, Fedderwardergroden und Voslapp. 1940 erreichte die Bevölkerungszahl mit 133.041 ihren historischen Höchststand.
Im Zweiten Weltkrieg wurde die Bausubstanz der Stadt durch mehr als 100 Luftangriffe, davon 16 Großangriffe, umfangreich zerstört.

Am 28. Februar 1941 stießen bei Wilhelmshaven zwei Züge zusammen. 21 Menschen starben, weitere 28 wurden verletzt.
Der erste Luftangriff auf Wilhelmshaven erfolgte bereits am 4. September 1939, der letzte am 30. März 1945. Am 27. Januar 1943 richteten die United States Army Air Forces (USAAF) ihren ersten Tagesangriff auf ein Ziel im Deutschen Reich gegen Wilhelmshaven. Von den 55 viermotorigen Bombern wurden 8 abgeschossen. Der wohl schwerste Luftangriff zerstörte am 15. Oktober 1944 das alte Wilhelmshaven. Bei Kriegsende lag 60 % der Wohnfläche in Trümmern. Die vergleichsweise geringe Zahl an Luftkriegstoten (435) war den vielen Luftschutzbunkern zu verdanken, die überall im Stadtgebiet u. a. durch das Führer-Sofortprogramm errichtet wurden. Es wurden etwa 300 Bunker gebaut, die meisten durch die Stadt und die Marine finanziert. Viele der Bunker stehen noch immer, zum Beispiel der Vierkant-Bunker „Trotz“ in der Ebertstraße oder der Rundturm in der Norderneystraße, der zurzeit ein privates Bunkermuseum beheimatet. Die meisten Luftkriegstoten wurden in Reihengräbern auf dem städtischen Friedhof Aldenburg beigesetzt. Dort erinnert seit 1978 ein Mahnmal an die zivilen Bombenopfer der Stadt.

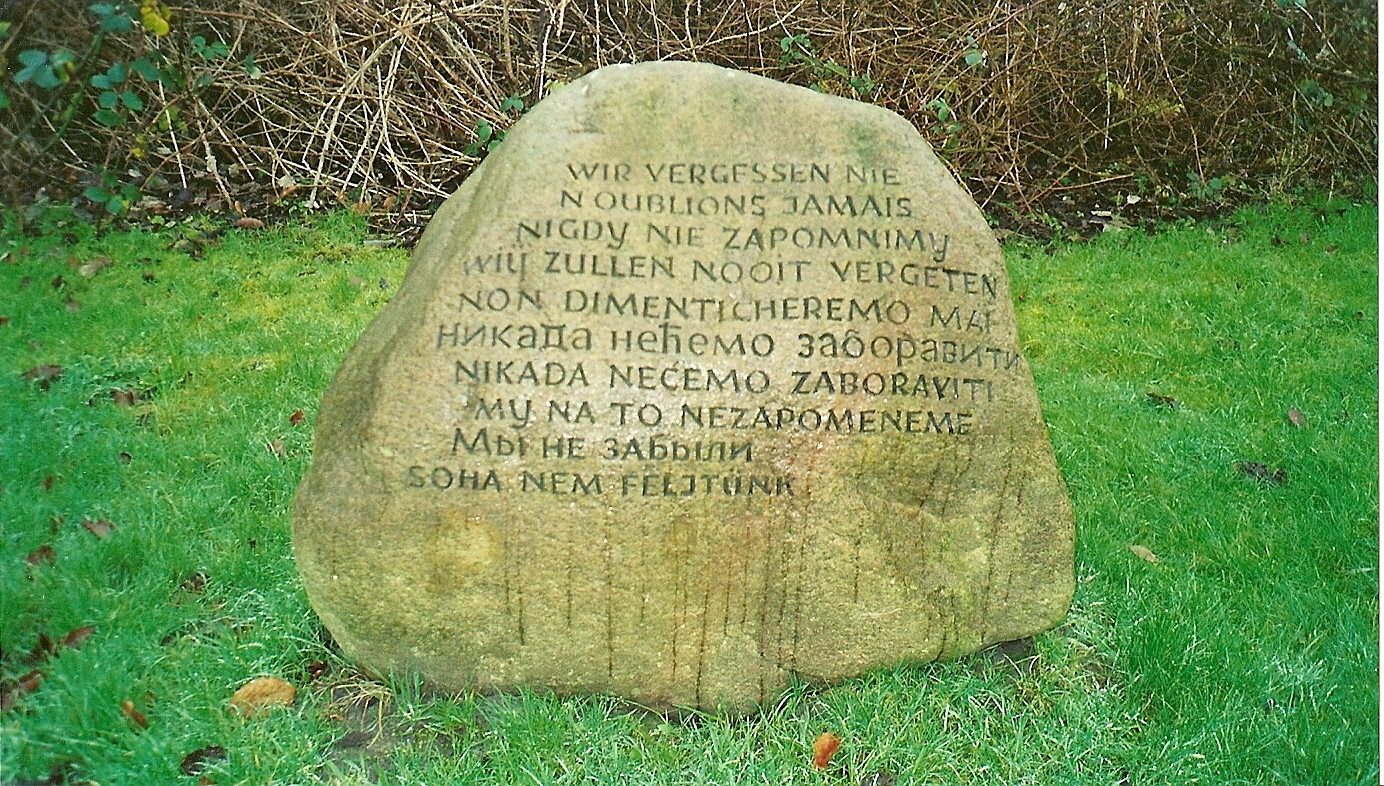
Gedenkstein auf dem Gelände des ehemaligen KZ Wilhelmshaven

In der Zeit des Nationalsozialismus fanden auch in Wilhelmshaven Verfolgung, Zwang und Unterdrückung statt. Das KZ Neuengamme unterhielt seit September 1944 ein Außenlager am Alten Banter Weg. Die Insassen, überwiegend Franzosen, mussten Zwangsarbeit leisten und wurden zum Beispiel auf der Kriegsmarinewerft sowie bei der Bombenräumung in der Stadt eingesetzt. In vier Baracken waren 1.125 Männer unter widrigen Bedingungen zusammengepfercht; mindestens 234 von ihnen überlebten die menschenverachtenden Umstände der Internierung nicht. Heute ist ein Teil des Lagergeländes eine KZ-Gedenkstätte. Im April 1945 löste die SS das KZ Wilhelmshaven auf. Die Häftlinge sollten mit der Eisenbahn in das Stammlager in Hamburg-Neuengamme gebracht werden. Auf einer Zwischenstation im Bahnhof Lüneburg kamen 256 Männer um, als bei einem alliierten Luftangriff auch der Zug getroffen wurde. Der Leiter des Transports, der damals 36-jährige dänische SS-Mann Gustav Alfred Jepsen, wurde für die im KZ Wilhelmshaven von ihm verübten Verbrechen 1947 zum Tode verurteilt und im Gefängnis Hameln hingerichtet.
Etwa 1000 Niederländer wurden 1945 im Lager Schwarzer Weg interniert.

### Besatzungszeit 1945–1949
Am 6. Mai 1945 wurde die Stadt von der in Schottland aufgestellten 1. Polnischen Panzerdivision unter dem Kommando von Stanisław Maczek besetzt. Mit der deutschen Kapitulation am 8. Mai 1945 begann für Wilhelmshaven die Besatzungszeit in der britischen Besatzungszone. Die zunächst verkündete weitestgehende Beseitigung Wilhelmshavens als Kriegshafenstadt konnte abgewendet werden. Es blieb bei der Demontage und Verschiffung des gesamten Inventars der Kriegsmarinewerft sowie der Zerstörung aller militärischen Einrichtungen. Im Zuge der Operation „Bailiff“ wurden bis zum Frühjahr 1950 alle Werft- und Kaianlagen, Docks und Schleusen einschließlich der neuen 4. Einfahrt gesprengt. Nur die zweitälteste und kleinste Einfahrt, die 1. Einfahrt, blieb von der Zerstörung verschont.
Im Zuge der Operation Oasis waren von November 1947 bis August 1948 auf Weisung der britischen Militärregierung etwa 1550 europäische Juden im Marinelager Sengwarden untergebracht. Diese Menschen hatten versucht, mit dem Schiff Exodus illegal nach Palästina (damals britisches Völkerbundsmandat) einzureisen; die britische Mandatsverwaltung brachte sie zwischenzeitlich nach Europa zurück, bevor sie ab Juli 1948 nach Israel ausreisen durften.
Obwohl 60 % der Stadt durch den Bombenkrieg zerstört wurden, konnte Wilhelmshaven die Enttrümmerung als erste deutsche Großstadt abschließen. Insbesondere die allgemeine Dienstverpflichtung am 1. August 1946, der alle Männer zwischen 16 und 60 sowie alle Frauen zwischen 16 und 40 unterlagen, führte zu einer umfassenden Enttrümmerung. Besonderheit war hierbei, dass in Wilhelmshaven 12 km Gleise gelegt wurden, auf denen der sogenannte „Trümmerexpress“ (8 Loks, 6 Züge) den Schutt zu den Ablagestellen transportierte. Die Dienstpflicht wurde 1948 beendet. Bis Juni 1949 übernahm die Bauunternehmung Möller die Enttrümmerung – diese konnte durch deren Fachkräfte rascher und effektiver erledigt werden. Die Bombentrümmer waren im Juni 1949 zum größten Teil weggeräumt. Die Sprengungen von Hafen- und Bunkeranlagen zur Demilitarisierung der Stadt nach dem Krieg hatten ebenfalls Aufräumarbeiten zur Folge, die nun aber ausschließlich durch private Firmen erledigt wurden.

### Bundesrepublik 1949–1999
Infolge der Demontage und Zerstörung fast aller Werftanlagen stieg die Arbeitslosigkeit zunächst dramatisch an. Im Juni 1952 lag die Arbeitslosenquote im Arbeitsamtsbezirk Wilhelmshaven bei 24,3 % (zum Vergleich: Bund 7,6 %; Land Niedersachsen 12,3 %). Ihrer hafenwirtschaftlichen Infrastruktur beraubt, musste sich die Stadt neu orientieren und andere wirtschaftliche Grundlagen suchen. Das gelang mit der Neuansiedlung einiger mittelständischer Unternehmen, wie zum Beispiel des Kranbauers Krupp-Ardelt, der Kammgarnspinnerei und -weberei KSW (unter dem 1928 geborenen Direktor und Vorstandssprecher Wolfgang Inderhees auch Kammgarnspinnerei Wilhelmshaven AG) sowie des Nutzfahrzeugherstellers Nordwestdeutscher Fahrzeugbau. Diese Unternehmen nutzten die leerstehenden Immobilien der ehemaligen Marine und das qualifizierte Arbeitnehmerangebot, das sich vor allem aus den Arbeitern der ehemaligen Kriegsmarinewerft zusammensetzte. Ebenso trugen die Olympia-Werke, die sich in Roffhausen, der jetzigen Stadt Schortens zugehörig, im Landkreis Friesland ansiedelten, durch die dort Beschäftigten zu einem wirtschaftlichen Aufschwung bei.
Erfolgreich waren auch die Bemühungen zur Ansiedlung von Hochschulen und wissenschaftlichen Instituten wie der Hochschule für Arbeit, Politik und Wirtschaft in Rüstersiel, der Pädagogischen Hochschule für Gewerbelehrer, der Pädagogischen Hochschule für landwirtschaftliche Lehrer, dem Max-Planck-Institut für Zellbiologie, dem Niedersächsischen Landesinstitut für Marschen- und Wurtenforschung, heute Niedersächsisches Institut für historische Küstenforschung und dem Institut für Vogelforschung „Vogelwarte Helgoland“. Ab den frühen 1960er Jahren verlor Wilhelmshaven die meisten dieser Einrichtungen wieder. Lediglich die beiden Landesinstitute, das Institut für Vogelforschung und das Institut für historische Küstenforschung, konnten in Wilhelmshaven gehalten werden. Eine weitere neue schulische Einrichtung in Wilhelmshaven war die „Prince Rupert School“. Die 1947 gegründete englische Internatsschule für die Kinder britischer Besatzungsangehöriger war auf dem Gelände der ehemaligen U-Boot-Kaserne direkt am Banter See untergebracht. Sie bestand bis 1972 und hatte in ihrer Hochzeit zeitweise mehr als 700 Schüler. Die englischen Internatskinder mit ihren typischen britischen Schuluniformen prägten viele Jahre das Wilhelmshavener Stadtbild.

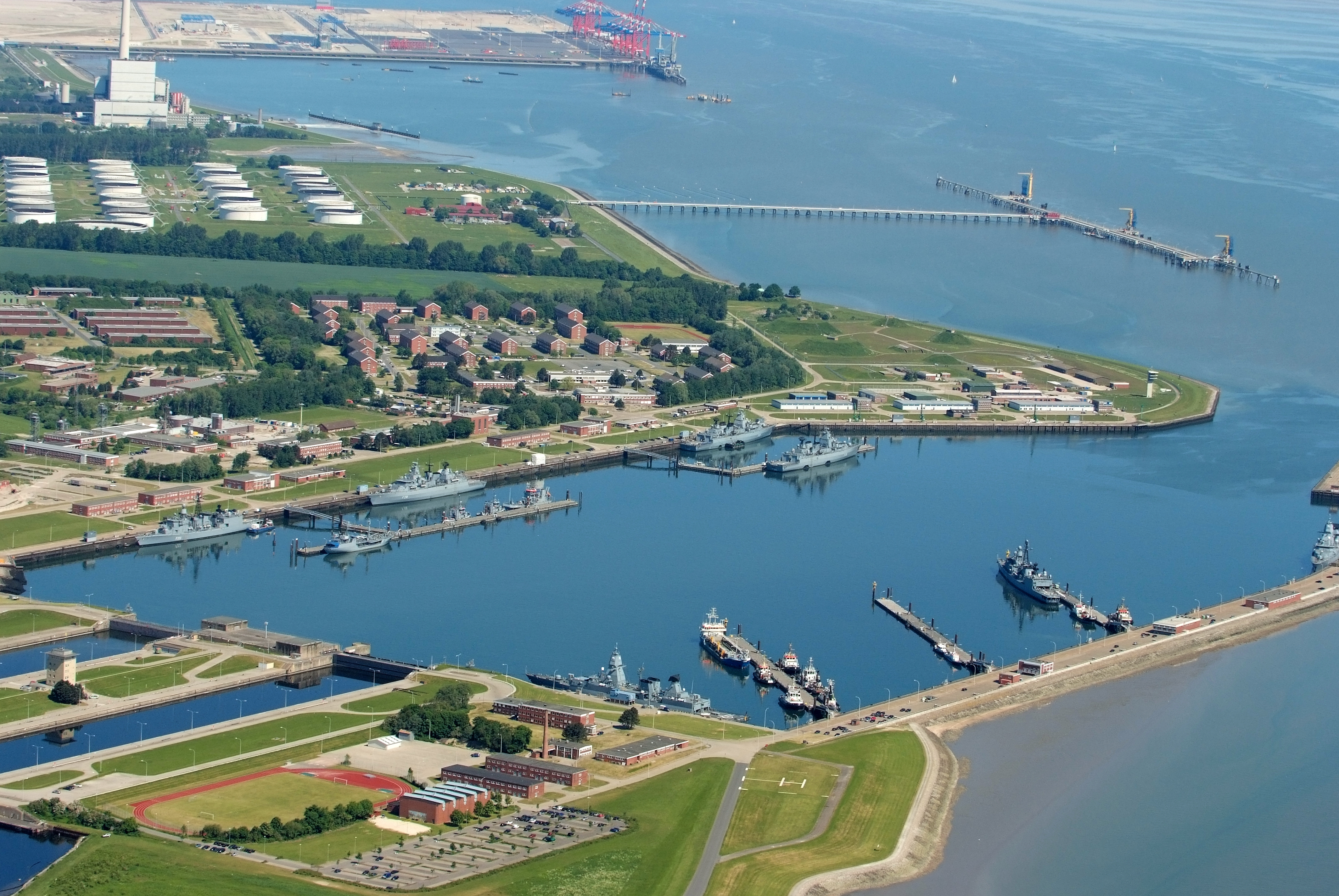
Vorhafen mit Marinestützpunkt Heppenser Groden

Mit der deutschen Wiederbewaffnung und dem Aufbau der Bundesmarine wurde Wilhelmshaven 1956 wieder Marinehafen. Am 2. Januar 1956 begannen die ersten Freiwilligen der neuen Bundesmarine ihren Dienst in Wilhelmshaven, und am 6. Juni 1956 liefen die ersten Schiffe, von den USA zurückgegebene Minenräumboote der ehemaligen deutschen Kriegsmarine, ein. Das neue Verteidigungskonzept sah auch die Errichtung eines Marinearsenals zur Wartung und Instandhaltung der neuen Schiffseinheiten vor. 1957 wurde mit den Planungen auf dem Gelände der ehemaligen Kriegsmarinewerft begonnen. Innerhalb von 15 Jahren entstand auf dem Trümmergelände einer der größten Arbeitgeber Wilhelmshavens. Parallel zum Aufbau des Marinearsenals wurde mit den Planungen zum Wiederaufbau der gesprengten 4. Einfahrt begonnen. In den Wiederaufbau wurde die Neuanlage eines tideunabhängigen Vorhafens mit einem Marinestützpunkt einbezogen. 1956 begannen die ersten Vorarbeiten. Am 4. Oktober 1964 nahm die neue 4. Einfahrt ihren Betrieb auf. Der im Vorhafen errichtete Marinestützpunkt Heppenser Groden wurde am 9. August 1968 eingeweiht.

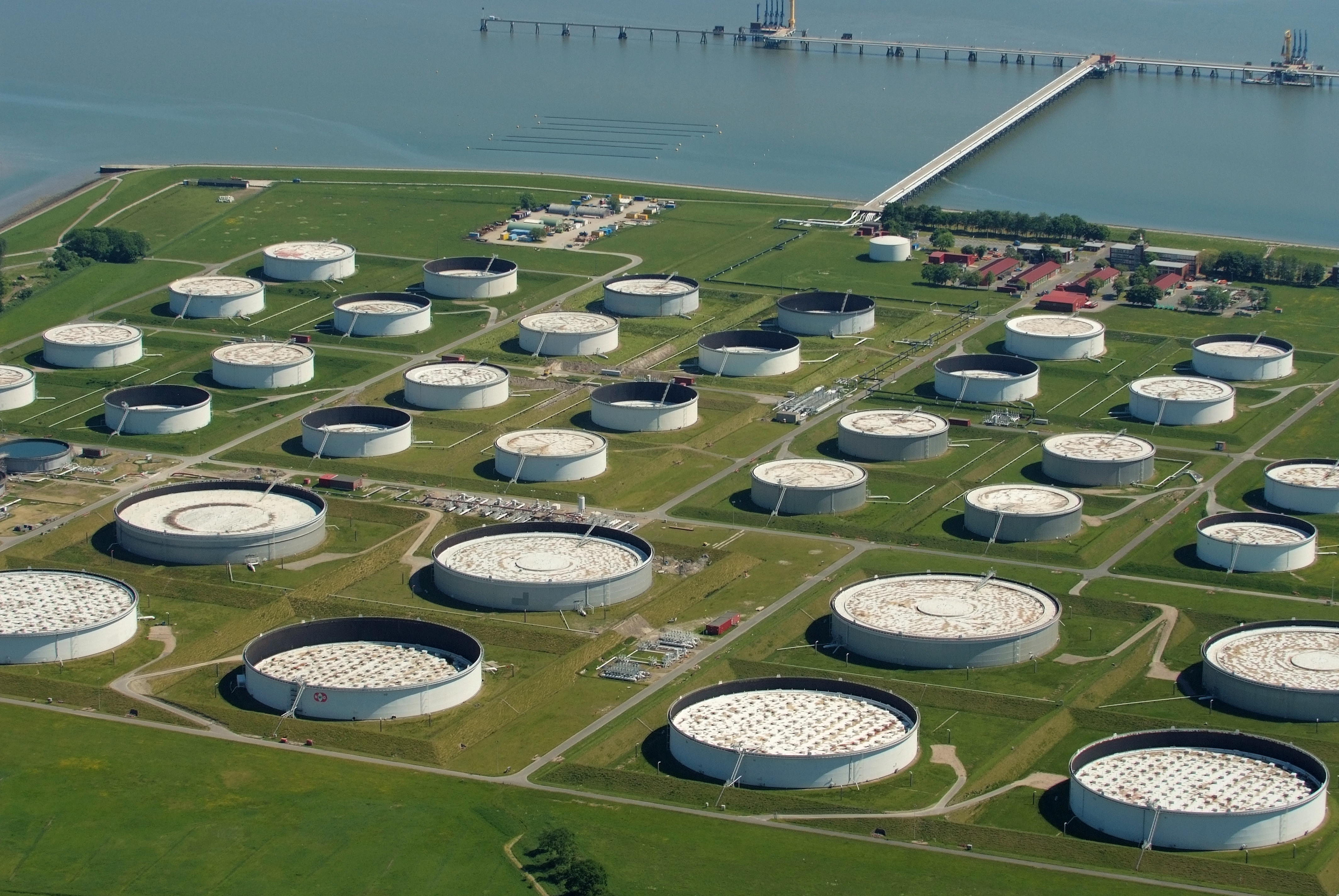
Gelände der Nord-West-Oelleitung

Im November 1956 wurde die Nord-West-Oelleitung GmbH (NWO) in Wilhelmshaven gegründet. Ziel der Gesellschaft ist der Bau und Betrieb der ersten Mineralölfernleitung in Europa, um so die Rohstoffversorgung mehrerer Mineralölraffinerien im Emsland und im Rhein-Ruhr-Gebiet sicherzustellen. Auf dem Heppenser Groden entstanden die Betriebsanlagen der NWO, zu der eine Tankerlöschbrücke am tiefen Fahrwasser der Jade, ein Zwischentanklager auf dem Heppenser Groden sowie eine 28-Zoll-Mineralölfernleitung mit allen notwendigen technischen Einrichtungen gehörten. Die neue Gesellschaft nahm ihren Betrieb im November 1958 auf. Am 29. November 1958 liefen die ersten Rohöltanker Wilhelmshaven an und löschten ihre Ladung. Seitdem entwickelte sich der neugebaute Ölhafen Wilhelmshaven zum größten Mineralölimporthafen der Bundesrepublik Deutschland.
Am 1. Juli 1972 wurde die Gemeinde Sengwarden mit ihren zugehörigen Ortsteilen bzw. Wohnplätzen, darunter Fedderwarden, nach Wilhelmshaven eingegliedert. Damit erreichte das Stadtgebiet Wilhelmshavens seine heutige Ausdehnung.
In den Jahren 1970 bis 1981 wurden auf den neu gewonnenen Grodenflächen am tiefen Jadefahrwasser weitere Großindustrieunternehmen angesiedelt. Nach der Nord-West-Oelleitung GmbH im Heppenser Groden entstanden ein Werk zur Chloralkali-Elektrolyse (Alusuisse Atlantik GmbH) und ein Kraftwerk (Nordwestdeutsche Kraftwerke AG) im Rüstersieler Groden sowie eine Erdöl-Raffinerie der Mobil Oil AG und ein Chemiewerk der Imperial Chemical Industries zur Herstellung von VCM und PVC im Voslapper Groden. Die für Wilhelmshaven bis dahin positive wirtschaftliche Entwicklung endete mit der Ölkrise von 1979. Die der Ölkrise nachfolgende wirtschaftliche Rezession und der damit verbundene Rückgang beim Verbrauch von Mineralölprodukten führten am 1. April 1985 schließlich zur Stilllegung der Raffinerie. Erst nach ihrem Verkauf an die Beta Raffinerie Wilhelmshaven GmbH wurde die Raffinerie 1991 wieder in Betrieb genommen.
Ab Mitte der 1980er Jahre häuften sich die schlechten wirtschaftlichen Nachrichten von der AEG Olympia AG, dem größten industriellen Arbeitgeber der Region Wilhelmshaven/Friesland. Nach jahrelangen Verlusten beim Büromaschinenhersteller beschlossen die Konzernzentralen der Muttergesellschaften AEG und Daimler-Benz im Oktober 1991 ihren Rückzug aus der Bürokommunikation und die Schließung des Standortes mit seiner Belegschaft von rund 3600 Arbeitnehmern. Unter dem Motto „Olympia – das Herz der Region muss weiterleben“ folgte in den nächsten Monaten ein bundesweit beachteter Arbeitskampf der Olympia-Beschäftigten um den Erhalt ihrer Arbeitsplätze. Mit Aktionen in Wilhelmshaven, Frankfurt und Stuttgart wurde an die Verantwortung des Daimler-Benz-Konzerns erinnert und öffentlicher Druck zur Schaffung von Ersatz-Arbeitsplätzen in der Region Wilhelmshaven/Friesland aufgebaut. Trotzdem konnte die Schließung des Standorts in Roffhausen zum Ende 1992 nicht verhindert werden. Als positives Ergebnis des Arbeitskampfes wurde ein Konzept für ein TCN (Technologie Centrum Nordwest) entwickelt, das die Ausgliederung und Weiterführung von Betriebsteilen der Olympia als selbständige Unternehmen sowie die Ansiedlung neuer Unternehmen auf dem Gelände des TCN vorsah. Unterstützung erhielt das Konzept von der niedersächsischen Landesregierung, dem Mutterkonzern Daimler-Benz, dem Landkreis Friesland, der Stadt Schortens und den Arbeitnehmervertretern. Zum Jahresbeginn 1993 konnte das TCN 14 Betriebe mit rund 750 Beschäftigten vorweisen. Diese positive Entwicklung setzte sich fort, so dass zum Jahresende 2015 mit mehr als 3000 Beschäftigten bei insgesamt 60 Unternehmen schon fast wieder die Zahl der früher auf dem Gelände tätigen Mitarbeiter der Olympia-Werke erreicht werden konnte.
Im Dezember 1994 begannen die Bauarbeiten zur Nordseepassage. Auf dem Gelände des alten Wilhelmshavener Bahnhofs und Bahnhofsvorplatzes entstand das mit 34.000 m² größte Einkaufszentrum in Wilhelmshaven. Das zunächst „Bahnhofszentrum“ genannte 150-Millionen-DM-Bauprojekt stellt nicht nur Flächen für den Einzelhandel bereit, sondern beherbergt auch den neuen Wilhelmshavener Bahnhof und den Wilhelmshavener Omnibus-Bahnhof sowie zwei Parkhäuser. Nach rund dreijähriger Bauzeit konnte die Nordseepassage am 4. September 1997 eingeweiht werden.

### Bundesrepublik 2000 bis heute
Vom 1. Juni 2000 bis zum 31. Oktober 2000 fand in Wilhelmshaven die Expo am Meer als eines der offiziellen Expo-2000-Projekte zur Weltausstellung in Hannover statt. Die Sparkasse Wilhelmshaven holte hierfür den viel beachteten deutschen Beitrag zur Weltausstellung Expo 98 in Lissabon nach Wilhelmshaven. Er wurde inhaltlich überarbeitet und fand als virtuelle Unterwasser-Forschungsstation OCEANIS direkt am Großen Hafen eine neue Heimat. In der Forschungsstation wurde die Welt der Tiefsee aus einer Tiefe von 100 Metern gezeigt. Bis Ende 2007 besuchten über eine Million Besucher die Forschungsstation. Ende 2009 wurde das OCEANIS geschlossen und 2010 als „Nordsee-Welten 5D im Oceanis“ wiedereröffnet. Neben Teilen der alten Oceanis-Ausstellung wurden nun schwerpunktmäßig 3D-Kinofilme mit zusätzlichen Effekten gezeigt. Im Juli 2011 musste das Unternehmen jedoch Insolvenz anmelden und schließen.

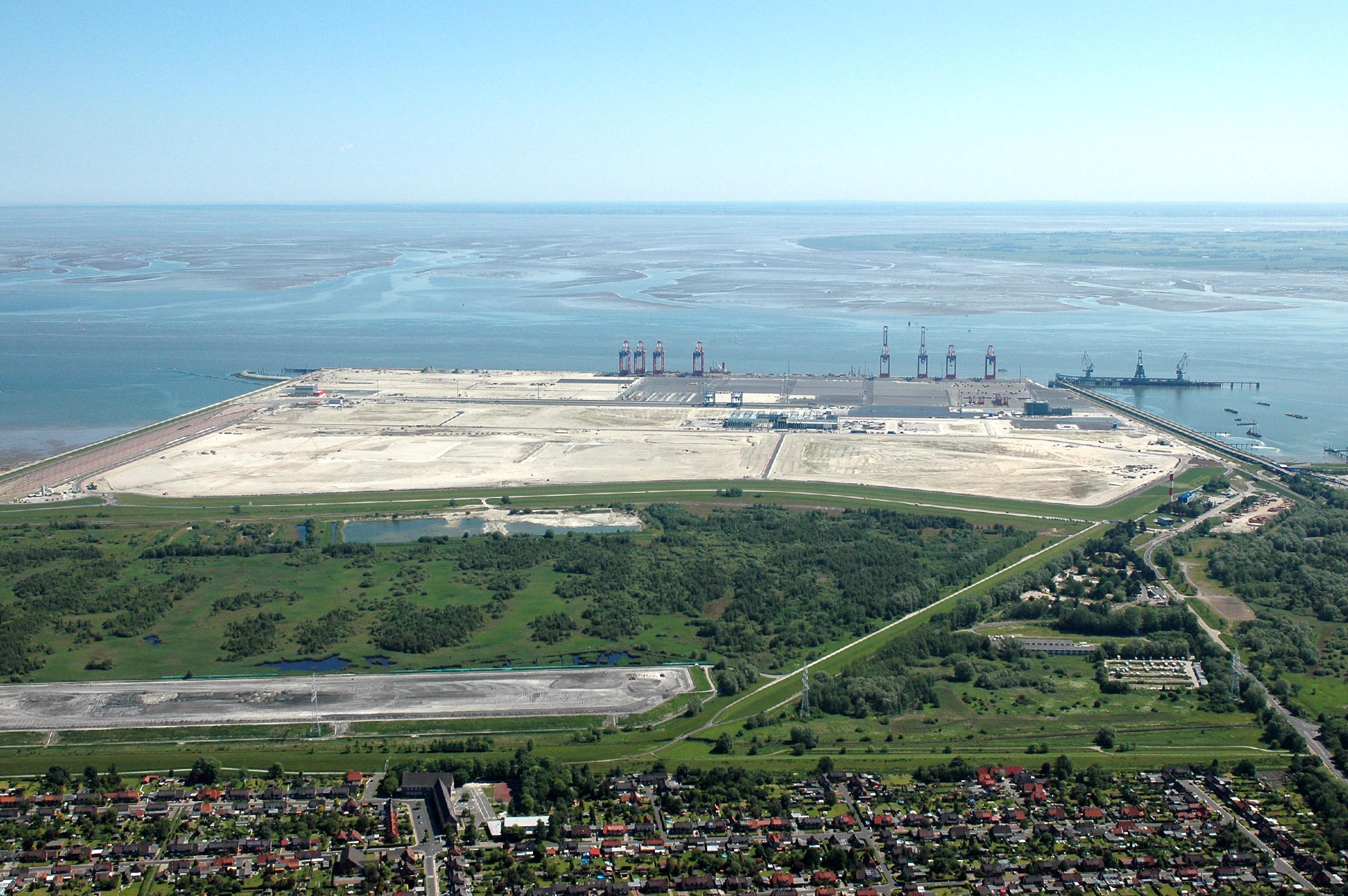
Neu aufgespülter JadeWeserPort

Nach 16 Jahren Planung und viereinhalb Jahren Bauzeit wurde am 21. September 2012 der JadeWeserPort offiziell eröffnet. Der im Norden von Wilhelmshaven aufgespülte Containerhafen war eines der größten Infrastrukturprojekte der letzten Jahrzehnte in Norddeutschland. Rund eine Milliarde Euro haben die beiden Bundesländer Niedersachsen und Bremen sowie der Containerhafen-Betreiber Eurogate investiert.
Von September 2010 bis September 2013 wurde die Kaiser-Wilhelm-Brücke saniert. Dabei wurde sie stahlbautechnisch instand gesetzt und erhielt u. a. eine neue Beschichtung sowie neue Beläge für die Fahrbahnen und die Gehwege. Das Geländer wurde nach historischem Vorbild restauriert. Außerdem wurde die Brücke mit einem neuen Beleuchtungskonzept ausgerüstet, das sie als Wahrzeichen der Stadt hervorheben soll. Im Umfeld der Brücke wurden die Brückenhäuser grundsaniert und eine neue Treppenanlage als Zugang zum Nordflügel gebaut.
Ab Dezember 2012 entwickelte sich auf Anregung des Oberbürgermeisters von Wilhelmshaven Andreas Wagner und des Landrates des Landkreises Friesland Sven Ambrosy eine kontrovers geführte Debatte um eine intensivere Kooperation zwischen beiden Kommunen. Hintergrund war u. a. das Zukunftsprogramm des Landes Niedersachsen, das bei Gebietsreformen 75 % der kurzfristigen Schulden der an der Fusion beteiligten Kommunen übernimmt. Im Falle von Wilhelmshaven–Friesland hätte die Entschuldungshilfe für Wilhelmshaven 35 Millionen Euro und für Friesland 9 Millionen Euro betragen. Zur Klärung der Einsparmöglichkeiten wurde bei der unabhängigen Kommunalen Gemeinschaftsstelle für Verwaltungsmanagement (KGSt) ein Gutachten in Auftrag gegeben, das die finanzielle Auswirkungen einer möglichen Fusion der Stadt Wilhelmshaven und dem Landkreis Friesland untersuchen sollte. Das Gutachten wurde im November 2013 veröffentlicht und empfahl eine Einkreisung der Stadt Wilhelmshaven in den Landkreis Friesland. Wilhelmshaven hätte also seine Kreisfreiheit aufgeben müssen. Jedoch konnten sich die politischen Verantwortlichen nicht zu dieser Lösung entschließen. Beide Kommunen lehnten im Dezember 2013 die Einkreisung in den jeweiligen Gremien ab.
Entsprechend einem Ratsbeschluss vom Oktober 2014 wurde das bisherige, katholisch geführte St. Willehad Hospital am 7. November 2014 von der Stadt übernommen und mit dem neuen gemeinsamen Namen Klinikum Wilhelmshaven an das städtische Reinhard-Nieter-Krankenhaus angegliedert. Es soll in den nächsten Jahren durch einen Neubau erweitert werden.

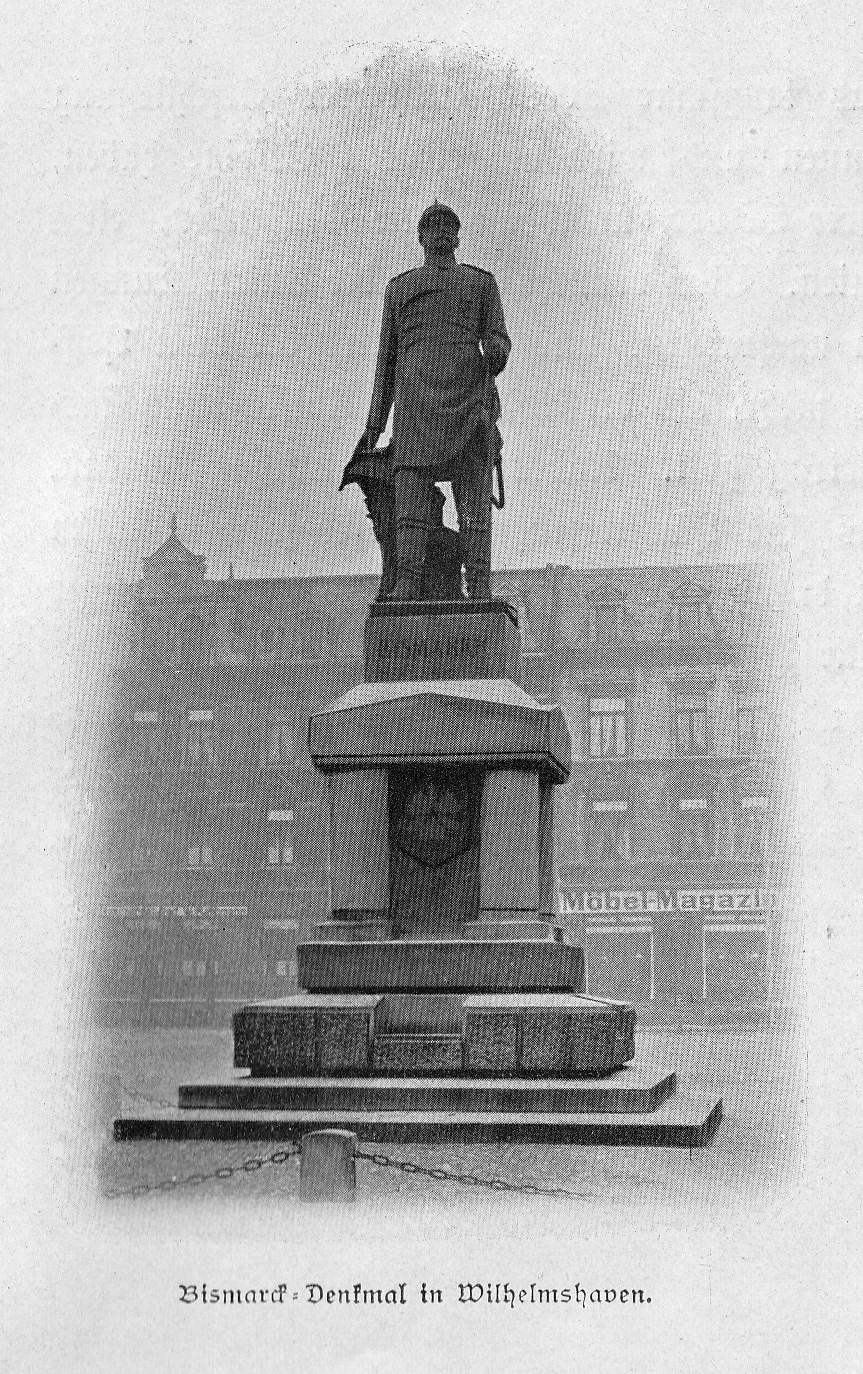
Altes Bismarckdenkmal

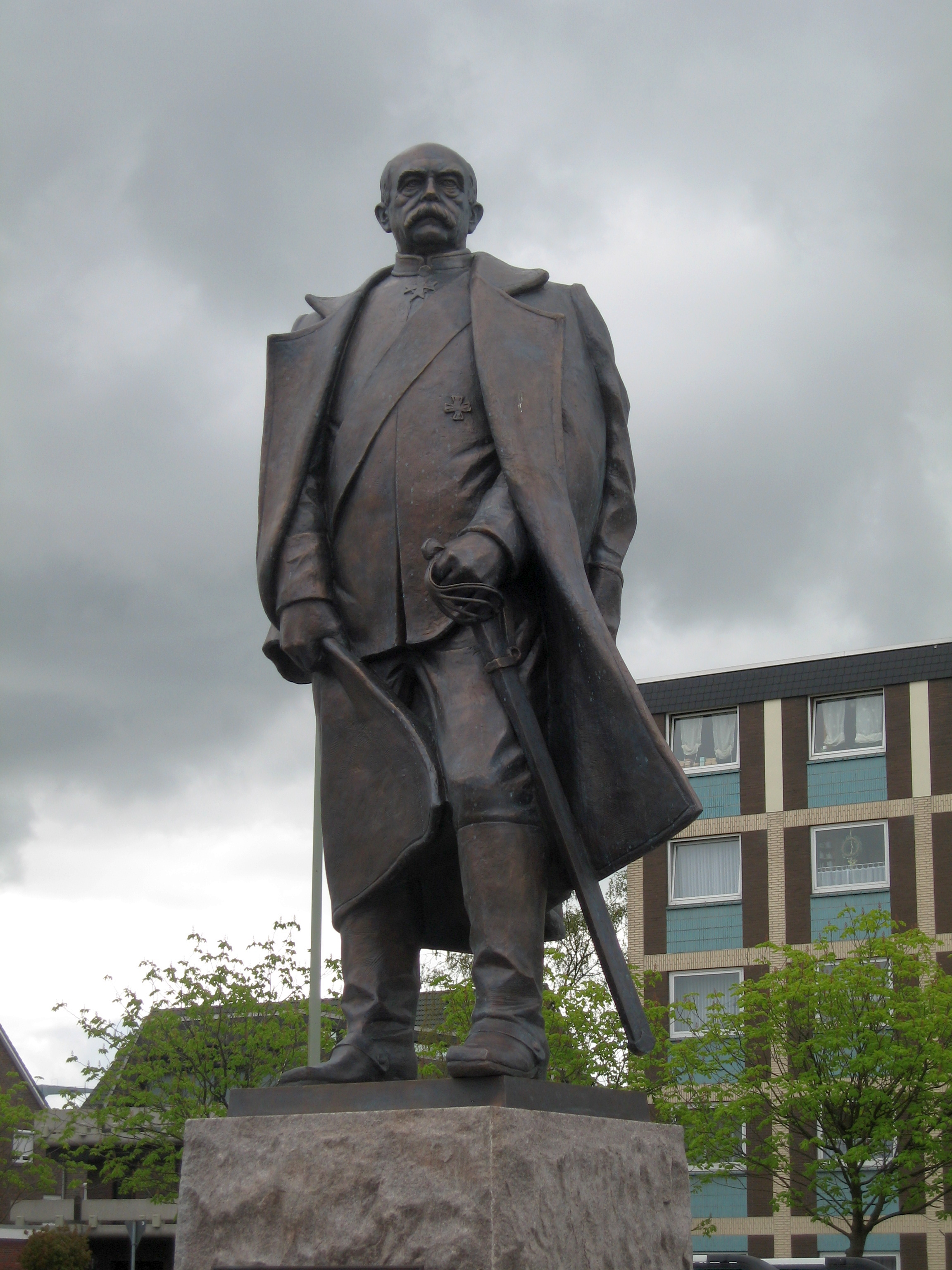
Neues Bismarckdenkmal

Im April 2015 erhielt der Bismarckplatz auf private Initiative hin ein neues Bismarckdenkmal. Die Schenkung war in der Öffentlichkeit stark umstritten. Der Rat der Stadt stimmte dem Vorhaben jedoch mit knapper Mehrheit zu.

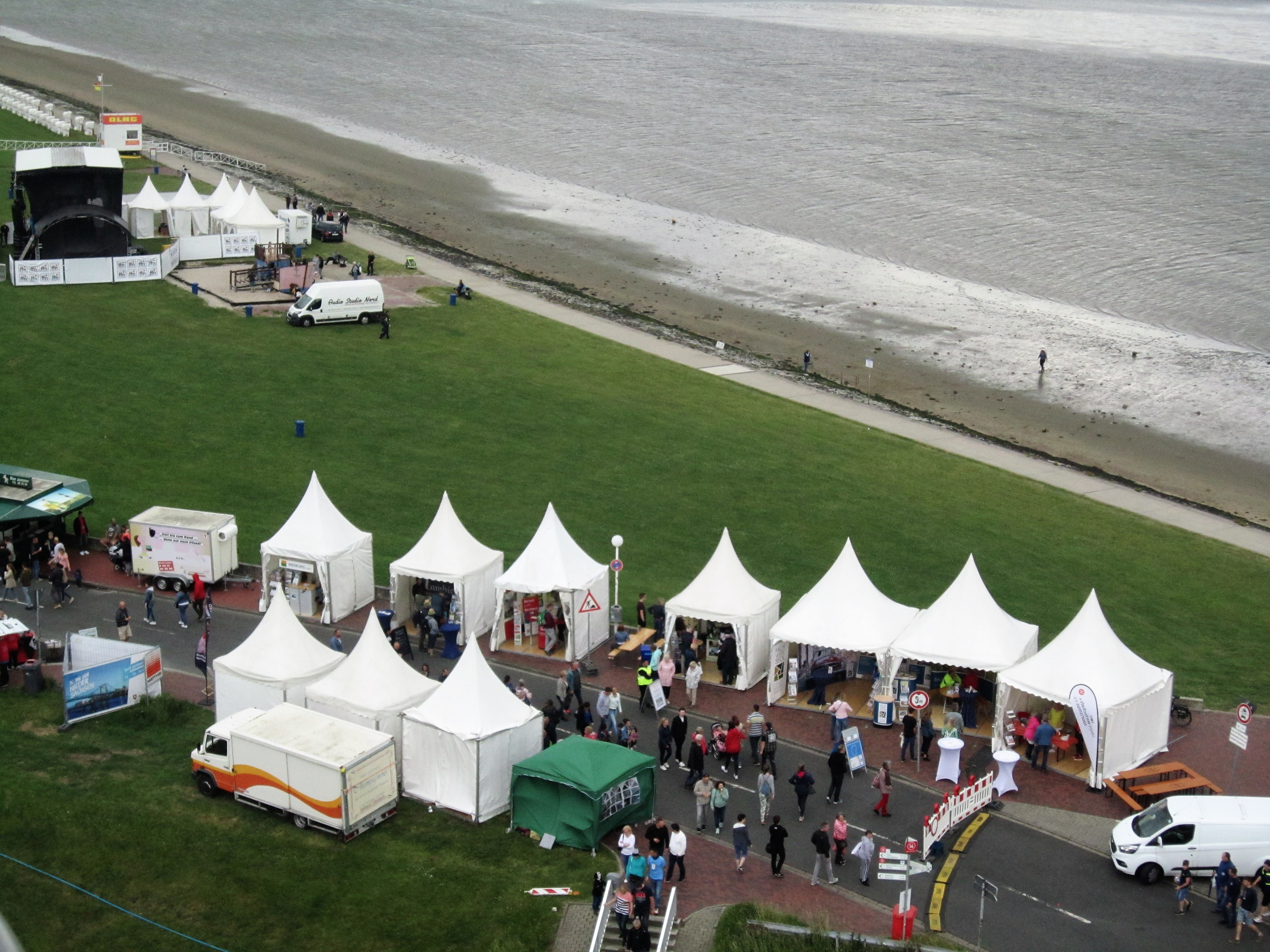
Pavillonreihe (unten) und Showbühne (ganz links) am Südstrand während des Tags der Niedersachsen 2019

Vom 14. bis zum 16. Juni 2019 fand in Wilhelmshaven der Tag der Niedersachsen statt. In die Präsentationen und Veranstaltungen des Niedersachsentags war der Festakt zum 150-jährigen Bestehen der Stadt Wilhelmshaven eingebettet.
| Tabellarische Darstellung der Entwicklung Wilhelmshavens |                                                |                                                |                                                |                                                |                             |
| Jahr                                                     | Wilhelmshaven                                  | Heppens                                        | Neuende                                        | Bant                                           | Sengwarden                  |
| 1869                                                     | Namensgebung von Wilhelmshaven                 | Heppens                                        | Neuende1                                       | –                                              | Sengwarden                  |
| 1873                                                     | Wilhelmshaven wird Stadt                       | Heppens                                        | Neuende1                                       | –                                              | Sengwarden                  |
| 1879                                                     | Wilhelmshaven                                  | Heppens                                        | Neuende1                                       | Gründung von Bant                              | Sengwarden                  |
| 1911                                                     | Wilhelmshaven                                  | Zusammenschluss zur Stadt Rüstringen           | Zusammenschluss zur Stadt Rüstringen           | Zusammenschluss zur Stadt Rüstringen           | Sengwarden                  |
| 1937                                                     | Vereinigung zur neuen Stadt Wilhelmshaven      | Vereinigung zur neuen Stadt Wilhelmshaven      | Vereinigung zur neuen Stadt Wilhelmshaven      | Vereinigung zur neuen Stadt Wilhelmshaven      | Sengwarden                  |
| 1938                                                     | Teile der Gemeinde Kniphausen zu Wilhelmshaven | Teile der Gemeinde Kniphausen zu Wilhelmshaven | Teile der Gemeinde Kniphausen zu Wilhelmshaven | Teile der Gemeinde Kniphausen zu Wilhelmshaven | Sengwarden                  |
| 1948                                                     | Wilhelmshaven                                  | Wilhelmshaven                                  | Wilhelmshaven                                  | Wilhelmshaven                                  | Fedderwarden zu Sengwarden  |
| 1972                                                     | Sengwarden zu Wilhelmshaven                    | Sengwarden zu Wilhelmshaven                    | Sengwarden zu Wilhelmshaven                    | Sengwarden zu Wilhelmshaven                    | Sengwarden zu Wilhelmshaven |

1 Gemeinde Neuende mit dem Wohnplatz Rüstersiel

### Einwohnerentwicklung

Einwohnerentwicklung von 1853 bis 2018. Der Bruch bei 2011 ergibt sich aus der damaligen Volkszählung

1853 lebten im Königlich-Preußischen Jadegebiet erst 335 Menschen. Mit dem Ausbau des Hafens wuchs die Bevölkerung bis 1875 auf über 10.000. Bis 1895 verdoppelte sich diese Zahl auf 20.000. Durch die Eingemeindung von Rüstringen (48.562 Einwohner 1933) am 1. April 1937 stieg die Bevölkerungszahl auf 91.000. Im Jahre 1938 überschritt die Einwohnerzahl der Stadt Wilhelmshaven die Grenze von 100.000, womit sie zur Großstadt wurde. 1940 erreichte die Bevölkerungszahl mit 133.041 ihren historischen Höchststand. Infolge der Zerstörungen im Zweiten Weltkrieg sank diese um ein Drittel auf 89.000 im Dezember 1945.
In den 1970er Jahren lag die Einwohnerzahl noch bei über 100.000. Sie sank dann infolge mehrerer Firmenschließungen, insbesondere des Niedergangs des Olympia-Schreibmaschinenwerkes, und wegen der Verkleinerung des Bundeswehrstandortes stark ab. Am 30. Juni 2006 betrug die „amtliche Einwohnerzahl“ für Wilhelmshaven nach Fortschreibung des Niedersächsischen Landesamtes für Statistik 83.238 (nur Hauptwohnsitze und nach Abgleich mit den anderen Landesämtern). Wilhelmshaven war 2007 die am stärksten schrumpfende kreisfreie Stadt Niedersachsens und war von den Folgen des demografischen Wandels besonders betroffen. Nach einer Bevölkerungsprognose der niedersächsischen Förderbank NBank vom Mai 2015 sollte das Oberzentrum Wilhelmshaven bis 2035 rund 20 % seiner Einwohner verlieren und könnte unter 63.000 Einwohner rutschen. Neben Wilhelmshaven sind auch die Städte Göttingen, Hildesheim und Salzgitter, das Leine- und Weserbergland sowie der westliche Harz, Lüchow-Dannenberg und die Gegend um den Jadebusen am stärksten betroffen.
Am 31. Mai 2013 veröffentlichte der Landesbetrieb für Statistik und Kommunikationstechnologie Niedersachsen das Ergebnis der Volkszählung Zensus 2011 für Niedersachsen. Danach hatte Wilhelmshaven zum Stichtag 31. Dezember 2011 76.926 Einwohner. Das ist ein Minus von 5,1 % gegenüber der bisherigen offiziellen Einwohnerzahl 81.020 zum Stichtag 31. Dezember 2011, die auf einer Fortschreibung der Volkszählung von 1987 basiert. Wilhelmshaven war damit nach Osnabrück (−6,4 %) die am stärksten von der Neuberechnung betroffene Stadt in Niedersachsen.
Die hohe Zahl an Zuzügen von Menschen aus Krisengebieten seit Beginn der sogenannten Flüchtlingskrise im Jahr 2015 stellte die Stadt Wilhelmshaven vor große Herausforderungen in Bezug auf die soziale und ökonomische Integration der Flüchtlinge. Erstmals seit 2013 stieg die Zahl der Einwohner von 78.237 im Jahr 2014 auf 79.218 Einwohner im Jahr 2018 an. Für Wilhelmshaven wurde daher im November 2017 durch das Land Niedersachsen eine Zuzugsperre für anerkannte Flüchtlinge erlassen. Die sogenannte lageangepasste Wohnsitzauflage ist eine „befristete Zuzugsbeschränkung“ und soll Gemeinden unterstützen, die einen außergewöhnlich hohen Zuzug von anerkannten Flüchtlingen relativ zu ihrer Wohnbevölkerung haben. Die Zuzugssperre soll Probleme bei der Integration reduzieren.

### Spitznamen

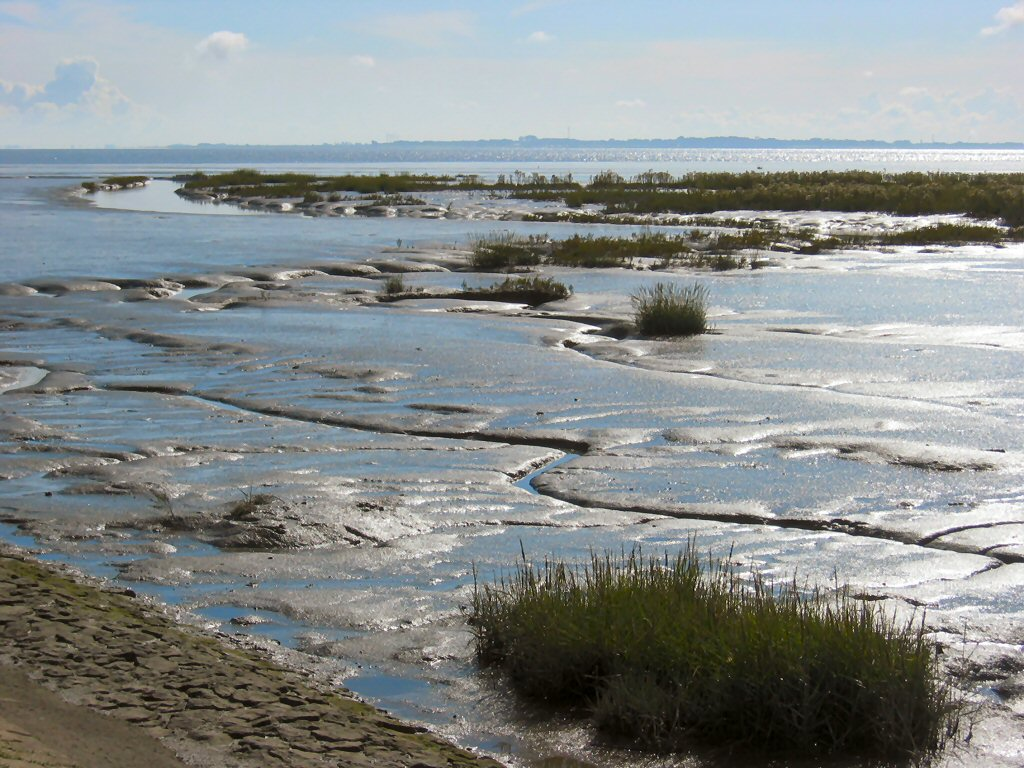
Wilhelmshavener Wattgebiet

Von Einheimischen und eingeweihten Auswärtigen wird Wilhelmshaven oft auch Schlicktau oder Schlicktown genannt. Der Name Schlicktau entstammt der kaiserlichen Marine, die eine Anspielung sowohl auf den Schlick des Wilhelmshavener Watts als auch auf das Wortende der Hauptstadt Tsingtau des ehemaligen Pachtgebietes von Kiautschou in China in einem Wort vereinigten. In Tsingtau waren zur Kolonialzeit vor allem Wilhelmshavener Marinesoldaten stationiert. Schon der bekannte Marineschriftsteller Gorch Fock, der im April 1916 mit dem Schiff Wiesbaden in Wilhelmshaven lag, benutzte den Namen Schlicktau in seinem Tagebuch. Der heute recht häufig gebrauchte Begriff Schlicktown ist erst in den Jahren nach dem Zweiten Weltkrieg entstanden, als durch die NATO-Zugehörigkeit der Bundeswehr Englisch auch in der Marine die vorherrschende Sprache unter den Bündnisländern wurde. Aufgrund dieser Zusammenhänge bezüglich des Zweitnamens hat die Stadt Wilhelmshaven in den 1990er Jahren Kontakte zur Hafenstadt Tsingtau, dem heutigen Qingdao, aufgenommen. Seit 1992 besteht offiziell eine Hafenpartnerschaft zwischen beiden Städten.

## Religionen und humanistische Gemeinschaften

### Konfessionsstatistik
Gemäß dem Zensus 2011 waren im Jahr 2011 44,8 % der Einwohner evangelisch, 11,5 % römisch-katholisch und 43,7 % waren konfessionslos, gehörten einer anderen Glaubensgemeinschaft an oder machten keine Angabe. Die Zahl der Protestanten und Katholiken ist seitdem gesunken. Mit Stand 31. Dezember 2023 gehörten weniger als die Hälfte der Bevölkerung einer der beiden großen christlichen Kirchen an, nämlich 33,4 % der evangelischen und 9,4 % der katholischen Kirche. Über die Hälfte der Wilhelmshavener (57,2 %) waren anderer oder keiner Glaubensgemeinschaft zugehörig.

### Christliche Gemeinden

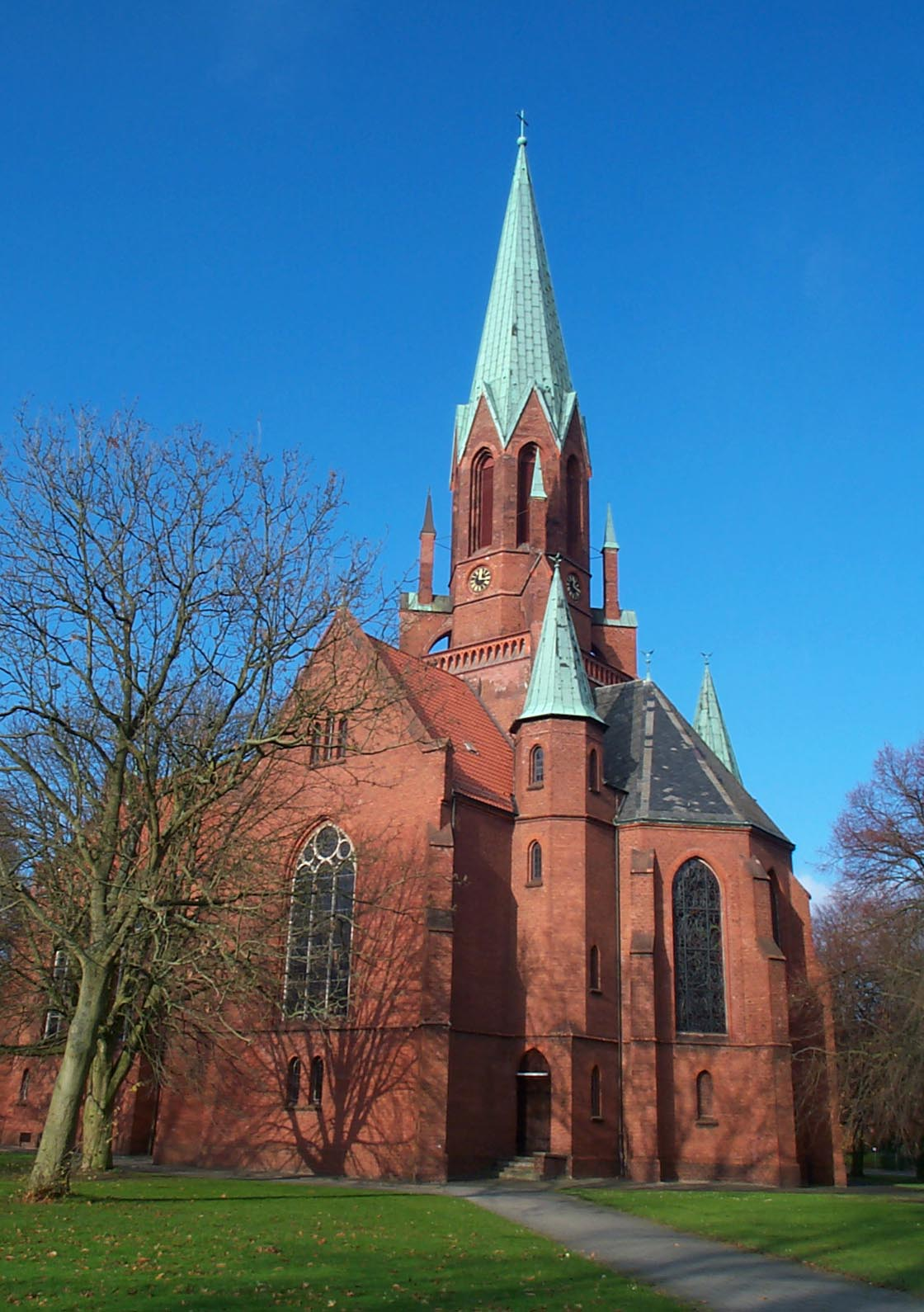
Christus- und Garnisonkirche

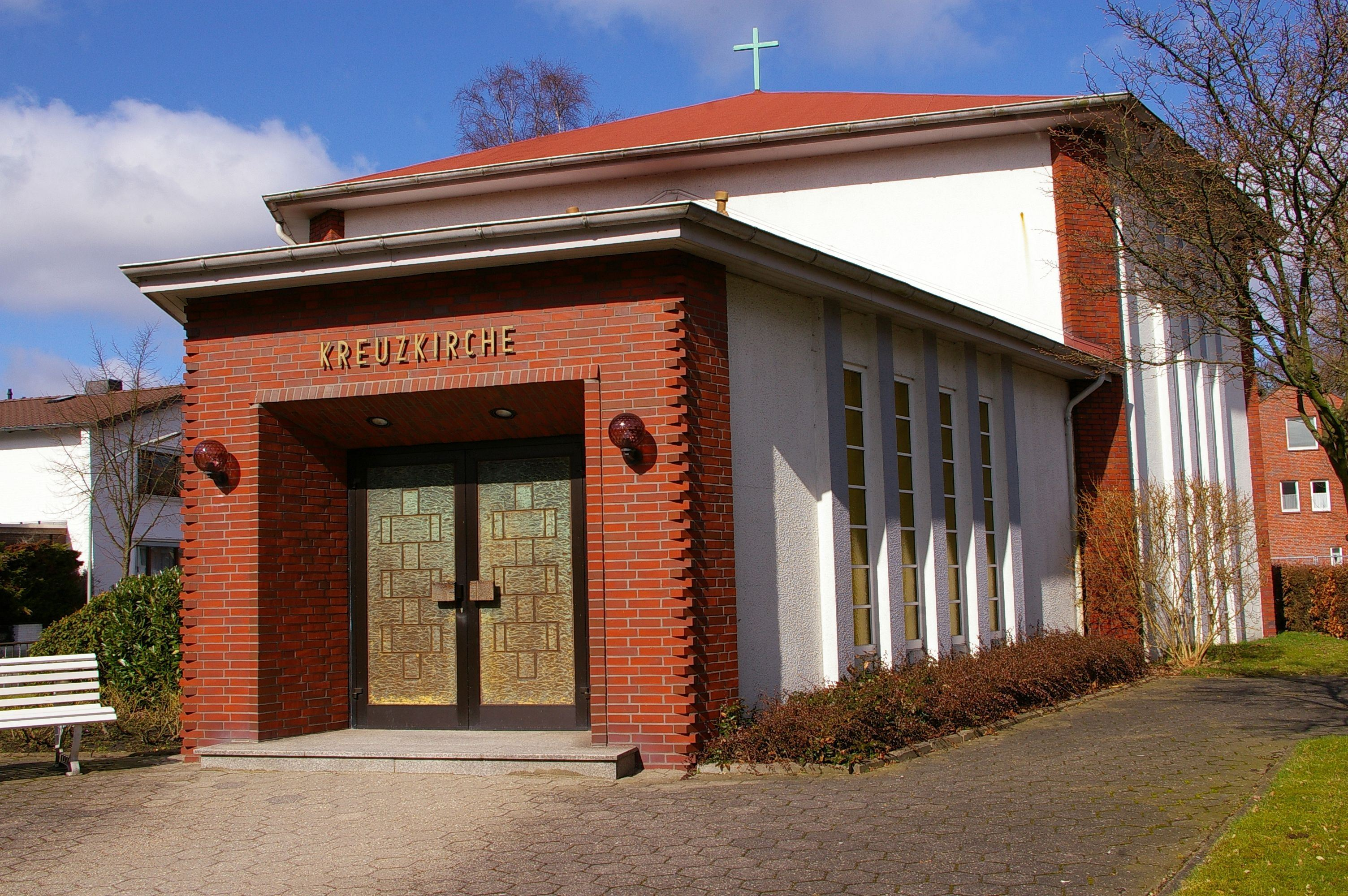
Kreuzkirche der Evangelisch-Freikirchlichen Gemeinde (Baptisten)

Das Gebiet der heutigen Stadt Wilhelmshaven gehörte anfangs zum Gebiet des Erzbistums Bremen bzw. zum Archidiakonat Rüstringen. Unter Maria von Jever konnte die Reformation Einzug halten. So wurde in Neuende 1525 und in Heppens 1532 die erste evangelische Predigt gehalten. Danach war das Gebiet über viele Jahrhunderte fast ausschließlich protestantisch. Vorherrschend war das lutherische Bekenntnis. Mit dem Übergang auf das Herzogtum bzw. Großherzogtum Oldenburg kam das heutige Wilhelmshavener Stadtgebiet zur Evangelisch-Lutherischen Kirche in Oldenburg.
Nach Gründung der Stadt Wilhelmshaven im Jahre 1873 wurde neun Jahre später 1882 eine eigene evangelische Kirchengemeinde gegründet. Diese Gemeinde konnte am 19. Juli 1883 ihren ersten „zivilen“ Gottesdienst in der Garnisonskirche, der heutigen Christus- und Garnisonkirche, abhalten, nachdem diese Kirche zunächst nur für die Marineangehörigen der Garnison erbaut worden war. Noch im selben Jahr erhielt die Gemeinde einen eigenen Kirchenvorstand, und zum 1. Januar 1886 wurde sie der Evangelisch-Lutherischen Landeskirche Hannovers angeschlossen, da die Stadt Wilhelmshaven seinerzeit zur preußischen Provinz Hannover gehörte. Die Protestanten in den benachbarten, seinerzeit noch nicht zu Wilhelmshaven gehörigen Gemeinden gehörten weiterhin zur Evangelisch-Lutherischen Kirche in Oldenburg.
Erst 1901 erhielt die junge evangelisch-lutherische Zivilkirchengemeinde Wilhelmshaven eine eigene Kirche auf dem Eckgrundstück Peterstraße/Adalbertstraße, die Christuskirche. Diese wurde 1941 zerstört und nicht wieder aufgebaut. Im September 1942 wurde auch die Elisabeth- oder Garnisonskirche durch Bombentreffer schwer beschädigt, doch im selben Jahr zu Weihnachten konnten in der notdürftig reparierten Kirche schon wieder Gottesdienste gefeiert werden. Die evangelisch-lutherische Kirchengemeinde Wilhelmshaven erwarb 1959 die Kirche vom Bund und benannte sie in Christus- und Garnisonkirche Wilhelmshaven um.
Mit dem Doppelnamen soll die Tradition der „alten“ im Krieg zerstörten Christuskirche wachgehalten werden. Nachdem die Stadt Wilhelmshaven 1937 dem Land Oldenburg zugeordnet worden war, gehörte auch die Evangelisch-Lutherische Kirchengemeinde Wilhelmshaven – wie bereits alle anderen Kirchengemeinden der Stadt – zur oldenburgischen Landeskirche. Wilhelmshaven wurde Sitz eines Kirchenkreises, zu dem heute alle evangelischen Kirchengemeinden der Stadt (mit Ausnahme der Freikirchen) sowie einige benachbarte Gemeinden (zum Beispiel Jever, Schortens) gehören.
Da nach Wilhelmshaven von Anfang an auch katholische Marineangehörige kamen, gab es für sie ab 1886 in der Garnisonskirche die erste Heilige Messe. 1878/1879 wurde für die Katholiken des gesamten Jaderaumes an der Ansgaristraße die Pfarrkirche St. Marien erbaut, die im Zweiten Weltkrieg zerstört und 1954–1956 durch einen Neubau an anderer Stelle ersetzt wurde. Eine weitere ältere katholische Kirche ist St. Willehad, die 1911 erbaut wurde. Die Katholiken der Stadt Wilhelmshaven gehörten anfangs zum Dekanat Oldenburg, das seinerzeit für den gesamten nördlichen Teil des Landes Oldenburg einschließlich der damals noch preußischen Stadt Wilhelmshaven zuständig war.
Das Dekanat Oldenburg gehörte zum Bischöflichen Münsterschen Offizialat Oldenburg mit Sitz in Vechta. Dieses Offizialat als Teil des Bistums Münster wurde 1831 gegründet, nachdem die Bildung eines eigenen katholischen Bistums für das Land Oldenburg in Vechta gescheitert war. Durch Zuzug weiterer Katholiken, insbesondere nach dem Zweiten Weltkrieg, war eine Neueinteilung der Dekanate des Bistums Münster erforderlich. So wurde 1954 Wilhelmshaven Sitz eines eigenen Dekanats, zu dem heute alle Pfarrgemeinden der Stadt gehören. Dieses Dekanat gehört – wie das ehemals zuständige Dekanat Oldenburg – ebenfalls zum Offizialat Oldenburg des Bistums Münster.
Die Alt-Katholische Gemeinde, die 2013 von einer kleinen Gruppe gegründet wurde, hat seit dem 1. Januar 2014 den Status einer selbständigen Gemeinde.
Die Geschichte der Evangelisch-Freikirchlichen Gemeinde (Baptisten) reicht in die 1870er Jahre zurück. Ihr Gotteshaus, die Kreuzkirche, befindet sich an der Schulstraße 13 und wurde 1955 eingeweiht.
Weitere Freikirchen in Wilhelmshaven sind eine unabhängige Baptistengemeinde an der Genossenschaftsstraße, eine Adventgemeinde sowie mehrere Gemeinden, die der Pfingstbewegung angehören.
Darüber hinaus sind auch die Neuapostolische Kirche und die Zeugen Jehovas vertreten. Auch die Katholisch-apostolische Kirche hat in Wilhelmshaven ein Gotteshaus. Im Wilhelmshavener Ortsteil Voslapp befindet sich eine von zwei koptisch-orthodoxen Gemeinden in Niedersachsen.

### Jüdische Gemeinden

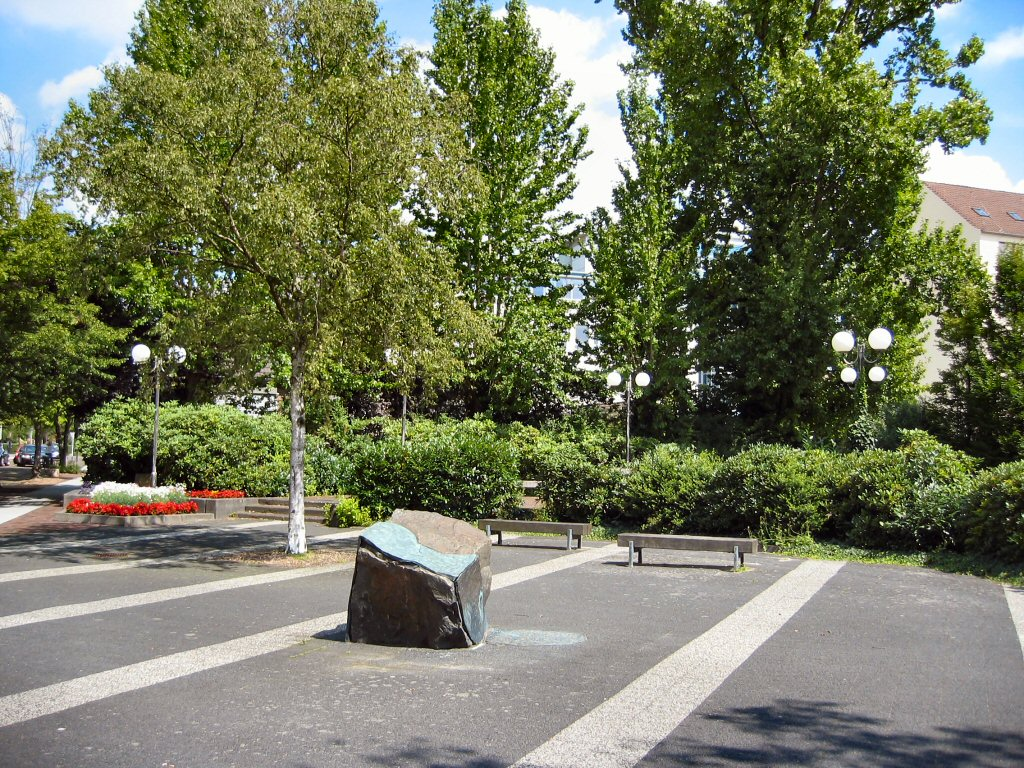
Gedenkstätte Synagogenplatz

Jüdisches Leben in Wilhelmshaven und Rüstringen lässt sich seit dem Beginn des 19. Jahrhunderts nachweisen. Zunächst sind die Informationen jedoch spärlich. In seinem Buch Die Oldenburger Judenschaft schreibt der ehemalige Landesrabbiner Leo Trepp: „1817 hatte Moses Arons aus Rüstersiel den Cerf Isaac aus Verden als Privatlehrer und Schächter. Der Lehrer ersuchte um weitere Arbeitserlaubnis, sein Arbeitgeber stellte ihm ein Zeugnis aus, konnte es jedoch nur mit zwei Kreuzen unterschreiben.“
Um 1870 begannen die Juden auf dem heutigen Stadtgebiet die Einrichtungen der jüdischen Gemeinde in Neustadtgödens zu nutzen. Ein offizieller Vertrag zwischen der „Wilhelmshavener Gruppe“ und der Gemeinde Neustadtgödens wurde am 13. Januar 1876 abgeschlossen. Bereits um 1895 fanden die Wilhelmshavener Juden zur „Israelitischen Vereinigung Wilhelmshaven“ zusammen und traten 1899 geschlossen aus der Gemeinde Neustadtgödens aus. Im Jahr 1915 wurde eine eigene Synagoge in Wilhelmshaven geweiht. Der repräsentative Bau der zu diesem Zeitpunkt nach wie vor kleinen Gemeinde lag an der Kreuzung Börsenstraße/Parkstraße und kostete 130.000 Goldmark. In Anlehnung an die Synagoge in Essen vereinte er Elemente des Jugendstils und Neobarock miteinander und diente auch den jüdischen Marinesoldaten als Gotteshaus. Es enthielt unter anderem ein traditionelles Tauchbad (Mikwe). Die Fenster des Gebäudes waren, was in Synagogen selten ist, mit figuralen Szenen geschmückt.
1933 waren in der inzwischen vereinigten Gemeinde Wilhelmshaven-Rüstringen 191 jüdische Personen registriert. Bis zum Jahr 1938 verließen aufgrund der zunehmenden Entrechtung im Nationalsozialismus etwa 100 Juden die Stadt. In der Reichspogromnacht am 10. November 1938 wurde die Synagoge vermutlich durch eine größere Menge ausgegossenes Benzin in Brand gesetzt. Die Feuerwehr war lediglich zur Sicherung der umliegenden Gebäude anwesend, bekämpfte das Feuer in der Synagoge jedoch nicht. Da der Brand zunächst nicht die erwartete Wirkung zeigte, wurde er nach Tagesanbruch erneut gelegt. Er zerstörte den Dachstuhl und den Rest des Gebäudes völlig. Mehrere Dutzend Wilhelmshavener Juden kamen bis zum Ende des Zweiten Weltkriegs in Konzentrationslagern ums Leben. Der Synagogenplatz wurde in den 1970er Jahren als Gedenkstätte hergerichtet.

### Islamische Gemeinden
Die Türkisch Islamische Gemeinde in Wilhelmshaven hat rund 200 Mitglieder überwiegend türkischer Abstammung. Die Gemeinde ist Mitglied bei DITIB, der türkisch-islamischen Union der Anstalt für Religion, und unterhält in der Südstadt die Fatih Camii. Der Gebetsraum und die Gemeinderäume der Moschee befinden sich auf einem ehemaligen Gewerbeareal an der Admiral-Klatt-Straße. Die Gemeinde hat sich in den letzten Jahren am Tag der offenen Moschee beteiligt, um Vorurteile gegenüber der islamischen Religion und den in Wilhelmshaven lebenden Moslems abzubauen.

### Freimaurerei
In Wilhelmshaven ist die Freimaurerloge Wilhelm zum silbernen Anker zu Hause. Die Loge wurde am 9. März 1879 als Mitgliedsloge der Großen Loge von Preußen, genannt Royal York zur Freundschaft gegründet. Namensgeber der Loge ist Kaiser Wilhelm I., seinerzeit Großmeister der Großloge Royal York, der auch Namensgeber der Stadt Wilhelmshaven ist. Die Loge erlebte nach ihrer Gründung einen regen Mitgliederzustrom, so dass man bereits 1890 ein Logenhaus neben der Elisabethkirche, der heutigen Christus- und Garnisonkirche bauen und am 14. September 1890 einweihen konnte. In der Zeit des Nationalsozialismus wurde die Loge 1934 verboten und das enteignete Logenhaus zunächst als Marine- und Kolonialmuseum, später dann als Beamtenheim der Marine genutzt. 1947 reorganisierte sich die Loge in der humanitären Großloge Alte Freie und Angenommene Maurer von Deutschland e. V. und erhielt 1950 das Logenhaus zurück. Das heute denkmalgeschützte Logenhaus in der Rheinstraße steht auch anderen Logen, Vereinigungen und Verbindungen zur Verfügung.
Der Förderverein des Logenhauses Wilhelmshaven fördert außerdem unter dem Namen Musikforum im Logenhaus junge Musiker, indem er für diesen Musiknachwuchs kostenlos Veranstaltungen im Logenhaus organisiert und ihnen so die ersten Schritte vor Publikum ermöglicht.

## Politik

### Rat
Der Rat der Stadt Wilhelmshaven besteht für die Wahlperiode 2021–2026 aus 44 Ratsmitgliedern. Das ist die festgelegte Anzahl für eine Stadt mit einer Einwohnerzahl zwischen 75.001 und 100.000. Der Rat wird für jeweils fünf Jahre gewählt. Die aktuelle Wahlperiode begann am 1. November 2021 und endet am 31. Oktober 2026.
Stimmberechtigt im Rat ist außerdem der hauptamtliche Oberbürgermeister. Dies ist seit dem 1. November 2019 Carsten Feist (parteilos).
Die Stadt Wilhelmshaven war bis zur Kommunalwahl 2001 stets eine Hochburg der SPD. Aus der Kommunalwahl 2006 ging die SPD trotz hoher Verluste weiter als stärkste Fraktion hervor, hatte im Rat jedoch erstmals seit 20 Jahren weder eine absolute Mehrheit noch war sie in einer Mehrheitsgruppe vertreten. Bei der Kommunalwahl 2011 erlitt die SPD nochmals kräftige Stimmeneinbußen in Höhe von −5,8 % und erreichte mit 32,1 % ein neues Tief, während die CDU mit +1,1 % leichte Gewinne machte und die stärkste Fraktion bildete.
Bei der Kommunalwahl 2016 wurde die Kooperation von CDU und SPD vom Wähler abgestraft. Die SPD erreichte mit 26,0 % ein weiteres historisches Tief, blieb jedoch stärkste Kraft im Rat. Die CDU erreichte nur noch 20,2 % der Stimmen und verlor damit fast ein Drittel ihrer bisherigen Stimmen. Die zum ersten Mal angetretene AfD wurde mit 11,2 % der Stimmen aus dem Stand die drittstärkste Partei. Insgesamt waren elf Parteien und Wählergruppen im Rat vertreten.
Bei der Kommunalwahl 2021 bewarben sich sogar 13 Parteien und Wählergruppen sowie zwei Einzelbewerber um die 44 Sitze.
- PARTEI: 2
- SPD: 12
- Grüne: 6
- BASU: 1
- GfW: 1
- UWG: 2
- WIN@WBV: 5
- FDP: 2
- FW: 1
- CDU: 9
- AfD: 3

Die letzte Kommunalwahl vom 12. September 2021 ergab das folgende Ergebnis (mit der Veränderung gegenüber der Kommunalwahl vom 11. September 2016):
| Partei                                                  | Anteilige Stimmen | Veränderung | Anzahl Sitze | Veränderung |
| ------------------------------------------------------- | ----------------- | ----------- | ------------ | ----------- |
| SPD                                                     | 28,0 %            | +2,0 %      | 12           | +2          |
| CDU                                                     | 20,6 %            | −0,3 %      | 09           | +1          |
| Bündnis 90/Die Grünen                                   | 13,1 %            | 0+2,5 %     | 06           | +2          |
| WIN@WBV                                                 | 10,8 %            | 0+2,3 %     | 05           | +2          |
| AfD                                                     | 06,6 %            | 0−4,5 %     | 03           | −1          |
| FDP                                                     | 05,2 %            | 0−3,6 %     | 02           | −1          |
| Die Partei                                              | 04,7 %            | 0+3,2 %     | 02           | +1          |
| UWG                                                     | 04,1 %            | 0−0,3 %     | 02           | +0          |
| GfW – Gemeinsam für Wilhelmshaven                       | 02,5 %            | 0+2,5 %     | 01           | +1          |
| BASU – Bündnis für Bildung, Arbeit, Soziales und Umwelt | 02,3 %            | 0−0,3 %     | 01           | +0          |
| Freie Wähler Wilhelmshaven (FW)                         | 01,4 %            | 0−1,2 %     | 01           | +0          |
| Basisdemokratische Partei Deutschland                   | 00,2 %            | 0+0,2 %     | 0            | +0          |
| Einzelbewerber 2                                        | 00,2 %            | 0+0,2 %     | 0            | +0          |
| Die Urbane. Eine HipHop Partei                          | 00,1 %            | 0+0,1 %     | 0            | +0          |
| Einzelbewerber 1                                        | 00,1 %            | 0+0,1 %     | 0            | +0          |

Die Wahlbeteiligung bei der Kommunalwahl 2021 lag mit 42,92 % deutlich unter dem niedersächsischen Durchschnitt von 57,1 %. Zum Vergleich: bei der vorherigen Kommunalwahl vom 11. September 2016 lag die Wahlbeteiligung bei 48,78 %.
- Gemeinsam BUNT: 11
- SPD Fraktion: 12
- WIN@WBV, Berner, FDP/FW: 9
- CDU Fraktion: 9
- AfD Fraktion: 3

#### Fraktionen und Gruppen
Das Niedersächsische Kommunalverfassungsgesetzes (NKomVG) bezeichnet die gewählten Mitglieder der Vertretung als Abgeordnete. Zwei oder mehr Abgeordnete können sich nach § 57 NKomVG zu einer Fraktionen oder Gruppen zusammenschließen. Eine Fraktion ist ein Zusammenschluss von Abgeordneten, die einer gemeinsamen politischen Richtung oder Partei angehören und die aufgrund desselben Wahlvorschlages gewählt wurden. Eine Gruppe ist ein Zusammenschluss von Abgeordneten, die zwar zusammenarbeiten, aber keine Fraktion bilden können oder wollen. Anders als auf Bundes- und Landesebene unterscheidet die Kommunalverfassung in den Rechten und Pflichten nicht zwischen Fraktionen und Gruppen. Die Bildung von Fraktionen und Gruppen bestimmt die Arbeit der Vertretung, denn die Größe einer Fraktion oder Gruppe spiegelt sich sowohl in den gesetzlich vorgeschriebenen Ausschüssen, wie dem Hauptausschuss, als auch in den gebildeten vorbereitenden Ausschüssen und der Besetzung von Gremien, Verbänden und Gesellschaften der Stadt wider. Neben der Anzahl der Mitglieder wird damit auch der Vorsitz der Ausschüsse bestimmt. In Folge jeder Veränderung der Gruppengrößen kommt es z. B. zur Neubesetzung in den Ausschüssen, Gremien und Gesellschaften der Stadt.
In der konstituierenden Ratssitzung am 3. November 2021 wurden folgende Fraktionen bekanntgegeben:
SPD-Fraktion mit 12 Mitgliedern, CDU-Fraktion mit 9 Mitgliedern, Fraktion BÜNDNIS 90/DIE GRÜNEN mit 6 Mitgliedern, Fraktion WIN@WBV mit 5 Mitgliedern, AfD-Fraktion Wilhelmshaven mit 3 Mitgliedern, FDP-Fraktion mit 2 Mitgliedern, UWG-Fraktion (Unabhängige Wählergemeinschaft Wilhelmshaven) mit 2 Mitgliedern, Fraktion Die PARTEIFRAKTION mit 2 Mitgliedern.
Darüber hinaus erklärten mehrere Ratsmitglieder einen Zusammenschluss zu einer Gruppe:
- Gruppe GRÜNE und GfW bestehend aus der Fraktion BÜNDNIS 90/DIE GRÜNEN sowie Ratsmitglied der Wählergemeinschaft Gemeinsam für Wilhelmshaven (GfW) mit insgesamt 7 Mitgliedern.

- Gruppe Die GRUPPE bestehend aus der Fraktion Die PARTEIFRAKTION und ein Ratsmitglied der BASU mit 3 Mitgliedern.

- Gruppe FDP/FW bestehend aus der FDP-Fraktion und ein Ratsmitglied der Freie Wähler Wilhelmshaven mit insgesamt 3 Mitgliedern.

- Gruppe Die BUNTEN bestehend aus der Gruppe Die GRUPPE und der UWG-Fraktion mit insgesamt 5 Mitgliedern. Bei der Bildung der neuen Ratsgruppe Die BUNTEN ergab sich die rechtliche Frage, ob eine Gruppe innerhalb einer weiteren Gruppe möglich ist, da mit der Gruppe Die GRUPPE, bestehend aus Die Partei und einer einzelnen Ratsfrau, innerhalb der Gruppe Die BUNTEN eine Gruppe in der Gruppe gebildet wurde.[76] Nach Anfrage und Rückmeldung der Kommunalaufsicht wurde später Die GRUPPE wieder aufgelöst.

Anders als in vielen anderen niedersächsischen Gemeinden existiert im Rat keine Mehrheitsgruppe. Dies hat Auswirkungen auf die Ratsarbeit und die Entscheidungsfindung, welche damit komplexer und langwieriger ist.
Im Laufe der Wahlperiode gab es bei der Zusammensetzung der Fraktionen und Gruppen einige Änderungen. So verließen im Sommer 2023 zwei Ratsmitglieder die Gruppe GRÜNE und GfW. Während ein Mitglied zur Gruppe Die BUNTEN wechselte, blieb das zweite Ratsmitglied zunächst fraktionslos. Später wurde bekanntgegeben, dass sich die neue Gruppe WIN@WBV, Berner, FDP/FW gebildet hat, welche nun, wie die CDU-Fraktion, aus 9 Mitgliedern besteht.
Im Oktober 2024 teilten die Gruppensprecher der Gruppen GRÜNE und GfW sowie Die BUNTEN mit, sich zusammenschließen zu wollen. Ende November 2024 wurde die Gruppenbildung unter den Namen Gemeinsam BUNT offiziell vollzogen. Die Gruppe besteht damit aus 11 Mitgliedern und ist damit nach der SPD-Fraktion der zweitgrößte Zusammenschluss im Rat.

### Verwaltungsausschuss
Neben dem Rat und dem Oberbürgermeister bildet der Hauptausschuss, in Wilhelmshaven als kreisfreie Stadt auch als Verwaltungsausschuss bezeichnet, das dritte Organ der Kommune. Ihm gehören neben dem Oberbürgermeister, Abgeordnete mit Stimmrecht, die sogenannten Beigeordneten, und Abgeordnete mit beratender Stimme an. Die Zuständigkeiten und Aufgaben des Verwaltungsausschusses werden sowohl durch das NKomVG als auch durch die Hauptsatzung der Stadt Wilhelmshaven bestimmt. Dabei ist die Zuständigkeit des Verwaltungsausschusses immer dann gegeben, wenn Aufgaben und Entscheidungen nicht explizit einem anderen Organ zugewiesen sind oder die Vertretung nicht fristgerecht geladen werden kann.

### Bürgermeister
Die zivile Verwaltung der jungen Siedlung beim Marinehafen Heppens oblag zunächst der preußischen Admiralität. Gemäß Statut vom 4. August 1873 wurde Wilhelmshaven zur Stadt erklärt und erhielt dadurch auch einen eigenen Bürgermeister. Mit der Kreisfreiheit 1919 erhielt dieser den Titel Oberbürgermeister. Neben dem Bürgermeister gab es einen vom Volk gewählten Rat.
Während der Zeit des Nationalsozialismus wurde das Stadtoberhaupt Wilhelmshavens von der NSDAP eingesetzt.
1946 führte die britische Militärregierung eine Kommunalverfassung nach britischem Vorbild ein. Danach gab es einen gewählten Rat, der aus seiner Mitte einen ehrenamtlich Oberbürgermeister als Vorsitzenden und Repräsentanten der Stadt wählte. Daneben gab es ab 1946 einen ebenfalls vom Rat gewählten hauptamtlichen Oberstadtdirektor als Leiter der Stadtverwaltung.
2002 wurde in Wilhelmshaven die Doppelspitze in der Stadtverwaltung aufgegeben, nachdem die Amtszeit von Oberstadtdirektor Arno Schreiber geendet hatte. Seitdem gibt es nur noch einen nunmehr hauptamtlichen Oberbürgermeister. Er ist gleichzeitig Leiter der Stadtverwaltung und Repräsentant der Stadt und wird direkt vom Volk gewählt. Es gibt daneben einen Vorsitzenden des Rates, der jeweils bei der konstituierenden Sitzung des Rates aus dessen Mitte gewählt wird.
Am 26. Mai 2019 wurde der Einzelbewerber Carsten Feist in einer Stichwahl zum neuen Oberbürgermeister der Stadt gewählt. Feist erhielt 53,59 % der Stimmen, sein Gegenkandidat Niels Weller (SPD) 46,41 % der Stimmen. Die Wahlbeteiligung lag bei 47,34 %. Die Amtszeit des neuen Oberbürgermeisters dauert sieben Jahre. Er trat sein Amt am 1. November 2019 an. Feist löste den vorherigen Oberbürgermeister Andreas Wagner (CDU) ab, der nicht mehr angetreten war.

### Vertreter in Land- und Bundestag
Bei den Wahlen zum Niedersächsischen Landtag gehört Wilhelmshaven zum Landtagswahlkreis 069 Wilhelmshaven, der die gesamte Stadt umfasst. Bei der letzten Landtagswahl in Niedersachsen vom 9. Oktober 2022 wurde das Direktmandat von Marten Gäde (SPD) gewonnen. Er erhielt 35,81 % der Stimmen bei einer Wahlbeteiligung von 51,42 %. Gäde löst damit den vorherigen Landtagsabgeordneten Holger Ansmann von der SPD ab, der nach zwei Legislaturperioden nicht mehr angetreten war. Über den Listenplatz 12 der Landesliste der AfD zog der Fraktionsvorsitzende im Rat der Stadt Wilhelmshaven Thorsten Moriße ebenfalls in den neuen Landtag ein. Die konstituierende Sitzung des neu gewählten Parlaments fand am 8. November 2022 statt. Die Wahlperiode endet im Herbst 2027.
Die Stadt Wilhelmshaven gehört zum Bundestagswahlkreis Friesland – Wilhelmshaven – Wittmund, der auch die Landkreise Friesland und Wittmund umfasst. Bei der Bundestagswahl 2025 gewann die Sozialdemokratin Siemtje Möller das Direktmandat zum dritten Mal in Folge. Über Listenplätze ihrer Parteien zogen Anne Janssen (CDU) und Martin Sichert (AfD) aus dem Wahlkreis in den Bundestag ein.

### Wappen

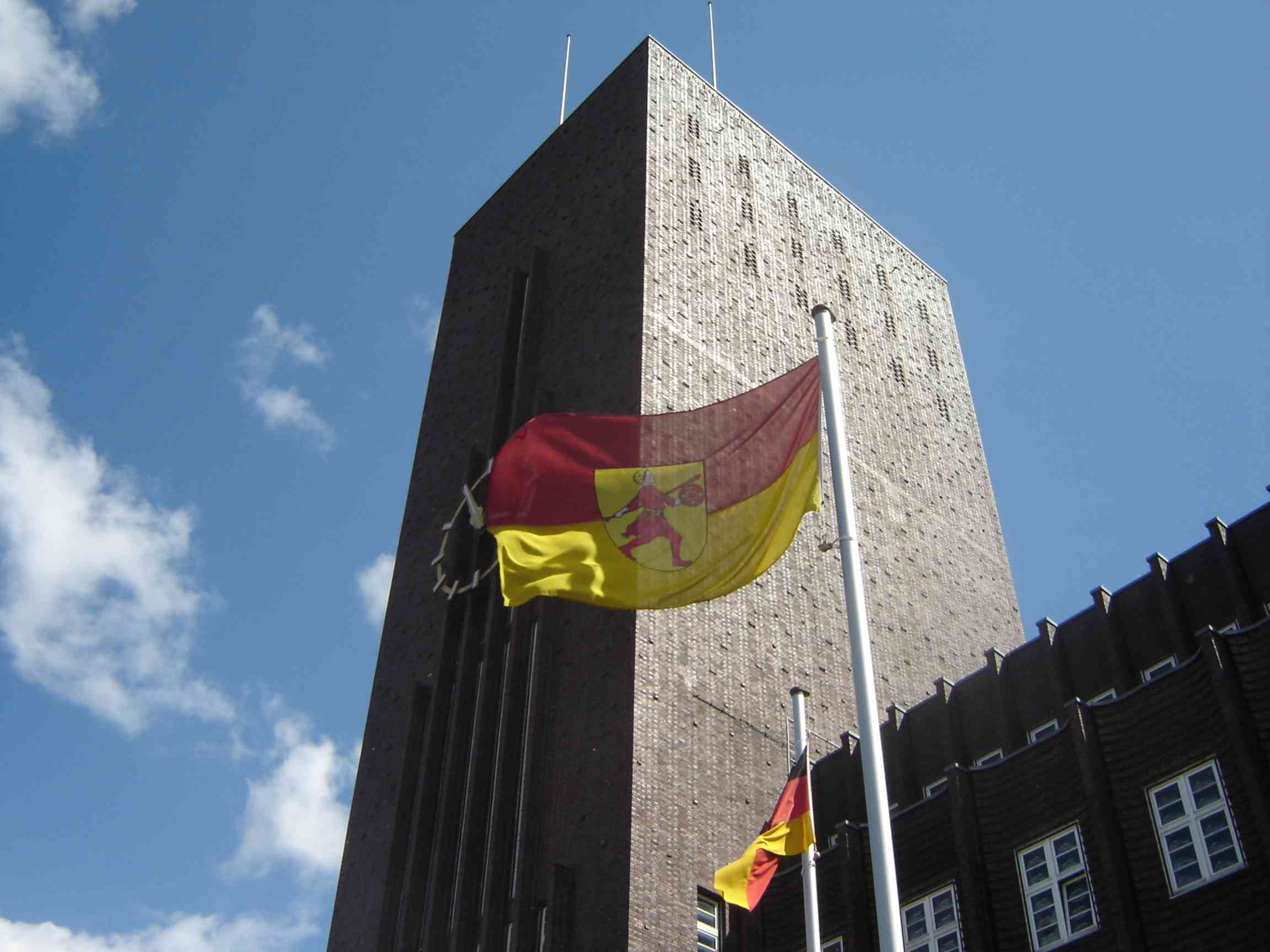
Stadtflagge von Wilhelmshaven

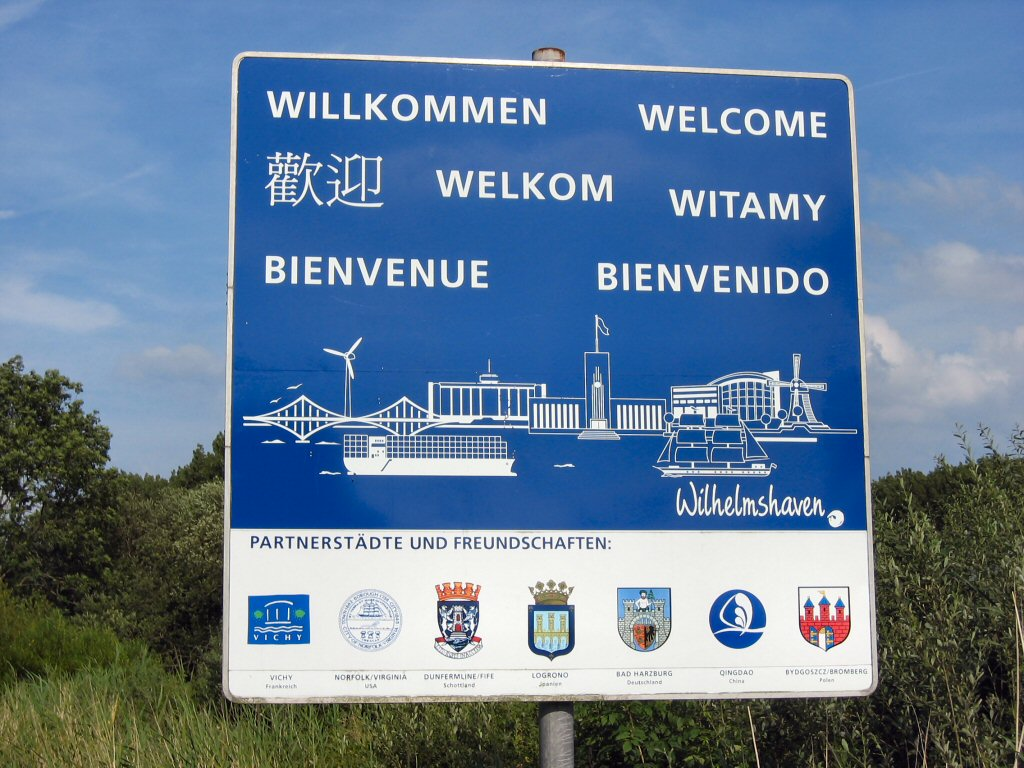
Willkommensschilder mit den Partnerstädten und Städtefreundschaften an den Stadtzufahrten

Die wechselvolle Geschichte der Stadt spiegelt sich auch in ihren Wappen wider.
Ein erstes Wappen erhielt Wilhelmshaven erst am 28. Juli 1892, also fast zwei Jahrzehnte nach der Verleihung der Stadtrechte am 10. Dezember 1873. An diesem Tag unterzeichnete Kaiser Wilhelm II. die „Allerhöchste Order“ über die Wappenverleihung an die Stadt. Blasonierung: „In Blau ein goldener Anker mit zwei gekreuzten, gestürzten goldenen Schwertern, belegt mit silbernem Herzschild, darin der preußische Adler mit Insignien. Auf dem Schilde eine dreitürmige Mauerkrone“. Die Stadtfarben waren Schwarz-Weiß-Blau und symbolisierten die preußischen Farben über dem Meer.
Mit der Vereinigung der Gemeinden Heppens, Neuende und Bant am 1. Mai 1911 zur Stadt Rüstringen wurden eigene Hoheitszeichen erforderlich. So wurde am 3. Juli 1911 nach einem Entwurf von Georg Sello der „Rüstringer Friese“ das Symbol der Stadt Rüstringen. Dieser leitete seinen Entwurf des Friesen mit Speer und Schild vom mittelalterlichen Siegelbild des Rüstringer Landes ab. Bei der Vereinigung der Städte Wilhelmshaven und Rüstringen zur Stadt Wilhelmshaven am 1. April 1937 wurde das Wappen der Stadt Rüstringen aufgegeben.
Vorerst blieb es bei dem preußischen Wappen der Stadt; doch mussten Überlegungen für ein neues Wappen angestellt werden. Eine Entfernung des Herzschildes mit dem preußischen Adler war aufgrund der Ähnlichkeit mit dem Wappen der Stadt Solingen nicht angebracht. Erst am 7. März 1939, vor dem Besuch Adolf Hitlers zum Stapellauf des Schlachtschiffs Tirpitz am 1. April 1939 und der Überreichung der Urkunden des am 29. Juni 1937 verliehenen Ehrenbürgerrechts durch die vereinigte Stadt Wilhelmshaven, wurde ein neues Wappen eingeführt, das auf einem heraldischen Entwurf des Diplomingenieurs Heinz Baumann beruht. Blasonierung: „Gespalten von Blau und Silber, vorne ein silbernes Schwert, hinten vier blaue Wellenbalken.“
Am 15. Januar 1946 musste auf Anordnung der britischen Militärregierung dieses Wappen aufgegeben werden. Kurioserweise wurde es aber in das Abzeichen der „Prince Rupert School“, einer englischen Internatsschule für die Kinder britischer Besatzungsangehöriger, aufgenommen.
Im Herbst des Jahres 1947 beschloss der Rat der Stadt, in einem „unbeschränkten Wettbewerb für Wappen, Flagge und Siegel“ neue Hoheitszeichen zu suchen. Die Entwürfe des Kunstmalers Dettmar Coldewey errangen dabei die Plätze 1 bis 3. Allerdings wurde keiner dieser Entwürfe angenommen. Der Rat der Stadt entschied sich letztlich für die alte Schildfigur des Rüstringer Friesen und beauftragte den Ratsherrn und Kunstmaler Studienrat Georg Emil Baumann mit der Neugestaltung der Heroldsfigur nach einem Entwurf eines Nagelbildes, des Friesen von Prof. Bernhard Winter aus dem Ersten Weltkrieg. Aufgrund der kriegerischen Ausstattung des Friesen mit Schild und erhobenem Speer war man sich anfangs nicht sicher, ob der Entwurf die Zustimmung der britischen Militärregierung finden würde. Aber am 18. November 1948 wurde dieses Wappen vom Niedersächsischen Innenministerium genehmigt und von der Stadt angenommen. 
Blasonierung: „In Gold ein laufender rothaariger Krieger in natürlichen Farben, mit Haar, Rundschild, Lanzenende und Füßen den Schildrand berührend, in rotem Schoßwams, Beinkleid und Schuhen, mit goldgegurtetem und -pariertem rotem Schwert in roter Scheide, in der ausgestreckten Linken ein kleiner roter Rundschild, darin ein kreuzweise von vier goldenen Kreuzchen begleiteter goldener Kreis, in der leicht nach unten geführten Rechten eine auf den oberen Rundschildrand erhobene rote friesische Lanze.“
In verschiedenen Darstellungen, so auch auf der Stadtflagge, trägt der Friese blondes Haar; doch der genehmigte Entwurf, der im Staatsarchiv Hannover hinterlegt wurde, zeigt ihn mit rotem Haar. Tatsächlich hatte der Friese in einem Vorentwurf „blondes“ Haar und goldene Beschläge an Speer, Schwert und Schild. Da aber goldene Elemente auf goldenem Hintergrund aus Gründen der Tingierung nicht richtig gewesen wären, mussten noch farbliche Änderungen vorgenommen werden.

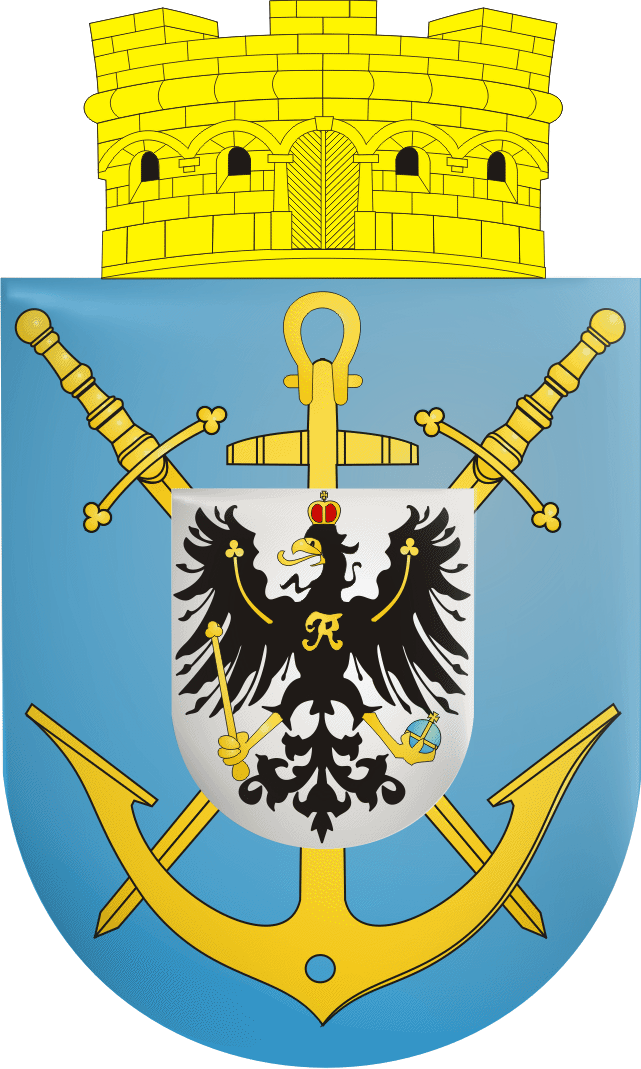
Stadtwappen von 1892 bis 1939
Stadtwappen Rüstringen von 1911 bis 1937
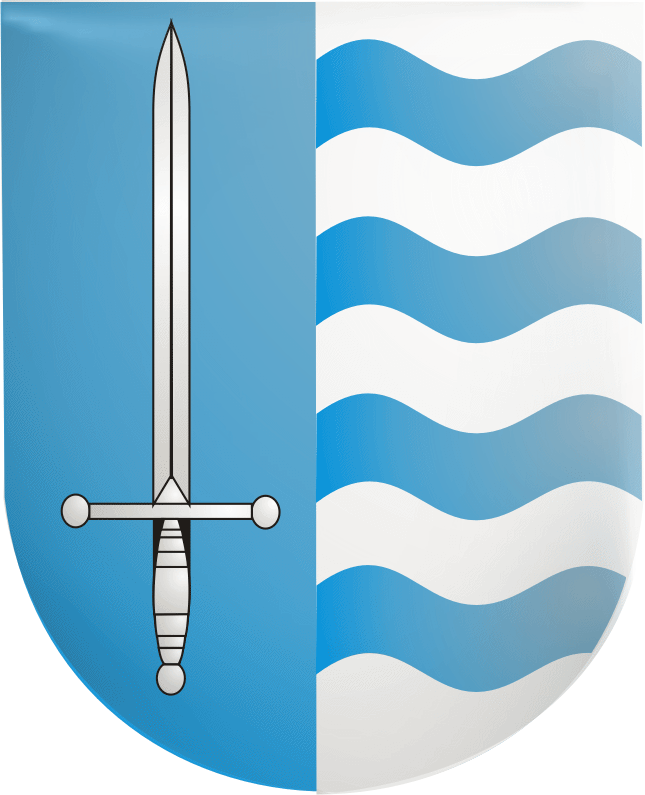
Stadtwappen von 1939 bis 1946
Stadtwappen seit 1948
Flagge seit 1948
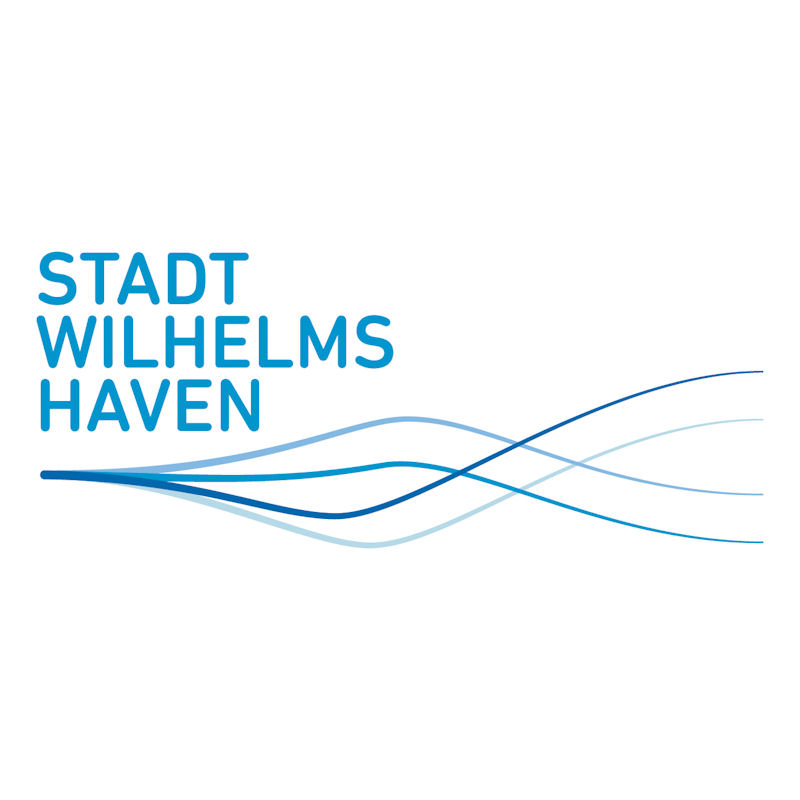
Stadtlogo
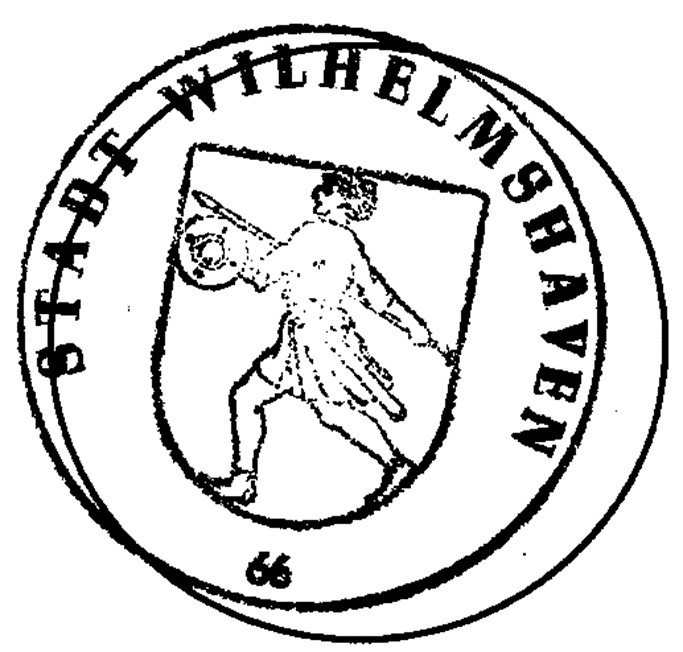
Stadtsiegel seit 1948

### Städtepartnerschaften
Wilhelmshaven unterhält Städtepartnerschaften mit folgenden Städten:
- Vichy (Frankreich), seit 1965
- Norfolk (Vereinigte Staaten), seit 1976
- Dunfermline (Vereinigtes Königreich), seit 1979
- Bydgoszcz (Polen), seit 2006

Freundschaftliche Beziehungen bestehen zu folgenden Städten:
- Bad Harzburg (Deutschland), seit 1988 Städtefreundschaft
- Qingdao (Volksrepublik China), seit 1992 Hafenpartnerschaft
- Logroño (Spanien), Städtefreundschaft

Die Ortsteile Sengwarden und Fedderwarden unterhalten eine Partnerschaft mit
- Bromberg (Österreich), seit 1980

## Kultur und Sehenswürdigkeiten

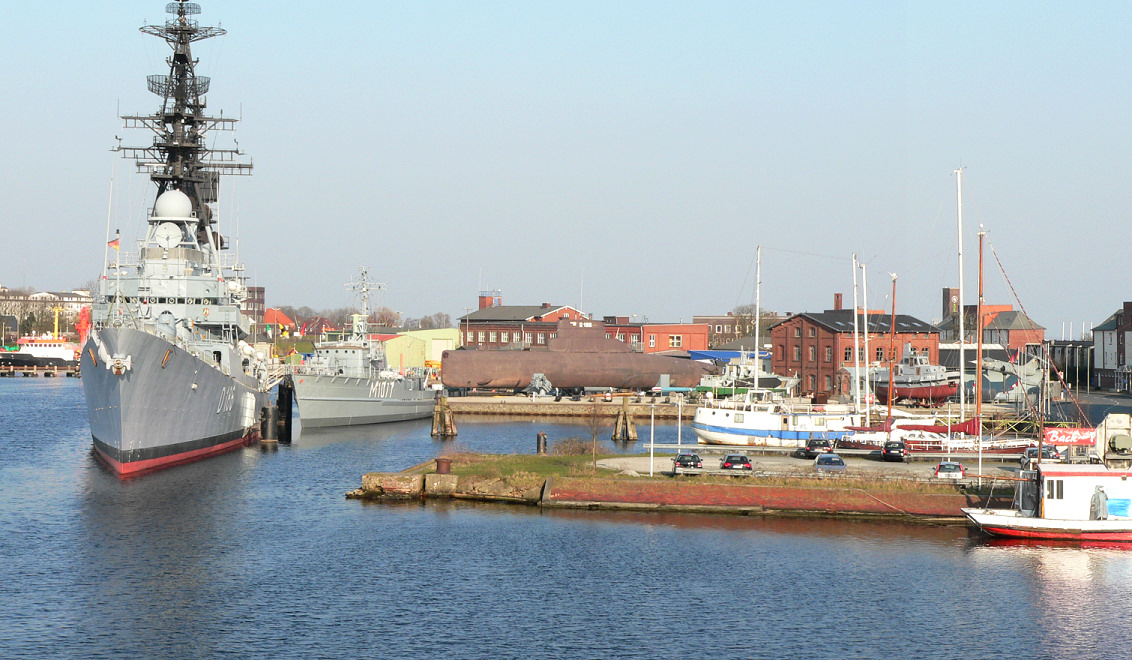
Deutsches Marinemuseum am Südstrand, links Zerstörer Mölders

### Museen und Ausstellungen
Wilhelmshaven besitzt einige Museen und Ausstellungen. Mit jährlich 100.000 Besuchern hat das 1998 eröffnete Deutsche Marinemuseum am Südstrand das größte Publikumsinteresse. Es sammelt und bewahrt Exponate zur Geschichte aller deutschen Marinen seit 1848. Das Museum befindet sich im Gebäude der ehemaligen „Scheibenhofwerkstatt“, einem unter Denkmalschutz stehenden Rest des um 1888 erbauten Torpedohofes der Kaiserlichen Werft. Daran angeschlossen ist ein etwa 3000 m² großes Freigelände mit Liegeplätzen direkt am Verbindungshafen. Dort sind unter anderem das Minenjagdboot der Lindau-Klasse Weilheim, der Lenkwaffenzerstörer Mölders und das U-Boot der Klasse-205 U 10 zu besichtigen.

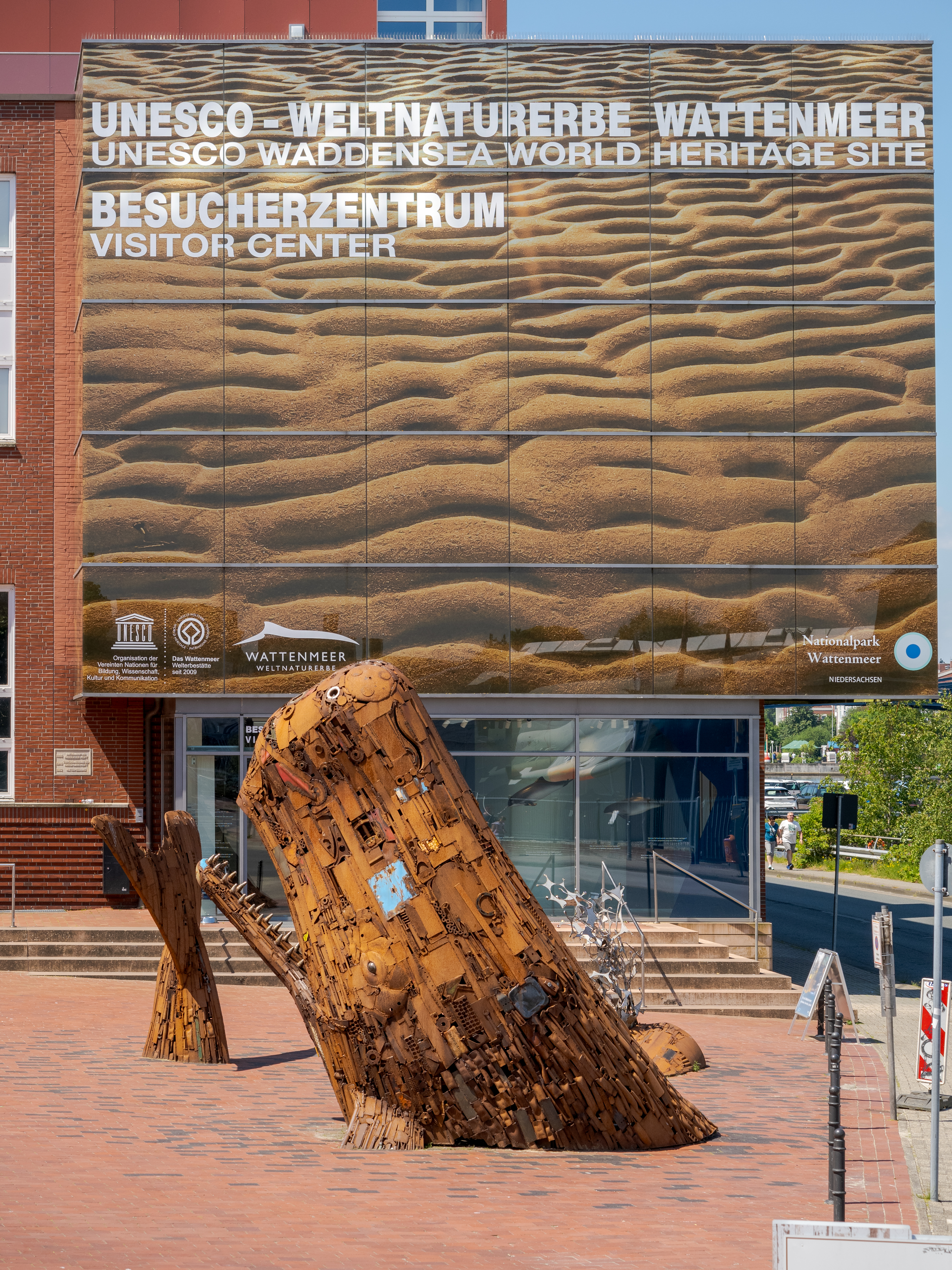
Besucherzentrum Wattenmeer

Gegenüber dem Marinemuseum befindet sich das UNESCO-Weltnaturerbe Wattenmeer Besucherzentrum für den Nationalpark Niedersächsisches Wattenmeer. Seine Ausstellung behandelt das Habitat Wattenmeer. Zur Unterstützung der Schutzziele des Nationalparks und zur Förderung des Natur- und Umweltbewusstseins werden die unterschiedlichen Themenbereiche Vögel, Watt, Salzwiesen, Fischerei, Gefahren im Watt sowie Sturm aufbereitet und spielerisch vermittelt. Von der Panoramaterrasse des Gebäudes bietet sich ein Rundblick über die inneren Hafengebiete von Wilhelmshaven und den Jadebusen. Von Dezember 2010 bis Juli 2011 wurde das Wattenmeerhaus zum Wattenmeer Besucherzentrum umgebaut. So erhielt das Gebäude eine direkte Anbindung an die Südstrandpromenade. Das bisher im Rahmen der Ausstellung „Wal.Welten“ im Küstenmuseum Wilhelmshaven gezeigte 14 Meter lange Skelett sowie die plastinierten Organe eines echten Pottwals werden seit August 2011 im Wattenmeer Besucherzentrum gezeigt. Der 1994 vor der Insel Baltrum gestrandete Pottwal wog 39 Tonnen. Entsprechend groß sind die gezeigten Organteile.
Das Küstenmuseum Wilhelmshaven an der Weserstraße vermittelt mit seiner Ausstellung eine breite Themenvielfalt zu Vergangenheit, Gegenwart und Zukunft des Küstenraumes sowie der Stadtgeschichte von Wilhelmshaven.
Seit 2012 befindet sich im ehemaligen Luftschutzbunker auf dem Gelände der Justizvollzugsanstalt am Ölhafendamm 2 das Vollzugsmuseum Wilhelmshaven, ein kleines Museum, das mit über 200 Exponaten die Entwicklung des Strafvollzugs in den letzten 100 Jahren veranschaulicht.

### Theater und Kleinkunst

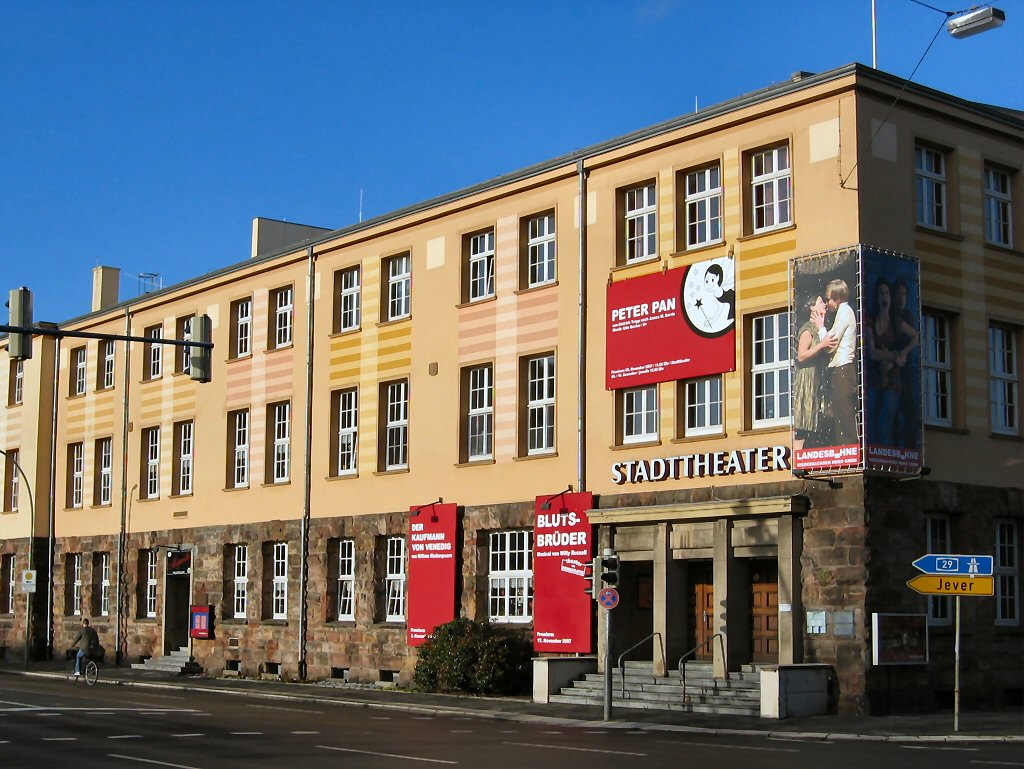
Stadttheater Wilhelmshaven, seit 1952 Spielstätte der Landesbühne Niedersachsen Nord

Das Theaterleben der Stadt begann sich bereits während der Bauzeit des ersten Hafens zu entfalten. Ab 1864 sind Aufführungen verschiedener privater Theatergesellschaften, unter teilweise primitiven Verhältnissen, belegt. 1874 wurde der „Kaisersaal“ der Gaststätte „Berliner Hof“ in der Manteuffelstraße eröffnet und regelmäßig bespielt. Häufig standen dort und in weiteren Lokalitäten auch Gastspiele anderer Theater, unter anderem aus Bremen, Hamburg, Marburg, Kassel und Berlin, auf dem Programm. Gegen Ende des Jahrhunderts begann das Hotel „Burg Hohenzollern“ (an dessen Stelle 1921–1924 das Warenhaus Karstadt, später Hertie, errichtet wurde) dem „Berliner Hof“ den Rang abzulaufen. Hier wurden von ständig wechselnden Gastspielensembles auch Opern und Operetten gespielt.
Immer wieder wurde versucht, ein eigenes städtisches Theater mit festem Mitarbeiterstab aufzubauen, doch war den verschiedenen Unternehmungen zunächst keine Dauer beschieden. Im Jahr 1925 wurde der große Saal des Seemannshauses an der Bismarckstraße zu einem Theaterraum mit 575 Plätzen ausgebaut. Die Bühne firmierte als „Neues Schauspielhaus der Jadestädte“. Robert Hellwig, ein ehemaliger österreichischer Reserveoffizier, übernahm das Haus im Herbst 1926 und verstand es, Ordnung in die Wilhelmshavener Theaterverhältnisse zu bringen. Er orientierte sich stark am Geschmack des Publikums und setzte auf ein gemischtes Repertoire aus klassischen Schauspielen, Schwänken und Operetten. Ihm gelang es auch, von Jahr zu Jahr steigende Zuschüsse der Jadestädte zu erhalten. 1938 ging Hellwig nach Innsbruck, und die Stadt übernahm die Bühne als „Stadttheater“. Am 22. März 1943 wurde das Seemannshaus mit dem darin befindlichen Theater bei einem Luftangriff vollständig zerstört.

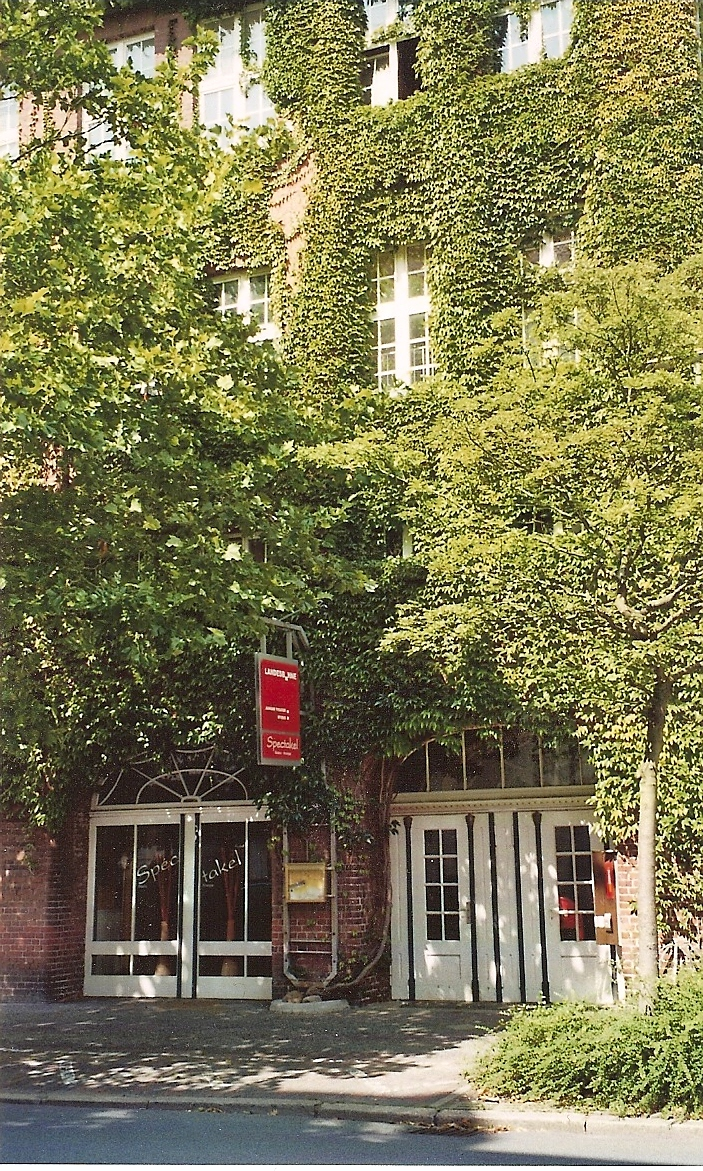
Ehemalige Spielstätte Rheinstraße 91, Studio und Junges Theater

Unmittelbar nach dem Zweiten Weltkrieg wurde ein Theaterbauverein mit dem Ziel gegründet, die Errichtung eines neuen Theaters voranzutreiben. Nach Plänen des Stadtbaurates Rasch wurde schließlich die alte Marine-Intendantur, ein Gebäude aus dem Jahr 1904, zu einem Theater umgebaut. Der freie Innenhof des Hauses wurde dabei durch Überdachung zu einem Theaterraum umgestaltet. Zunächst hatte das Stadttheater Wilhelmshaven jedoch kein eigenes Ensemble. Dieses erhielt es erst, als die ehemalige Ostfriesische Landesbühne 1952 von Leer nach Wilhelmshaven umzog und sich fortan Landesbühne Niedersachsen Nord nannte. Das Stadttheater wurde am 19. Oktober 1952 mit einer Aufführung von Shakespeares Hamlet eröffnet. Neben den Aufführungen der Landesbühne, die sich von Anfang an stark auf das Sprechtheater spezialisierte, sind auch musikalische Produktionen des Oldenburgischen Staatstheaters im Haus an der Virchowstraße zu sehen. Die 1932 gegründete Niederdeutsche Bühne ist, nachdem sie zuvor das Stadttheater mitbenutzt hatte, seit dem 8. Mai 2010 in ihrem neuen Theater am Meer im ehemaligen Gewerkschaftshaus an der Kieler Straße beheimatet.
Unter den Intendanten der Landesbühne ist Rudolf Stromberg hervorzuheben, der von 1958 bis 1973 an der Jade wirkte. Mit seinem Geschick wurde das Theater langfristig auf eine sichere finanzielle Grundlage gestellt. Außerdem überraschte der Vater des späteren Intendanten des Deutschen Schauspielhauses in Hamburg, Tom Stromberg, das Wilhelmshavener Publikum mit mutigen Klassikerinszenierungen (Schiller, Shaw, Ibsen, Brecht) und einer starken Vorliebe für zeitgenössisches Theater.
1989 wurde als Abteilung der Landesbühne Niedersachsen Nord das Junge Theater gegründet. Das Theater verfügt über einen eigenen Stab und bezeichnet sich heute als das älteste und größte Kinder- und Jugendtheater in Niedersachsen. Die Aufführungen des Jungen Theaters finden in der Spielstätte TheOs (Theater im Oceanis) am Bontekai statt, das jährliche Weihnachtsmärchen jedoch im großen Haus des Stadttheaters.
Seit 1995 gibt es das Festival der Kleinkunst in Wilhelmshaven. Das Festival ist eine in den Monaten November und Dezember stattfindende Veranstaltungsreihe für Kabarett- und Kleinkunstliebhaber. Veranstaltungsort der rund ein Dutzend Veranstaltungen ist jedes Jahr das Kulturzentrum Pumpwerk. Höhe- und Schlusspunkt des Festivals ist die Verleihung des Kleinkunstpreises Wilhelmshavener Knurrhahn an den jeweiligen Vorjahresgewinner.

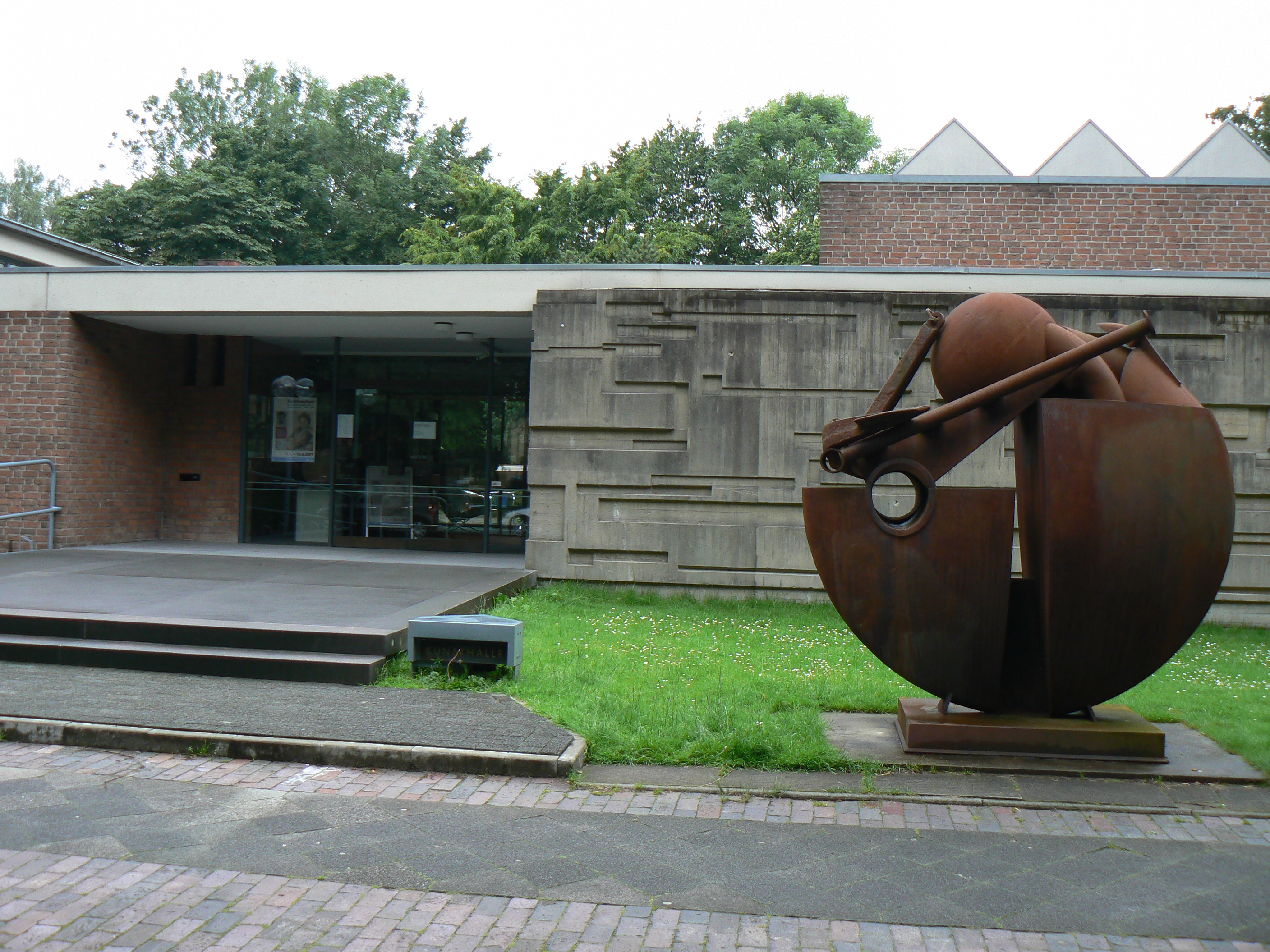
Kunsthalle mit Skulptur Seemannsgarn von Leonard Wübbena

### Bildende Kunst
Wilhelmshavens wichtigste Stätte für Bildende Kunst ist seit 1913 die Kunsthalle, die als Kaiser-Friedrich-Kunsthalle gegründet wurde. Die Gründung erfolgte auf Initiative des damaligen Chefs der Marinestation der Nordsee, Graf Baudissin, und sollte den Bewohnern der Stadt mit wechselnden Ausstellungen auch Bildende Kunst zugänglich machen. Diese Aufgabe erfüllt sie seit über 90 Jahren. 1968 zog die Kunsthalle von der Viktoriastraße in ein neues Gebäude am Adalbertplatz um. Das alte Haus war ein Opfer des Bombenkrieges geworden. Die Wilhelmshavener Architekten Harms und Sommerfeld verwirklichten einen sachlich nüchternen, an Bauhaus-Vorbilder angelehnten Bau, in dem seitdem eine große Vielfalt an Ausstellungen zu sehen war. Erster Leiter nach dem Kriege war Siegfried Pagel, die jetzige Leiterin ist Petra Stegmann. 2006/07 war die Kunsthalle in ihrem Bestand durch politische Sparwünsche seitens der Stadtverwaltung bedroht, was abgewendet werden konnte.
Ein Schaufenster für aktuelle regionale Kunst bietet die Künstlervereinigung Sezession Nordwest e. V. allen Kunstinteressierten in Wilhelmshaven und Umgebung. In der Virchowstraße, im kulturellen Umfeld von Stadttheater, Kunsthalle, Volkshochschule, Stadtbücherei und Ballettschule, befindet sich seit 2002 das kleine Ladenlokal mit den großen Schaufenstern, in dem im drei- bis vierwöchigen Wechsel zeitgenössische Kunst einheimischer und auswärtiger Künstler gezeigt wird.
Im gesamten Stadtgebiet sind im Freien viele Plastiken und Skulpturen aufgestellt.

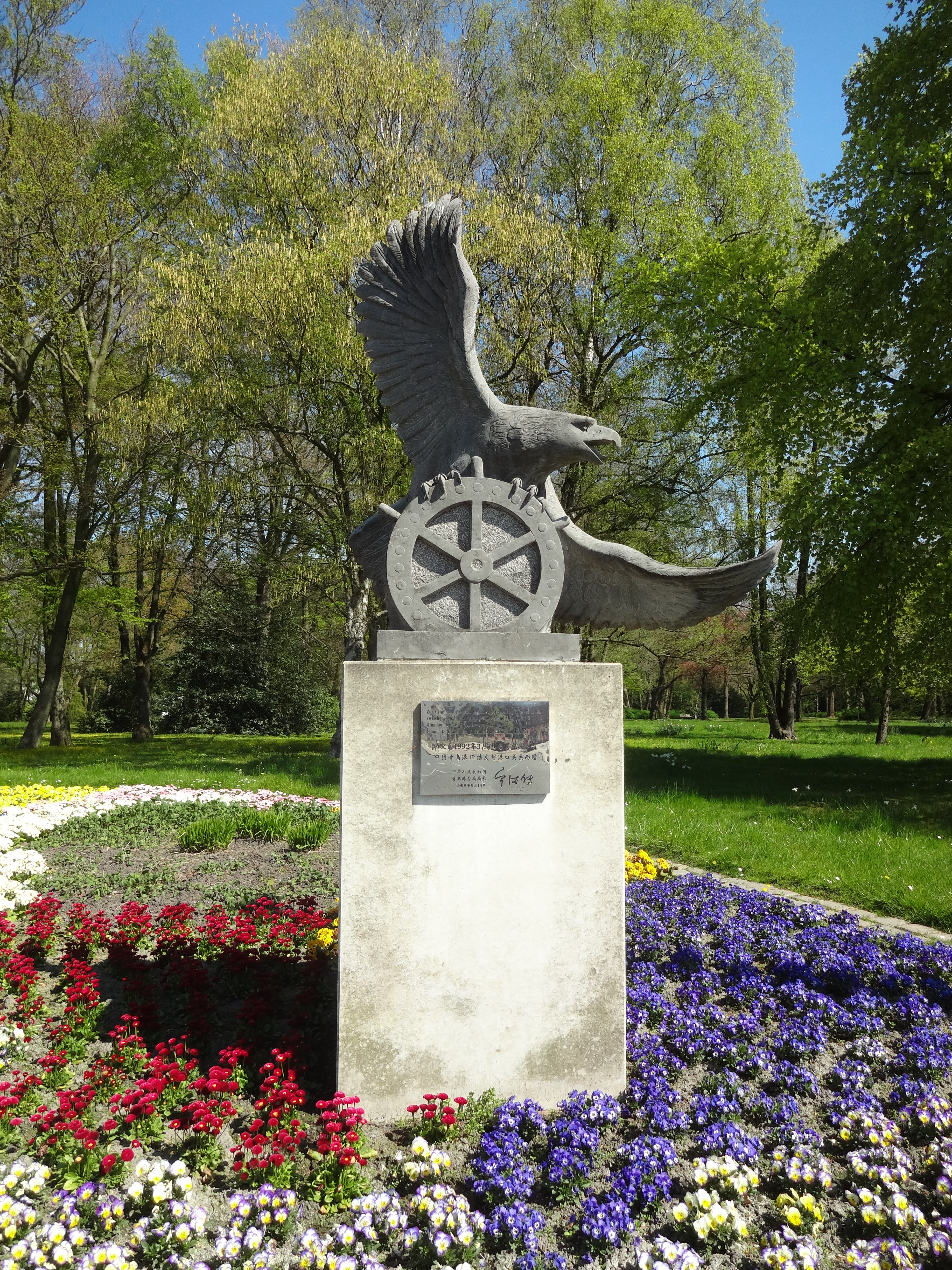
Steinerner Adler von Qingdao am Friedrich-Wilhelm-Platz
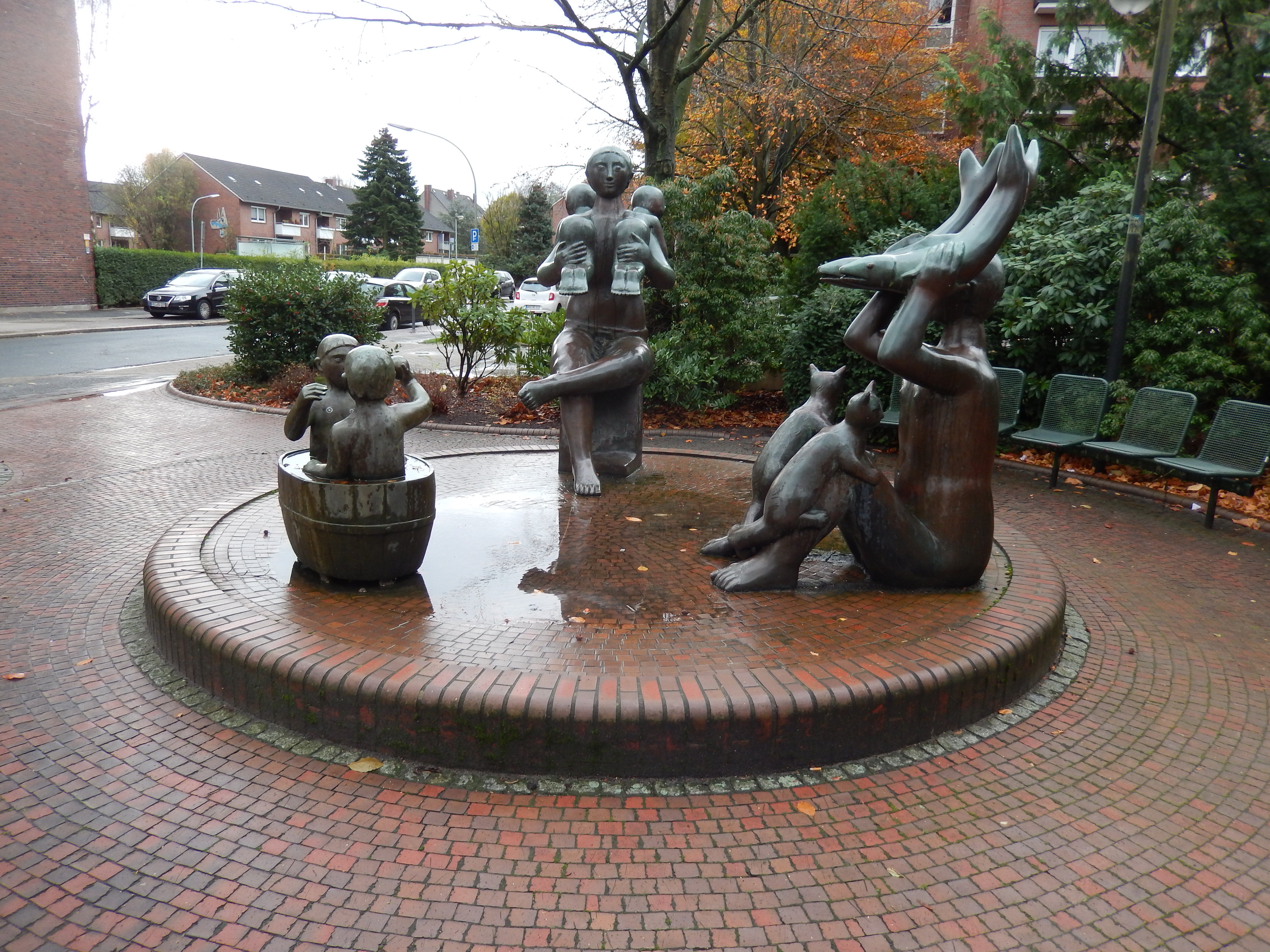
Genossenschaftsfamilie an der Ecke Bremer Straße / Kieler Straße
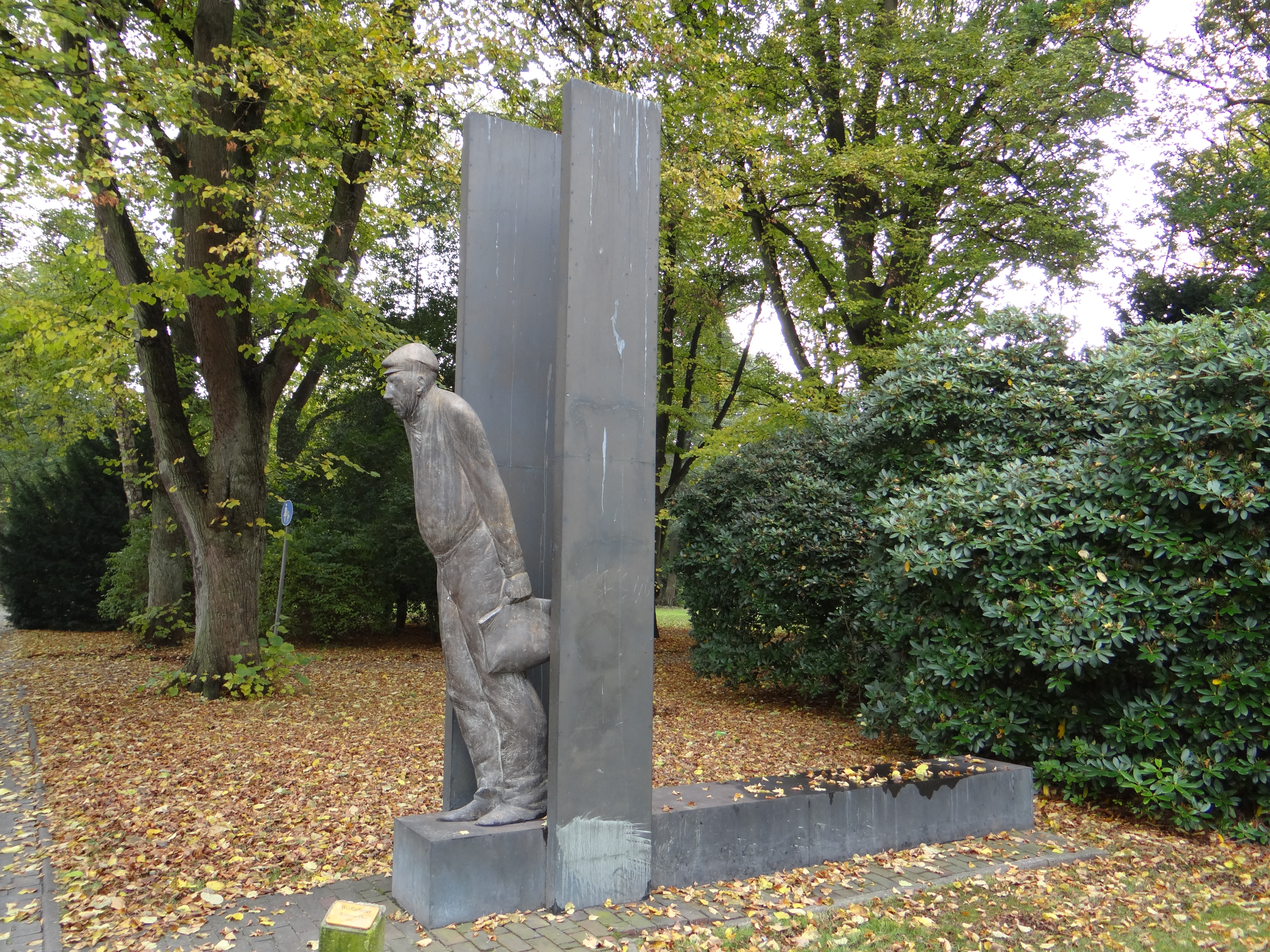
Werftarbeiter am Friedrich-Wilhelm-Platz
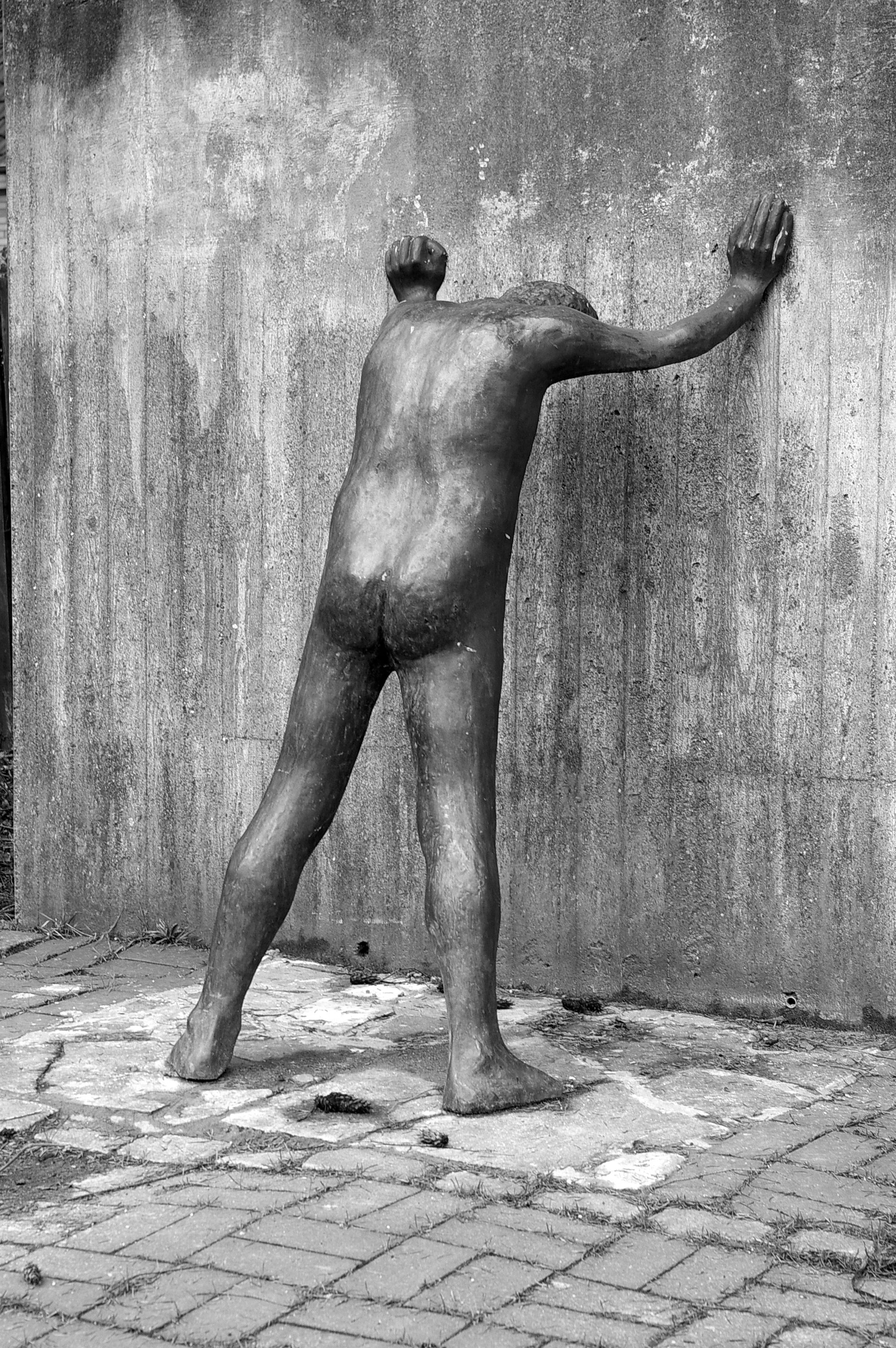
Die andere Meinung am Wilhelm-Krökel-Platz
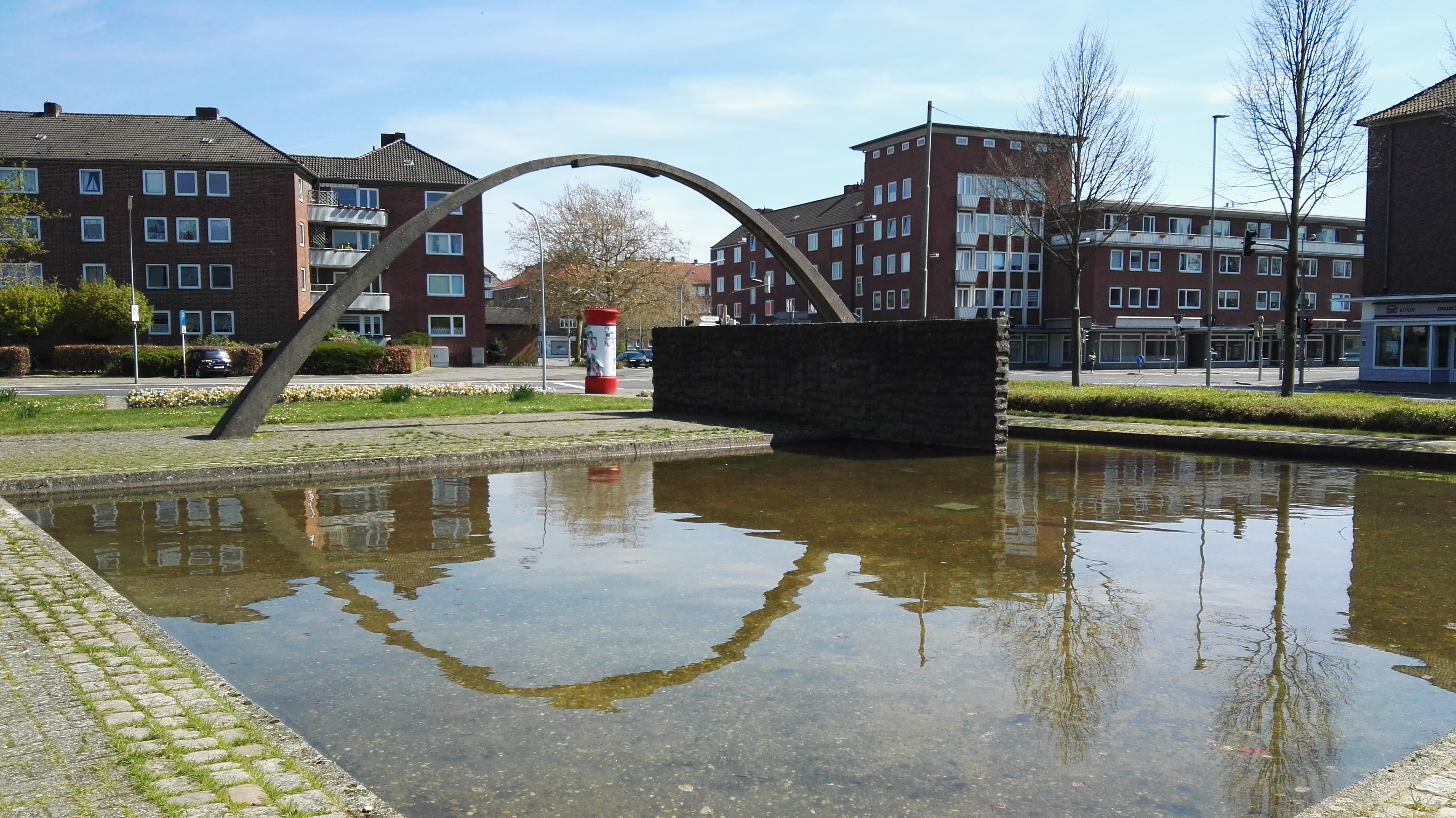
Luftbrückendenkmal am Mühlenweg
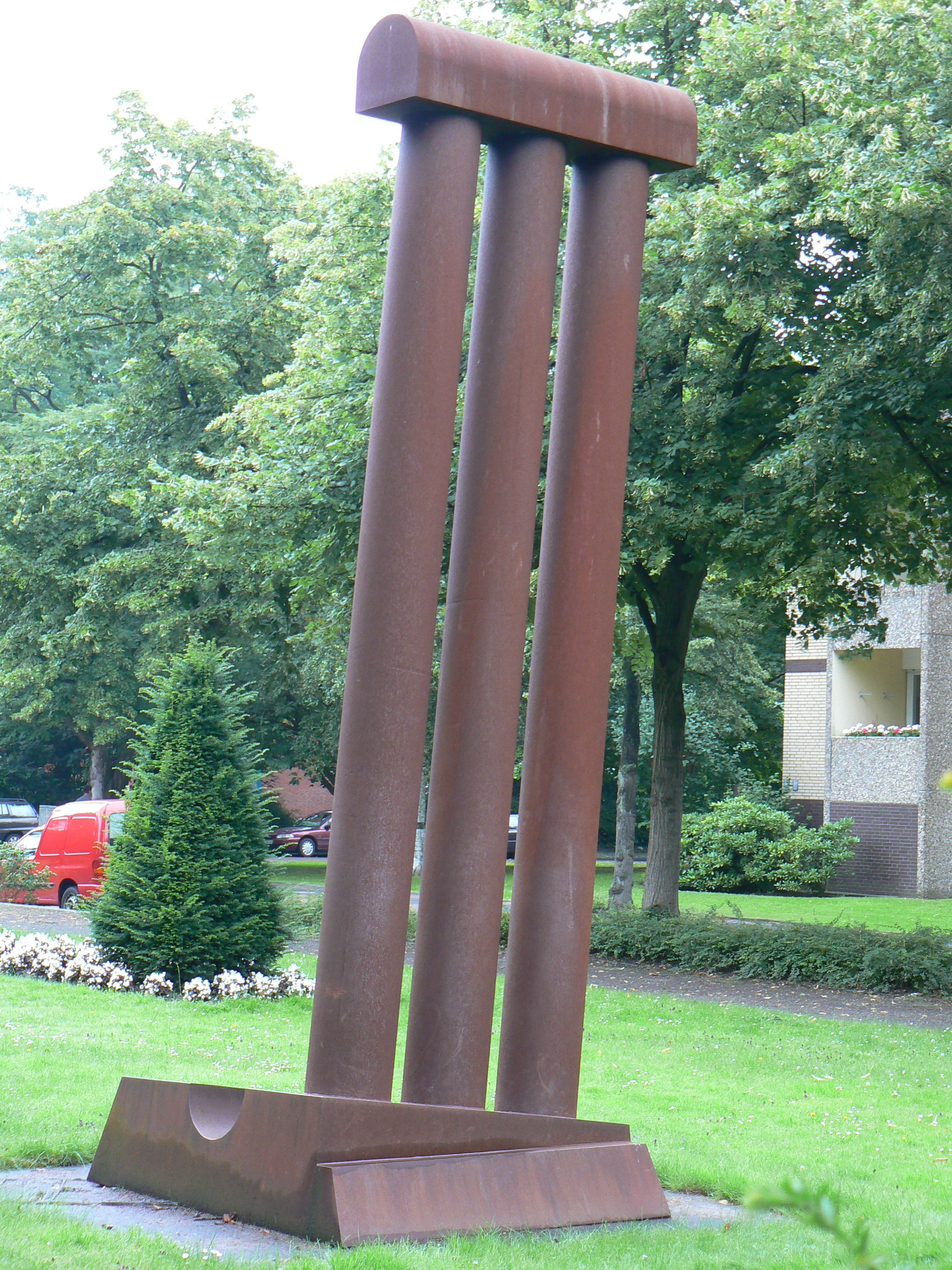
Tor III auf dem Adalbertplatz
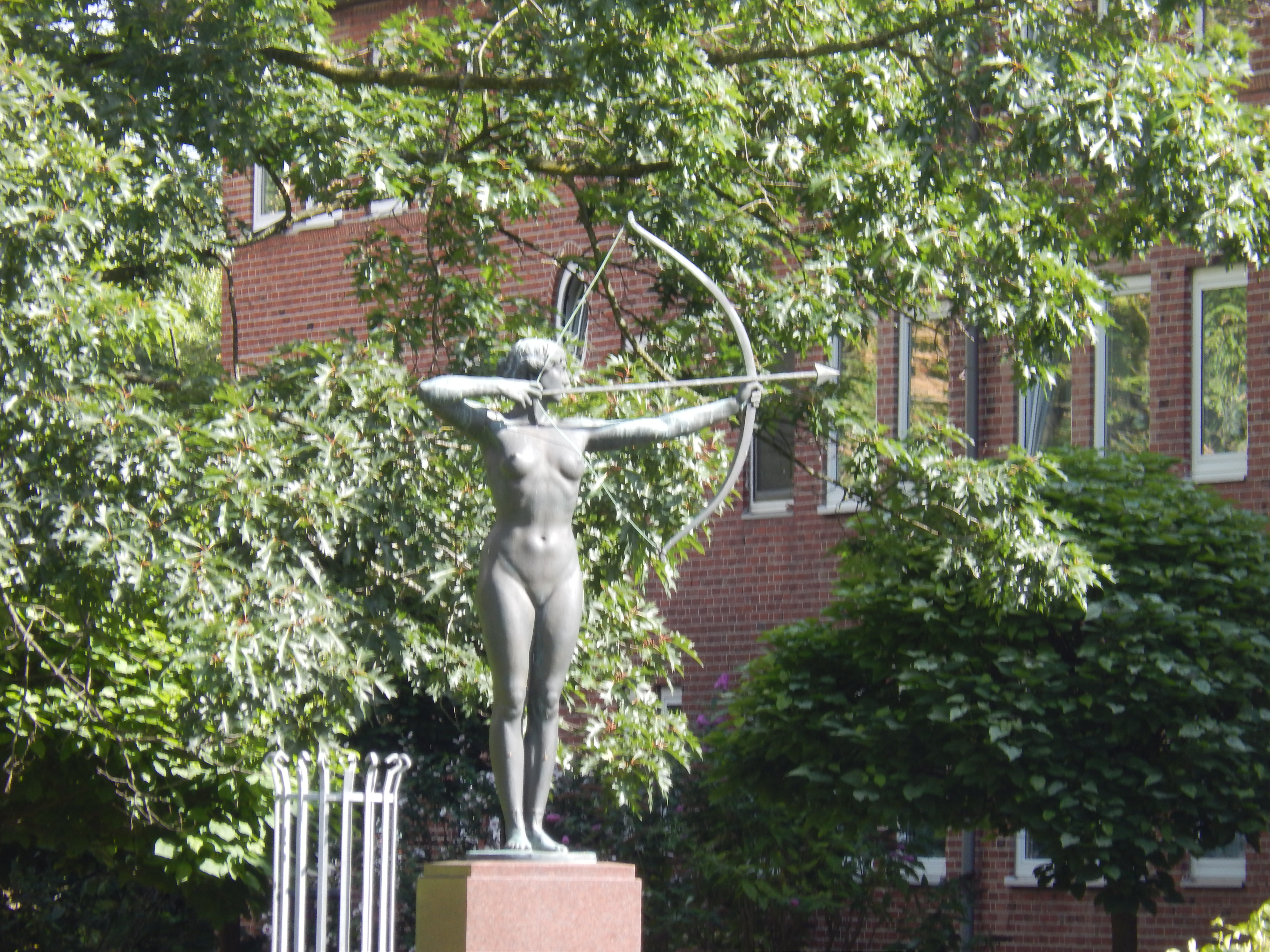
Bogenspannerin an der Bismarckstraße
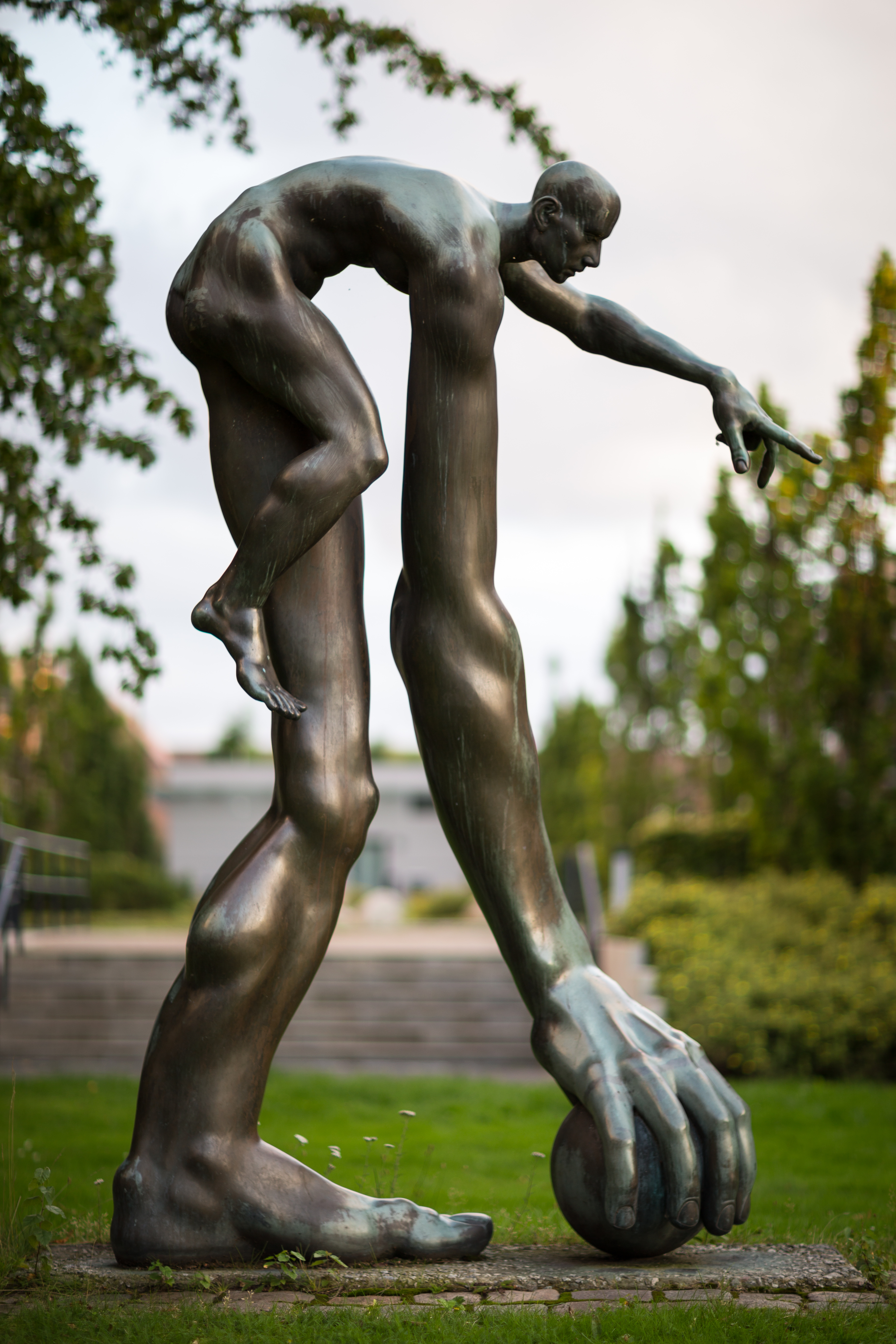
Boccia-Spieler an der Paul-Hug-Straße
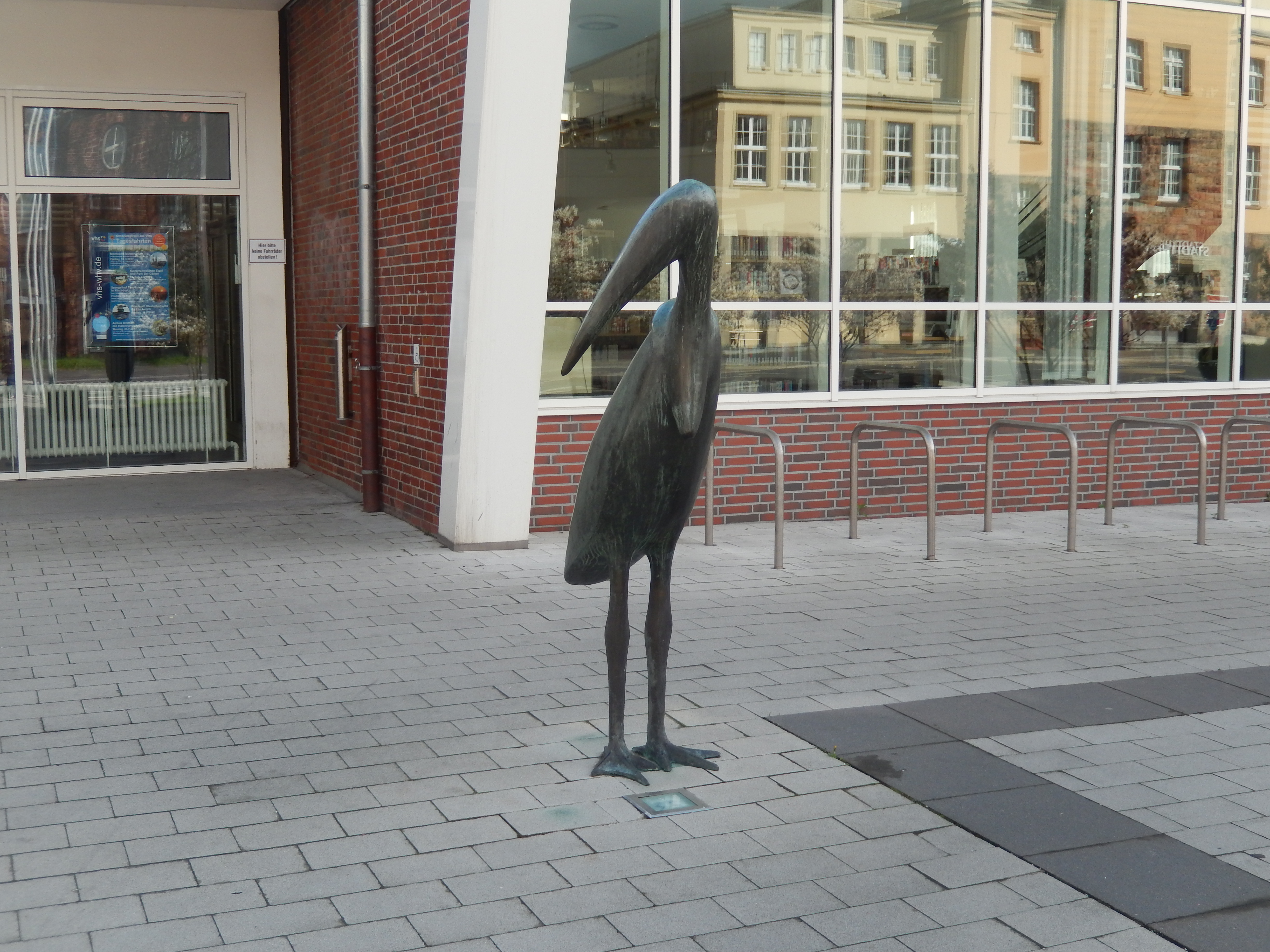
Marabu an der Virchowstraße
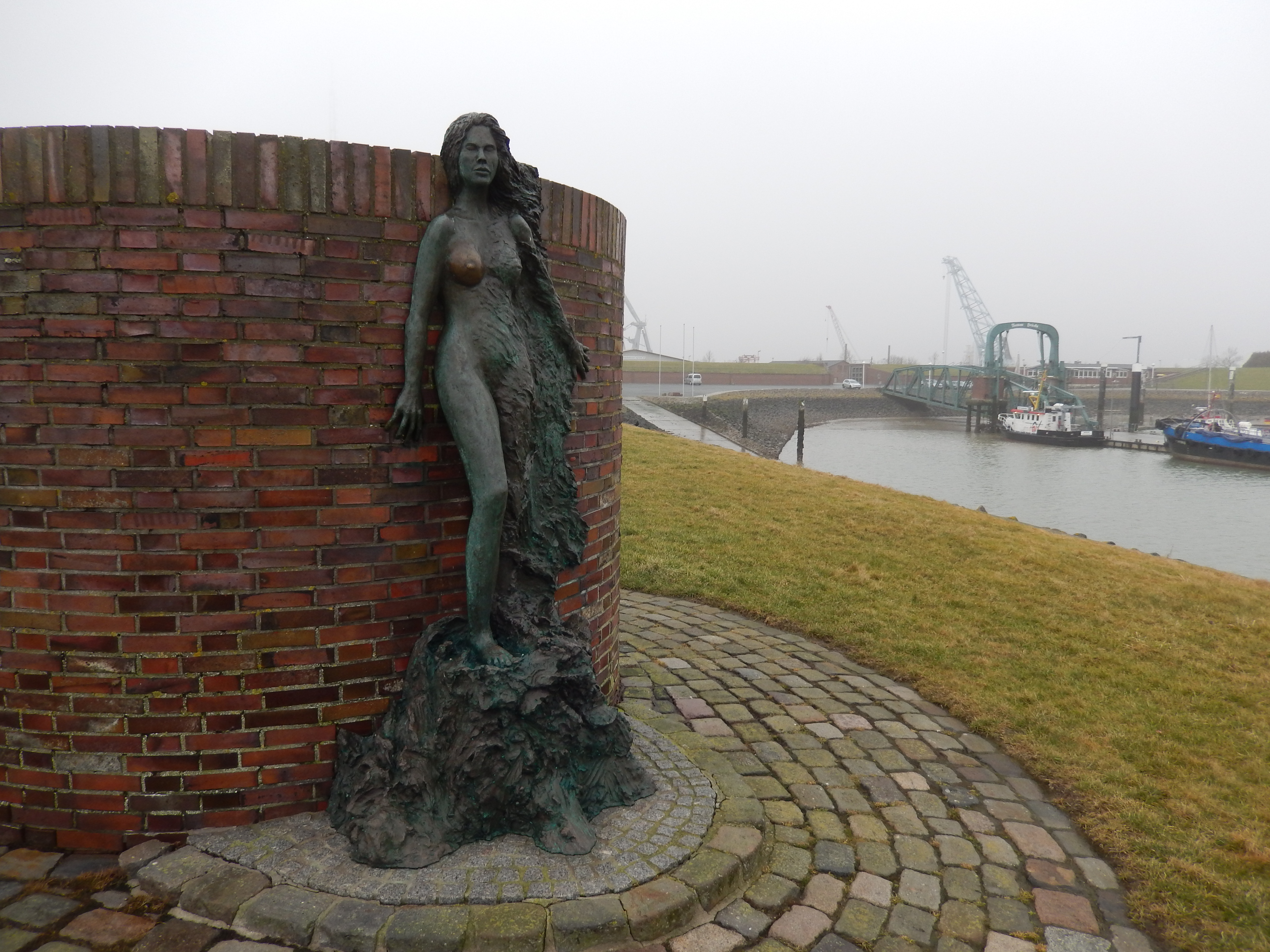
Windsbraut auf der Schleuseninsel
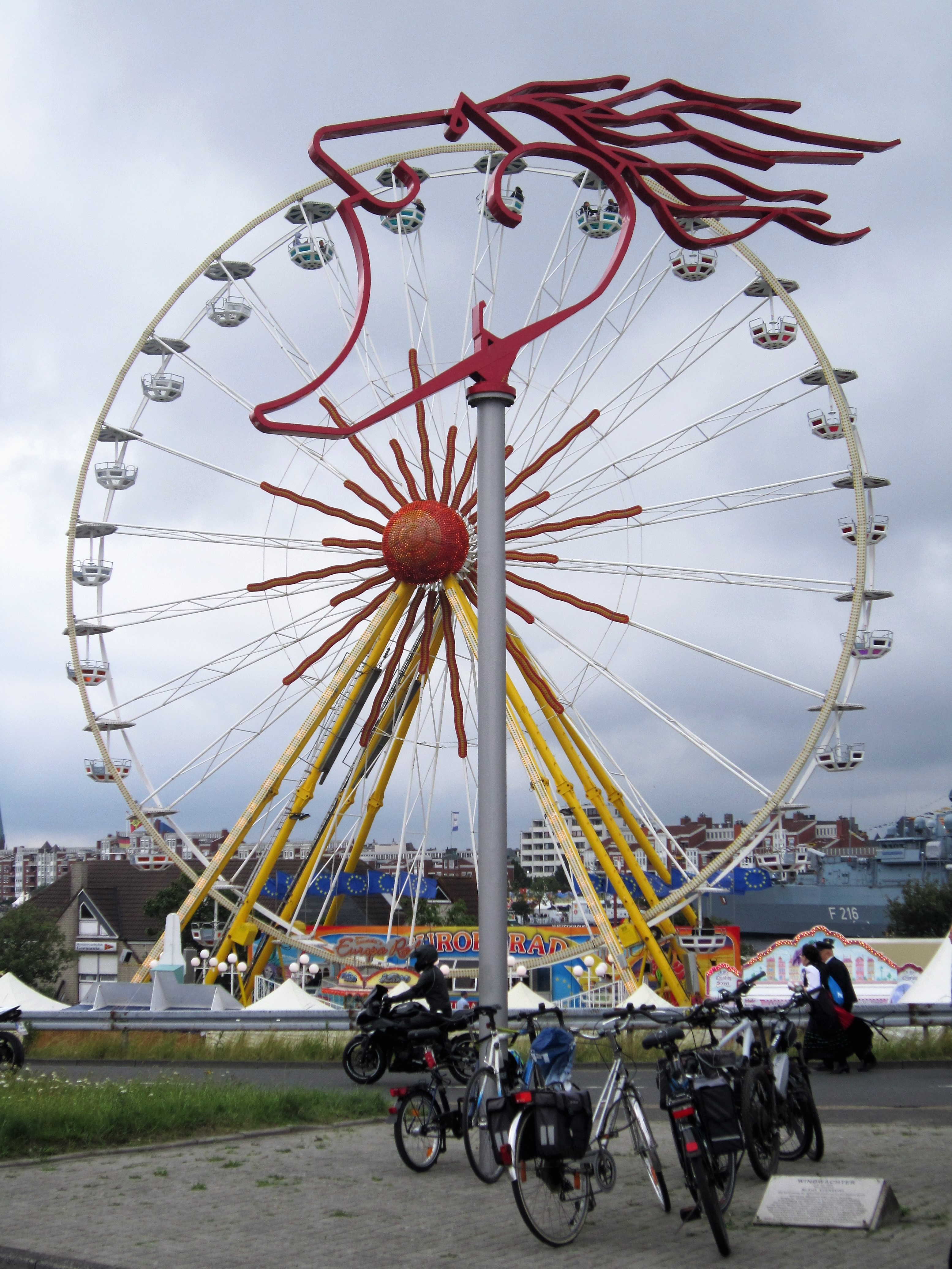
Windwächter am Südstrand

### Musik
Als Veranstaltungsorte für Musikkonzerte in Wilhelmshaven sind heute das Kulturzentrum Pumpwerk am Banter Deich und der Musikclub KlingKlang in der Börsenstraße zu nennen. Bis zur Einstellung des Betriebs im Jahre 2021 war die Stadthalle die größte Veranstaltungshalle in Wilhelmshaven und bot Platz für Veranstaltungen bis etwa 1600 Zuschauer. Das Kulturzentrum Pumpwerk hat seinen Namen nach der früheren Verwendung als Pumpwerk für die Wilhelmshavener Stadtentwässerung erhalten. Das historische Industriegebäude wurden 1903 gebaut, Anfang der 1970er Jahre stillgelegt und 1975/1976 zum Kulturzentrum umgebaut. Das Kulturprogramm beinhaltet Musik aus den Sparten Rock, Pop, Jazz und Folklore.
Unter den regelmäßigen Veranstaltungsreihen ist die Open-Air-Livekonzertereihe Mittwochs am Pumpwerk hervorzuheben, die seit 2004 jedes Jahr rund 23.000 Zuschauer erreicht. Die eintrittsfreie Veranstaltung auf dem Vorplatz des Kulturzentrums Pumpwerk präsentiert von Mitte Mai bis Mitte September jeden Mittwochabend eine Liveband unterschiedlichster Stilrichtung. Außerdem veranstaltet das Pumpwerk seit 1998 jährlich ein A-cappella-Festival, bei dem sich schon die unterschiedlichsten A-cappella-Gruppen dem Wilhelmshavener Publikum vorgestellt haben.

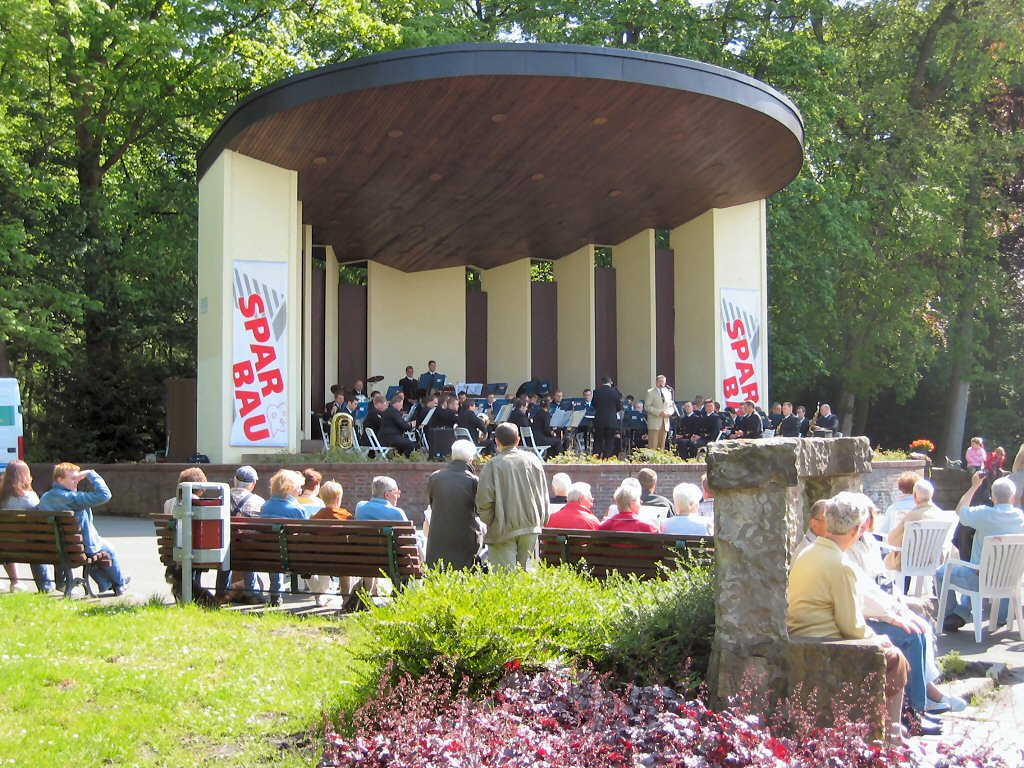
Eröffnung der Kurkonzertsaison

Ebenfalls von Mitte Mai bis Mitte September werden die Wilhelmshavener Kurkonzerte durchgeführt. Die Veranstaltungen finden jeden Sonntagvormittag im Musikpavillon, im Volksmund Musikmuschel genannt, des Kurparks statt. Den Kurkonzertauftakt am Muttertag bestreitet traditionell das Marinemusikkorps Wilhelmshaven, die darauffolgenden Konzerte werden von wechselnden Musikgruppen aus der Region getragen.
Die Wilhelmshaven Touristik & Freizeit GmbH präsentierte jedes Jahr eine Saison mit acht Sinfoniekonzerten. Zu den ungefähr monatlich stattfindenden Terminen spielten Sinfonieorchester aus dem In- und Ausland. Veranstaltungsort für die Sinfoniekonzerte war die Stadthalle. Zum Ende der Saison 2021/2022 wurde die Konzertreihe eingestellt.
Die Kirchen der Stadt Wilhelmshaven unterhalten weitere regelmäßige musikalische Veranstaltungsreihen. Seit über 20 Jahren gibt es die Konzertreihe Alte Musik Sengwarden der St.-Georgs-Kirche im Wilhelmshavener Ortsteil Sengwarden. In dieser Reihe werden Künstler geehrt, die mit ihren Liedern und Texten bis heute die Kirche prägen. Die Veranstaltungen finden jeweils in der St.-Georgs-Kirche statt. Die Kantorei der Kirchengemeinde Bant präsentiert alljährlich ihre Reihe Musik in der Banter Kirche. Innerhalb dieser Reihe treten in unregelmäßigen Abständen unterschiedliche Solisten, Orchester und Chöre direkt in der Banter Kirche auf. Weitere Kirchengemeinden runden das Angebot mit Einzelveranstaltungen zu verschiedenen Anlässen ab.
In Wilhelmshaven wird auch noch viel selbst gesungen. So sind über 20 Chöre unterschiedlichster Ausprägung wie zum Beispiel Shantychöre oder A-cappella-Chöre in Wilhelmshaven zu Hause. Ungefähr die Hälfte dieser Chöre ist im Sängerkreis Wilhelmshaven organisiert.
Fester kultureller Bestandteil der Jadestadt ist auch die seit 1999 stattfindende Jade-Jazz-Jam, eine vom Jazzclub Wilhelmshaven/Friesland e. V. organisierte Jazz-Veranstaltung. Eine Auswahl an Jazz-Gruppen gibt jedes Jahr am Pfingstsonntag einen Überblick über die Vielfalt der verschiedenen Jazzstile. Veranstaltungsort ist das Kulturzentrum Pumpwerk, bei gutem Wetter findet die Veranstaltung im dortigen Biergarten statt. Ein weiteres Projekt vom Jazzclub ist die Wilhelmshavener Big Band, eine klassische Big Band mit fünf Saxophonen, vier Trompeten, vier Posaunen und einer Rhythmusgruppe. Die seit 1995 bestehende WBB (englisch ausgesprochen: „Dabbel Ju Bi Bi“) ist die einzige Jazz Big Band der Region und besteht aus etwa 20 aktiven Musikern der Region. Das musikalische Programm der Jazz Big Band besteht sowohl aus klassischem Swing als auch aus neueren Nummern des Soul-Jazz, Rockjazz und des moderneren Big-Band-Sounds. Beim Jade-Jazz-Jam ist die Big Band immer eine fest gesetzte Größe.

### Sehenswürdigkeiten und Bauwerke (Auswahl)

#### Kaiser-Wilhelm-Brücke

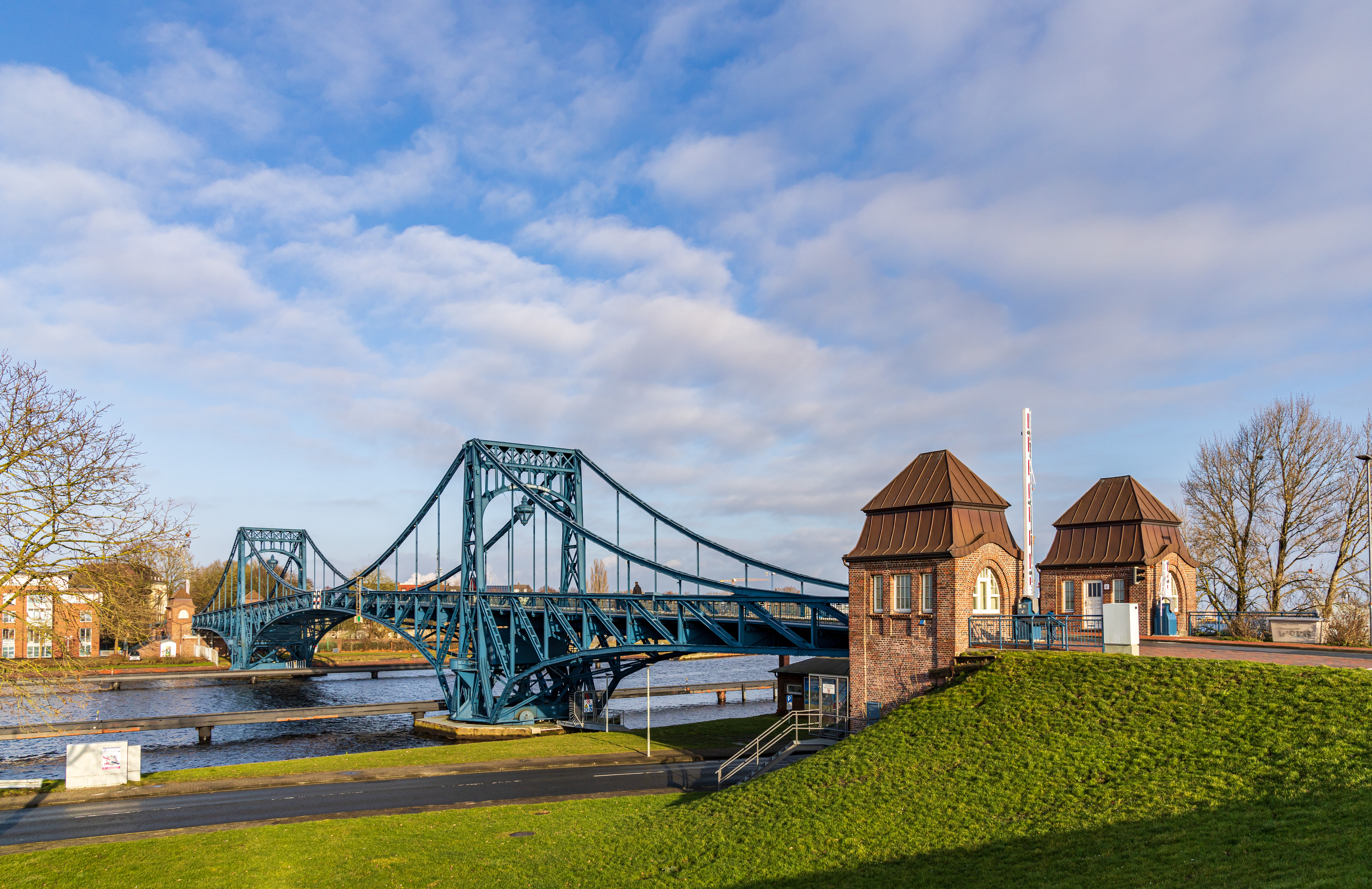
Kaiser-Wilhelm-Brücke

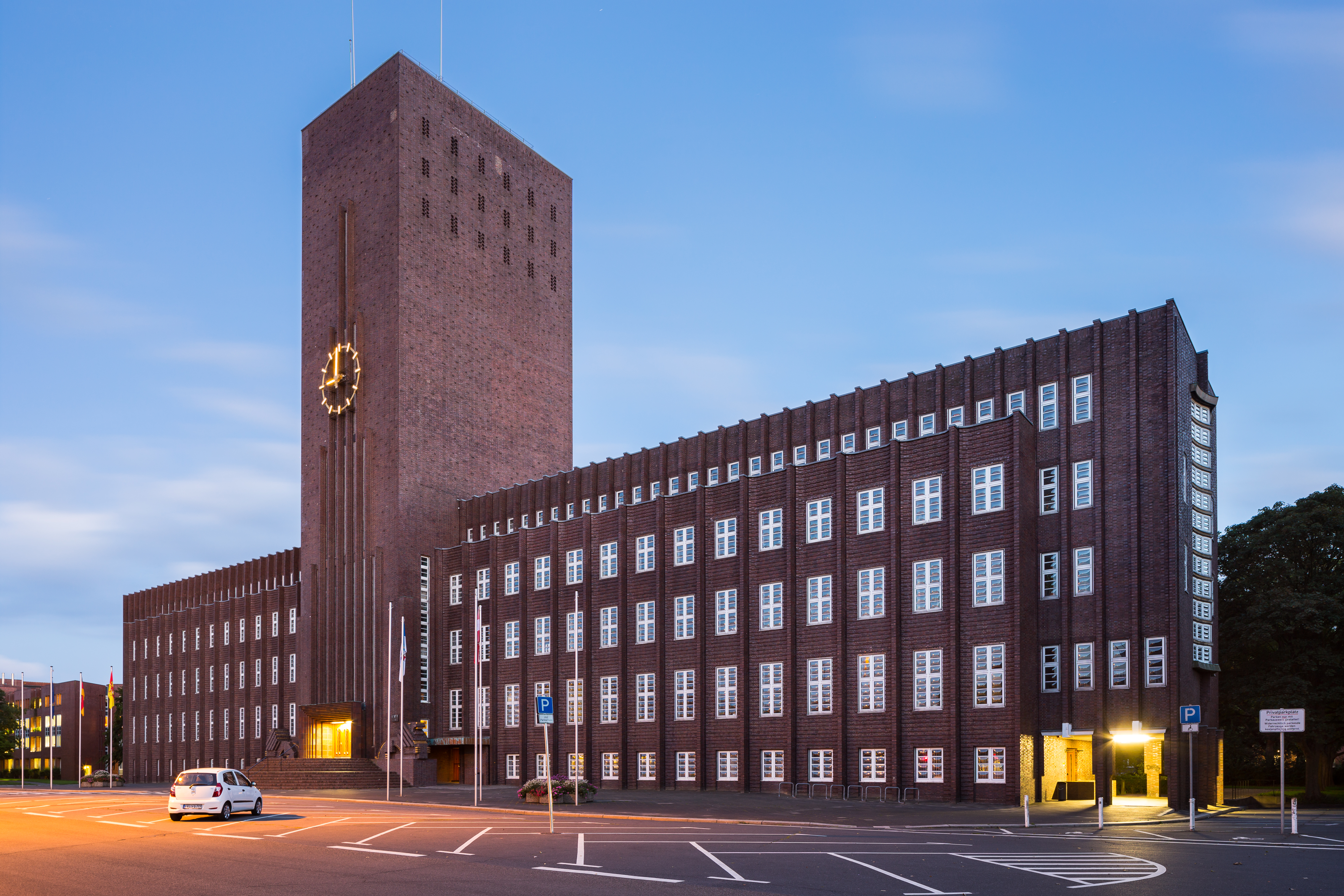
Rathaus Wilhelmshaven

Ein bekanntes Wahrzeichen der Stadt ist die Kaiser-Wilhelm-Brücke. Diese größte Brücke Wilhelmshavens wurde 1905 bis 1907 nach Plänen von Ernst Troschel (1868–1915) von der Maschinenfabrik Augsburg-Nürnberg für 1,6 Millionen Mark erbaut. Mit einer Hauptspannweite von 159 Metern und einer Höhe von neun Metern galt sie bei ihrer Errichtung als größte Drehbrücke Europas; bis heute ist sie das größte Bauwerk ihrer Art in Deutschland. Die Brücke ist nach Kaiser Wilhelm I. benannt und wurde am 29. August 1907 von dessen Enkel Wilhelm II. offiziell eingeweiht. Neben der Kaiser-Wilhelm-Brücke befand sich die Südzentrale, ein 2015 abgerissenes historisches Kraftwerksgebäude. Sie wurde 1909 nach Plänen des Marinebaumeisters Fritz Riekert erbaut und diente zur Stromerzeugung für die Hafenanlagen und Werftwerkstätten. Gegenüber der ehemaligen Südzentrale an der Auffahrt zur Kaiser-Wilhelm-Brücke steht ein weiteres Baudenkmal, das fünfstöckige Bavariahaus.

#### Rathaus
Das Rathaus Wilhelmshaven, gelegentlich auch „die Burg am Meer“ genannt, ist eines der weiteren Wahrzeichen der Stadt. Der markante Klinkerbau wurde 1927–1929 von Fritz Höger, dem Erbauer des Chilehauses in Hamburg, als Rathaus der Stadt Rüstringen erbaut. Mit der Vereinigung der preußischen Stadt Wilhelmshaven und der oldenburgischen Stadt Rüstringen zur neuen oldenburgischen Stadt Wilhelmshaven wurde das noch recht junge Verwaltungsgebäude zum Rathaus der neuen Stadt bestimmt. Bei einem Luftangriff am 15. Oktober 1944 wurde es – vor allem im Ostflügel – schwer beschädigt und brannte vollständig aus. Der Wiederaufbau begann 1948 und war 1953 vollendet. Im oberen Teil des 50 m hohen Turmes befindet sich ein stählerner Wasserbehälter, der bis 2013 noch ein wichtiger Teil der Wilhelmshavener Trinkwasserversorgung war.

#### Kaiser-Wilhelm-Denkmal
Das Kaiser-Wilhelm-Denkmal auf dem Friedrich-Wilhelm-Platz, gegenüber der Christus- und Garnisonkirche, ist eine private Stiftung des Unternehmers Wilhelm Oechelhäuser, der in Wilhelmshaven das Monopol hatte, die Stadt mit Gas für die öffentliche Beleuchtung zu versorgen. Das Denkmal wurde am 22. März 1896 feierlich enthüllt. 1942 wurde das Standbild, das nach einem Modell von Robert Baerwald geschaffen wurde, zur Metallspende abgegeben und eingeschmolzen. Am 17. Juni 1969 (die Stadt feierte den 100. Jahrestag der Namensgebung) enthüllte Oberbürgermeister Johann Janßen am erhaltenen Sockel ein Flachrelief mit dem Bildnis des Kaisers. 1994 wurde auf dem Sockel ein neues, nach alten Vorlagen geschaffenes Standbild aufgestellt, das die Wilhelmshavener Kaufleute gestiftet hatten. Den Bronzeguss führte die Düsseldorfer Kunstgießerei von Raimund Kittl durch.

#### Adalbert-Denkmal
Das 1882 errichtete Adalbert-Denkmal auf dem Adalbertplatz erinnert an Prinz Adalbert von Preußen (1811–1873), einen der Initiatoren der Gründung Wilhelmshavens. Er war seit 1853 der erste Admiral der preußischen Marine, und auf sein Betreiben hin kaufte Preußen im gleichen Jahr zur Anlage eines Kriegshafens ein 313 ha großes Gelände vom Großherzogtum Oldenburg. Das Denkmal mit der 3 m hohen Bronzefigur erhebt sich am Südende des langgestreckten Adalbertplatzes, der im 19. Jahrhundert ursprünglich als breite Paradestraße mit zwei Baumreihen angelegt war, wobei die Berliner Straße „Unter den Linden“ als Vorbild gedient hatte. Um ihn herum wurden repräsentative Wohnhäuser für Offiziere errichtet, die bis auf drei im Zweiten Weltkrieg zerstört wurden. Im Norden des Adalbertplatzes wurde als Gegenpol zum Adalbert-Denkmal 1912 die Kaiser-Wilhelm-Kunsthalle erbaut, die ebenfalls im Zweiten Weltkrieg zerstört und 1968 durch die Kunsthalle Wilhelmshaven ersetzt wurde.

#### Museumsschiffe

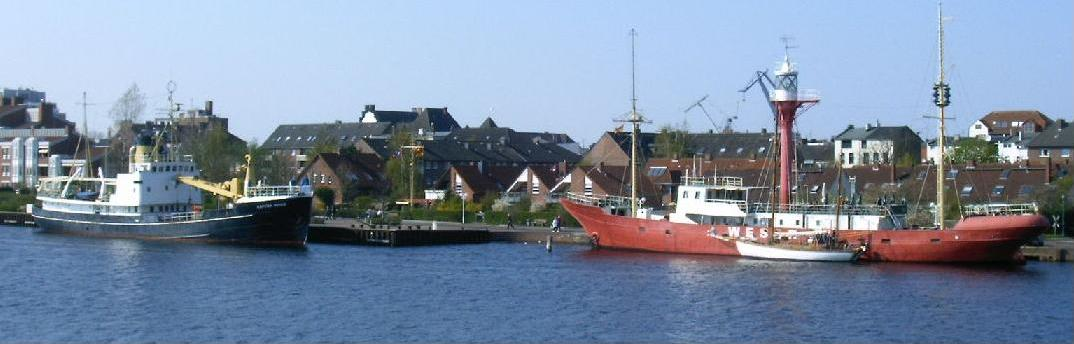
Museumsschiffe am Bontekai

Das Museumsschiff Norderney wurde 1907 als Feuerschiff gebaut und war bis 1981 im Einsatz. Zusammen mit dem ehemaligen Tonnenleger Kapitän Meyer lagen beide Schiffe am Bontekai unterhalb der Kaiser-Wilhelm-Brücke und konnten unentgeltlich besichtigt werden. Dies ist zurzeit nicht mehr möglich.

#### Burgen
Auf dem Gebiet der Stadt befinden sich die Reste von zwei historische Burgen. Die 1438 errichtete Häuptlingsburg Burg Kniphausen liegt am westlichen Stadtrand von Wilhelmshaven. Die Sibetsburg im gleichnamigen Ortsteil Siebethsburg ist die direkte Erinnerung an die Zeit der Vitalienbrüder. Die Überreste (Burghügel, Grabenanlagen) der ursprünglich nah an der Maadebucht gelegenen Burg liegen heute kilometerweit vom Meer entfernt.

#### Robert-Koch-Haus
Das 1906 erbaute Robert-Koch-Haus gilt als eines der schönsten Gebäude der Stadt und beherbergte bis 2000 das Gesundheitsamt. Benannt ist es nach dem Nobelpreisträger, Arzt und Bakteriologen Robert Koch, der im 19. Jahrhundert zeitweise in Wilhelmshaven tätig war und sich zu dieser Zeit um die Erforschung der Malaria verdient machte.

#### Windmühlen

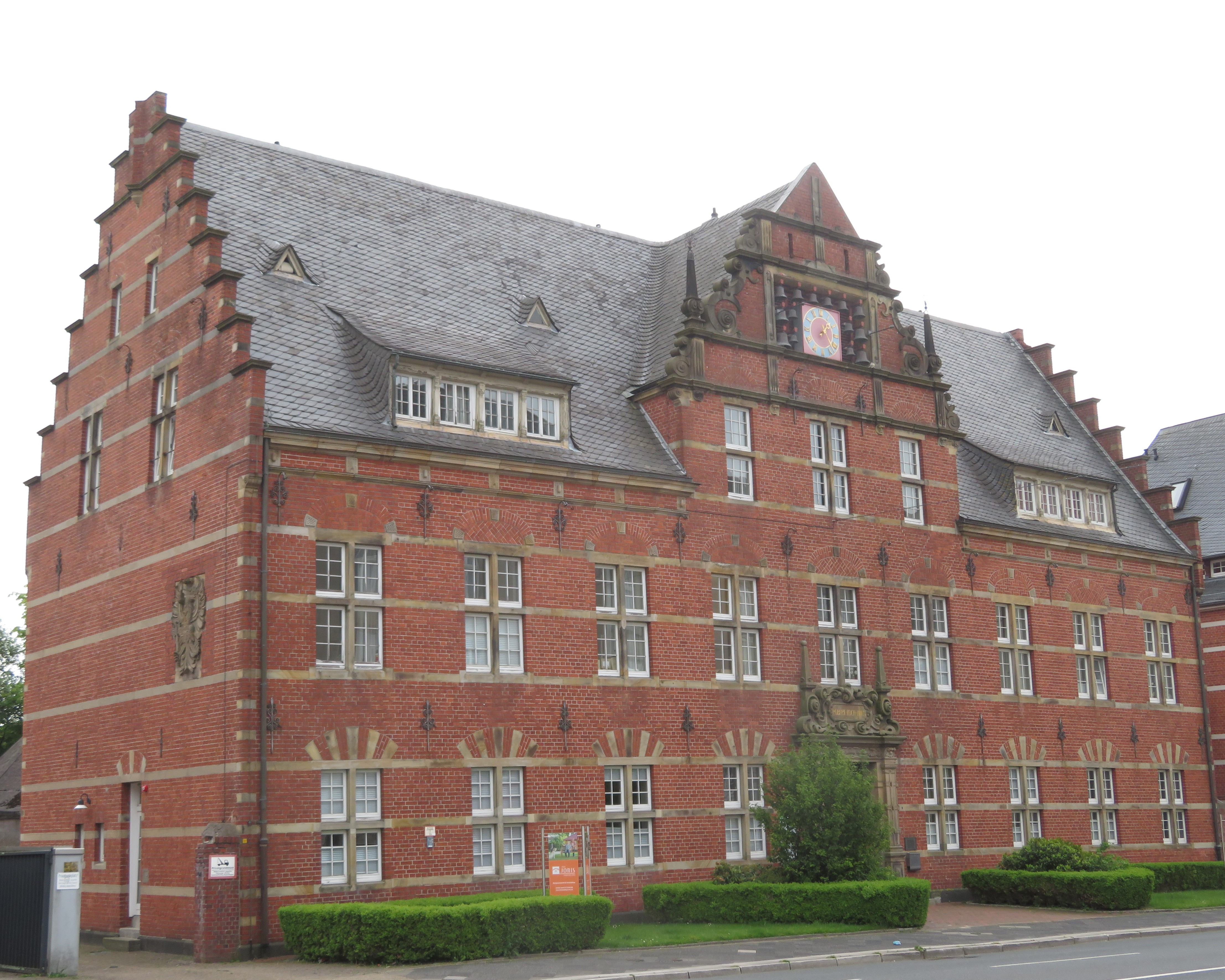
Robert-Koch-Haus

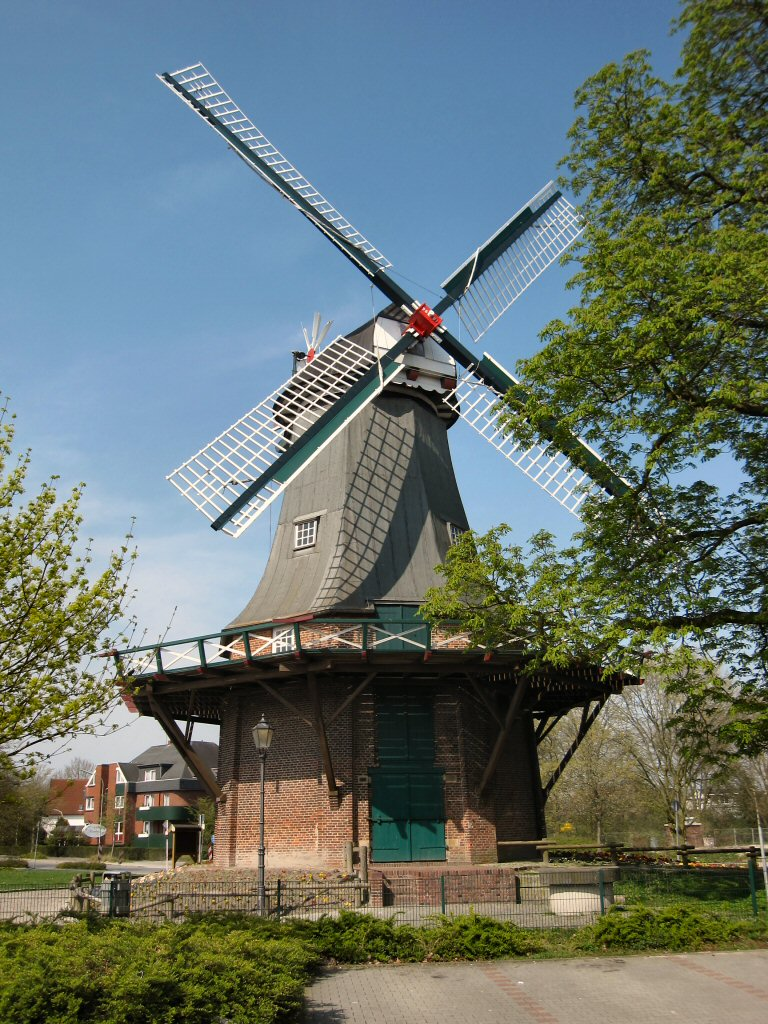
Kopperhörner Mühle

Es gibt zwei historische Mühlen. Beide sind nach Restaurierungsmaßnahmen wieder völlig funktionsfähig.
- Die Kopperhörner Mühle aus dem Jahr 1839 ist ein einstöckiger Galerieholländer mit Windrose. Sie ist seit 1996 eine Station der Friesischen Mühlenstraße.
- Die Sengwarder Mühle im ländlich geprägten Ortsteil Sengwarden ist ein einstöckiger reetgedeckter Galerieholländer mit Steert aus dem Jahr 1863.

#### Kirchen
Alte Kirchen
Im Stadtgebiet befinden sich mehrere historische Kirchen, die wesentlich älter sind als die Stadt. Dabei handelt es sich um die Kirchen der ehemals selbständigen Gemeinden Neuende, Heppens, Fedderwarden und Sengwarden. Sie waren ursprünglich katholisch und sind seit der Reformation evangelisch-lutherisch.
- Die St.-Georg-Kirche in Sengwarden stammt in ihren ältesten Teilen aus der ersten Hälfte des 13. Jahrhunderts. Die spätromanische Kirche, die auf einem künstlich errichteten Hügel steht, ist weithin sichtbar und wurde 1168 erstmals erwähnt.[105]
- Die St.-Stephanus-Kirche in Fedderwarden stammt ebenfalls aus dem 13. Jahrhundert.
- Die St.-Jakobi-Kirche (Neuender Kirche) ist die älteste Kirche im Kernstadtgebiet. Sie wurde bereits im 14. Jahrhundert an der Kirchreihe erbaut.
- Die St.-Nikolai-Kirche (Heppenser Kirche) aus dem 15. Jahrhundert wurde erstmals im Zusammenhang mit der Jahresangabe 1495 erwähnt.

Kirchenbauten seit der Stadtgründung
- Die evangelisch-lutherische Christus- und Garnisonkirche wurde als erste Kirche der Stadt Wilhelmshaven gebaut. Der Grundstein der Kirche wurde am 17. Juni 1869, dem Tag der Namensgebung der Stadt, im Beisein von König Wilhelm I. von Preußen gelegt. Das Bauwerk wurde von Friedrich Adler entworfen und Pfingsten 1872 unter dem Namen Elisabethkirche (nach Königin Elisabeth, der Witwe des verstorbenen Königs Friedrich Wilhelm IV.) eingeweiht. Das erste Geläut galt im März 1871 dem Frieden nach dem Deutsch-Französischen Krieg. Bemerkenswert am Äußeren des neugotischen Backsteinbaus ist der Turm (55 m) über der Vierung (Kreuzung von Längs- und Querschiffen). Der westliche Teil des Längsschiffs hätte – so die ursprüngliche Option – bei Bedarf ohne großen Aufwand um ein bis zwei Joche nach Westen verlängert werden können.
- Die evangelisch-lutherische Banter Kirche wurde in den Jahren 1899 bis 1900 nach Plänen des Oldenburgischen Baubeamten Ludwig Freese errichtet. Der Grundstein wurde am 7. Juni 1899 gelegt, die Einweihung erfolgte am 20. Dezember 1900. Bei einem Luftangriff am 15. Oktober 1944 wurde die Kirche stark beschädigt, der Wiederaufbau war 1953 abgeschlossen.[106]
- Die katholische St.-Willehad-Kirche entstand 1910–1911 in Reformarchitektur mit verfremdeten neugotischen Elementen.

### Parks und Grünanlagen

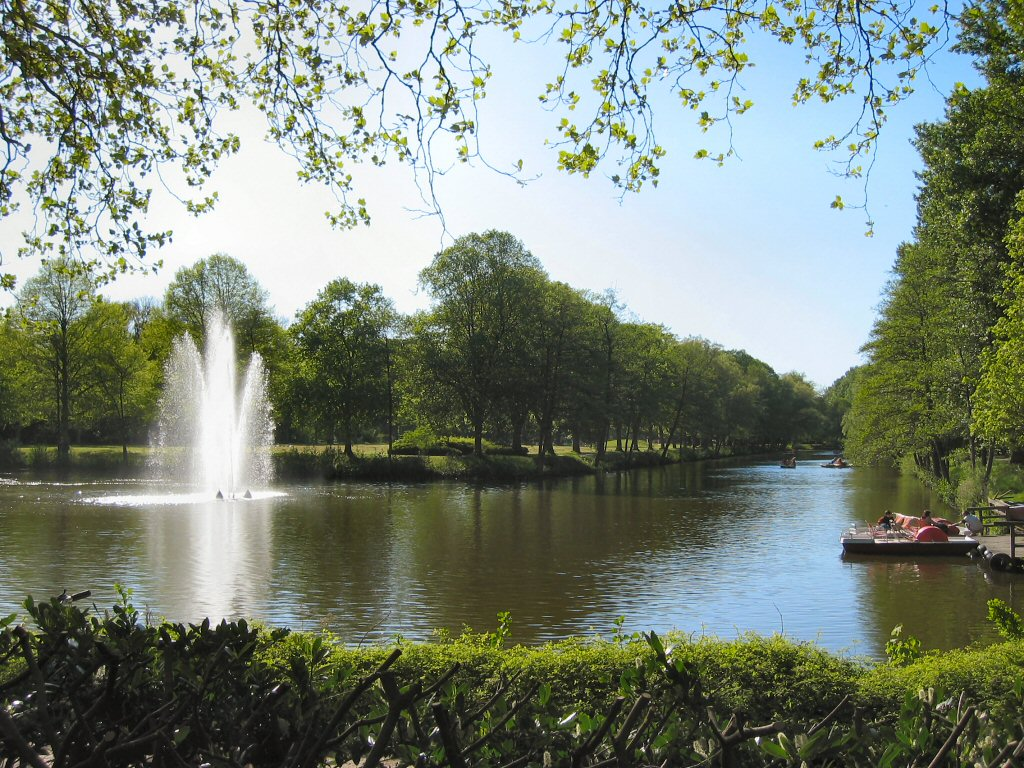
Rüstringer Stadtpark – Blick vom Bootshaus den Stadtparkkanal hinunter

Wilhelmshaven warb lange Zeit mit dem Beinamen „Grüne Stadt am Meer“. Diese Werbeaussage aus der Vergangenheit hat ihre Gültigkeit bis heute wegen der ausgedehnten Parks sowie Grün- und Kleingartenanlagen im Stadtgebiet behalten. Zudem betreibt Wilhelmshaven angegliedert an den Rüstringer Stadtpark eine der letzten eigenen großen Stadtgärtnereien in Deutschland, unter anderem mit mehreren Gewächshäusern, in denen die Pflanzen für die Stadtbegrünung aufgezogen werden. Deren ehemaliger Lehrgarten für das Personal wurde um die Jahrtausendwende öffentlich zugänglich gemacht. Heute ist er umgewandelt in das ehrenamtlich betriebene Rosarium sowie seit 2017 in den von der Stadtgärtnerei betreuten Neuen Botanischen Garten. Ein angeschlossenes Tropenhaus befindet sich im Bau.
- Der Rüstringer Stadtpark ist die größte zusammenhängende Grünanlage mitten im Stadtgebiet, von den Wilhelmshavenern kurz Stadtpark genannt. Die 57 Hektar große Parkanlage wurde 1914–1924 nach den Plänen des Hamburger Gartenarchitekten Leberecht Migge angelegt. Zentraler Bestandteil ist der 1,5 km lange Stadtparkkanal mit den großen Teichanlagen an seinen beiden Enden. An der östlichen Teichanlage befindet sich seit 1958 das „Bootshaus“ mit Gastronomie und einer Freiluftveranda.
  - Im Nordteil des Parks befindet sich der Ehrenfriedhof. Er wurde als Begräbnisstätte der kaiserlichen Marinegarnison in den Jahren 1912 bis 1914 angelegt. Mahn- und Ehrenmale erinnern an die gefallenen Marinesoldaten der Seeschlachten des Ersten Weltkriegs (Skagerrakschlacht) und des Zweiten Weltkriegs.

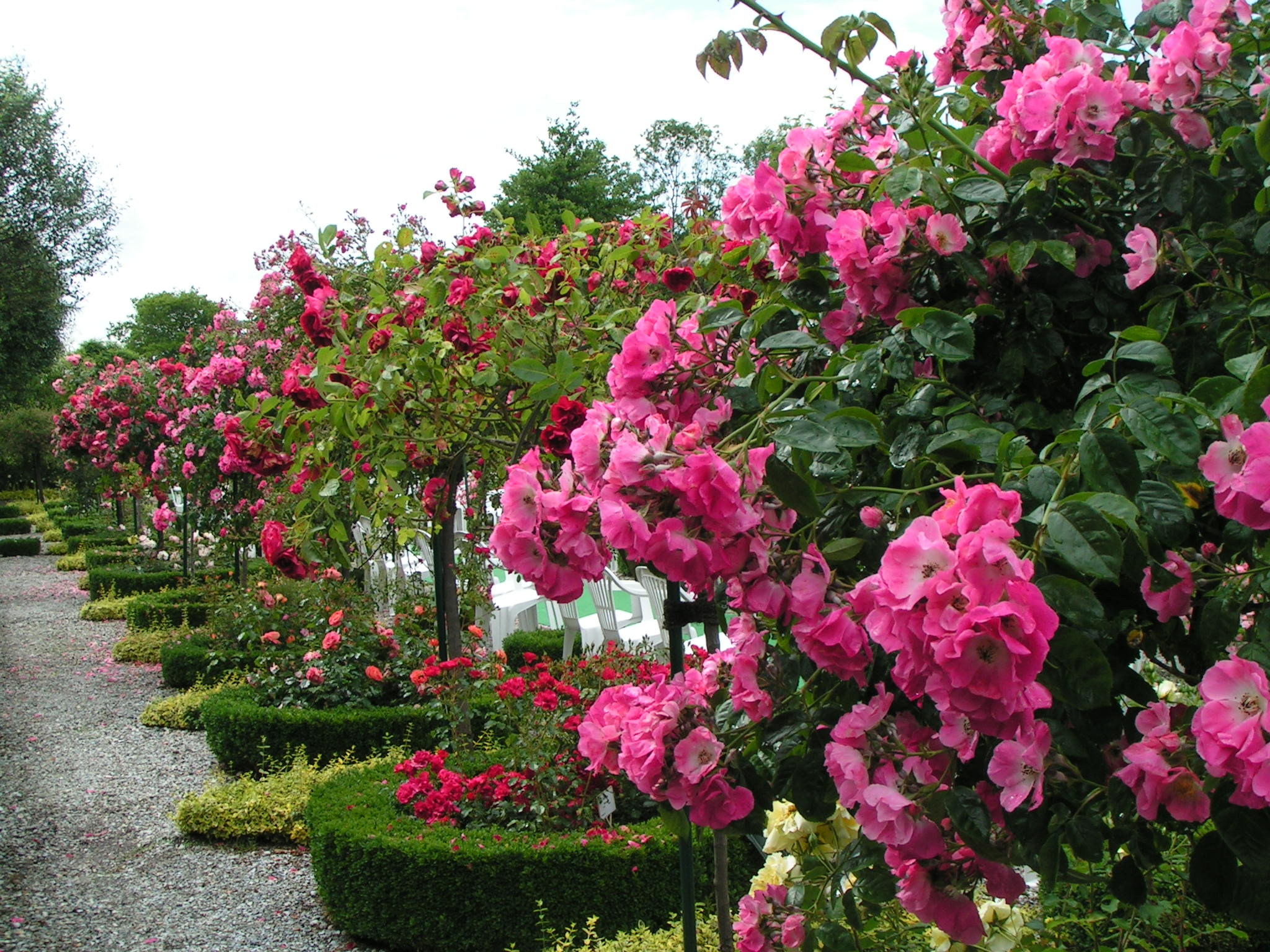
Rosarium

- In unmittelbarer Nähe des Stadtparks liegt das Rosarium Wilhelmshaven, ein drei Hektar großer Themengarten mit exotischen Bäumen, Sträuchern und etwa 5000 Rosen aus über 500 Sorten.

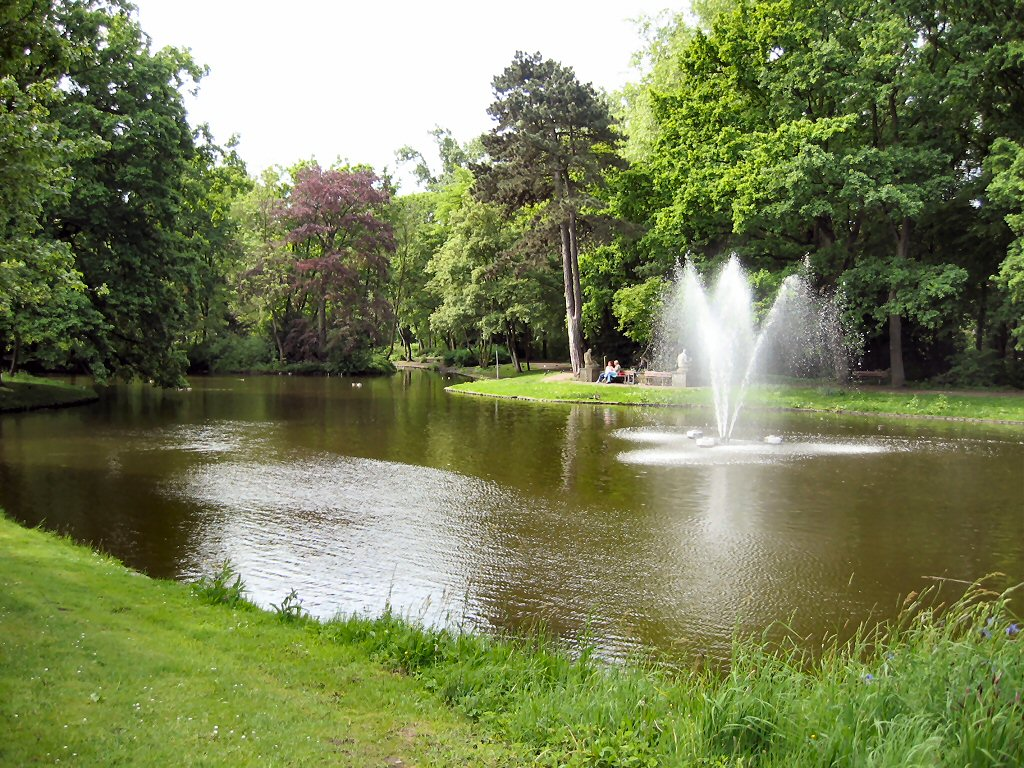
Teil des Kurparks

- Die zweitgrößte Grünanlage ist der 17 Hektar große Kurpark. Er war die erste öffentliche Grünanlage der Stadt und wurde von König Wilhelm I. anlässlich der Einweihungsfeierlichkeiten 1869 gestiftet. Offiziell erst seit 1925 so bezeichnet, besitzt er zwei große Teiche mit Wasserfontänen. In dem 1968 errichteten Musikpavillon, im Volksmund „Musikmuschel“ genannt, werden von Mai bis September jeden Sonntagmorgen Kurkonzerte mit wechselnden Musikgruppen aufgeführt. Traditionell spielt zum Kurkonzert-Auftakt das Marinemusikkorps Nordsee. Im nordwestlichen Teil des Kurparks befindet sich seit 1929/1930 der Friesenbrunnen, ein artesischer Brunnen, der das Wasser ohne Technikunterstützung aus 231 Metern Tiefe fördert. Am Teich im nordöstlichen Teil des Kurparks befinden sich zwei vom Wilhelmshavener Bildhauer Kurt Rieger geschaffene Steinfiguren mit dem Namen „Hein und Grete“. Im Kurpark erhebt sich ebenfalls der 42 m hohe Wasserturm, der 1910/1911 erbaut sowie 2007 renoviert wurde und auch heute noch seinem ursprünglichen Zweck dient.[105]
- Der Friedrich-Wilhelm-Platz ist heute eine 5,5 Hektar große Grünanlage neben der NordseePassage, einem 1997 eröffneten Einkaufszentrum. Die zwischen der Markt- und Ebertstraße gelegene Fläche wurde ursprünglich Anfang der 1870er Jahre als Marktplatz angelegt und nach König Friedrich-Wilhelm IV. von Preußen benannt. Später  wurde der Platz in eine Grünanlage umgewandelt. Im Süden, gegenüber der Christus- und Garnisonkirche, steht das 1994 zur 125-Jahr-Feier wiederhergestellte Kaiser-Wilhelm-Denkmal. Mittig der Nordseite schließt sich die Adalbertstraße, die ehemalige Kurpromenade der Stadt, mit dem Prinz-Adalbert-Denkmal an. Kirche, Denkmäler und Kurpromenade bildeten die Kaiser-Achse.
- Der Störtebeker Park ist ein familienfreundlicher Spiel-, Lern- und Freizeitpark. Die ungefähr zwei Hektar große Anlage hat sich dem Umweltschutzgedanken verschrieben und vermittelt das ganzheitliche und spielerische Erleben von Natur und Umwelt. Der Umweltschutzgedanke wird mit Hilfe von Schilfkläranlagen, Solaranlagen zur Erzeugung von Warmwasser und Strom, Regenwasserreservoir, Grasdächer und anderen Dingen demonstriert.
- Der Botanische Garten der Stadt ist der kleinste Botanische Garten Deutschlands.[109] Der Garten wurde im Juni 2017 am neuen Standort am Neuengrodener Weg in unmittelbarer Nähe zum Rosarium neu eröffnet.

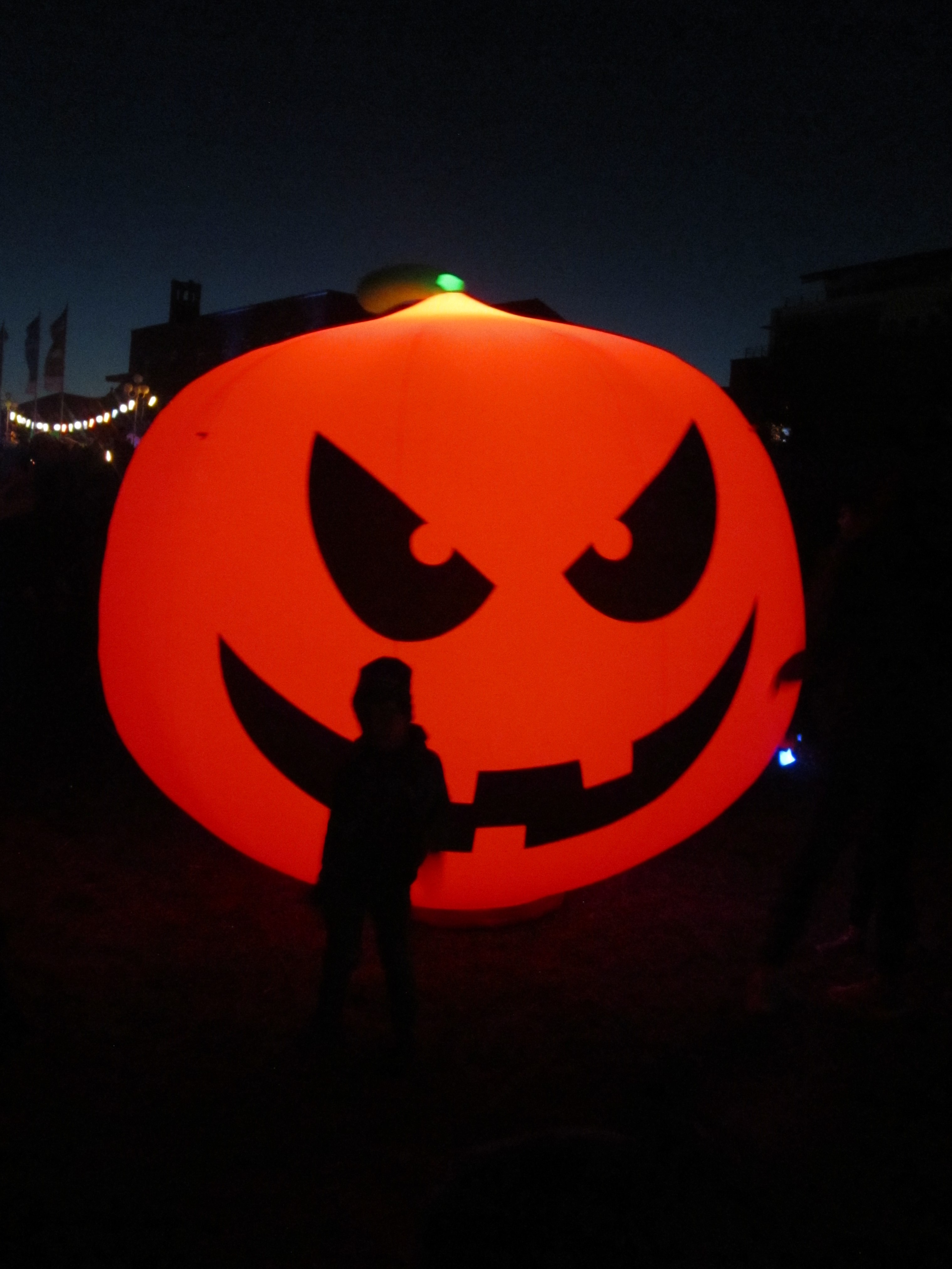
Licht-Installation am Südstrand während des Lichterfests „LichterMeer“ 2019

- Der Wilhelmshavener Südstrand ist einer der wenigen nach Süden ausgerichteten Strände an der deutschen Nordseeküste. Er ist kein Sand-, sondern ein Rasenstrand mit gepflasterter Uferböschung, da er auch gleichzeitig als Deich dem Küstenschutz dient. Während des Lichterfests „LichterMeer“ werden Lichtinstallationen auf dem Rasen aufgebaut.
- Nordstrand: Der Nordstrand Wilhelmshaven ist ein Sandstrand im Norden Wilhelmshavens, der an die Stadtteil JadeWeserPort und Voslapper Groden grenzt. Er ist beim Bau des JadeWeserPorts an dessen Nordseite entstanden. Er ist kein Badestrand und nur zu Fuß oder mit dem Fahrrad erreichbar.
- Kleingartenkolonien im Stadtgebiet verstärken das Bild der „Grünen Stadt am Meer“.

### Naturschutzgebiete
Im Gebiet der Stadt Wilhelmshaven liegen drei Naturschutzgebiete. Das 34 Hektar große Naturschutzgebiet Bordumer Busch befindet sich im Südwesten der Stadt. Die beiden anderen noch größeren Naturschutzgebiete Voslapper Groden-Nord und Voslapper Groden-Süd liegen im Nordosten des Stadtgebiets. Weiterhin hat die untere Naturschutzbehörde im Stadtgebiet neun Naturdenkmale ausgewiesen.
Siehe auch:
- Liste der Naturschutzgebiete in Wilhelmshaven
- Liste der Landschaftsschutzgebiete in Wilhelmshaven
- Liste der Naturdenkmale in Wilhelmshaven
- Liste der geschützten Landschaftsbestandteile in Wilhelmshaven

### Regelmäßige Veranstaltungen (Auswahl)
Aus dem Wilhelmshavener Veranstaltungskalender sind die folgenden regelmäßigen Veranstaltungen mit großer regionaler bzw. überregionaler Bekanntheit erwähnenswert:
- März: Lange Nacht der Museen – Gemeinsame Veranstaltung Wilhelmshavener Museen, Ausstellungen und anderer kultureller Einrichtungen
- April: NORDWESTKUNST – Ausstellung zeitgenössischer Kunst aus der Großregion Nordwestdeutschland und der Niederlande (alle zwei Jahre in der Kunsthalle)
- April: Internationale NordseeFighter Open – Teilnehmer aus dem ganzen Bundesgebiet und angrenzenden Ländern treffen sich zu sportlichen Wettkämpfen (seit 1986)
- Mai: Gorch-Fock-Marathon – Sportveranstaltung mit Marathon, Halbmarathon und einem 10-km-Lauf (seit 2006)
- Juni: Rüstersieler Hafenfest – Stadtteilfest in Rüstersiel
- Juni: Südstrandwochenende – „Maritimes Funsport Festival & Südstrandfest“
- Juli: Wochenende an der Jade – Größtes Volksfest der Stadt rund um den „Großen Hafen“ (seit 1975; jeweils am ersten Juli-Wochenende)
- Juli: Größtes Labskausessen der Welt – Der Weltrekord von 10.612 verkauften Portionen Labskaus stammt aus dem Jahr 2005[110] und erhielt einen Eintrag ins Guinness-Buch der Rekorde (seit 2001)
- Juli: Wilhelmshavener Leuchtturmschwimmen – Schwimmwettbewerb auf der Strecke Arngaster Leuchtturm bis Südstrand (seit 2008)
- August: Voslapper Siedlerfest – Stadtteilfest in Voslapp mit alljährlichen Festwagenumzug
- August: Internationales StreetArt Festival – Straßenmaler aus der ganzen Welt kommen zum 1. Augustwochenende in die Innenstadt und bemalen die Fußgängerzone und den Valoisplatz.[111]
- August: NordseeMan & NordseeWoman-Triathlon – Triathlonveranstaltung über die Volks- und Mitteldistanz (seit 2006)
- September: F’groden macht Spaß – Stadtteilfest in Fedderwardergroden (nach Unterbrechung seit 2010 wieder)
- September: Internationales Behindertensportfest (seit 1980)
- September: Siebethsburger Volkslauf – Laufsportveranstaltung über verschiedene Distanzen durch den denkmalgeschützten Ortsteil Siebethsburg (seit 2003)
- September: Kulturkarussell – Gemeinsames Fest kultureller Einrichtungen und Vereine rund um das Stadttheater
- September: Das Regenfest – Sommerfest des Botanischen Garten (seit 2002)
- September: Tag des offenen Denkmals – Wilhelmshaven gewährt am zweiten Sonntag im Monat der Öffentlichkeit Zutritt zu sonst nicht immer zugänglichen Denkmälern
- September: Lichterfest LichterMeer am Südstrand (Freitag bis Sonntag)
- Oktober: JadeWeserPort-Cup – Segelregatta auf der Jade für Traditions- und Großsegler zwischen dem Ölhafen und dem JadeWeserPort (seit 2002; jeweils um den 3. Oktober)

### Sport

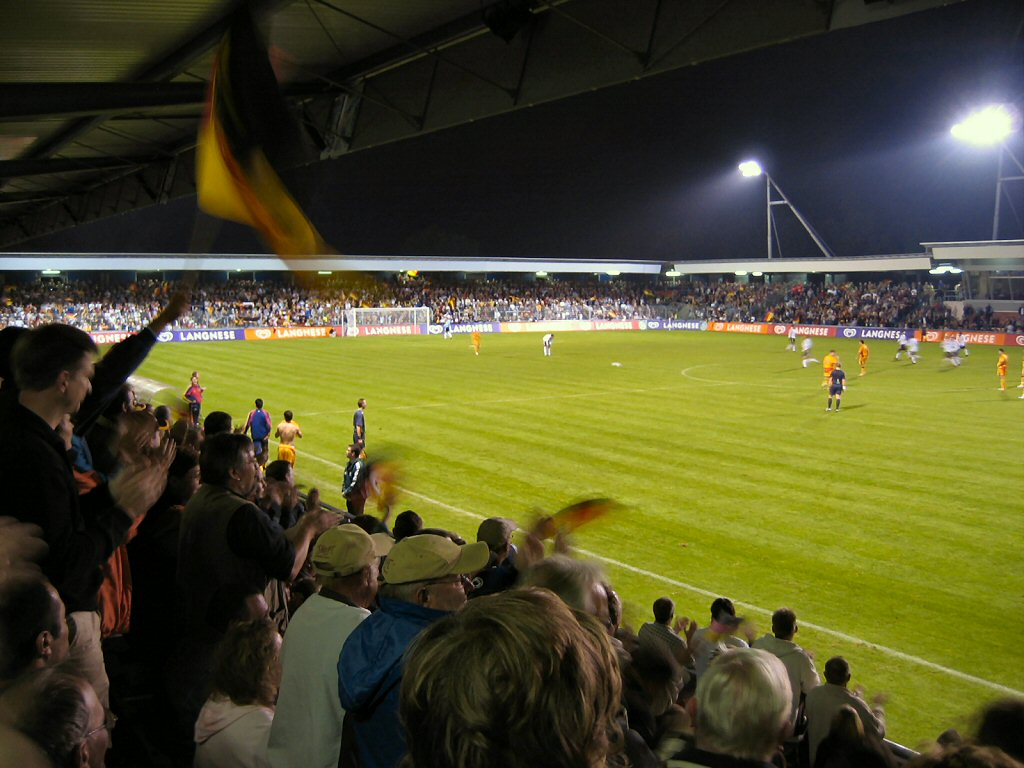
Jadestadion U21-Länderspiel

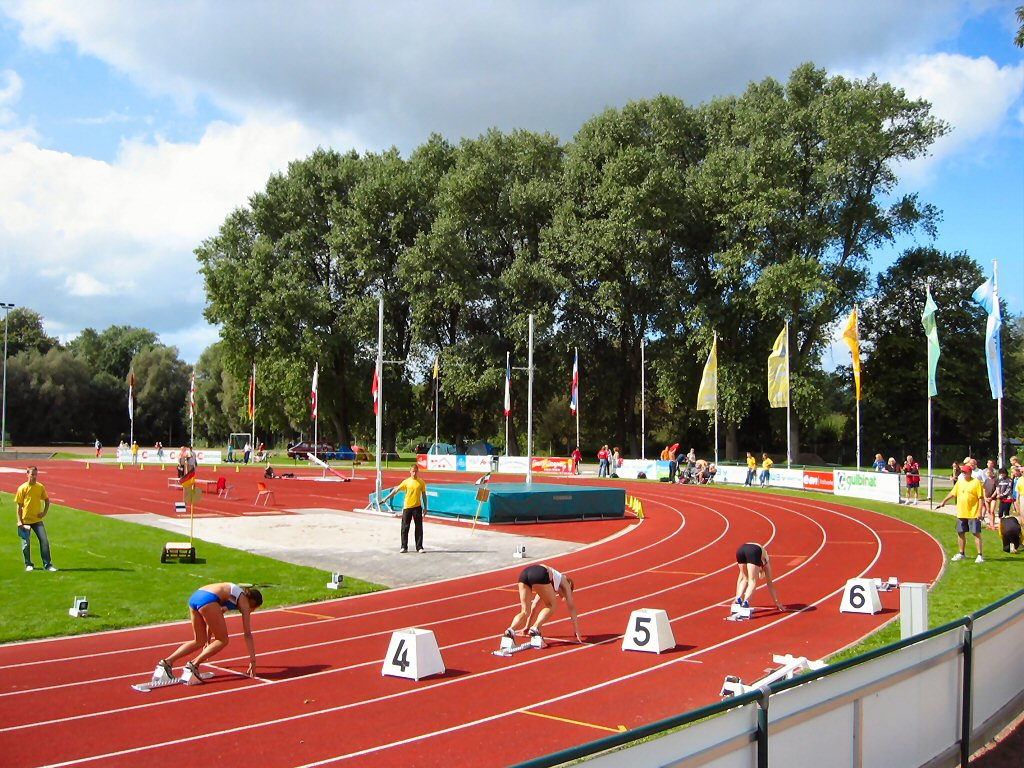
Sportanlage Freiligrathstraße

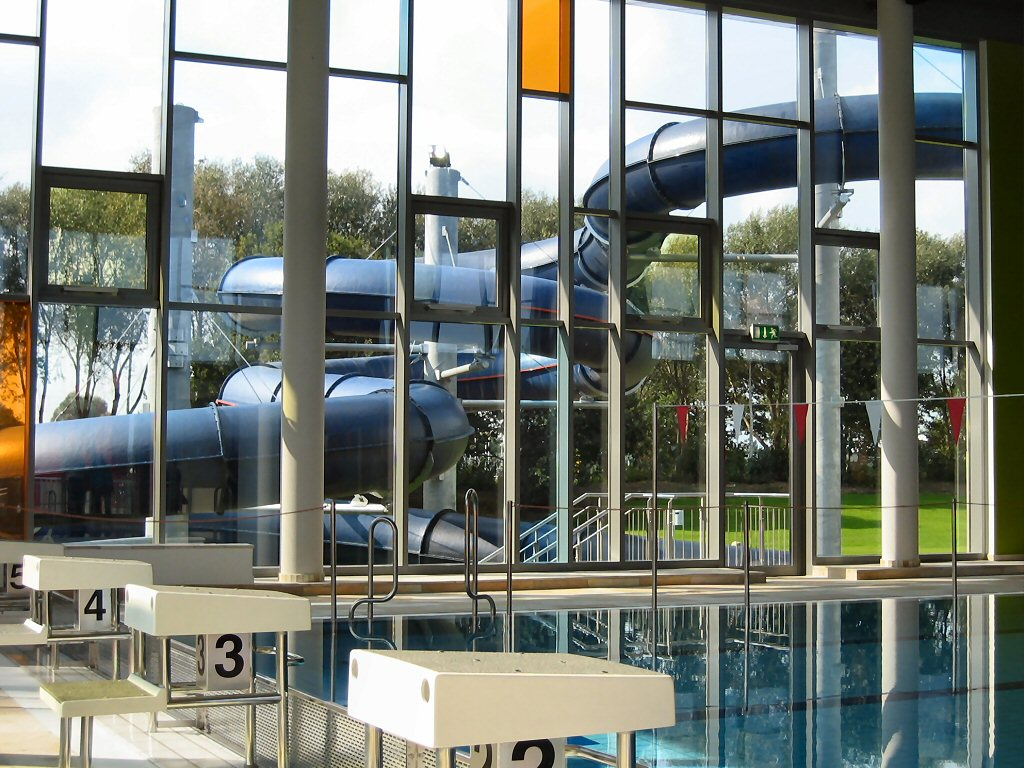
Hallen- und Freizeitbad „Nautimo“

Das Angebot der Wilhelmshavener Sportvereinslandschaft reicht von den populären Sportarten wie Turnen, Fußball, Schießsport, Tennis, Pferdesport und Handball über die vielen ortsbedingten Wassersportvereine bis hin zu den Volkssportarten Boßeln und Klootschießen.
Die Wilhelmshavener Sportvereine sind organisatorisch im Stadtsportbund (SSB) Wilhelmshaven eingebunden. Der Landessportbund Niedersachsen als Dachverband veröffentlicht regelmäßig Zahlen zu den niedersächsischen Sportbünden. Vergleicht man die neun kreisfreien Städte, die in Stadtsportbünden organisiert sind, so liegt der SSB Wilhelmshaven mit 22.942 Mitgliedschaften in einem Sportverein (= 27,71 %) an vierter Stelle der Landesliste. Nur Emden (35,97 %), Wolfsburg (34,34 %) und Osnabrück (29,52 %) weisen höhere Zahlen auf, Göttingen (27,28 %), Oldenburg (25,44 %), Delmenhorst (24,97 %), Braunschweig (23,27 %) und Hannover (18,80 %) weisen niedrigere Zahlen bei den Mitgliedschaften aus. Bezogen auf die Einwohnerzahl ergibt sich in Wilhelmshaven eine Mitgliedsschaftsdichte von 277,1 auf 1000 Einwohner. Mitgliedschaften sind in diesem Fall nicht gleichzusetzen mit Mitgliedern, da ein und dieselbe Person Mitglied in zwei oder mehr Sportvereinen sein kann. Dem SSB Wilhelmshaven gehören 79 Sportvereine an. Größter Verein ist der Wilhelmshavener Schwimm- und Sportverein e. V. (WSSV) mit 3943 Mitgliedern. Damit rangiert der Verein bei den mitgliederstärksten Vereinen in Niedersachsen auf Platz 16.
Im Stadtgebiet von Wilhelmshaven gibt es mehrere Sportstadien. Größtes Freiluftstadion ist das Jadestadion im Sportforum an der Friedenstraße mit einem Fassungsvermögen von 7500 Zuschauern. Das erst im Jahre 1999 gebaute Jadestadion ist ein reines Fußballstadion und wurde vor der Fußballsaison 2006/2007 gemäß den Auflagen des Deutschen Fußball-Bundes für Regionalliga-Stadien ausgebaut. Im Jadestadion bestreitet der Fußballverein SV Wilhelmshaven seine Heimspiele. Mehrfach war das Sportstadion auch Austragungsort für Spiele der deutschen Juniorenfußballnationalmannschaften, so zuletzt im Mai 2008 für die siegreiche Begegnung der deutschen U21-Nationalmannschaft gegen die U21-Nationalauswahl der Ukraine.
Die größte Hallensportstätte in Wilhelmshaven ist die Nordfrost-Arena im Sportforum. Die 1982 unter dem Namen Nordsee-Sporthalle eröffnete Veranstaltungshalle für den Wilhelmshavener Sport hat ein Fassungsvermögen von rund 2500 Besuchern. In der Halle findet Schul- und Vereinssport, Breiten- und Leistungssport statt. Die 2005 in Nordfrost-Arena umbenannte Halle ist auch Heimspielstätte für den Handballverein Wilhelmshavener HV, der zwischen der Saison 2002/03 und 2007/08 in der höchsten deutschen Liga, der 1. Handball-Bundesliga spielte. In der Saison 2007/08 erfolgte der Abstieg in die 2. Liga Nord. Seit der Saison 2011/12 spielte der Wilhelmshavener HV wegen der Gründung der eingleisigen 2. Bundesliga in der 3. Liga West, konnte sich jedoch in der Saison 2014/15 ungeschlagen die Meisterschaft erspielen und stieg wieder in die 2. Handball-Bundesliga auf.
Die Sportanlage Freiligrathstraße ist eine weitere große Sportanlage in Wilhelmshaven. Die ehemalige Marinesportanlage ist die zentrale städtische Sporteinrichtung für den Breiten- und Leistungssport sowie für den Schul- und Vereinssport. Auf der Anlage befindet sich ein Leichtathletik-Stadion mit einer 400-m-Kunststoffrundlaufbahn sowie weitere leichtathletische Nebeneinrichtungen. Angeschlossen sind noch vier Fußballplätze und eine Beachvolleyball-Anlage. Die Anlage ist Heimat bzw. Heimaustragungsort einiger Vereine. Regelmäßig im September finden hier die Leichtathletikwettkämpfe des Internationalen Behindertensportfest in Wilhelmshaven statt. Diese bereits seit 1980 stattfindende mehrtägige Veranstaltung ist das europaweit größte Behindertensportfest.
Wilhelmshaven verfügt über zwei Schwimmsportstätten. Am 21. September 2007 erfolgte nach zweijähriger Bauzeit die Eröffnung des neuen Hallen- und Freizeitbades Nautimo. Der 17 Millionen Euro teure Hallenneubau mit rund 1.000 m² Wasserfläche wurde auf dem Gelände des ehemaligen Freibad am Sportforum gebaut. Das Bad besitzt ein 25-m-Sportbecken, ein Sprungbecken mit Hubboden und 3-m-Sprungturm sowie einen großen modernen Erlebnisbereich mit 100 m langer Reifenrutsche, Geysiren, Strömungskanal, Kinderbecken und Saunabereich. Das neue Bad ersetzt das 1963 gebaute City-Hallenbad an der Kieler Straße, das nach der Eröffnung des Nautimo abgerissen wurde. Das Nautimo ist jetzt die einzige ganzjährig zur Verfügung stehende Schwimmstätte für das Vereins- und Schulschwimmen.
Ein weiteres Schwimmbad befindet sich im Stadtnorden von Wilhelmshaven. Das Freibad Nord an der Möwenstraße öffnet nur während der Badesaison und verfügt als einziges Bad in Wilhelmshaven über ein Sportbecken mit 50-m-Bahnen. Der Bestand des Freibades Nord wurde bereits mehrmals in Frage gestellt. Eine Schließung wurde jedoch bisher vermieden, u. a. da das Freibad als Ausgleich für den im Stadtnorden gelegenen Geniusstrand angesehen wird, der im Zuge des JadeWeserPort-Containerhafenprojektes weichen musste.
Das Eislauf-Center am Sportforum war in den 1990er Jahren Schauplatz und Austragungsort von Spielen des Eishockeyclubs EC Wilhelmshaven-Stickhausen. Bis in die 2. Eishockey-Bundesliga schaffte es der Verein und sorgte so für eine ungewohnte Wintersportkulisse in der Nordseestadt. Aufgrund wirtschaftlicher Schwierigkeiten musste der EC Wilhelmshaven-Stickhausen seinen Spielbetrieb Anfang 2001 einstellen. Danach versuchten mehrere Nachfolgevereine an die Erfolge des EC Wilhelmshaven-Stickhausen anzuknüpfen, mussten aber immer wieder Rückschläge durch finanzielle Probleme hinnehmen, insbesondere nach der Insolvenz der Betreiberfirma des Eislauf-Centers. Mitte 2008 erfolgte der Abriss der Eishalle. Seit 2019 hat die Stadt mit dem EHC Wilhelmshaven wieder einen Eishockey-Verein, der seine Heimspiele jedoch andernorts austrägt. Er spielt in der Landesliga Nord.
Bei den Jade Warriors spielt eine aus ehemaligen ECW-Eishockeyspielern und den Hockeymannschaften der Red-Fox/Wild Cats gebildete Inline-Skaterhockey-Mannschaft des Wilhelmshavener Schwimm- und Sportvereins e. V. (WSSV). Nach dem Erringen des Meistertitels in der Regionalliga Nordwest spielt das Team seit 2007 in der 2. Bundesliga Nord.
Als flächenmäßig größte Sportanlage eines Wilhelmshavener Vereins gilt der Golfplatz des Golfclubs Wilhelmshaven-Friesland e. V. sein. Die im Jahr 2000 von Städler Golf Courses, Münster, konzipierte 18-Loch-Anlage liegt am nordwestlichen Stadtrand von Wilhelmshaven. Der 70 Hektar große Golfplatz wurde in die Landschaft integriert und wird geprägt durch flaches, leicht modelliertes Grünland, das mit vielen Wasserhindernissen durchzogen ist.
Durch die Nähe zum Wasser gibt es in der Nordseestadt Wilhelmshaven auch eine große Zahl an Vereinen, die sich dem Wassersport widmen. Das Spektrum reicht vom Segel-, Kanu-, Ruder- bis zum Tauchsport. Die Vereine sind in der Mehrzahl rund um den Binnenhafen, dem Banter See oder an der Maade zwischen dem Maadesiel und dem Rüstersieler Hafen ansässig.

## Wirtschaft und Infrastruktur
Im Jahr 2016 erbrachte Wilhelmshaven ein Bruttoinlandsprodukt von 2,953 Milliarden Euro. Das BIP pro Kopf lag im selben Jahr bei 38.804 € (Niedersachsen: 34.812 € / Deutschland: 38.180 €). In der Stadt waren 2017 ca. 44.800 Erwerbstätige beschäftigt. Die Arbeitslosenquote lag im Dezember 2018 bei 10,4 % und damit deutlich über dem niedersächsischen Durchschnitt von 5,0 %.
Nach einer Studie der Oldenburgischen Industrie- und Handelskammer hat die Stadt Wilhelmshaven nach der Stadt Oldenburg den größten Pendlersaldo im Oldenburger Land. Auf jeden Auspendler kommen in Wilhelmshaven 1,55 Einpendler, d. h. 12.701 Einpendler fahren täglich in die Stadt zu ihrer Arbeitsstätte, in umgekehrter Richtung verlassen 8.178 Auspendler die Stadt. Dabei stieg der Anteil der Auspendler von 6.795 (2013) auf 8.178 (2018), die der Einpendler von 12.233 (2013) auf 12.701 (2018). Die meisten Einpendler kommen aus den umliegenden Gemeinden Schortens (2.491) und Sande (1.180) des Landkreises Friesland.

### Wirtschaft

#### Überblick

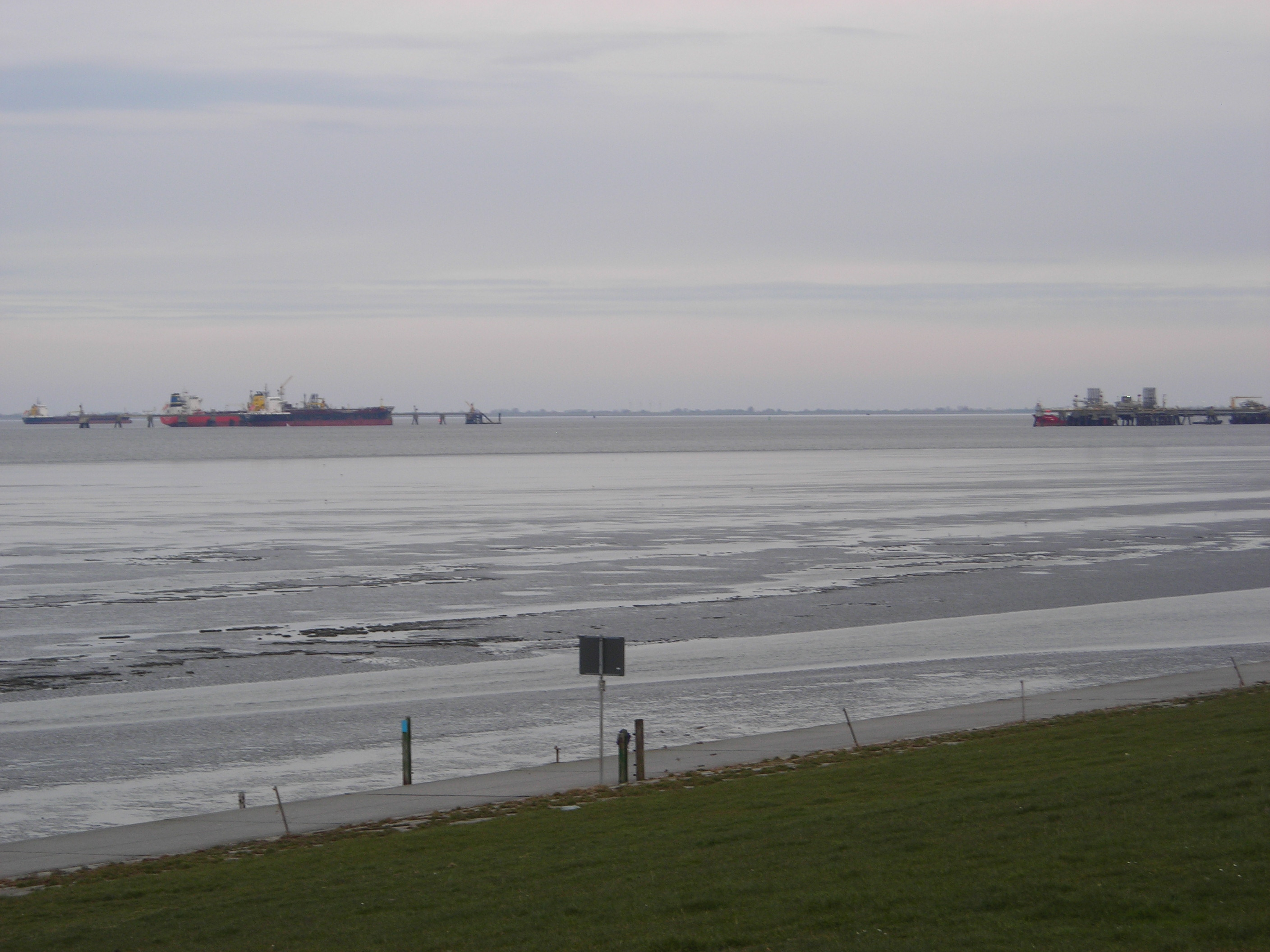
Tankerlöschbrücke der Ölraffinerie rechts, links ein abgesetzter Löschkopf mit zwei Tankern, ein weiterer wartet auf Reede

Hafenwirtschaft, Chemieindustrie und die Marine als öffentlicher Arbeitgeber sichern den wirtschaftlichen Standort Wilhelmshaven. Am Ölhafen verläuft die NWO-Pipeline bis nach Wesseling bei Köln.
Gleichwohl hat Wilhelmshaven in den vergangenen Jahrzehnten unter seiner schwachen Wirtschaftsstruktur gelitten. Arbeitsplätze gingen mit der Schließung diverser Industrieunternehmen verloren, die Arbeitslosigkeit liegt über dem westdeutschen Durchschnitt, und die Einwohnerzahl ist stark gesunken.
Seit einigen Jahren wird mit neuen Wirtschaftsprojekten versucht, Wilhelmshaven als Wirtschaftsstandort zu stärken. Dazu gehörte der Containerhafen JadeWeserPort (Inbetriebnahme September 2012), die Ertüchtigung der Niedersachsen-Brücke (jetzt Bulk Terminal Wilhelmshaven) zur Erhöhung des Kohleumschlags in Verbindung mit dem Bau eines weiteren neuen Kohlekraftwerks (Inbetriebnahme 2014), die Verteilung der angelandeten Steinkohle zu weiteren Kraftwerken im Binnenland mit der Bahn (Bremen-Farge, Lahde bei Minden und Zolling) sowie der Ausbau der Chemieindustrie und der Bau der Küstenautobahn.
Das von der Stadt Wilhelmshaven in Auftrag gegebene Einzelhandelsgutachten charakterisierte die wirtschaftliche Lage 2014 folgendermaßen:

„Die Entwicklung der wirtschaftlichen Rahmenbedingungen in der Stadt Wilhelmshaven weist ein stark unterschiedliches Bild auf. Der anhaltende Rückgang der Bevölkerung und die konstant hohen Arbeitslosquoten stellen weiterhin ein Risiko für die Nachfragesituation Wilhelmshavens dar und sind als negativ zu bewerten. Mit Blick auf die wirtschaftlichen Eckdaten (Entwicklung der sozialversicherungspflichtig Beschäftigten, Einpendler und Auspendler) kann die Stadt Wilhelmshaven hingegen eine positive Entwicklung verzeichnen. Ein positives Bild zeigt sich in der Entwicklung des Tourismus-Sektors. Zur Begrenzung der negativen Tendenzen im Oberzentrum Wilhelmshaven sollten zukünftig weiterhin Maßnahmen ergriffen werden, um die Kaufkraftbindung im Marktgebiet zu stärken. Für eine nachhaltige, positive Entwicklung Wilhelmshavens stellen die Aktivierung des JadeWeserPorts und die Ausschöpfung der Potentiale im Bereich Tourismus bedeutende Chancen dar.“

#### Metallindustrie

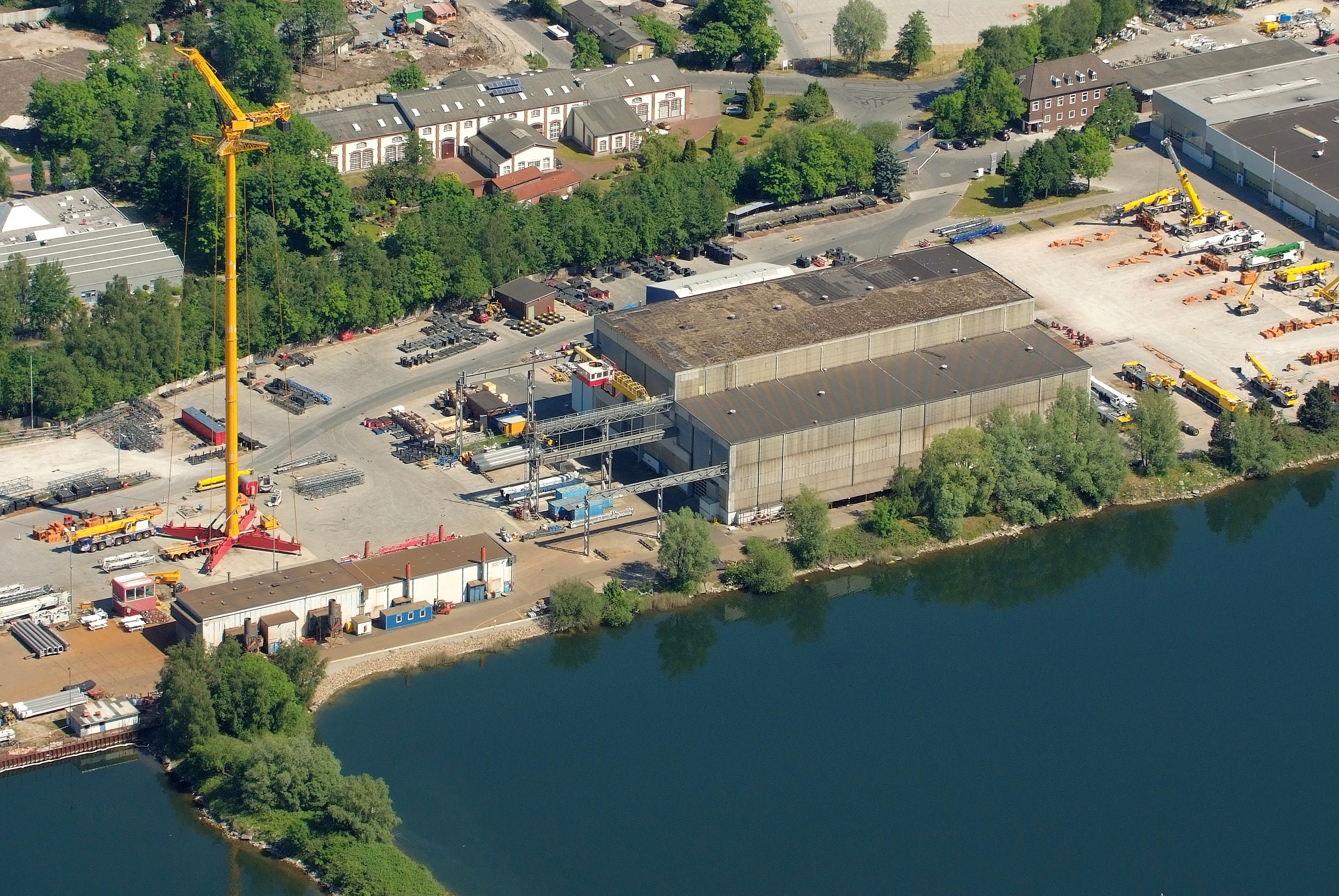
Werk Wilhelmshaven des Kranherstellers Manitowoc Company

Zum größten Metallarbeitgeber in Wilhelmshaven hat sich die Manitowoc Crane Group Germany GmbH, ein weltweit führender Hersteller von hydraulischen Mobilkranen, entwickelt. Auf dem Firmengelände im Industriegebiet West werden Mobilkrane von 14 t bis 499 t Tragkraft, Hubarbeitsbühnen und Aufbaukrane gefertigt. Nach dem Zweiten Weltkrieg siedelten sich die Ardelt-Werke auf dem Gelände am Banter See an. Später gelangte das Werk zur Krupp AG und firmierte unter dem Namen Krupp-Ardelt, später Krupp-Kranbau. 1995 übernahm die Deutsche GROVE das Unternehmen. Seit der Übernahme des Werkes durch die Manitowoc Company im Jahr 2002 expandiert das Unternehmen kontinuierlich. Die Zahl der Beschäftigten am Standort Wilhelmshaven stieg zwischen Ende 2005 und Ende 2007 von 740 auf 1120.
Die im Metallrecycling tätige ALBA Metall Nord GmbH gehört zur Alba Group. Das Unternehmen mit rund 100 Beschäftigten hat ihren Standort auf der Südseite des Handelshafens und verfügt auf ihrem 50.000 m² großen Betriebsgelände über einen nach neuesten technischen Maßstäben ausgerüsteten Maschinen- und Fahrzeugpark.

#### Schifffahrts- und Werft-Industrie

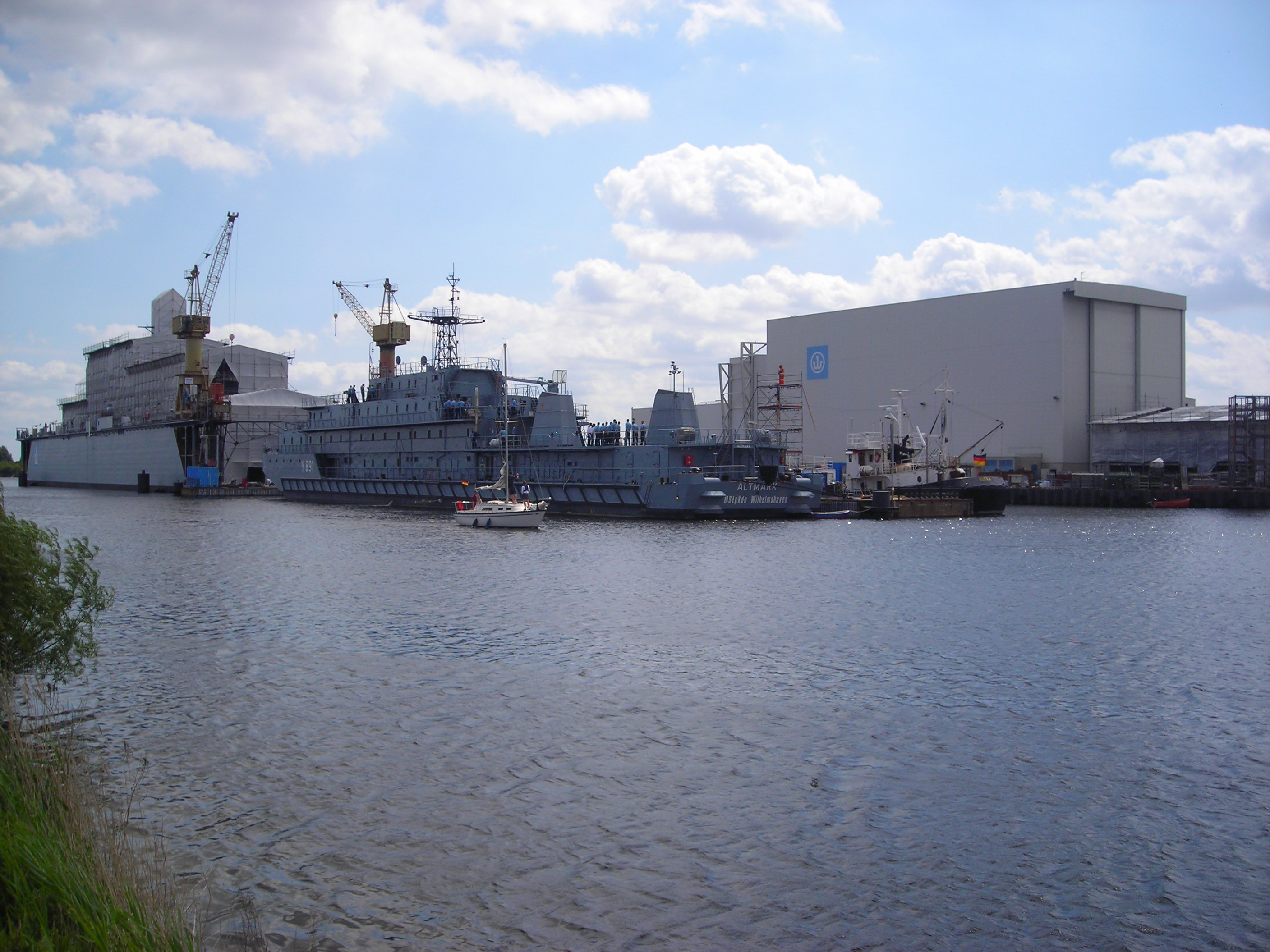
Neue Jadewerft

Am Osnabrücker Ufer des Nordhafens liegt die Neue Jadewerft Wilhelmshaven der Lürssen Gruppe. Der Werftbetrieb mit rund 100 Beschäftigten hat sich neben dem Schiffbau vor allem auf Schiffsreparaturen und -instandhaltungen aller Art spezialisiert. Zur Infrastruktur der Werft gehören ein 8.000-t-Schwimmdock, eine Slipanlage bis 1.800 t sowie zwei Schiffbau- und Reparaturhallen. Weitere auf dem Gebiet Schiffbau und Schiffsreparaturen tätige Unternehmen sind das MWB Motorenwerk Wilhelmshaven am Handelshafen, sowie die Turbo-Technik Reparatur-Werft am Hannoverkai des Nordhafens.
Die Jade-Dienst GmbH mit Standort auf der Schleuseninsel bietet alle in einem Universalhafen benötigten maritimen Serviceleistungen an. Dazu gehören alle Abfertigungstätigkeiten für die Wilhelmshaven anlaufenden Schiffe wie Fest- und Losmachen, Schleppereinsätze und Lotsenversetzdienste. Der Jade-Dienst verfügt über eine eigene Hafendienstflotte mit Schleppern, Lotsenversetzern, Ver- und Entsorgern sowie Makerbooten und einem Schiffskran. Außerdem bietet er als zertifizierter Tauchbetrieb Dienstleistungen unter Wasser an. Seine Funkstation Wilhelmshaven Port dient als zentrale Schiffsmeldestelle, die alle gewerblichen Schiffsbewegungen auf der Jade festhält und damit die Grundlage für die Abfertigung aller Schiffe schafft.

#### Chemische Industrie
Auf dem mit Tankerlöschbrücken gut erreichbaren Voslapper Groden sind drei Werke der chemischen Industrie angesiedelt:
- Die Chloralkali-Elektrolyse der Ineos Chlor Atlantik GmbH, begünstigt durch die Salzvorkommen der Kavernen (seit 2013 stillgelegt)
- Die Produktion von Vinylchlorid und PVC der Vynova (ehemalige Betreiber: EVC und INEOS) im Chemiewerk Voslapp
- Ein Terminal der HES International auf dem Gelände der ehemaligen Wilhelmshavener Raffinerie

#### Bundeswehr
Im Marinearsenal, dem Marinestützpunkt Heppenser Groden mit den dort beheimateten Schiffen, der Einsatzflottille 2, dem Marineunterstützungskommando, dem Logistikzentrum der Bundeswehr, dem Fachsanitätszentrum Wilhelmshaven, der MAD-Stelle 8 und einer Anzahl kleinerer Dienststellen und Kommandos bietet sie Arbeits- und Ausbildungsplätze. Damit ist sie auch ein wichtiger Auftraggeber für die Wilhelmshavener Wirtschaft.

#### Kraftwerke

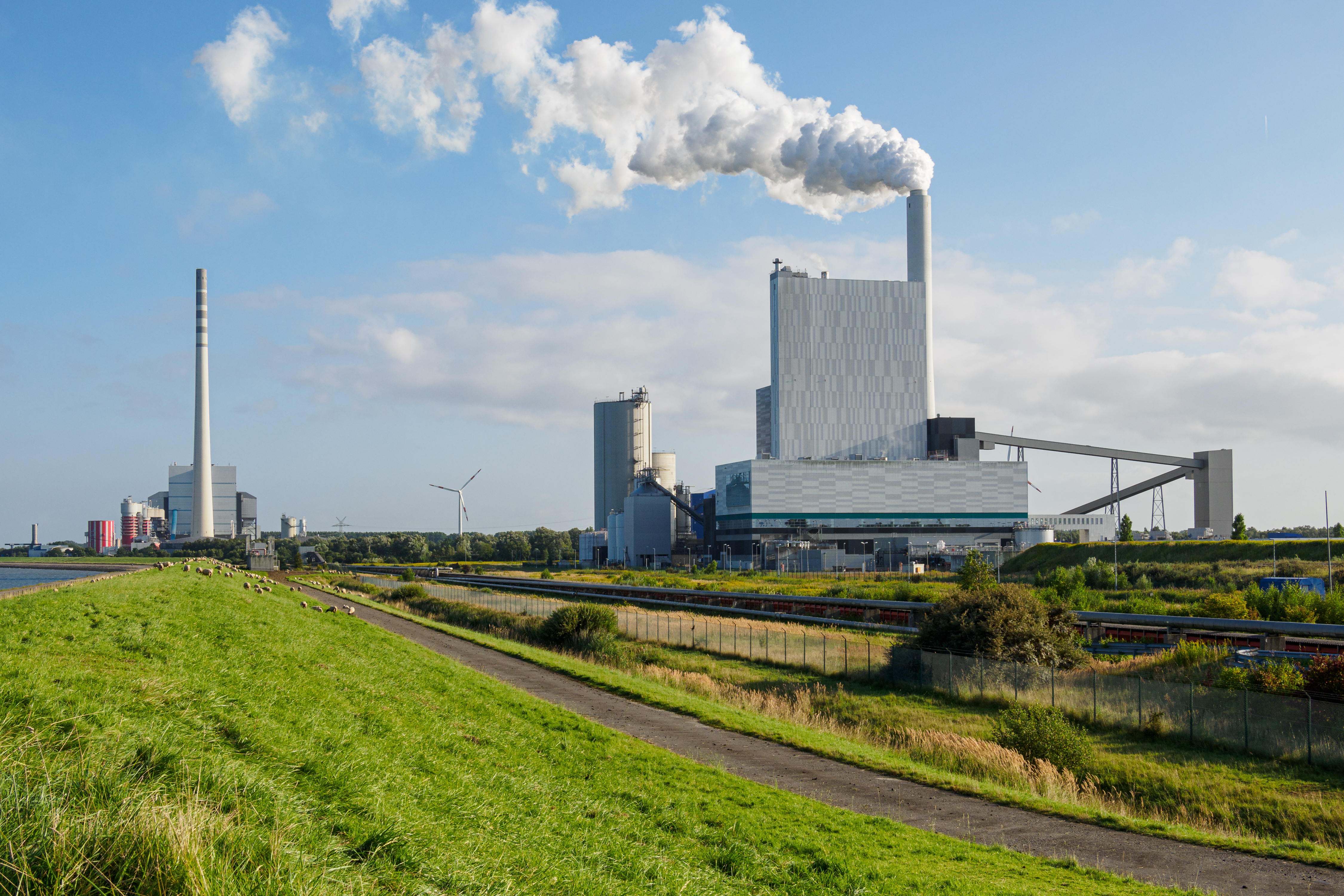
Altes und neues Kohlekraftwerk

Wilhelmshaven ist der Standort eines Kohlekraftwerkes. GDF Suez errichtete ab 2012 ein Kraftwerk mit einer Leistung von rund 800 MW, das Ende Oktober 2015 offiziell ans Netz ging. Von 1976 bis 2021 war ein E.ON-Kraftwerk mit einer installierten Leistung von rund 750 MW in Betrieb. Die Südzentrale, ein ehemaliges Kohlekraftwerk der Kaiserlichen Werft Wilhelmshaven, wurde 1993 stillgelegt und 2015 trotz Denkmalschutzes abgerissen.

#### Tourismus

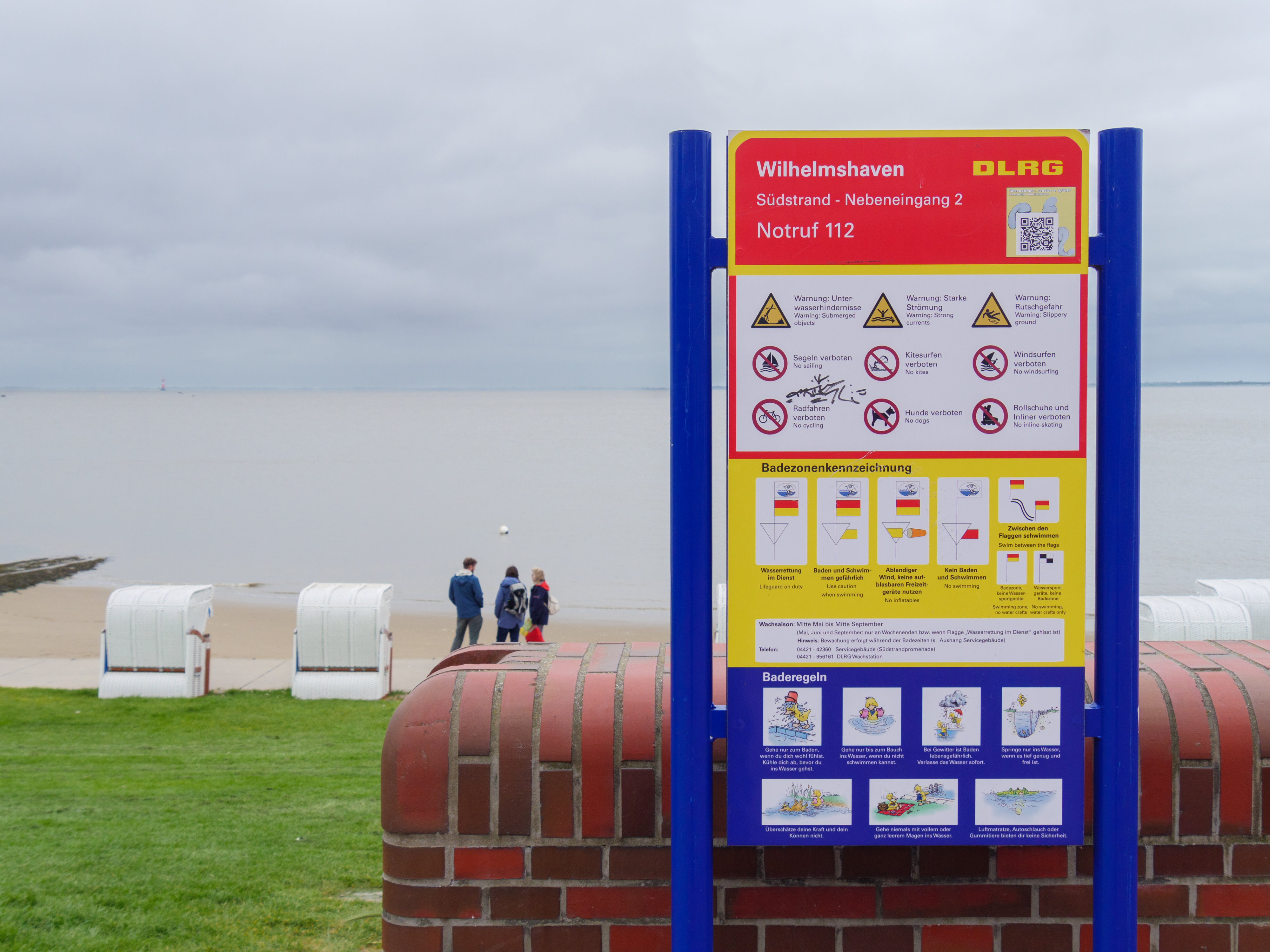
Baden am Südstrand

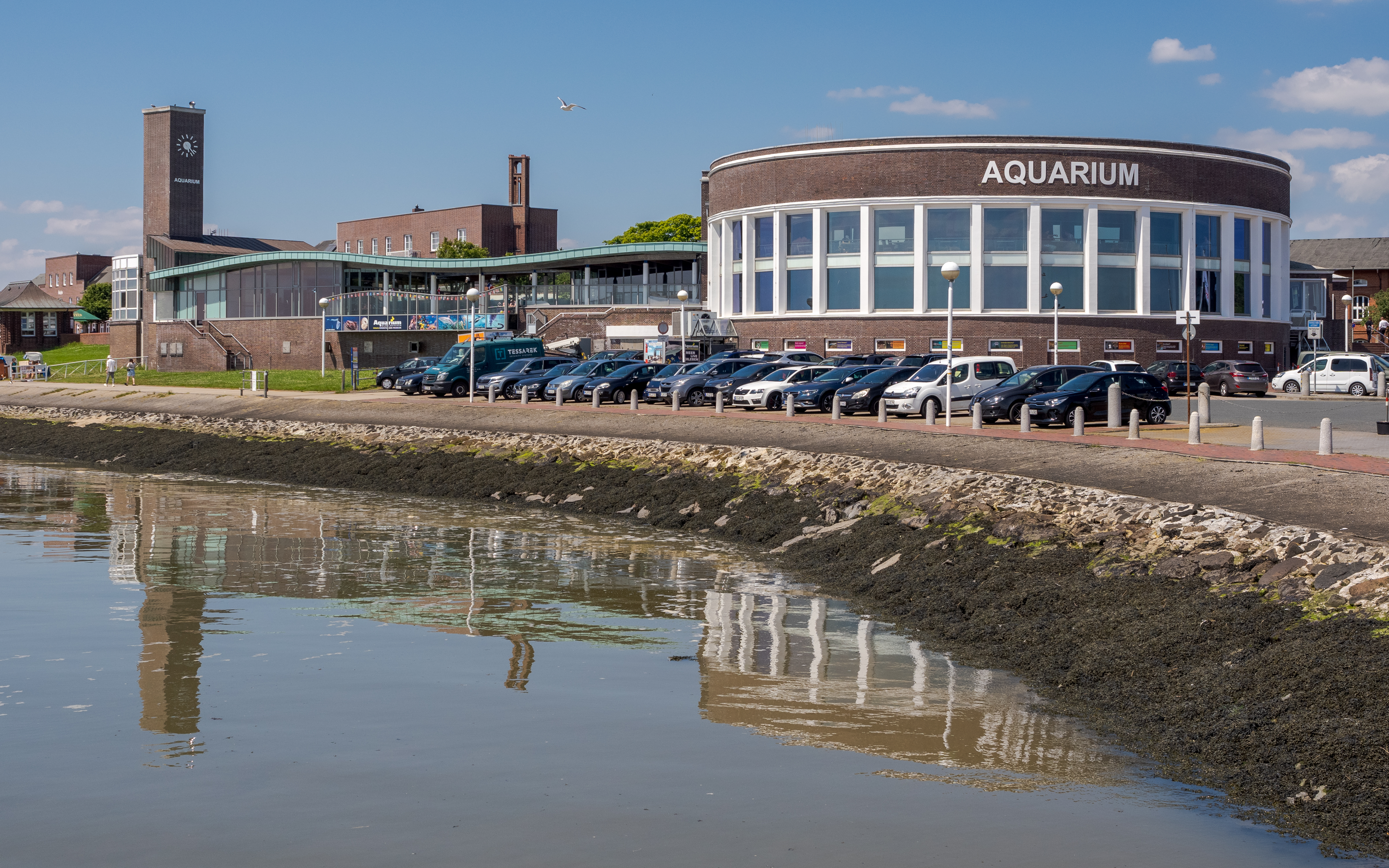
Aquarium Wilhelmshaven und Strandhalle am Südstrand

Wilhelmshaven ist aufgrund seiner Lage direkt an der Nordseeküste für Urlauber und Tagesausflügler attraktiv. Wilhelmshaven nimmt nicht nur die Funktionen eines Oberzentrums wahr (vor allem als Einkaufsstadt); auch als Hafenstadt, als kulturelles Zentrum und als Badeort zieht die Stadt Menschen aus nah und fern an.
Der Wilhelmshavener Südstrand ist einer der wenigen Strände an der deutschen Nordseeküste mit einer Südlage. Seit der Umgestaltung und Wiedereröffnung 1988 ist er mit der Südstrandpromenade sowie den historischen Strandhäusern und der Strandhalle der touristische Hauptanziehungspunkt der Stadt. Unweit vom Südstrand beginnt die Maritime Meile. Unter diesem Titel werden fünf touristische Einrichtungen vermarktet, die am Südstrand entlang bis zur Nordseite des Großen Hafens ihren Standort haben: das Deutsche Marinemuseum, das Küstenmuseum Wilhelmshaven, das Besucherzentrum des UNESCO-Weltnaturerbes Wattenmeer, das Aquarium Wilhelmshaven sowie die Hafenrundfahrten mit der MS Harle Kurier, die auch als Fähre nach Eckwarderhörne eingesetzt wird; mit deren Hilfe können Touristen zu Fuß oder per Fahrrad den Jadebusen umrunden. Die Häfen und den Südstrand Wilhelmshavens kann man auch während organisierter Schiffsrundfahrten von Hooksiel und Dangast aus betrachten.
Die Wilhelmshaven Touristik & Freizeit GmbH (WTF) ist seit 1969 für das touristische Marketing Wilhelmshavens zuständig. Sie koordiniert im Auftrag der Stadt die zielgruppengerechte Aufbereitung und die Vermarktung der touristischen Angebote, von denen sich viele in der Trägerschaft der Stadt befinden. Die WTF ist als Betreiber des Kulturzentrums Pumpwerk, der Stadthalle, des Küstenmuseums Wilhelmshaven, der Kunsthalle Wilhelmshaven, des Jade-Weser-Port Info-Centers, sowie der Tourist-Information tätig. Außerdem ist sie Veranstalterin des Wochenende an der Jade, des Wilhelmshavener Sailing-Cups und des StreetArt Festivals. Die WTF ist Gesellschafter der touristischen Dachmarketingorganisation Die Nordsee, die ein Zusammenschluss von sieben Küstenorten, zwei Städten und einer Reederei an der niedersächsischen Nordseeküste ist. Die Nordsee hat ihren Firmensitz in Wilhelmshaven.
Nachdem die Stadt Wilhelmshaven 2001 die Finanzierung des Rosariums am Neuengrodener Weg eingestellt hatte, übernahm eine „Initiative privater Rosenfreunde“, im Rahmen eines Kooperationsvertrages mit der Stadt die Pflege der kostenlos zugänglichen Anlage in der Nähe des Stadtparks.
Neben dem vorherrschenden Tagestourismus besitzt Wilhelmshaven auch Beherbergungskapazitäten für Gäste, die die Stadt geschäftlich oder für einen Kurzurlaub besuchen. Laut einer Erhebung für das Jahr 2013 besuchten 105.541 Gäste (2011: 98.017 Gäste) mit 294.515 Übernachtungen (2011: 280.675 Übernachtungen) die Stadt. Bei durchschnittlich 2028 angebotenen Betten (2011: 1787 Betten) betrug die Bettenauslastung rund 40 % (2011: 43 %). Die durchschnittliche Aufenthaltsdauer betrug 2,8 Tage (2011: 2,9 Tage).

#### Versandhandel
Mit Reichelt Elektronik verließ 1995 einer der umsatzstärksten Elektronikversender Deutschlands nach 26 Jahren seiner dortigen Existenz den Standort Wilhelmshaven in Richtung der Nachbargemeinde Sande, nachdem er sich zuvor drei Jahre vergeblich um Expansionsflächen bemüht hatte. Ein weiterer in Deutschland führender und in Wilhelmshaven beheimateter Versandhändler auf dem Gebiet der Unterhaltungselektronik ist Mindfactory. Seit 2017 werden beide unabhängig von ihrem Produktspektrum in der Liste der 100 umsatzstärksten Online Shops Deutschlands geführt.

### Medien

#### Pressegeschichte

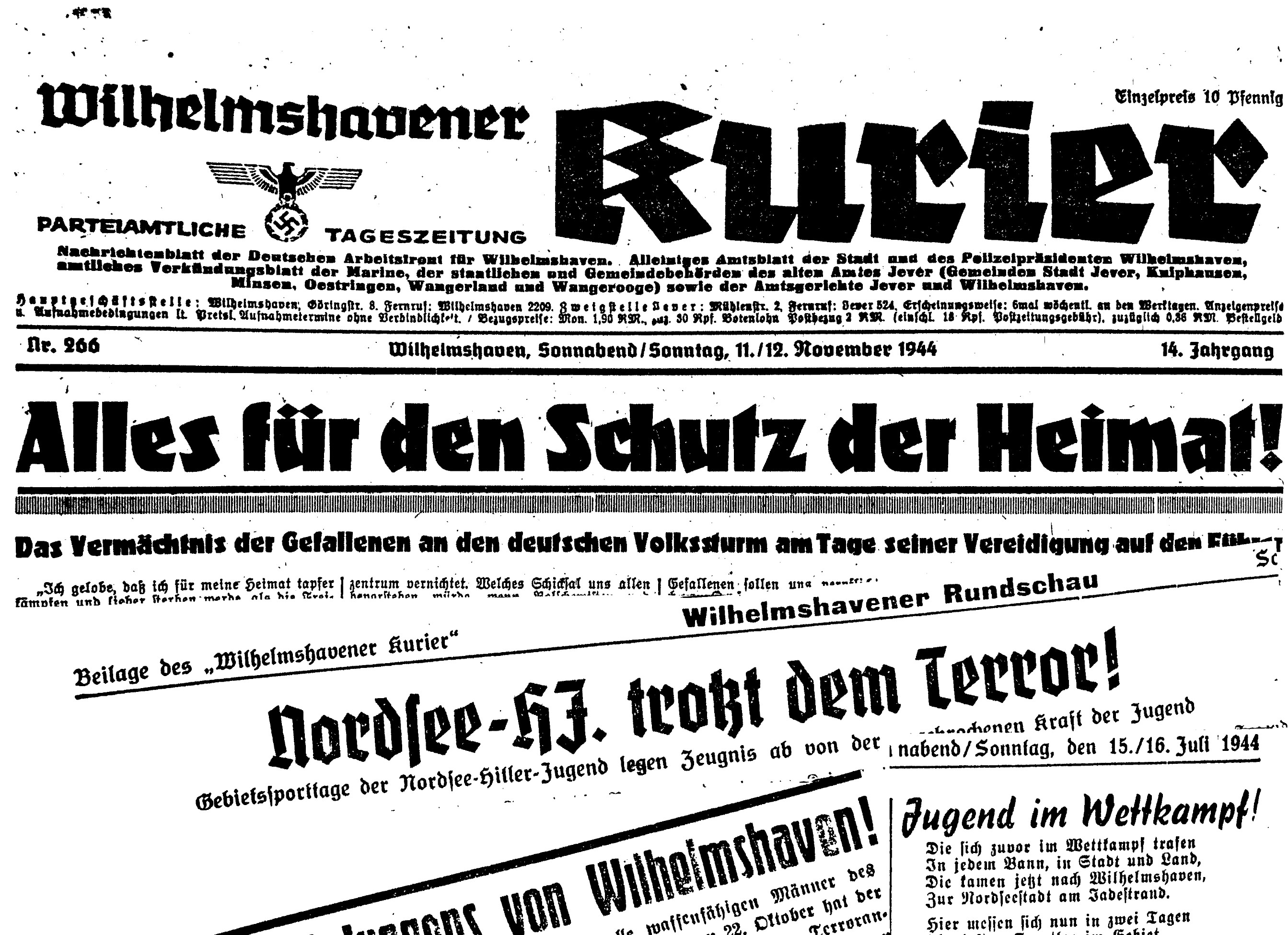
Titelseite des Wilhelmshavener Kuriers (1944)

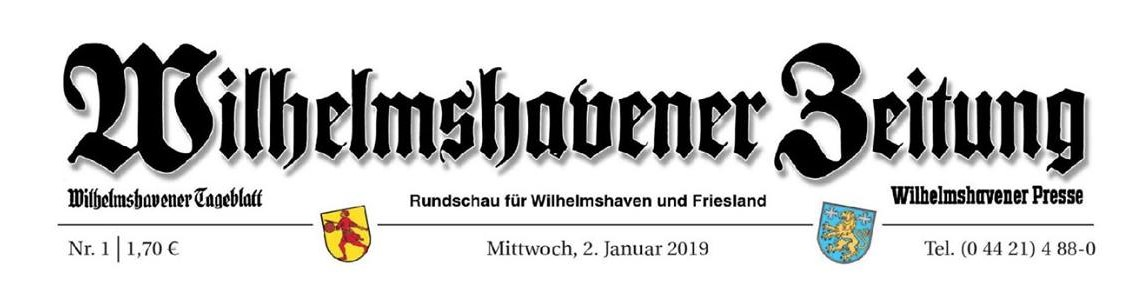
Kopfzeile der Wilhelmshavener Zeitung (2019)

Die erste auf dem Gebiet der heutigen Stadt Wilhelmshaven erschienene Zeitung war das Jeversche Wochenblatt, das seit 1869 auch in einer Nebenausgabe unter dem Titel Jeverländische Nachrichten für Wilhelmshaven erschien. Die erste örtliche Zeitung waren die seit Oktober 1868 in Varel herausgegebenen Heppenser Nachrichten, die jedoch im April 1869 durch den vom Verlag F.A. Schumacher herausgegebenen Heppenser Courier verdrängt wurden. Im Juni 1869 wurde der Heppenser Courier in Wilhelmshavener Courier, 1874 in Wilhelmshavener Zeitung und im März 1881 in Wilhelmshavener Tageblatt umbenannt. Im Dezember 1929 ging das „Tageblatt“ in der bereits seit 1907 von Ernst Brune herausgegebenen Wilhelmshavener Zeitung auf, die bis 1943 und – unterbrochen nur durch ihre Produktionseinstellung im Zuge der Gleichschaltung der Presse während der NS-Zeit – seit 1949 die auflagenstärkste Zeitung in Wilhelmshaven war und ist.
Ab dem 1. Juli 1931 erschien der vom Nordwestdeutschen Presseverlag A. Stecker herausgegebene Wilhelmshavener Kurier, der ab August 1935 vom NS-Gauverlag Weser-Ems übernommen und als parteiamtliche Tageszeitung der NSDAP und ihrer Gliederungen herausgebracht wurde. Nach Ausschaltung aller parteiungebundenen Tageszeitungen (inklusive der auflagenstarken Wilhelmshavener Zeitung) war der Wilhelmshavener Kurier von 1943 bis zum Kriegsende 1945 die einzige Tageszeitung in Wilhelmshaven. Die letzte Ausgabe erschien am 14. Mai 1945.

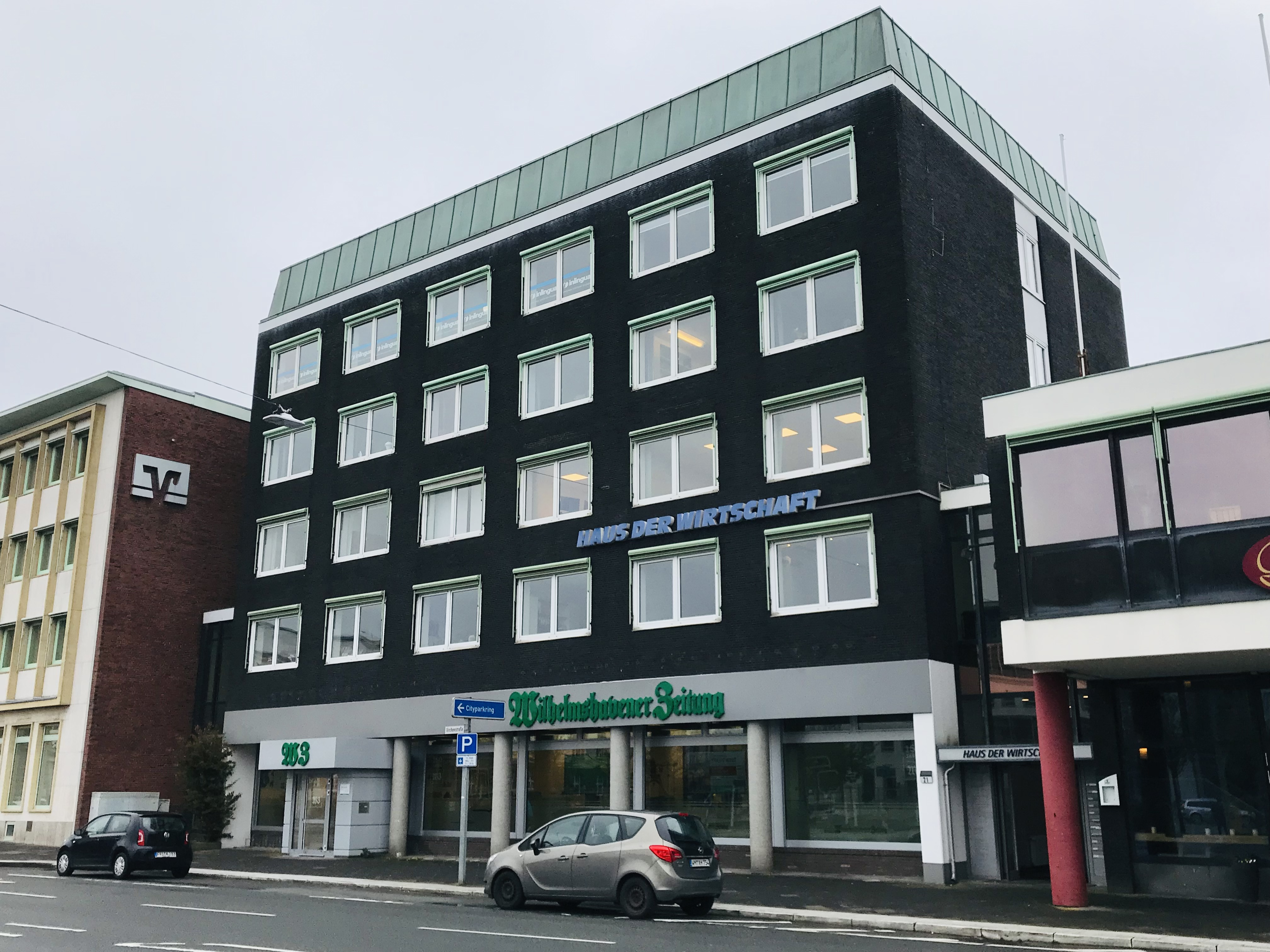
Redaktion der Wilhelmshavener Zeitung

Nach Kriegsende erschien ab April 1947 unter britischer Lizenz die vom Verlag Paul Hug + Co. herausgegebene Nordwestdeutsche Rundschau mit der Lokalausgabe Wilhelmshavener Rundschau als erste Nachkriegszeitung. Seit Juli 1970 erschien sie unter dem Namen Wilhelmshavener Presse. Zudem brachte die seit 1946 in Oldenburg erscheinende Nordwest-Zeitung eine Wilhelmshavener Lokalausgabe unter dem Titel Wilhelmshavener Nachrichten heraus. 1970/71 gingen die Wilhelmshavener Presse und die Wilhelmshavener Nachrichten in der seit dem 24. September 1949 wieder erscheinenden Wilhelmshavener Zeitung auf, die heute die einzige Tageszeitung in Wilhelmshaven ist. Die überregionalen Mantelseiten werden von der Oldenburger Nordwest-Zeitung geliefert. Im nördlichen Stadtgebiet sind daneben das Jeversche Wochenblatt und die „Friesland-Ausgabe“ der Nordwest-Zeitung verbreitet. Als Gegenöffentlichkeit versteht sich die alternative Zweimonatszeitung Gegenwind.
Als Anzeigen- und Bekanntmachungsblätter erschienen von 1946 bis 1949 das vom Wilhelmshavener Hauptamt herausgegebene Periodikum Stadt Wilhelmshaven und von 1949 bis 1979 im wöchentlichen Rhythmus die Neue Rundschau. Von 1956 bis 1976 erschien im Verlag Werbe-Welge zudem monatlich die Hausbesitzer-Zeitung für Wilhelmshaven und das Jeverland.

#### Hörfunk
Radio Jade ist das lokale und nichtkommerzielle Bürgerradio der Stadt. Dazu kommt noch das Monatsmagazin Scout. Zudem betreibt der Norddeutsche Rundfunk ein Korrespondentenbüro in der Stadt, in dem vornehmlich für NDR 1 Niedersachsen, aber auch für andere NDR-Wellen, wie NDR Info, NDR 2 oder NDR Kultur produziert wird.

### Öffentliche Einrichtungen

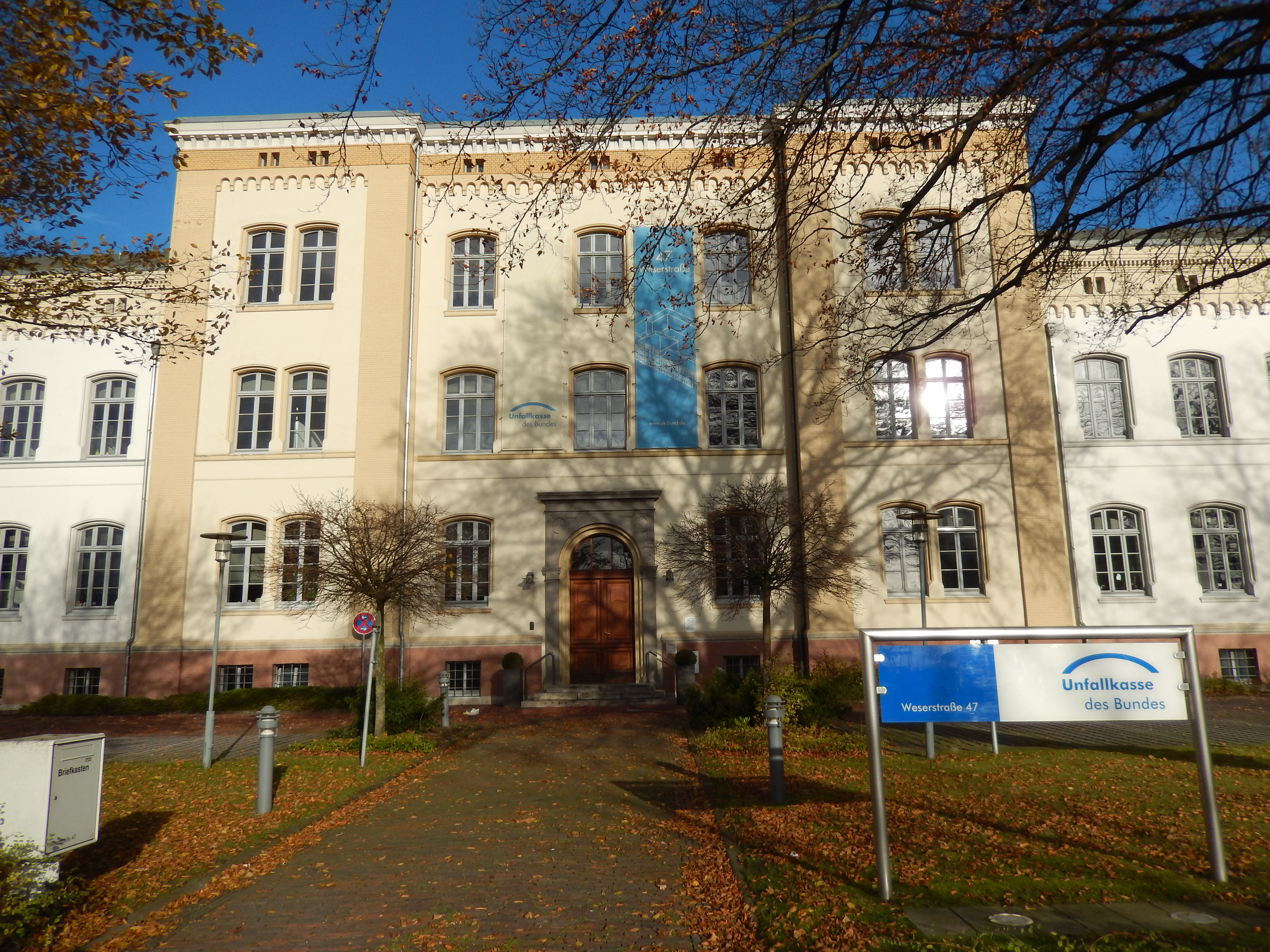
Unfallversicherung Bund und Bahn

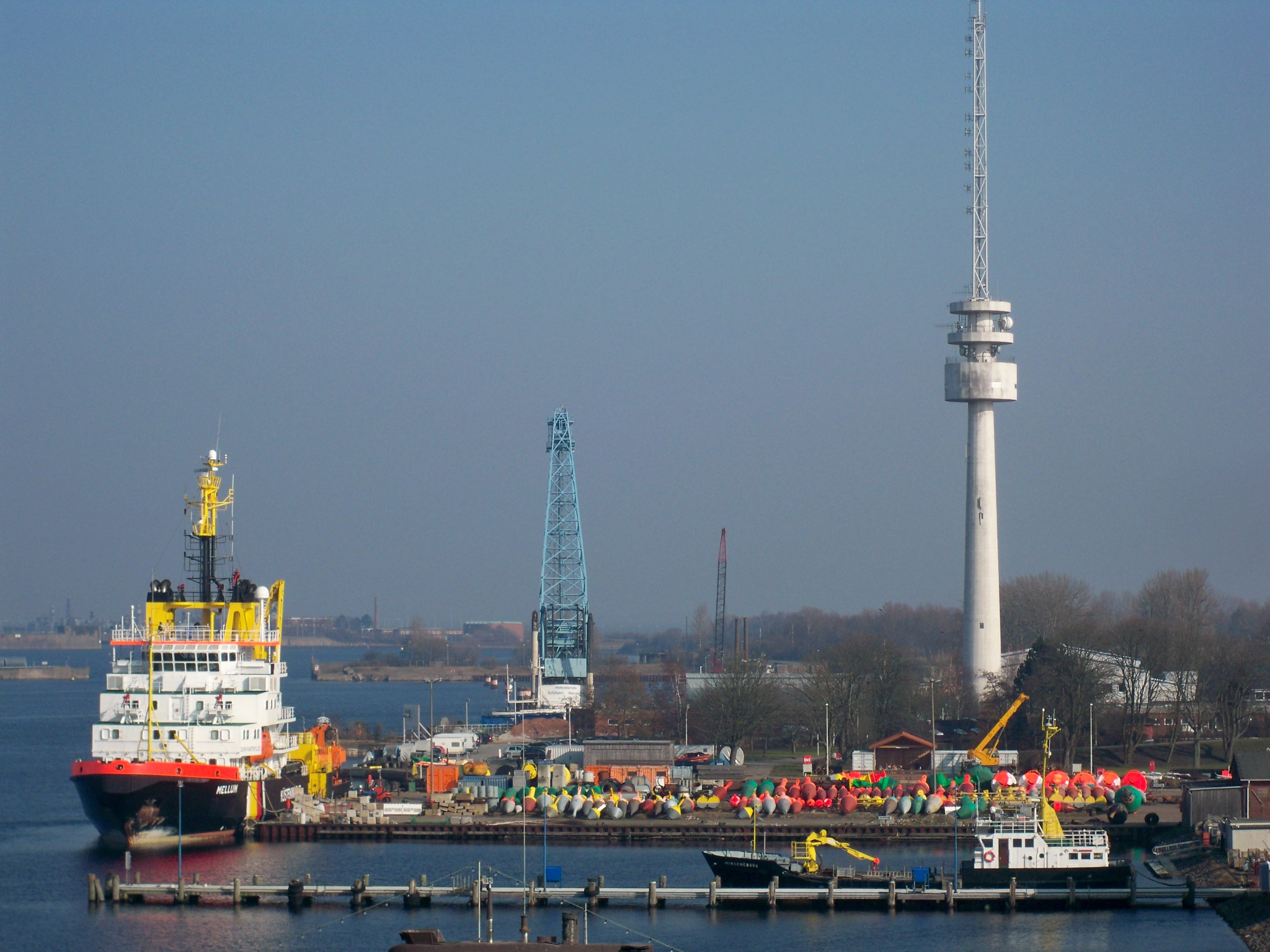
Blick auf den Bauhof des WSA, links das Mehrzweckschiff Mellum, rechts der Antennenträgerturm der Verkehrszentrale

Wilhelmshaven ist seit 1951 Hauptsitz der Unfallkasse des Bundes, des Trägers der gesetzlichen Unfallversicherung für alle beim Bund beschäftigten Arbeitnehmer. Sie ist im ehemaligen Gebäude des Marine-Lazaretts an der Weserstraße untergebracht. Weiterhin hat die am 1. Januar 1983 gegründete Künstlersozialkasse (KSK) ihren Sitz in Wilhelmshaven. Sie bietet nach dem Künstlersozialversicherungsgesetz (KSVG) selbstständigen Künstlern und Publizisten sozialen Schutz in der Renten-, Kranken- und Pflegeversicherung an. 2001 wurde sie eine Abteilung der Unfallkasse des Bundes. Am 1. Januar 2015 fusionierten die Unfallkasse des Bundes und die Eisenbahn-Unfallkasse zur neuen Unfallversicherung Bund und Bahn (UVB). Der neue Träger ist mit der Hauptverwaltung in Wilhelmshaven und Frankfurt sowie an neun weiteren Standorten tätig.
Eine wichtige Behörde in Wilhelmshaven ist das am 1. November 1949 gegründete Wasserstraßen- und Schifffahrtsamt (WSA). Seine Aufgabe sind die Verwaltung und Betreuung der Bundeswasserstraßen sowie die Gewährleistung der Sicherheit und Leichtigkeit des Schiffsverkehrs auf den zugehörigen Seewasserstraßen. Sein Sitz ist das frühere Kommandogebäude der „Marinestation der Nordsee“ an der Mozartstraße. Zum WSA gehört auch die Verkehrszentrale Wilhelmshaven, das die Verkehrssicherungssysteme „Jade“ und „Deutsche Bucht“ betreibt. Sie stellt eine lückenlose Erfassung des von ihr zu überwachenden Schiffsverkehrs sicher. Die Verkehrszentrale, die weithin durch ihren 114 Meter hohen Antennenträgerturm sichtbar ist, befindet sich auf der Schleuseninsel an der ehemaligen 1. Einfahrt.
Der Nationalpark Niedersächsisches Wattenmeer wird seit seiner Einrichtung im Jahr 1986 von Wilhelmshaven aus verwaltet. Die Nationalparkverwaltung residiert im „Havenhaus“ in der Virchowstraße. Seit dem 1. Januar 2005 ist sie als eigenständige Landesbehörde direkt dem Umweltministerium unterstellt. Ihre Aufgaben und Zuständigkeiten sind im Nationalpark-Gesetz (NLPG) festgelegt. Im selben Gebäude ist das trilaterale Wattenmeersekretariat untergebracht, das den Naturschutz im Wattenmeer zwischen den Niederlanden, Deutschland und Dänemark koordiniert.
In der Kirchreihe befindet sich eine der elf Bezirksstellen der Kassenärztlichen Vereinigung Niedersachsen (KVN), in der die zur Tätigkeit für die gesetzlichen Krankenkassen zugelassenen Ärzte und Psychotherapeuten zusammengeschlossen sind.

### Verkehr

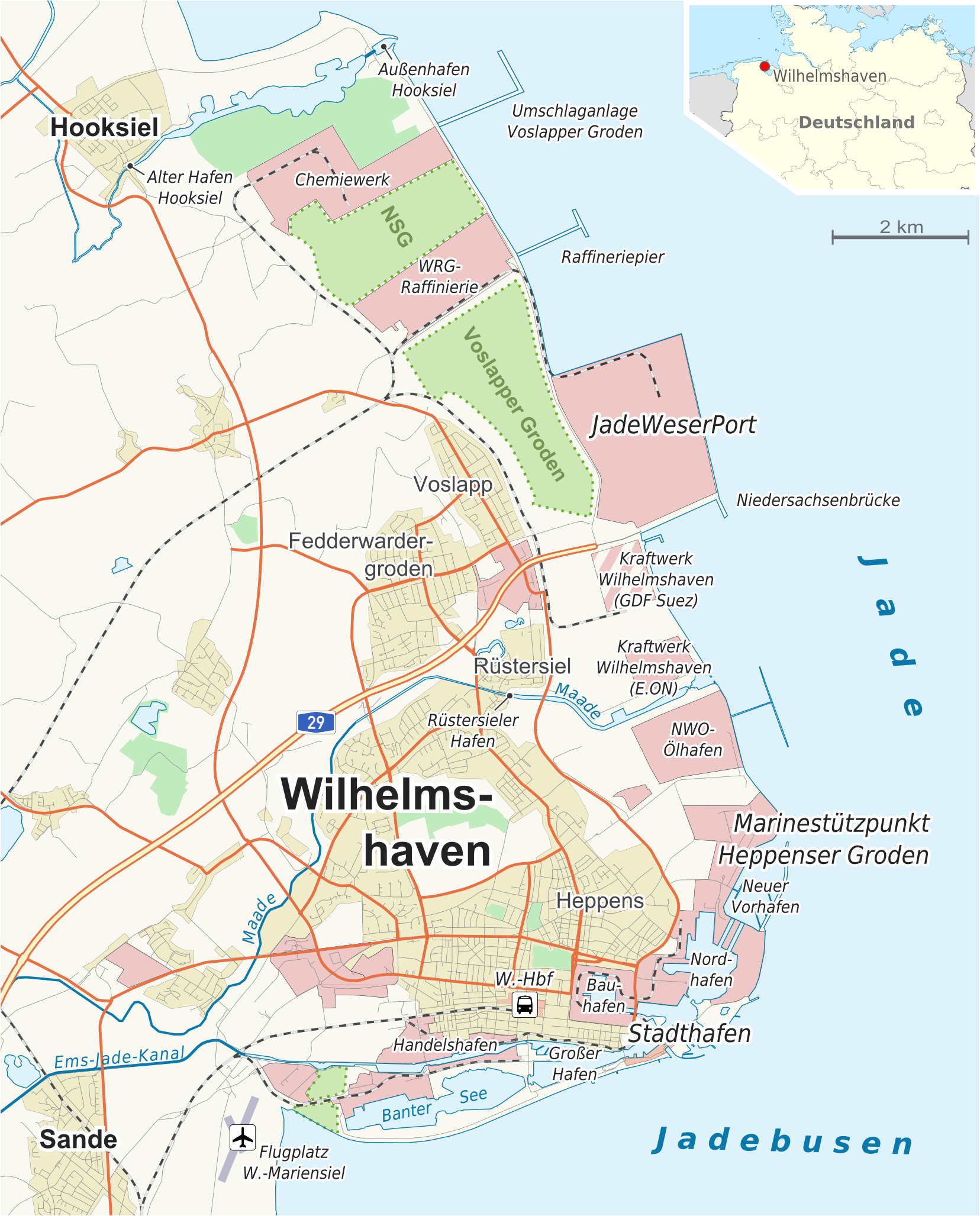
Häfen und Verkehrsanbindung

#### Häfen
Ursprünglich war der Wilhelmshavener Hafen ausschließlich als Kriegshafen konzipiert. Zivile Schifffahrt war nur in dem für die Versorgung des Marinestützpunkts und der Stadt notwendigen Umfang vorgesehen. Nach dem Ersten Weltkrieg wurde der Hafen stärker für zivile Zwecke genutzt, unter anderem für den Ölumschlag. Nach der Zerstörung im Zweiten Weltkrieg und vor allem den anschließenden fast vollständigen Demontagemaßnahmen der Alliierten konnte der Hafen nur langsam wieder an wirtschaftlicher Bedeutung gewinnen. Einen Durchbruch brachte die Fertigstellung des an die NWO-Pipeline nach Nordrhein-Westfalen angeschlossenen Ölhafens im Jahr 1958.
Heute bildet die Hafenwirtschaft einen ökonomischen Schwerpunkt Wilhelmshavens. Die Hafenanlagen gliedern sich in drei Bereiche, den hinter der Seeschleuse liegenden städtischen Hafen, die Hafenanlagen der Marine und die Landes- und Industriehafenanlagen am Jadefahrwasser. Letztere bilden mit einer Fahrwassertiefe von bis zu 20 Meter den Hafen, der den höchsten Tiefgang in Deutschland erlaubt.

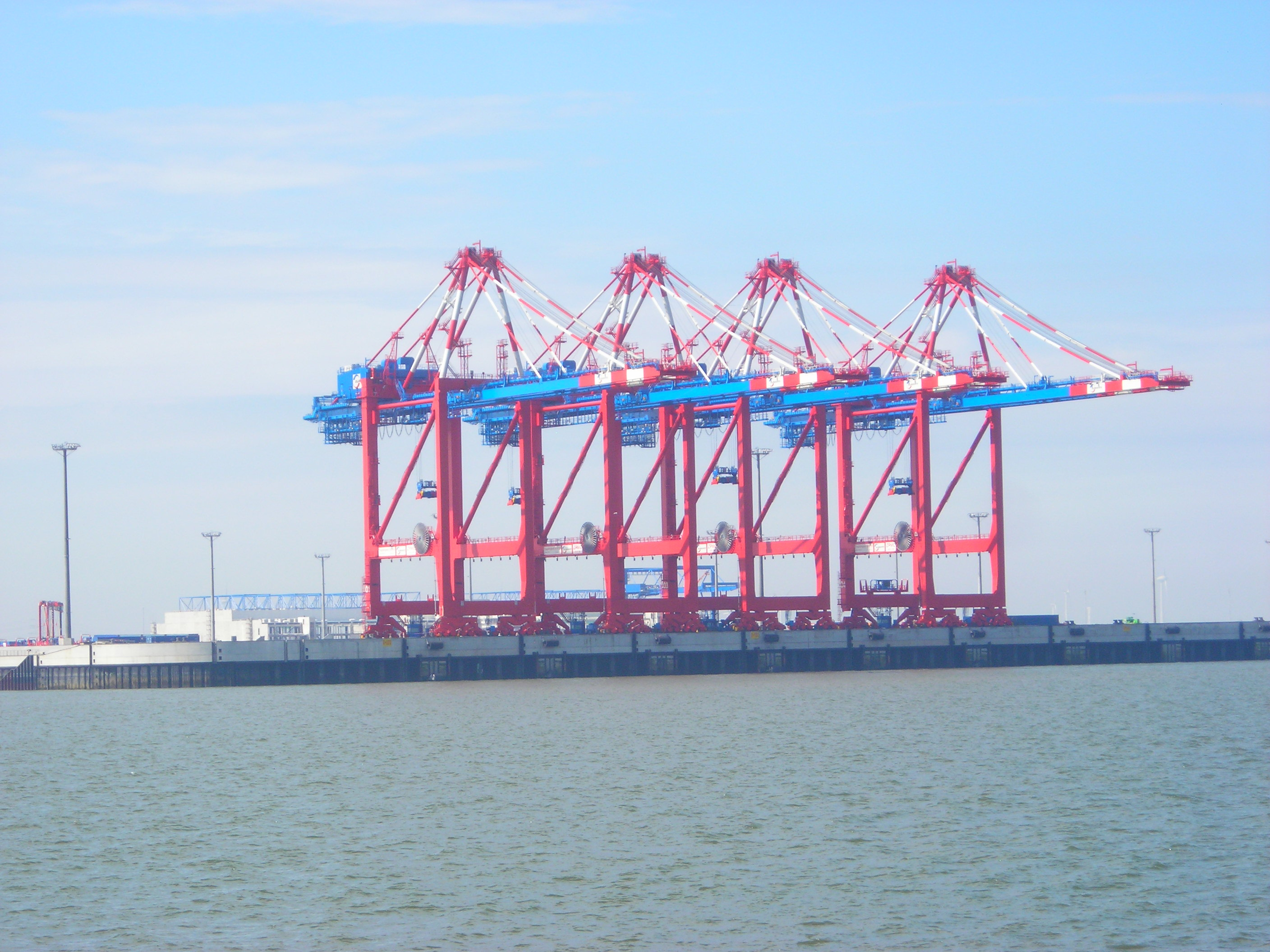
Containerkrane am JadeWeserPort

Dieses tiefe Fahrwasser war ausschlaggebend für den Bau des JadeWeserPorts, der für Containerschiffe ausgelegt ist, die aufgrund ihres Tiefgangs nicht tideunabhängig die Häfen in Hamburg und Bremerhaven anlaufen können. Der Bau des Hafens begann im Frühjahr 2008; im August 2012 gingen erste Teile in Betrieb. Die offizielle Eröffnung fand am 21. September 2012 statt.
Wilhelmshaven ist nach Hamburg zweitgrößter deutscher Massenguthafen. 2017 wurden in Wilhelmshaven 40,55 Mio. Tonnen feste und flüssige Massengüter umgeschlagen. 2008 waren es 39,969 Mio. t, davon allein 28,16 Mio. t Rohöl. 72 % des Rohölumschlags aller deutscher Seehäfen und fast 27 % des deutschen Rohöl-Imports wurden über Wilhelmshaven abgewickelt. Im Jahr 2010 betrug der Gesamt-Umschlag im Hafen nur 25,66 Mio. t, das sind noch 23,6 % weniger als im Krisenjahr 2009. Grund ist hauptsächlich der Rückgang des Umschlags von Rohöl auf 20,48 Mio. t (−18 %) und von Mineralölprodukten auf 1,69 Mio. t (−63 %). Hier machte sich in erster Linie die Stilllegung des Raffineriebetriebs von ConocoPhillips bemerkbar. Die ehemalige Wilhelmshavener Raffinerie wird seit Juni 2011 nur noch als Lager für Mineralölprodukte genutzt. Im Jahr 2012 betrug der Umschlag im Seegüterverkehr 26,6 Mio. t, das waren rund 16 % mehr als im Jahr 2011 (22,9 Mio. t). Im Jahr 2014 ging der Güterumschlag im Seeverkehr weiter zurück, er betrug nur noch 24,2 Mio. t (2013: 24,5 Mio. t); der Kohleumschlag lag nur noch bei 3,11 Mio. t (−6 %), der Containerumschlag am JadeWeserPort lag im zweiten vollen Betriebsjahr nur bei 67.076 TEU. Im Jahr 2015 stieg der Gesamtumschlag um 20 % auf rund 29 Mio. t Güter, 2016 lag er bei 26,2 Mio. t, 2017 bei 30,29 Mio. t (+16 %). Im Jahr 2020 wurden im Wilhelmshavener Seeverkehr 28,08 Mio. t umgeschlagen, 4 % weniger als 2019.

Im Eurogate Container Terminal Wilhelmshaven (CTW) im JadeWeserPort, an dem auch APM Terminals mit 30 % beteiligt ist, wurden 2015 426.751 TEU umgeschlagen, 2016 waren es 481.720 TEU, 2017 554.449 TEU (+15 %).
Neben seinem Status als Universalhafen (Schüttgut, Projektladung, Container, Schrott, Lebensmittel) ist der Seehafen mit seinen Umschlagbrücken für Rohöl und Mineralölprodukte, einer Raffinerie, Kohleumschlag und zwei Kohlekraftwerken als Umschlagplatz für die Energieversorgung Deutschlands von großer Bedeutung.
In Wilhelmshaven und Umgebung gibt es eine Anzahl von Kavernen, in denen die gesetzlich vorgeschriebenen Erdölreserven Deutschlands gelagert werden. Pipelines verbinden Wilhelmshaven mit Hamburg und der Rheinland Raffinerie in Wesseling bei Köln.

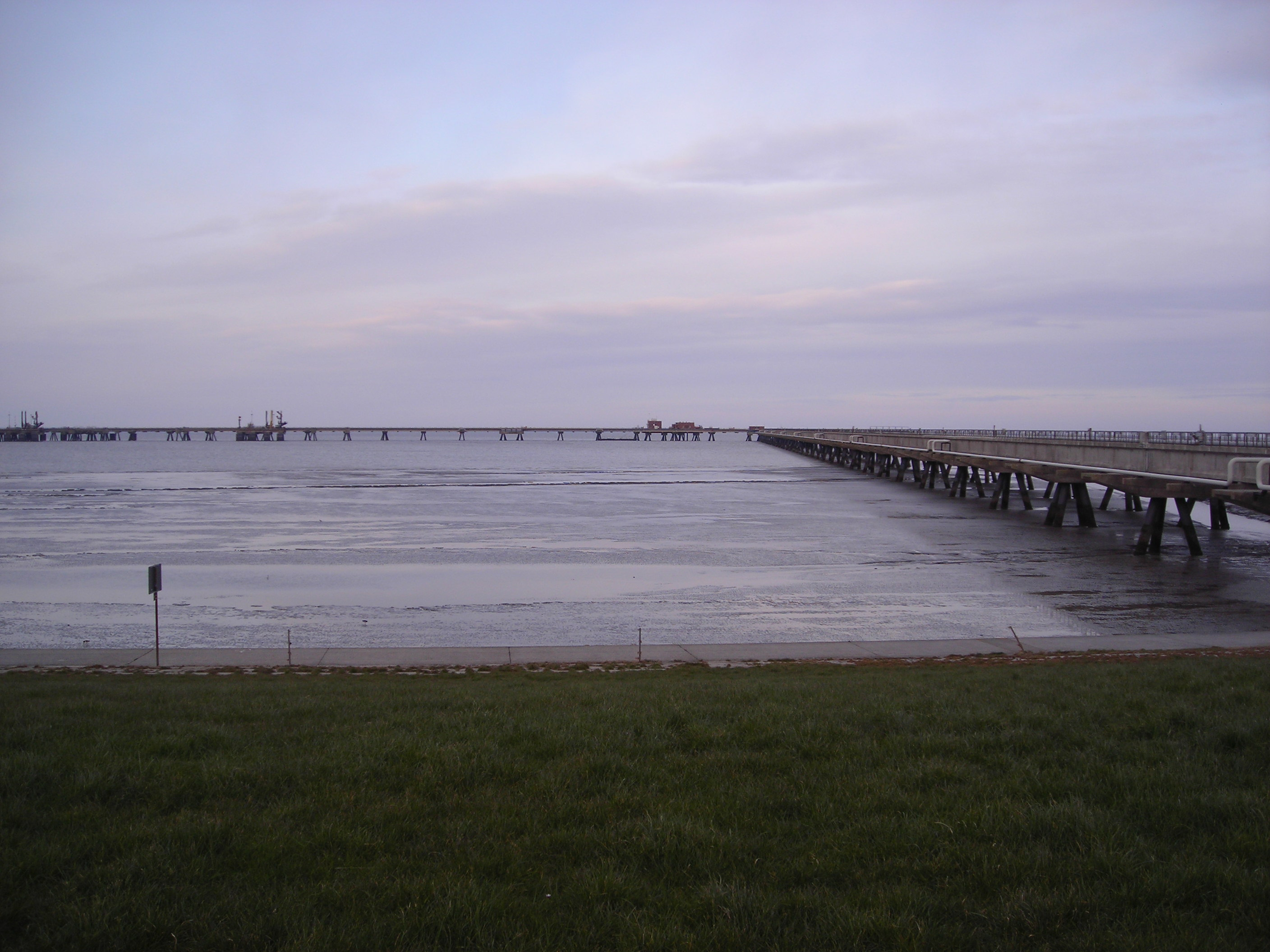
Die INEOS-Chemikalienpier, die für den Flüssiggas-Umschlag genutzt und ausgebaut werden soll

Ein Flüssigerdgasterminal sollte dazu dienen, Deutschland von Erdgasimporten über Pipelines aus Russland unabhängiger zu machen. Der ursprünglich für den Herbst 2008 vorgesehene Baubeginn eines Terminals der E.ON Ruhrgas für Flüssigerdgas (LNG) am Voslapper Groden wurde jedoch auf unbestimmte Zeit verschoben. Der RWE-Konzern plante den Bau eines Terminals, der die direkte Regasifizierung des Gases an Bord der LNG-Tanker erlaubt hätte. Damit hätte auf entsprechende Infrastruktur an Land verzichtet werden können. Dieses Terminal sollte 2010/2011 fertiggestellt und von der Deutschen Flüssigerdgas Terminal Gesellschaft (DFTG) betrieben werden. Es war für Tanker bis 215.000 t Ladefähigkeit vorgesehen und sollte jährlich bis zu 7,5 Mio t LNG, entsprechend zehn Prozent des deutschen Erdgasverbrauchs, umschlagen. Das Gas sollte über eine Pipeline zur Kavernenanlage Etzel im ostfriesischen Etzel geleitet werden, von wo es in das deutsche Erdgasnetz eingespeist werden sollte. Die E.ON Ruhrgas AG entschied sich für ihr LNG-Projekt allerdings für den Standort Rotterdam wegen der besseren Lage. Auch die RWE AG hat die Planung am Standort Wilhelmshaven nicht weiter verfolgt. Wilhelmshaven gehört neben Brunsbüttel, Stade und Rostock zu den Städten, die seit 2018 aufgrund des Druckes aus den USA wieder im Gespräch für ein LNG-Terminal sind, 50 Umweltverbände und Bürgerinitiativen sprechen sich dagegen aus.

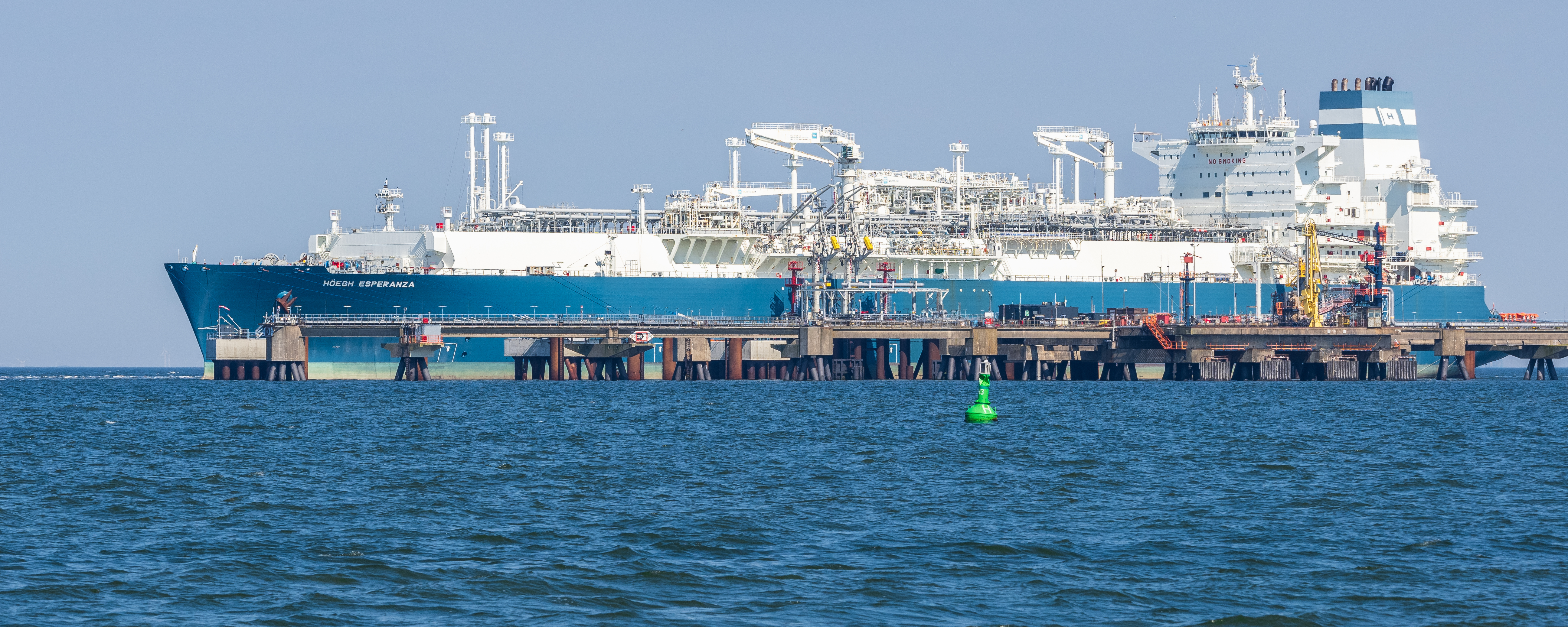
Flüssiggasterminal Wilhelmshaven: FSRU-Schiff „Höegh Esperanza“

Der deutsche Energiekonzern Uniper hat im November 2020 bekanntgegeben, seine Pläne für ein Flüssigerdgasterminal in Wilhelmshaven gründlich überdenken zu wollen. Offenbar gibt es zu wenig verbindliche Nachfrage für verflüssigtes Gas aus den USA. Außerdem erscheinen wegen der weltweiten COVID-19-Pandemie und anderer Faktoren die Konjunkturaussichten ungewiss. In Folge der Gaskrise wird seit Mai 2022 das Projekt beschleunigt realisiert. Das erste Gas soll Anfang 2023 angelandet werden können.

#### Wasserwege
Während das Jadefahrwasser auch den größten Schiffen erlaubt, Wilhelmshaven anzulaufen, fehlt die Anbindung an das deutsche Binnenwasserstraßennetz. Auf dem Wasserweg kann man lediglich per Sportboot über den Ems-Jade-Kanal die ostfriesischen Städte Aurich und Emden und die Flüsse Hunte und Ems erreichen. Um die Anbindung zu verbessern, wurde der Bau einer Wasserstraße zur Weser geprüft. Eine Möglichkeit ist der Ausbau des Wattfahrwassers, eine andere der Bau eines Jade-Weser-Kanals.

#### Rettungsstation der DGzRS
Die seit 1869 bestehende Rettungsstation der Deutschen Gesellschaft zur Rettung Schiffbrüchiger war lange Zeit mit fest angestellten Seenotrettern besetzt. Nachdem 1994 der Seenotrettungskreuzer nach Hooksiel verlegt wurde, wird ein Seenotrettungsboot für die Seenotrettung in der Jade von freiwilligen Helfern besetzt.

#### Straßenverkehr

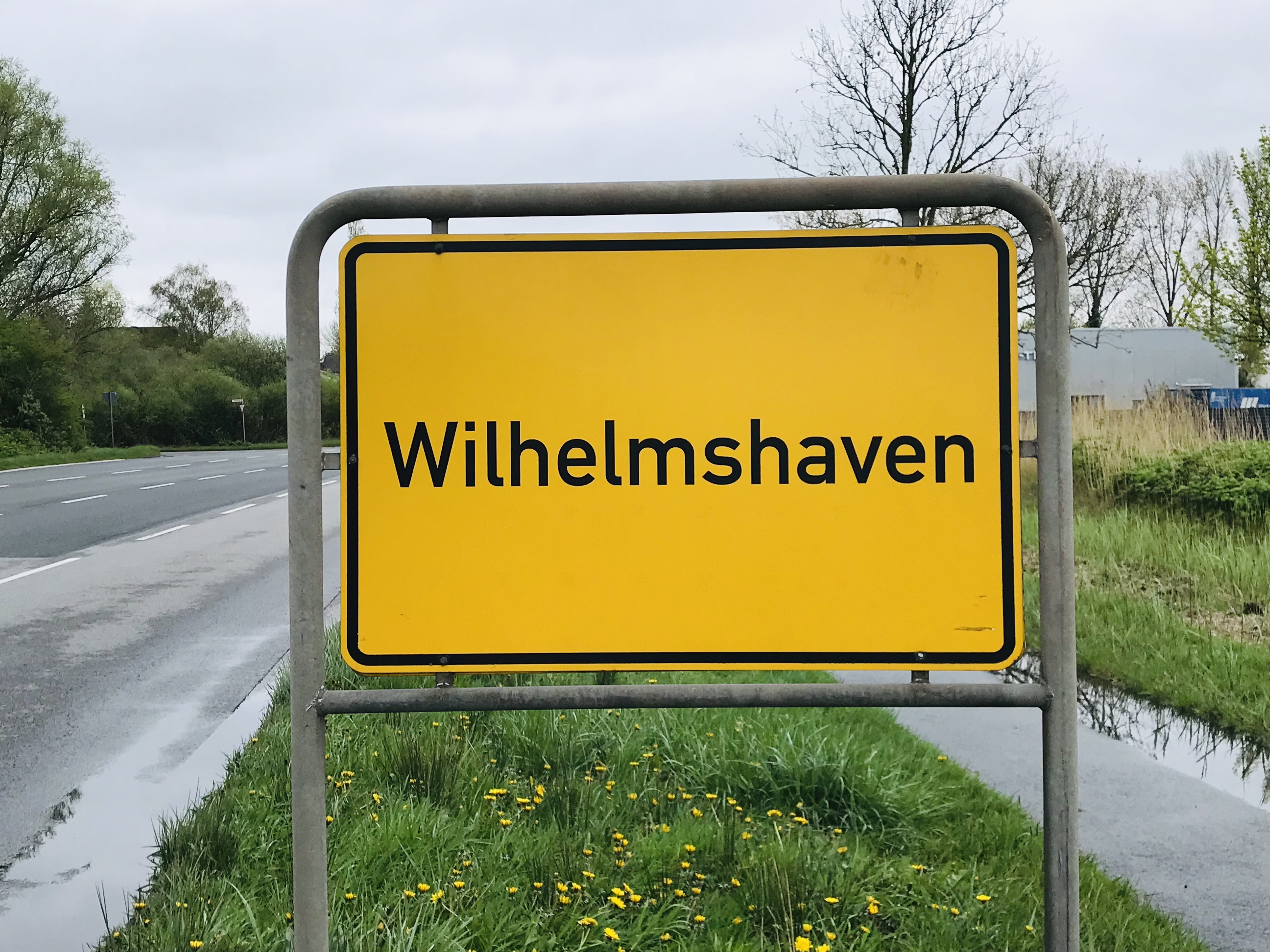
Ortseingang Bundesstraße 210 (Oldenburger Straße)

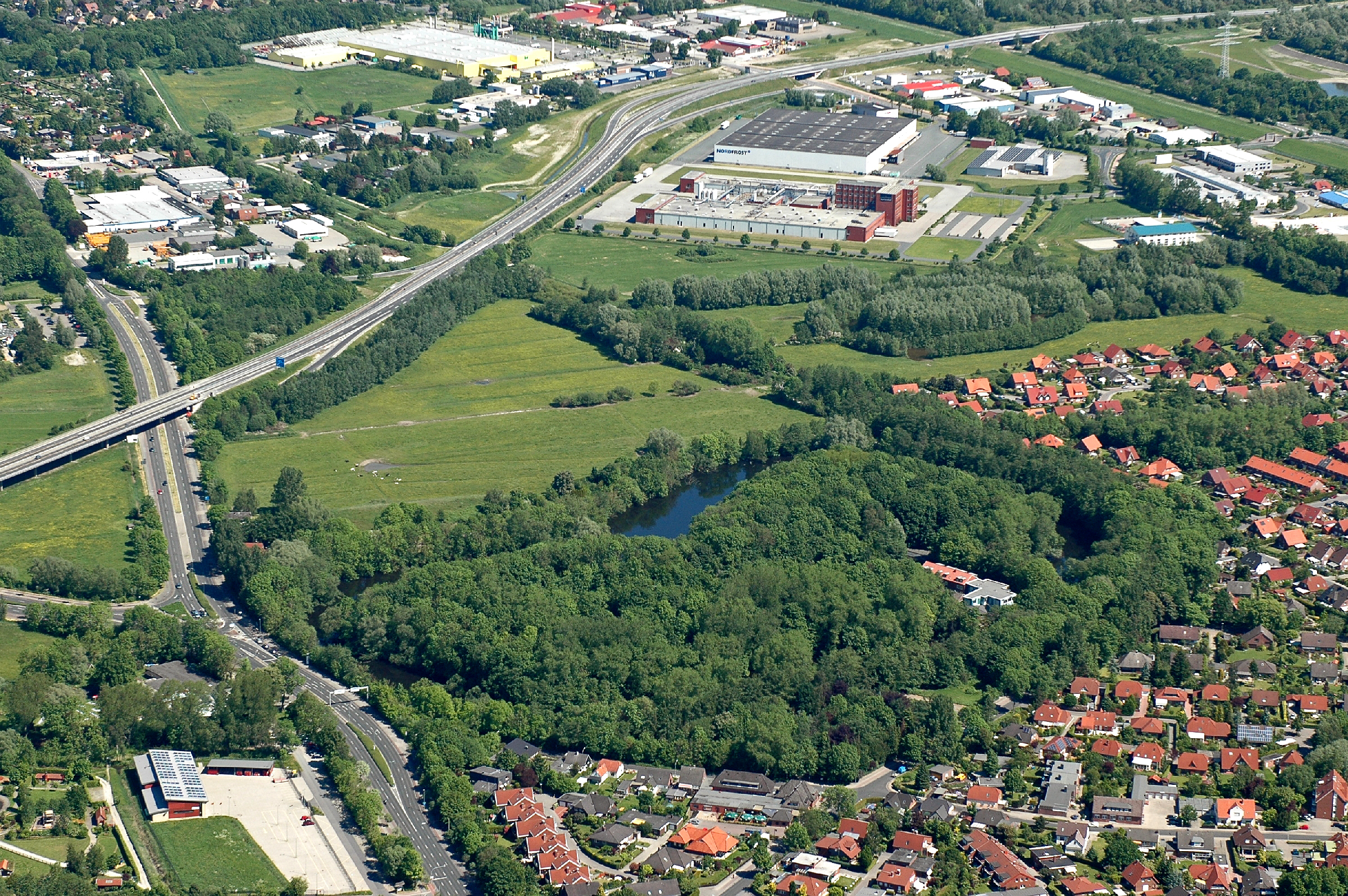
Autobahn 29
Rechts ohne Nr. Jade-Weser-Port
Mitte AS 1 Voslapp
Links AS 2 Fedderwardergroden

Im Wilhelmshavener Stadtgebiet existieren ca. 830 namentlich benannte Straßen, Plätze, Wege und Deichstraßen. Mit 4,5 Kilometern ist der Ölhafendamm die längste Straße in Wilhelmshaven, gefolgt von der Freiligrathstraße mit 4,4 Kilometern und der Flutstraße im Norden der Stadt mit 4,2 Kilometern Länge. Während des Zweiten Weltkrieges wurde das städtische Straßennetz durch Luftangriffe weitgehend zerstört; die Straßenbeleuchtung war vollkommen zerstört und das Entwässerungssystem war stark beschädigt. Nach dem Krieg erfolgte in mehreren großen Straßenbauprojekten der Wiederaufbau des Wilhelmshavener Straßennetzes: zunächst die Wiederinstandsetzung des Mühlenweges und der Bismarckstraße sowie die Befestigung des Rathausplatzes. Mit dem Flächennutzungsplan von 1951 und dem Generalverkehrsplan von 1960 wurde schließlich begonnen, die Verkehrsstraßen an den wachsenden Straßenverkehr anzupassen. Die Verkehrsplaner entwickelten eine neue Grundkonzeption des Wilhelmshavener Straßennetzes im Sinne einer modernen Stadtentwicklung („organischer Städtebau“): Die Grenzstraße (an der ehemaligen Grenze zwischen Rüstringen und Wilhelmshaven) sollte nun zur „Lebenslinie“ der beiden vereinigten Städte werden und das Verkehrsnetz die Form einer „Gabel“ mit drei Zinken annehmen: Vom Hauptverkehrsknotenpunkt, der Bundesstraße 69 (Bismarckstraße), sollten nun Tangentialstraßen nach Nordosten (an Altengroden und Rüstersiel vorbei auf die geplanten Niedersachsenbrücke zu) und Südosten (über die Ebkeriege in die Peterstraße) führen, während eine Osttangente (jetzt Friesendamm) die verkehrsmäßige Erschließung der Industriegebiete in den östlichen Groden sicherstellen und zugleich eine Nord-Süd-Verbindung zwischen Voslapp und der Südstadt bieten sollte. Große Teile dieser Planungen wurden in den 1960er Jahren in Ergänzung des bisherigen Straßennetzes umgesetzt und in den 1970er Jahren fortgeführt: So wurde zwischen 1974 und 1976 die Bismarckstraße zu einer vierspurigen Ausfallstraße mit trennendem Mittelstreifen vom Berliner Platz bis zur Genossenschaftsstraße ausgebaut; 1977 wurde mit dem Bau der Osttangente zwischen Rüstersiel und der neuen Jachmann-Brücke begonnen.
Im Juni 1968 hatte das Bundesverkehrsministerium im Rahmen des Ausbaus des Bundesfernstraßennetztes den Bau einer Bundesautobahn zwischen Wilhelmshaven und Cloppenburg beschlossen, der einen geplanten Ausbau mit Teilverlegungen der B 69 ersetzten sollte. Im April 1984 wurde schließlich die 91 Kilometer lange, am JadeWeserPort beginnende Bundesautobahn A 29 (Jadelinie) fertiggestellt: Sie führt über Oldenburg in Richtung Süden und schließt am Autobahndreieck Ahlhorner Heide an die A 1 Dortmund–Bremen (Hansalinie) an. Das in der Nachbargemeinde Schortens gelegene Wilhelmshavener Kreuz bindet die A 29 an die hier autobahnähnliche Bundesstraße 210 an, die in östlicher Richtung in die Wilhelmshavener Innenstadt sowie westlich über Jever, Wittmund und Aurich nach Emden führt.
Viele Wilhelmshavener Unternehmen unterstützen außerdem den Bau der Küstenautobahn A 20. Diese soll an der A 28 am Autobahndreieck Westerstede beginnen und die A 29 am Autobahnkreuz Jaderberg südlich von Wilhelmshaven kreuzen. Von dort wird die A 20 in Richtung Osten durch den existierenden Wesertunnel und einen neu zu errichtenden Elbtunnel bei Drochtersen führen. Anschließend umgeht sie Hamburg nördlich, um schlussendlich an den existierenden Teil der Autobahn bei Bad Segeberg anzuschließen.

#### Schienenverkehr

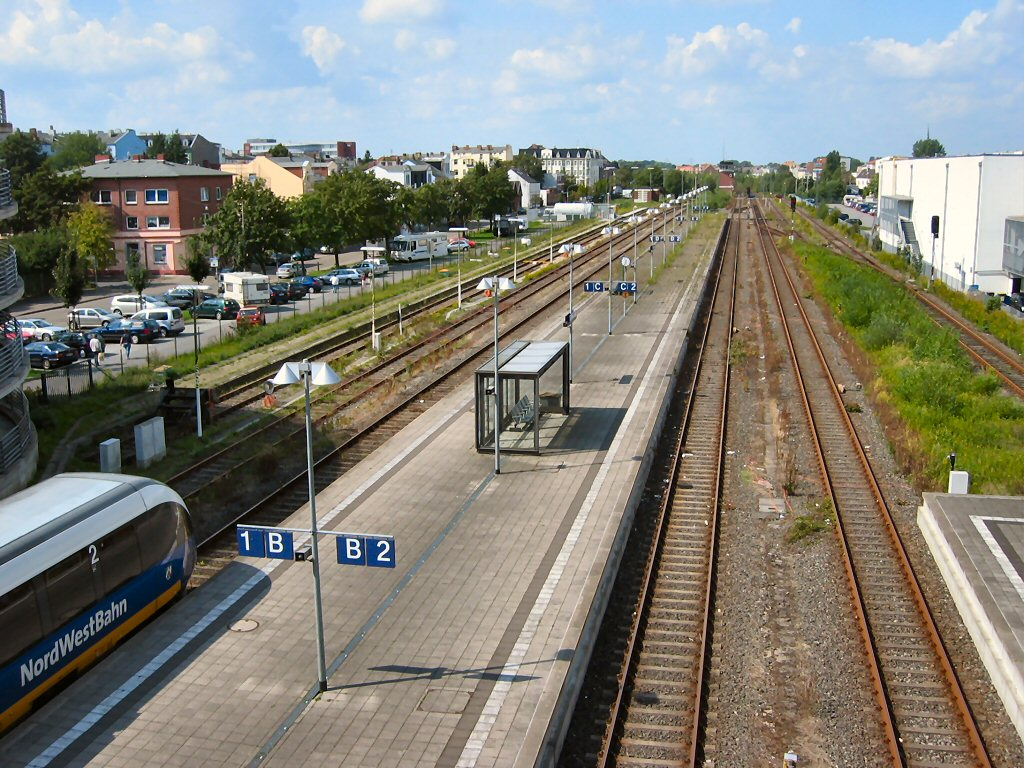
Blick aus dem Bahnhof

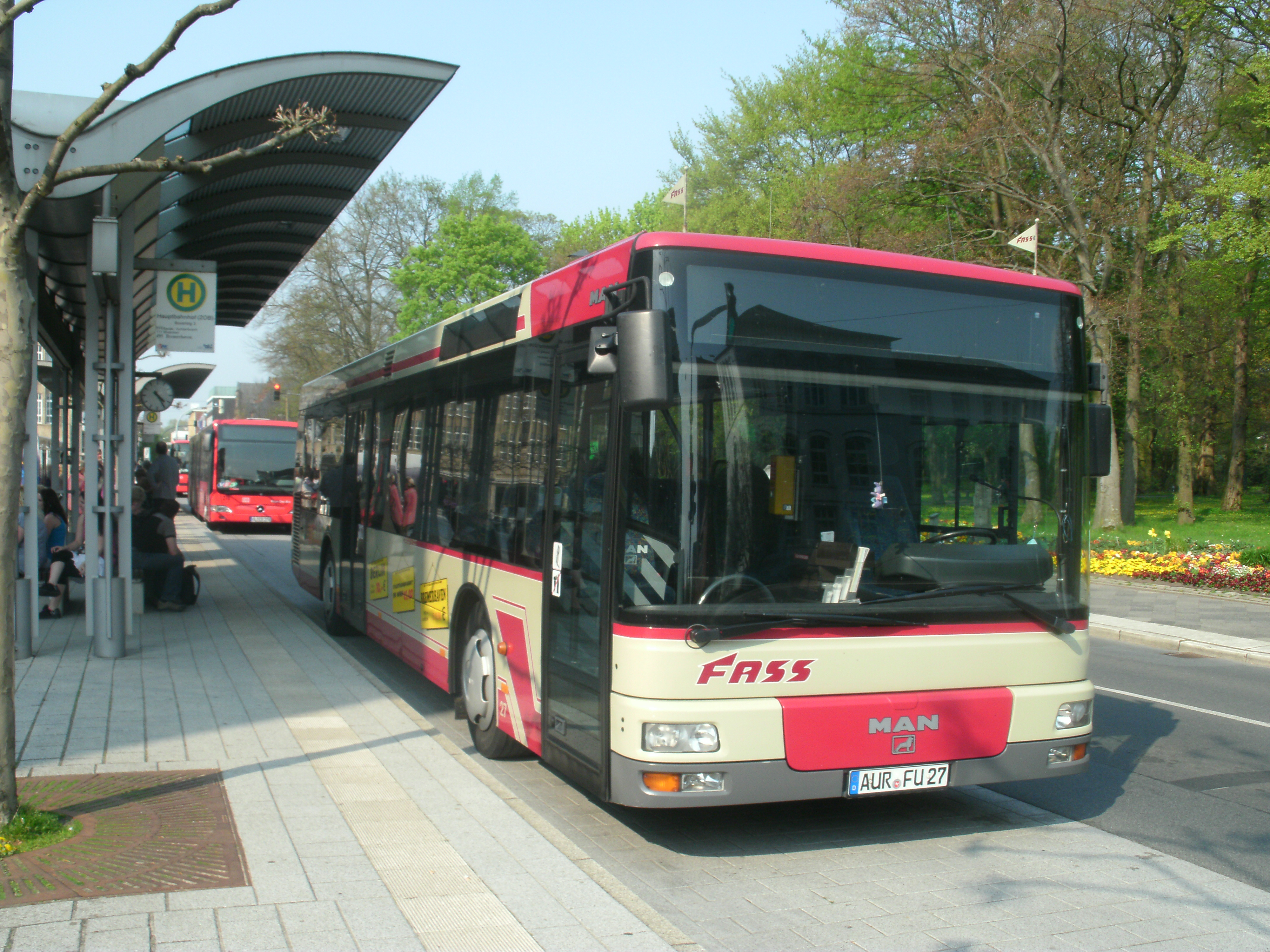
Linienbus nach Wiesmoor (Fass Reisen) am ZOB Wilhelmshaven, dahinter Busse von Weser-Ems Bus

Der Wilhelmshavener Bahnhof ist der nördliche Endpunkt der Bahnstrecke Wilhelmshaven–Oldenburg. Von Wilhelmshaven bestehen drei regelmäßige Eisenbahnverbindungen. Die erste (Kursbuchstrecke 392, RE 18) führt über Sande, Oldenburg, Cloppenburg nach Osnabrück. Eine zweite Verbindung (Kursbuchstrecke 393, RB 59) verläuft zunächst über vorgenannte Strecke bis Sande, zweigt dort in spitzem Winkel von der Strecke 392 ab und führt über Jever und Wittmund nach Esens. Die NordWestBahn bedient seit dem 5. November 2000 beide Verbindungen im Stundentakt mit modernen Dieseltriebwagen. Seit Februar 2003 besteht wieder eine Direktverbindung Wilhelmshaven–Oldenburg–Bremen (Kursbuchstrecke 392/390, RE 19), seit 2015 bis zu viermal am Tag; früher musste jedoch auf dem Weg nach Bremen in Oldenburg Hbf umgestiegen werden. Ursprünglich war ab dem Fahrplanwechsel im Jahr 2025 eine zweistündliche, umsteigefreie Verbindung von und nach Hannover durch Flügelung der Linie RE1 in Oldenburg geplant, diese verzögert sich aufgrund von Problemen bei der Lieferung neuer Doppelstockzüge des Zugherstellers Alstom nun auf das Jahr 2027. Es ist inzwischen die vierte Verzögerung, die Alstom kommunizieren muss.

#### Öffentlicher Personennahverkehr
Ursprünglich diente dem Öffentlichen Personennahverkehr (ÖPNV) die Wilhelmshaven-Rüstringer Straßenbahn, die von der Wilhelmshavener Straßenbahn GmbH, Frankfurt (Main), und der benachbarten Stadt Rüstringen im Jahr 1913 eröffnet worden war. Sie wurde 1945 zerstört und durch einen Omnibusbetrieb ersetzt.
In dieser Zeit übernahm die Vorortbahn Wilhelmshaven einen Teil des Verkehrs in der Stadt und ihrer Umgebung. Sie benutzte das seit 1870 stetig gewachsene Gleisnetz der Werftbahn der Reichsmarine, das anfangs nur dem Güterverkehr, ab 1941 aber auch einem zunächst beschränkt öffentlichen Personenverkehr gedient hatte. Der Personenzugverkehr endete im Jahr 1961.
Den ÖPNV bewerkstelligen heute sechs innerstädtische Buslinien der Stadtwerke-Verkehrsgesellschaft Wilhelmshaven. Der innerstädtische Betrieb erfolgt in der Hauptgeschäftszeit im 20-Minuten-Takt, nach 21 Uhr im 30-Minuten-Takt. Weitere Regionalbuslinien führen u. a. nach Aurich, Jever, Varel, Schillig und Sande (Weser-Ems Bus, Fass Reisen, Bruns-Reisen) sowie Wiesmoor (Fass Reisen). Es gilt der Tarif des Verkehrsverbundes Ems-Jade.
Die Stadt ist auch der Ausgangspunkt zweier Fernbuslinien, die Wilhelmshaven unter anderem mit der Hauptstadt Berlin und der Hansestadt Hamburg verbinden. Bremerhaven (Linie 495) ist seit 2017 nicht mehr dabei.

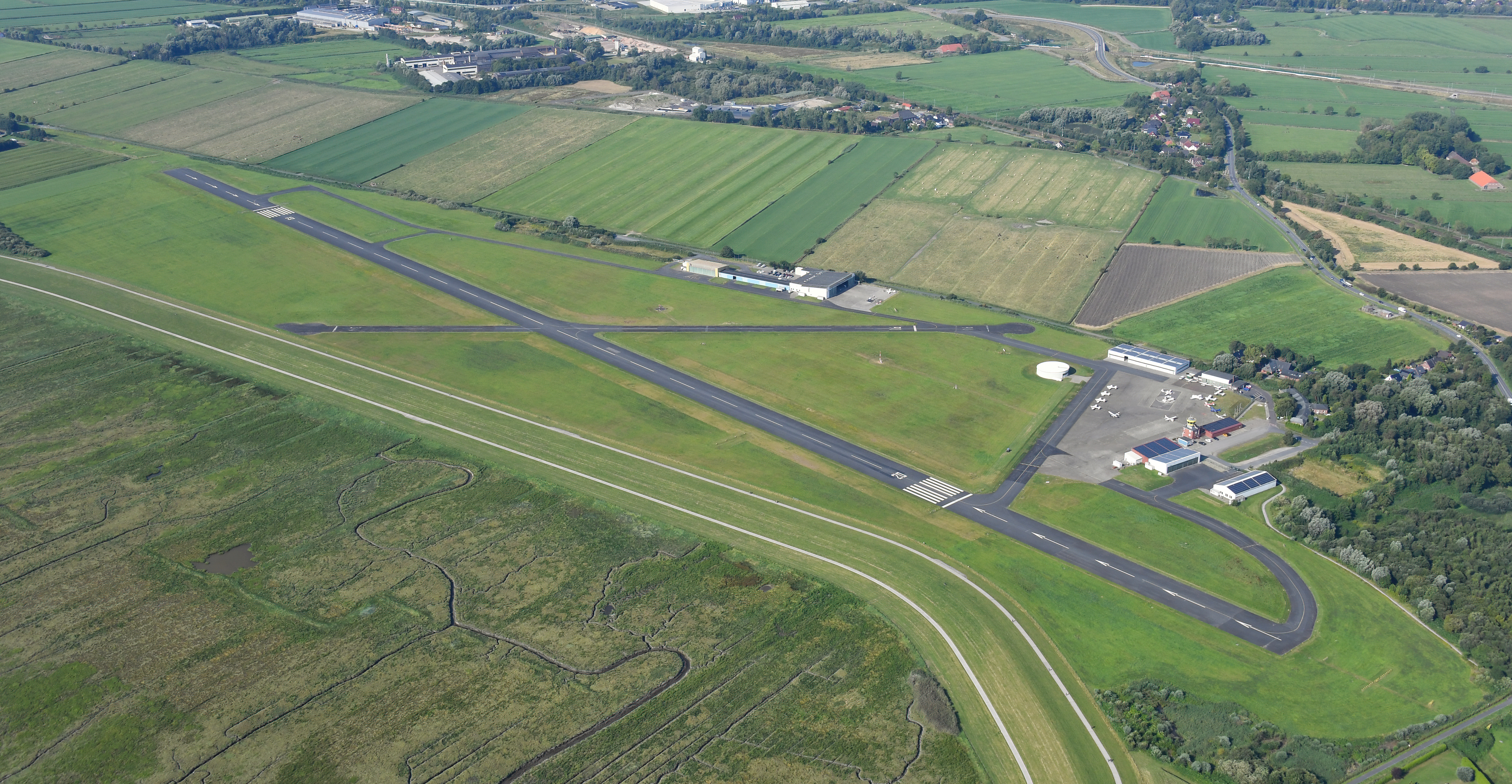
Flugplatz JadeWeserAirport

#### JadeWeserAirport
Der JadeWeserAirport befindet sich in Mariensiel, am südlichen Stadtrand von Wilhelmshaven. Der Flugplatz wurde 2007 zu einem Verkehrslandeplatz für Start und Anflüge nach Instrumentenflugregeln (IFR) umgerüstet. Er kann von Flugzeugen bis zu 14 Tonnen Gewicht genutzt werden. Von dem Flugplatz findet der Lotsenversetzdienst mit Hubschraubern zu den Schiffen in der Deutschen Bucht statt.

#### Fernwanderwege
In Wilhelmshaven beginnen bzw. enden zwei Fernwanderwege. Der rund 130 Kilometer lange Jadeweg beginnt am Wilhelmshavener Bontekai und führt am Jadebusen entlang, umrundet das Zwischenahner Meer, verläuft durch Oldenburg und die Wildeshauser Geest nach Wildeshausen. Gekennzeichnet ist der Weg durch Schilder mit einem weißen „J“ auf schwarzem Untergrund. Der 75 Kilometer lange Ems-Jade-Weg verbindet die Städte Wilhelmshaven, Aurich und Emden. Er verläuft weitgehend entlang dem Ems-Jade-Kanal. Sein Kennzeichen ist ein weißer Anker auf schwarzem Untergrund.

### Bildung und Wissenschaft

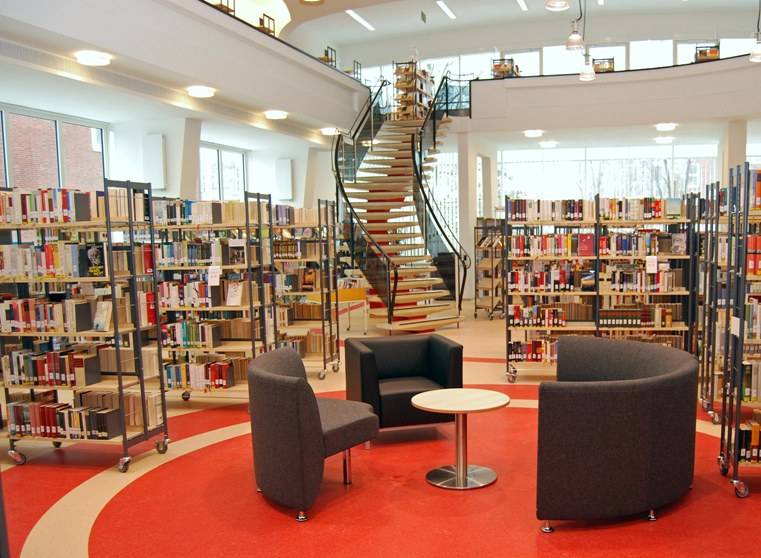
Blick in die umgebaute Stadtbibliothek

Als Oberzentrum der Region hält Wilhelmshaven ein breites Angebot schulischer Einrichtungen vor. Es reicht von den allgemeinbildenden und berufsbildenden Schulen bis hin zu speziellen Schulangeboten wie der Musikschule oder dem Außerschulischen Lernort „Bildung und Technik“. Auf dem Gebiet der Erwachsenenbildung besteht mit der Volkshochschule und anderen Einrichtungen kirchlicher, gewerblicher und sonstiger Träger ein qualifiziertes Angebot.
Die Stadtbibliothek mit den Bereichen Erwachsenen-, Kinder-, Jugend- und Musikbücherei bietet rund 88.000 ausleihbare Medien sowie Zeitungen und Nachschlagewerke zur Präsenznutzung an. Ihr gesamter Medienbestand kann online über das Internet abgefragt werden. Wissenschaftliche Literatur, die nicht am Ort vorhanden ist, kann per Fernleihe von auswärtigen Bibliotheken bestellt werden. Über mehrere PC-Arbeitsplätze bietet die Stadtbibliothek einen öffentlichen Zugang zum Internet an. Unterstützt wird sie dabei durch den Förderverein „Information für Alle e. V.“, der es sich zum Ziel gesetzt hat, die Voraussetzungen für einen allgemeinen Zugriff auf elektronisch gespeicherte Informationen zu schaffen. Neben der Stadtbibliothek stehen die Präsenzbibliotheken weiterer öffentlicher Einrichtungen, wie zum Beispiel der Jade Hochschule und des Niedersächsischen Instituts für historische Küstenforschung, der Öffentlichkeit zur Verfügung.
Wilhelmshaven war von 1949 bis 1962 Sitz der Hochschule für Arbeit, Politik und Wirtschaft. 1971 entstand als Zusammenschluss der Staatlichen Ingenieurakademie Wilhelmshaven und der Akademie für Betriebswirte die Fachhochschule Wilhelmshaven mit den Fachbereichen Ingenieurwissenschaften und Wirtschaft. Sie wurde 2000 mit den Fachhochschulen Oldenburg und Ostfriesland zur neuen Fachhochschule Oldenburg/Ostfriesland/Wilhelmshaven (FHOOW) vereinigt, die mit rund 9.500 Studenten an den Studienstandorten Wilhelmshaven, Emden, Elsfleth, Leer und Oldenburg die größte Fachhochschule des Landes Niedersachsen war. Zum 1. September 2009 wurde diese Fusion aufgehoben und die Fachhochschule Wilhelmshaven/Oldenburg/Elsfleth mit Sitz in Wilhelmshaven gegründet. Kurz nach der Gründung gab sich die neue Hochschule den Namen „Jade Hochschule“, da der Fluss Jade als verbindendes Element der Standorte der neuen Hochschule angesehen wird und der Begriff Jade „eingängig, international verständlich, in mehreren Sprachen problemlos auszusprechen und wettbewerbsfähig“ sei sowie „einen hohen Wiedererkennungswert“ habe.
Seit dem Wintersemester 2018/19 kann an der Berufsakademie Wilhelmshaven der Bachelor-Ausbildungsgang Soziale Arbeit dual studiert werden. Die Gründung dieser Berufsakademie ist eine Reaktion auf den Fachkräftemangel im sozialen Berufsfeld der Region.
Daneben ist Wilhelmshaven auch Standort einiger weiterer wissenschaftlicher Forschungseinrichtungen:
Bereits seit 1928 besteht eine Außenstelle des Forschungsinstituts und Naturmuseums Senckenberg mit dem Namen Senckenberg am Meer. Die ursprünglich als Forschungsstelle für Meeresgeologie gegründete Station wurde bereits 1929 um das Gebiet der Meerespaläontologie erweitert. Heute hat die wissenschaftliche Einrichtung zwei Abteilungen: Die Abteilung Meeresforschung besteht aus den Fachgebieten Aktuopaläontologie, Marine Sedimentologie, Meeresbiologie, Meeresgeologie und Sedimentpetrographie. Die zweite Abteilung ist seit 2001 das Deutsche Zentrum für Marine Biodiversitätsforschung. Der Sitz des Instituts befindet sich in den ehemals als Kasernen genutzten Gebäuden am Fliegerdeich.
Ein weiteres Institut in Wilhelmshaven ist das Institut für Vogelforschung „Vogelwarte Helgoland“ (IfV). Es wurde am 1. April 1910 als Vogelwarte Helgoland innerhalb der Preußischen Biologischen Anstalt auf Helgoland gegründet. Sein Aufgabenschwerpunkt war die Erforschung des Vogelzugs auf der Insel. Nach der kriegsbedingten Räumung der Insel Helgoland erfolgte 1947 der Neubeginn des Instituts in Wilhelmshaven, dem heutigen Hauptsitz. Eine Außenstation des IfV wird auf dem Helgoländer Oberland betrieben. Eine weitere Außenstation besteht am Banter See, wo an einer Flussseeschwalbenkolonie zu Populationsökologie, Physiologie und individueller Entwicklung geforscht wird. Das Institut beschäftigt sich vorwiegend mit der Grundlagenforschung und den vielfältigen Beziehungen zwischen Vögeln und ihrer belebten und unbelebten Umwelt. Auch heute noch ist die Vogelzugforschung das Hauptthema der wissenschaftlichen Arbeit. Das IfV ist gleichzeitig die für Nordwestdeutschland zuständige Beringungszentrale.
Seit 1938 ist das Niedersächsische Institut für historische Küstenforschung (NIhK) in Wilhelmshaven ansässig, das in enger interdisziplinärer Zusammenarbeit von Archäologen, Botanikern, Geologen und Geographen die Landschafts- und Siedlungsgeschichte im niedersächsischen Küstenraum erforscht. Es ist auch der Sitz des 1950 gegründeten Marschenrates zur Förderung der Forschung im Küstengebiet der Nordsee, der durch regelmäßige Lehrexkursionen, Kolloquien und ähnliche Veranstaltungen auf aktuelle Probleme des Küstenraumes hinweist.

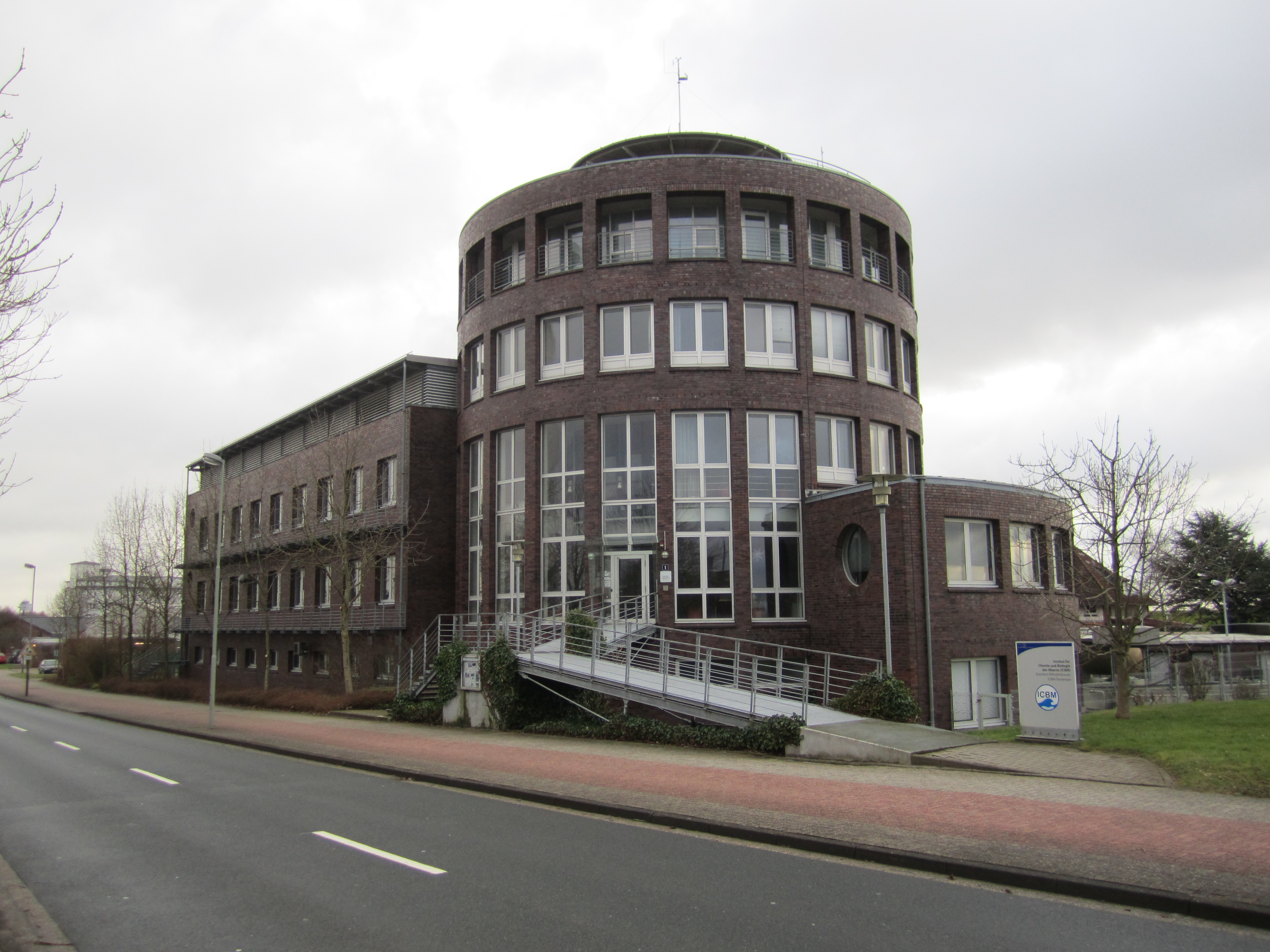
ICBM Terramare in Wilhelmshaven

Das ICBM Terramare in Wilhelmshaven entstand aus dem 1990 gegründeten Forschungszentrum Terramare (FTM), einer aus Landesmitteln finanzierte wissenschaftliche Dienstleistungseinrichtung, die das Institut für historische Küstenforschung, das Institut für Vogelforschung, das Senckenberg-Institut für Meeresgeologie und -biologie und die Nationalparkverwaltung Niedersächsisches Wattenmeer in Belangen der Flachmeer-, Küsten- und Meeresumweltforschung unterstützte. Es wurde mit seinem 1994 eingeweihten Forschungszentrum 2008 in das Institut für Chemie und Biologie des Meeres (ICBM) der Universität Oldenburg eingegliedert.
Das Deutsche Windenergie-Institut (DEWI) wurde 1990 als eine hundertprozentige Gesellschaft des Landes Niedersachsen mit Hauptsitz in Wilhelmshaven gegründet. Ziel des DEWI ist die Unterstützung und Förderung der Windenergieindustrie. Das Aufgabengebiet umfasst die Grundlagenforschung, die Entwicklung von Messmethoden, die Unterstützung im Bereich der politischen Entscheidungsfindung und die vielfältigen Aufgaben bei der Errichtung von Windparks. In der Hauptsache bietet das DEWI als neutrale Einrichtung direkte Dienstleistungen zum Thema Windenergie an. Dazu betreibt das DEWI am nördlichen Stadtrand ein Testfeld mit verschiedenen Windkraftanlagen. Seit Juni 2012 ist das DEWI ein Teil von Underwriters Laboratories (UL).

### Messstationen
Im Wilhelmshavener Stadtteil Sengwarden befindet sich eine von rund 1700 Messstellen des Radioaktivitätsmessnetzes des Bundesamts für Strahlenschutz (BfS). Die Messstation misst die Gamma-Ortsdosisleistung (ODL) am Messort und sendet die Daten an das Messnetz. Die über 24 Stunden gemittelten Daten können direkt im Internet abgerufen werden.
An der Utterser Landstraße im Stadtteil Voslapp befindet sich die Station Jadebusen (Kennung WNCC) des Lufthygienischen Überwachungssystems Niedersachsen (LÜN). Die Station ist eine von 25 Messstationen in Niedersachsen; sie misst neben meteorologischen Daten Feinstaub, Ozon und Stickoxide in der Luft. Die Messwerte werden stündlich automatisch registriert und an die Messnetz-Zentrale in Hannover gesendet. Nach der Datenaufbereitung stehen sie im Internet zur Verfügung.

## Persönlichkeiten
Das Ehrenbürgerrecht ist die höchste Würdigung der Stadt Wilhelmshaven. Die Stadt hat die folgenden Personen damit ausgezeichnet:
- Franz Kuhlmann (1877–1965), Unternehmer, Stiftungsgründer
- Johann Janßen (1895–1983), Ratsherr der Stadt (1946–1972), Oberbürgermeister (1961–1972)
- Arthur Grunewald (1902–1985), Ratsherr der Stadt (1945–1960), Stadtdirektor (1960–1967) und Oberbürgermeister (1972–1976)
- Walther Schumann (1903–1986), Oberstadtdirektor (1956–1968), Beigeordneter des Rats der Stadt (1968–1976)
- Hans Janßen (1918–2001), Ratsherr der Stadt und Fraktionsvorsitzender (ab 1955), Landtagsabgeordneter (seit 1963), Oberbürgermeister (1981–1986)
- August Desenz, Ratsherr der Stadt Wilhelmshaven (seit 2001), Bundesverdienstkreuzträger (1998)[179]